# Porsche 911 GT3

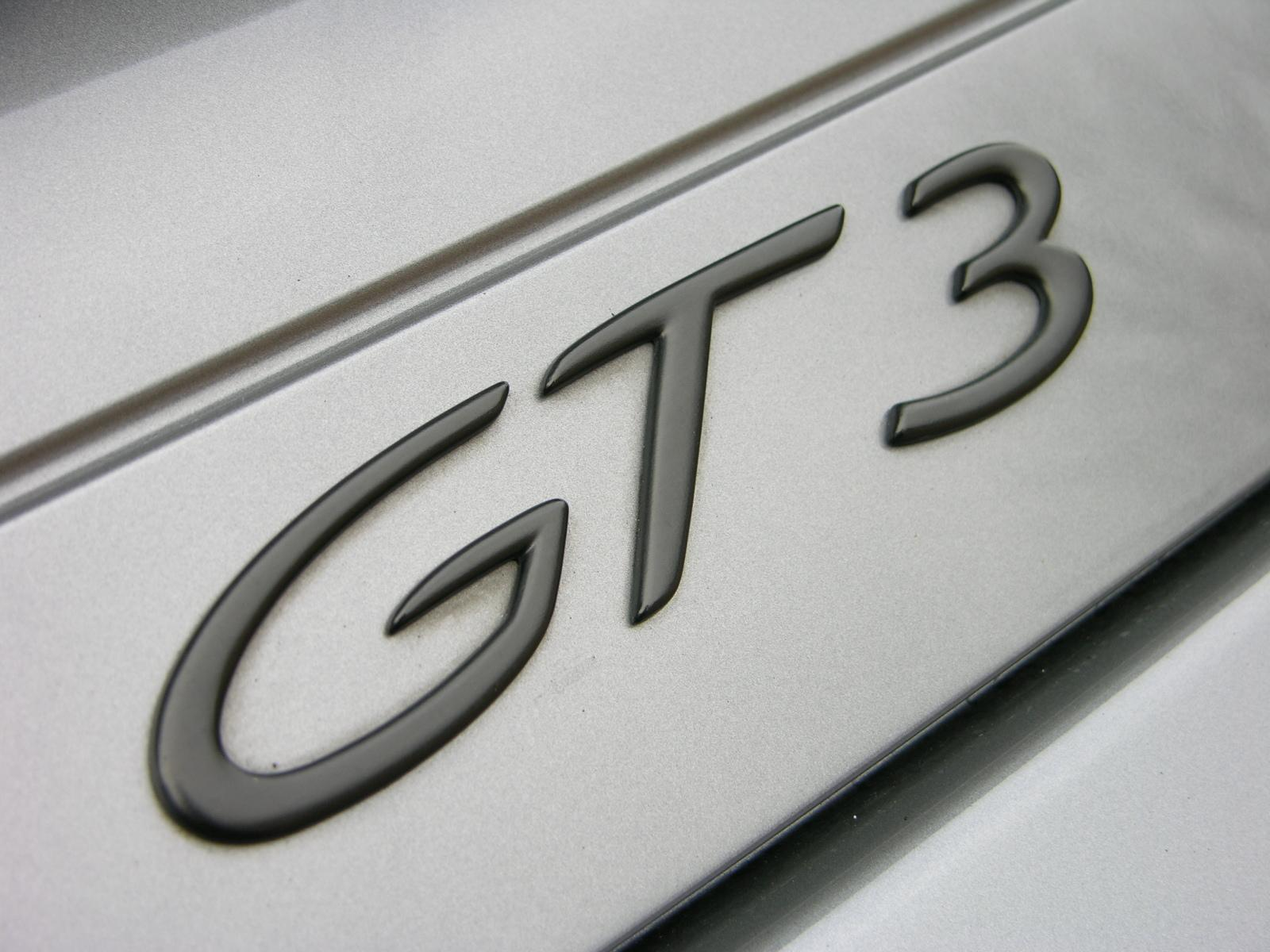
GT3-Schriftzug (bis heute unverändert)

Als Porsche 911 GT3 werden die seit 1999 gebauten Sportversionen der Porsche 911 mit wassergekühltem Saugmotor bezeichnet. Die von 1972 bis 1997 produzierten Sportversionen des 911 mit luftgekühltem Saugmotor, die seine direkten Vorgänger sind, hatten die Bezeichnung Carrera RS. Aktuell basiert die GT3-Version auf dem 911 der Generation 992.
Wie alle Porsche-911-GT-Modelle zeichnet sich auch der 911 GT3 durch Verzicht auf nicht notwendige Komfortmerkmale und Fokussierung auf die sportlichen Fortbewegung aus. Ähnlich seinen turbogeladenen Schwestermodellen Porsche 911 GT1 und 911 GT2 ist der GT3 in vielerlei Hinsicht vom Motorsport inspiriert.

## Typ 996

### Erste Generation (1999–2000; 265 kW / 360 PS)
Der erste Porsche GT3 erschien im Mai 1999 als Nachfolger des Porsche 911 Carrera RS. Er war das erste mit einem wassergekühlten Saugmotor ausgerüstete Sportmodell des Porsche 911. Die Bezeichnung GT3 übernahm Porsche von der Rennsportklasse, in der die Motorsportversionen des GT3 fährt; ähnlich wie beim turbogeladenen 911 GT2, der im Jahre 1995 auf Basis des Vorgängermodells 993 vorgestellt wurde. Auch er hatte seine Bezeichnung nach der Klasse erhalten, in der die Rennausführungen eingesetzt wurden. Der Grundpreis lag zur Markteinführung bei 179.500 DM im Modelljahr 1999 und 181.295 DM im Modelljahr 2000. Trotz dieses recht hohen Preises fanden sich viele Käufer, sodass die ursprünglich auf 1.350 Einheiten (wovon 685 für den deutschen Markt vorgesehen und innerhalb von rund zwei Monaten verkauft waren) ausgelegte Sonderserie dieses puristischen Fahrzeuges nachträglich auf insgesamt 1.868 Exemplare erhöht wurde, die zum Großteil in Deutschland ihre Liebhaber fanden.
Die Karosserie des GT3 basierte auf der Rohkarosserie des Porsche 911 Carrera 4, der allradgetriebenen Version des Porsche 911. Da beim GT3 nur die Hinterräder angetrieben wurden, konnte der Tank durch den Wegfall des vorderen Differentials und des Notrades von 64 l auf 89 l vergrößert werden. Statt eines Notrades gab es ein Reifenreparatursystem mit Reifenfüllflasche. Die Karosserie stammte vom serienmäßigen 911 Carrera und wurde nur im Bereich der hinteren Radläufe um einige Millimeter verbreitert, um Platz für die breiteren Räder zu schaffen. Auffälligere äußere Erkennungszeichen des 996 GT3 waren die im Vergleich zum 996 Carrera veränderte Frontschürze mit zusätzlicher Kunststofflippe sowie die neu gestalteten Seitenschweller. Das markanteste Merkmal war der doppelstöckige Heckflügel, dessen Neigung in sechs Stufen verstellbar war und so eine passende Einstellung sowohl für normale Straßenfahrten als auch für den Rennstreckeneinsatz bot. Zur Verbesserung des Luftstroms unter dem Fahrzeug war der GT3 mit einem dreiteiligen, aus Polypropylen gefertigten und mit zahlreichen Belüftungsöffnungen versehenen Unterboden ausgestattet.
Der GT3 war mit einem Sechszylinder-Boxermotor mit 3.600 cm³ Hubraum des Typs M96/76 ausgerüstet, der auf der Basis des Kurbelgehäuses vom luftgekühlten Porsche Typ 964 aufgebaut war und dessen Ursprung sich bis zu den Porsche-Rennsportwagen 962 und 911 GT1 zurückverfolgen ließ. Weil der Motor dank seines Renneinsatzes auch nach Motorsport-Maßstäben aufgebaut war, verfügte er über eine Trockensumpfschmierung mit separatem Öltank. Das Kurbelgehäuse war senkrecht geteilt. Die aus Zylinderkopf, Zylindergehäuse und Nockenwellengehäuse zusammengesetzte Zylinderbank wurde von Schrauben zusammengehalten; die Pleuel waren aus Titan, die Kurbelwelle war achtfach gelagert, plasmanitriert und trug ein Zweimassenschwungrad. Sie trieb über ein 2:1 übersetztes Stirnradpaar eine Zwischenwelle unter der Kurbelwelle an, die über Kettentriebe die Nockenwellen und direkt die beiden Ölpumpen antrieb. Jeder Zylinder hatte zwei Einlass- und zwei Auslassventile. Die verstellbaren Einlassnockenwellen wurden über das drehzahlabhängige VarioCam-System gesteuert. Die Verdichtung wurde gegenüber der des Serienelfers von 11,3 : 1 auf 11,7 : 1 erhöht. Die Maximaldrehzahl des Motors lag bei 7.800 min−1, die maximale Leistung belief sich auf 265 kW (360 PS) bei 7.200 min−1 – was einer Literleistung von 100 PS entsprach – und das maximale Drehmoment betrug 370 Nm bei 5.000 min−1. Diese Motorleistung ließ den nach DIN 1.350 kg schweren Sportwagen in 4,8 s auf 100 km/h beschleunigen und verhalf ihm zu einer Höchstgeschwindigkeit von 302 km/h, womit der GT3 das erste Fahrzeug der Modellreihe 996 war, das die 300-km/h-Marke überschritt. Die Kraft übertrug das aus dem Porsche 993 GT2 bekannte, als G96/90 bezeichnete 6-Gang-Schaltgetriebe und Sperrdifferential (Sperrwirkung 40 % Zug/60 % Schub) auf die Hinterachse. Das Potenzial des 996 GT3 wurde vor allem durch eine im Jahr 1999 vom Porsche-Werksfahrer Walter Röhrl auf der Nordschleife des Nürburgrings gefahrene Zeit von 7:56 min verdeutlicht, womit der Porsche 911 GT3 das erste Serienfahrzeug war, das die Nordschleife der Rennstrecke des Nürburgrings in weniger als 8 min umrundete.
Von der mit verstellbaren Stabilisatoren und verstellbarem Sturz (zur Gewährleistung einer bestmöglichen Achsgeometrie) versehenen Hinterachse wurde die Leistung mit Pirelli-P-Zero-Reifen der Größe 285/30 ZR 18 auf 10 J × 18 großen zweiteiligen und im sogenannten „Sport-Design“ ausgeführten Zehnspeichenrädern mit verschraubten Felgen auf die Straße übertragen. Die Bremsanlage hatte ABS 5.3, einen 10-Zoll-Vakuumbremskraftverstärker, gelochte, innenbelüftete Grauguss-Bremsscheiben – vorn 34 mm, hinten 28 mm stark – mit einem Durchmesser von jeweils 330 mm und rot lackierten 4-Kolben-Aluminium-Monobloc-Festsättel. Die Maximalverzögerung erreichte rund 11 m/s², einen für Kraftfahrzeugbremsen sehr guten Wert. Im auto-motor-und-sport-Test des 911 GT3 fasste Autor Malte Jürgens die Leistungen der Bremse wie folgt zusammen: „Die Bremsanlage enttäuscht in keiner Disziplin; ihre Werte zählen zum Besten, was auto motor und sport je gemessen hat. Elf Meter pro Sekunde zum Quadrat, in kaltem und warmem Zustand, mit straßentauglichen Pirelli P-Zero-Reifen: Das ist ein Wort wie ein Asphalt-Anker.“
Die Kraftfahrzeugausstattung des GT3 war äußerst schlicht gehalten. Die Käufer solch eines Sportwagens erwarteten eine vom Rennsport angeregte Sachlichkeit und den Verzicht auf viele Komfortmerkmale. Das hieß: Anstatt der reichlich gepolsterten Sitze der Carrera-Modelle, die auf Wunsch aber dennoch erhältlich waren, gab es ab Werk enge Schalensitze des Stuttgarter Herstellers Recaro, die mit ihrer spärlichen Lederpolsterung zwar nicht so komfortabel ausfielen wie die des 911 Carrera, dafür ausgezeichneten Seitenhalt boten, was bei maximalen Querbeschleunigungen von bis zu 1,3g erforderlich war. Um Gewicht zu sparen, wurde auf den unteren Teil der Mittelkonsole (die im normalen Carrera einen CD- oder Kassettenhalter beherbergte) und die Rücksitzbank verzichtet.
Ohne Aufpreis konnte der 996 GT3 auch als sogenannte Clubsport-Version bestellt werden. Im Gegensatz zum Standard-GT3 hatte der Clubsport unter anderem ein Einmassen-Schwungrad statt des normalen Zweimassen-Schwungrads. Zudem fand sich im Innenraum ein mit der Karosserie verschraubter, lackierter und in die Fahrgastzelle integrierter Überrollkäfig, feuerhemmende Sitzbezüge, rote 6-Punkt-Sicherheitsgurte von Schroth für die Fahrerseite (beigelegt), ferner eine Abschaltautomatik für den Beifahrerairbag, einen Batteriehauptschalter sowie einen Feuerlöscher, was allesamt jedoch nicht serienmäßig montiert, sondern beigelegt war. Im Gegenzug verzichtete der Clubsport-Kunde allerdings auf die Seitenairbags, anstelle derer er zu seiner Sicherheit aber verstärkte Türen erhielt.

996.1 GT3 (Frontansicht)
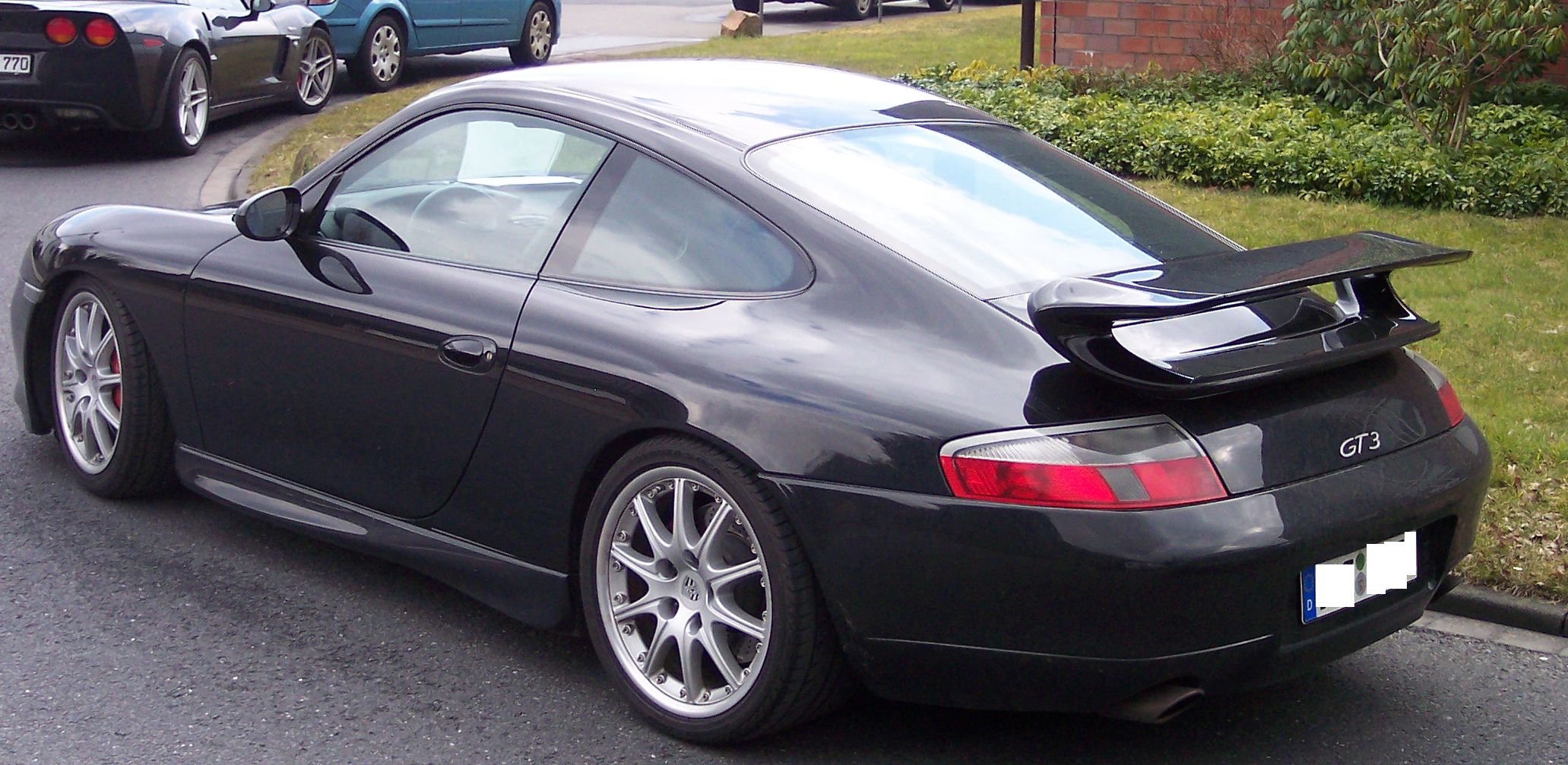
996.1 GT3 (Heckansicht)
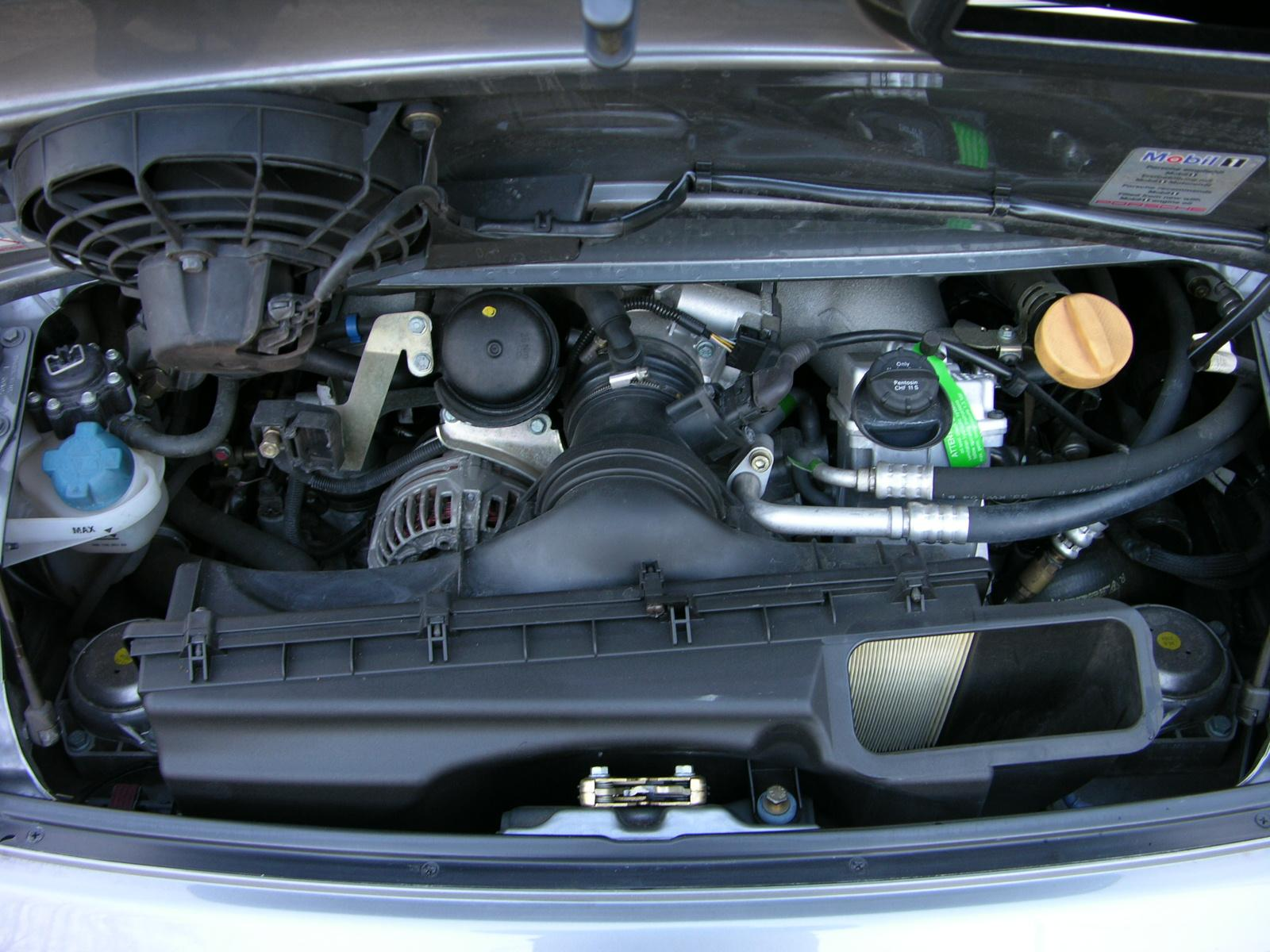
996.1 GT3 (Motoransicht)
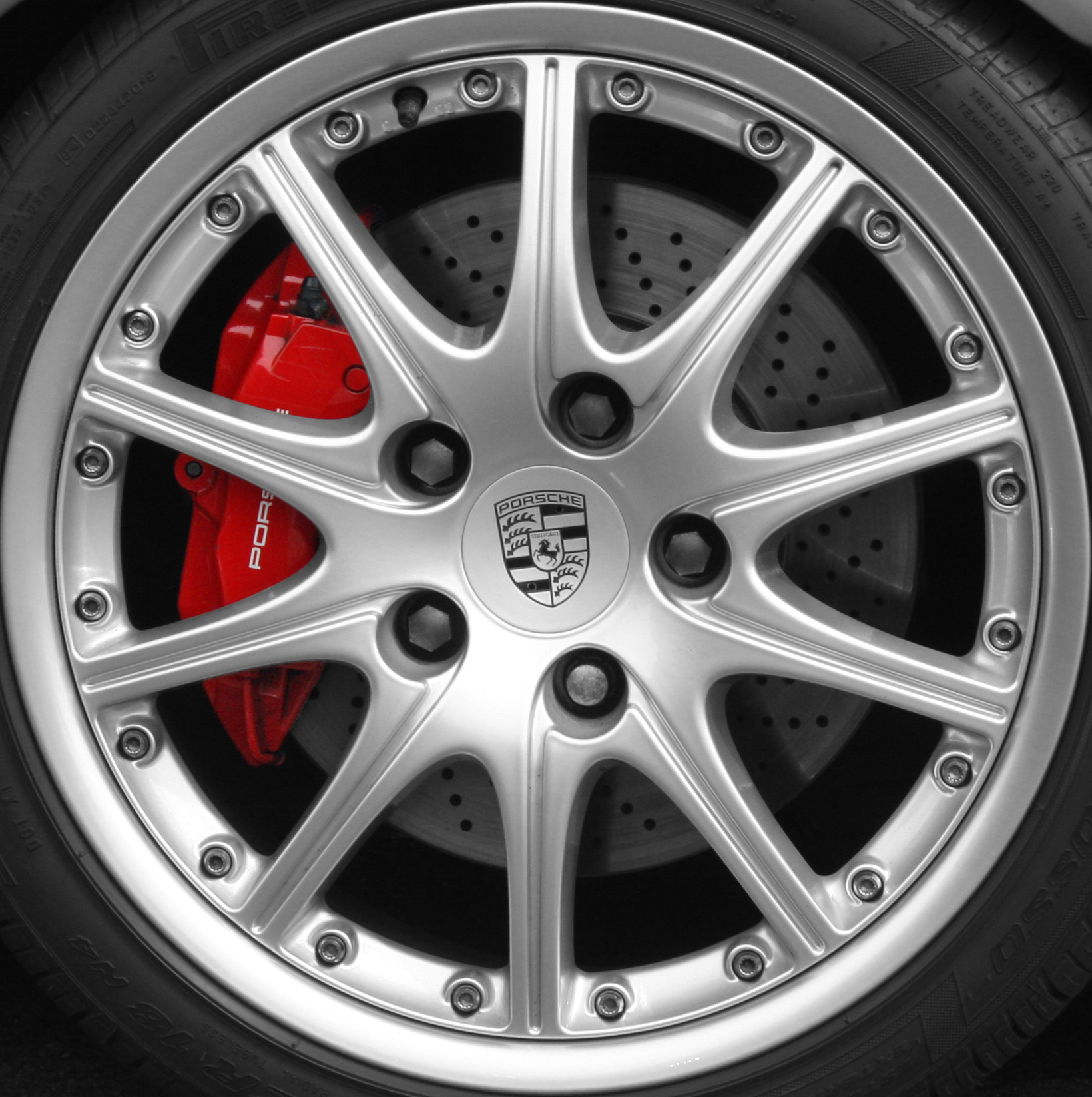
996.1 GT3 (18"-Sport-Design-Felge)

### Zweite Generation (2003–2005; 280 kW / 381 PS)
Nach dem Erfolg des ersten GT3 beschloss Porsche, auf Basis des 996.2 wiederum einen GT3 zu produzieren. Dieser kam im April 2003 zu den deutschen Porsche-Zentren. Er war mit dem überarbeiteten 3,6-Liter-Motor des 996.1 GT3 ausgestattet, der nach einer Optimierung 381 PS bei 7.400 min−1 leistete, statt bis maximal 7.800 min−1 bis 8.200 min−1 drehte und ein maximales Drehmoment von 385 Nm (vorher 370 Nm) bei 5.000 min−1 bot. Von 0 auf 100 km/h benötigte er 4,5 s, die Höchstgeschwindigkeit stieg auf 306 km/h.
Äußerlich unterschied sich der neue GT3 von der ersten Serie durch die überarbeiteten Scheinwerfer in Tropfenform, die die viel kritisierten „Spiegeleier“ ablösten. Weitere Unterscheidungsmerkmale waren der neu gestaltete Heckflügel und Felgen im 10-Speichen-Design. Der Grundpreis lag bei 102.112 € (im Modelljahr 2004).
Die Bremsanlage basierte auf dem System des Vorgängermodelles und bestand aus 350 mm (Vorderachse) und 330 mm (Hinterachsse) großen Bremsscheiben, sowie Sechskolben-Aluminium-Monobloc-Festsätteln (Vorderachsse) und Vierkolben-Aluminium-Monobloc-Festsätteln (Hinterachse). Auf Wunsch lieferte Porsche Keramikbremsscheiben unter der Bezeichnung Porsche Ceramic Composite Brake (PCCB).
Der Innenraum änderte sich kaum: mit Leder bezogene Kunststoff-Schalensitze, keine Rücksitz-Anlage, Fahrer-, Beifahrer- und Seitenairbags, Wegfahrsperre. Die serienmäßige Klimaanlage konnte abbestellt werden.
Auch die zweite Generation des GT3 konnte als Clubsport bestellt werden. Der Ausstattungsumfang entsprach weitgehend demjenigen des Vorgängers: einen mit der Karosserie verschraubten Überrollkäfig (dessen vorderer Teil allerdings beigelegt und nicht serienmäßig montiert war), Schalensitze mit schwer entflammbaren Bezugsstoff, einen 6-Punkt-Sicherheitsgurt für den Fahrer, eine Batteriehauptschalter-Vorrüstung sowie einen Feuerlöscher mit Halterung. Das Einmassenschwungrad entfiel.

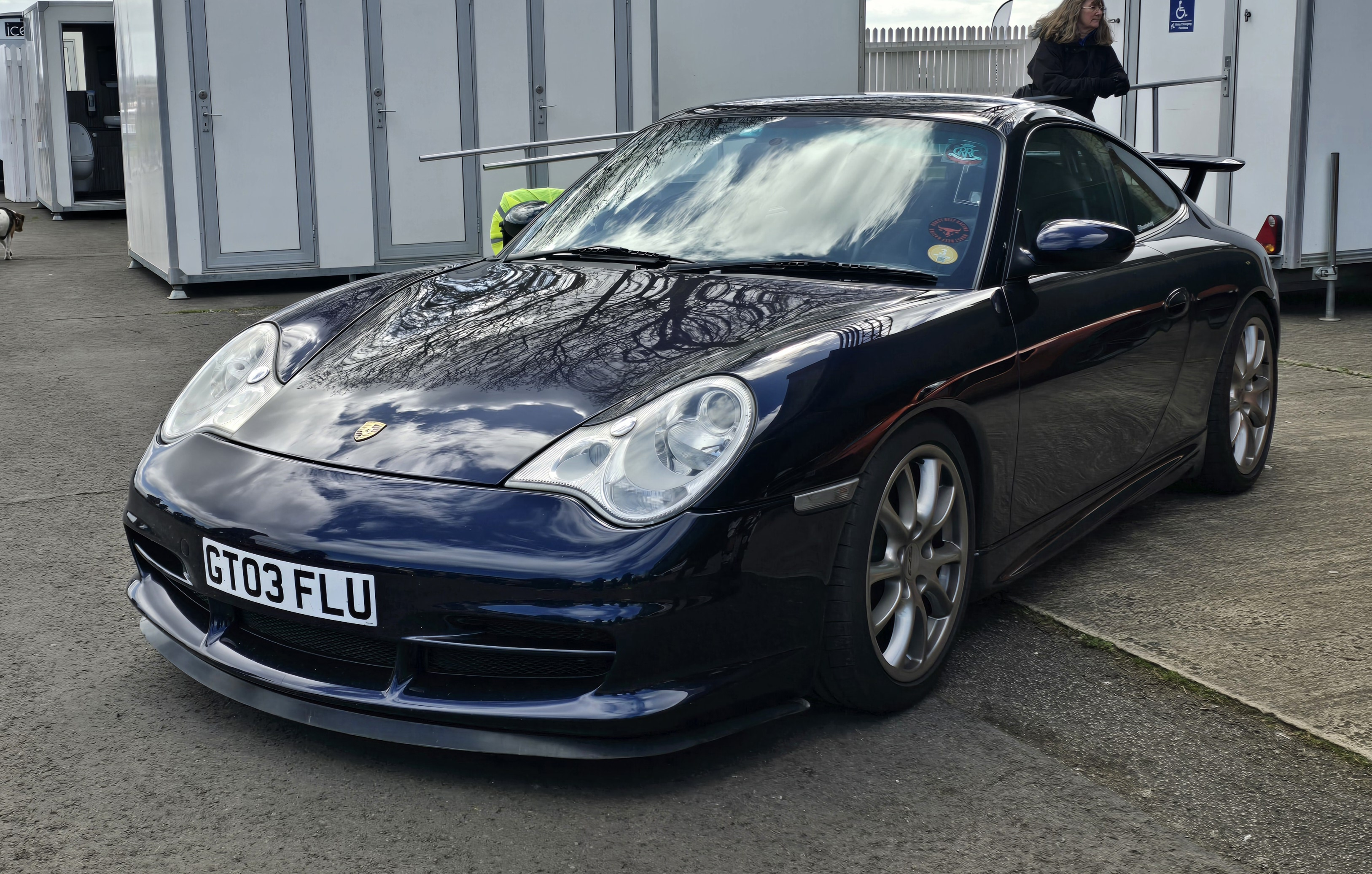
996.2 GT3 (Frontansicht)
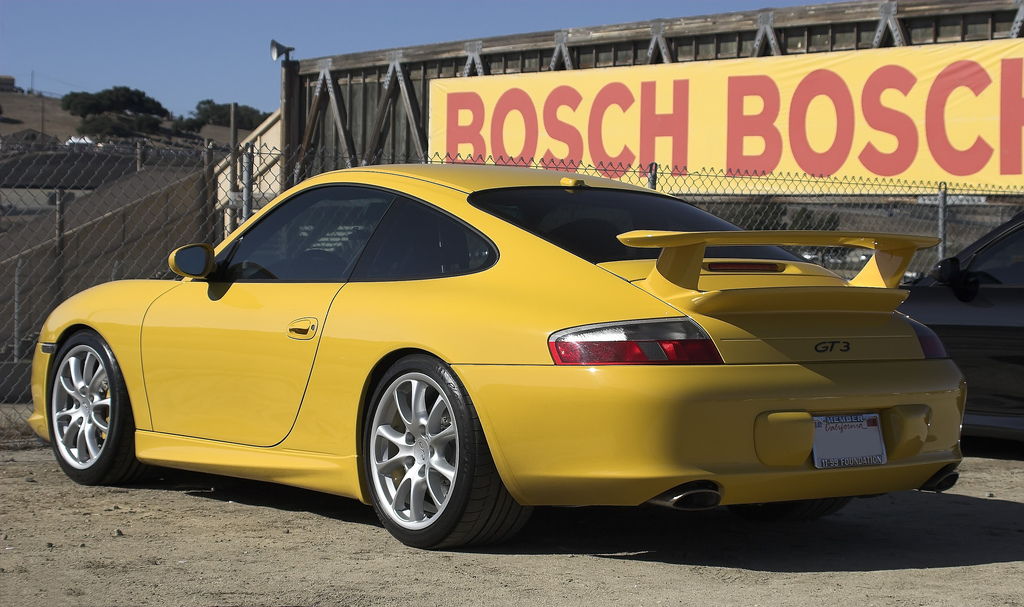
996.2 GT3 (Heckansicht)
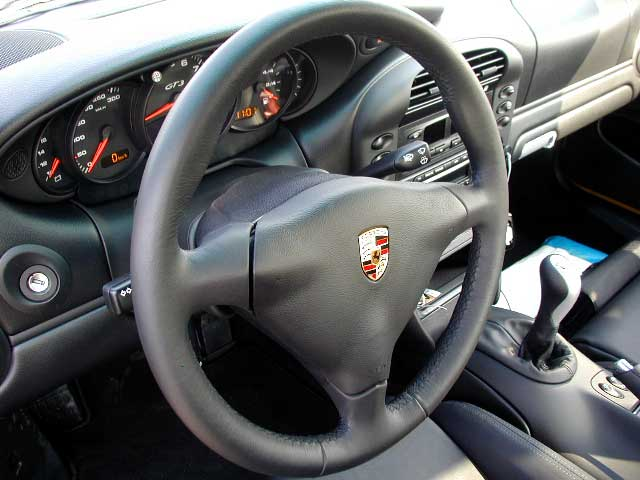
996.2 GT3 (Innenansicht)
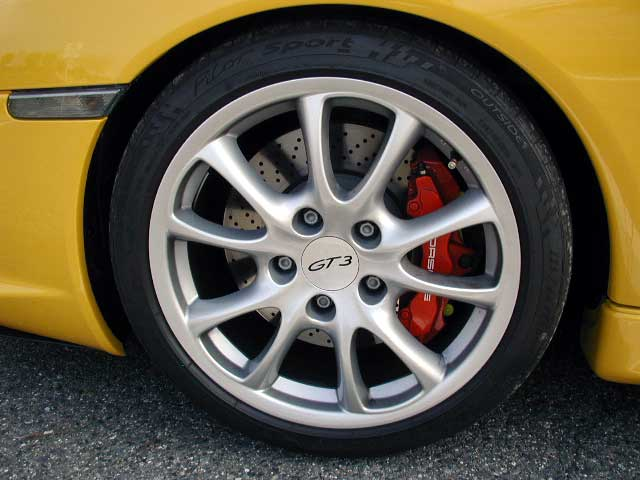
996.2 GT3 (18-Zoll-GT3-Räder)

### Erste Generation des RS (2003–2004; 280 kW / 381 PS)
Auf Basis des überarbeiteten Porsche 996 GT3 legte Porsche im Herbst 2003 eine limitierte Serie namens GT3 RS auf. Diese war gegenüber des „normalen“ GT3 um 20 kg leichter und der Sprint von 0-100-km/h dauerte 0,1 s weniger. Äußere Unterscheidungsmerkmale waren die in Rot oder Hellblau ausgeführten Seitenstreifen und in denselben Farben lackierten Felgensternen, die als Hommage an den Porsche 911 Carrera RS zu verstehen waren. Der Grundpreis in Deutschland betrug 120.788 € inklusive Mehrwertsteuer.
Die Hülle des 996.2 GT3 RS war in der einzig erhältlichen Lackierung Carraraweiß (nicht Carreraweiß) gehalten. Sonstige optische Erkennungsmerkmale waren die vom 996 GT3 Cup übernommene mit mittig angebrachten drei Entlüftungsschlitzen versehene Frontschürze, sowie der obere Teil des doppelstöckigen Heckflügels, der wie die beiden Außenspiegel vollständig aus kohlenstofffaserverstärktem Kunststoff bestand.
Der wassergekülte Sechszylinder-Boxermotor war mit demjenigen des „normalen“ 996.2 GT3 identisch (280 kW (381 PS) bei 7.300/min; 380 Nm bei 5.000/min), der Antrieb erfolgte über Doppelgelenkwellen auf die Hinterräder. Er war mit 4-Ventil-Technik und dem von Porsche als VarioCam bezeichneten System zur drehzahl- und lastabhängigen Verstellung der Einlassnockenwellen ausgerüstet. Die Ölkühlung des Saugmotors wurde durch einen Öl-Wasser-Wärmetauscher sowie eine Trockensumpfschmierung mit externem Öltank sichergestellt. Übertragen wurde die Motorkraft durch ein sportlich abgestuftes 6-Gang-Schaltgetriebe. Der 996.2 GT3 RS hatte ein Einmassenschwungrad, das leichter war als das Zweimassenschwungrad des „normalen“ GT3. Die Stahlsynchronringe im 3. bis 5. Gang gewährleisteten präzise Gangwechsel auch unter sehr hohen Belastungen. Für den Einsatz auf Rennstrecken ließen sich die Übersetzungen der Gänge 2 bis 6 zur Anpassung an die jeweilige Streckencharakteristik austauschen.
Der 996.2 GT3 RS verfügte über geteilte Querlenker an Vorder- und Hinterachse, analog den Porsche-Rennwagen 911 GT3 R und GT3 RS. Die Fahrzeughöhe, die Spur (Vorder- und Hinterachse), der Sturz (Vorder- und Hinterchse) und die (Quer-)Stabilisatoren waren einstellbar. Auf den in Rot oder Hellblau lackierten 18-Zoll-Felgen waren serienmäßig Michelin-Semislicks montiert. Das serienmäßigen Hinterachs-Sperrdifferential hatte eine Sperrwirkung von 40 % (Zug) bzw. 60 % (Schub).
Das Interieur des 996.2 GT3 RS war mit demjenigen des 996.2 GT3 mit dem optionalen Clubsport-Paket identisch, d. h. zwei Recaro-Sitzschalen, ein mit der Karosserie verschraubter Überrollkäfig (hinter den Sitzen), der zum vollwertigen und FIA-zertifizierten Sicherheitskäfig erweitert werden konnte, eine Vorrüstung für den Einbau eines Batteriehauptschalters, ein Feuerlöscher sowie ein 6-Punkt-Gurt von Schroth für die Fahrerseite.

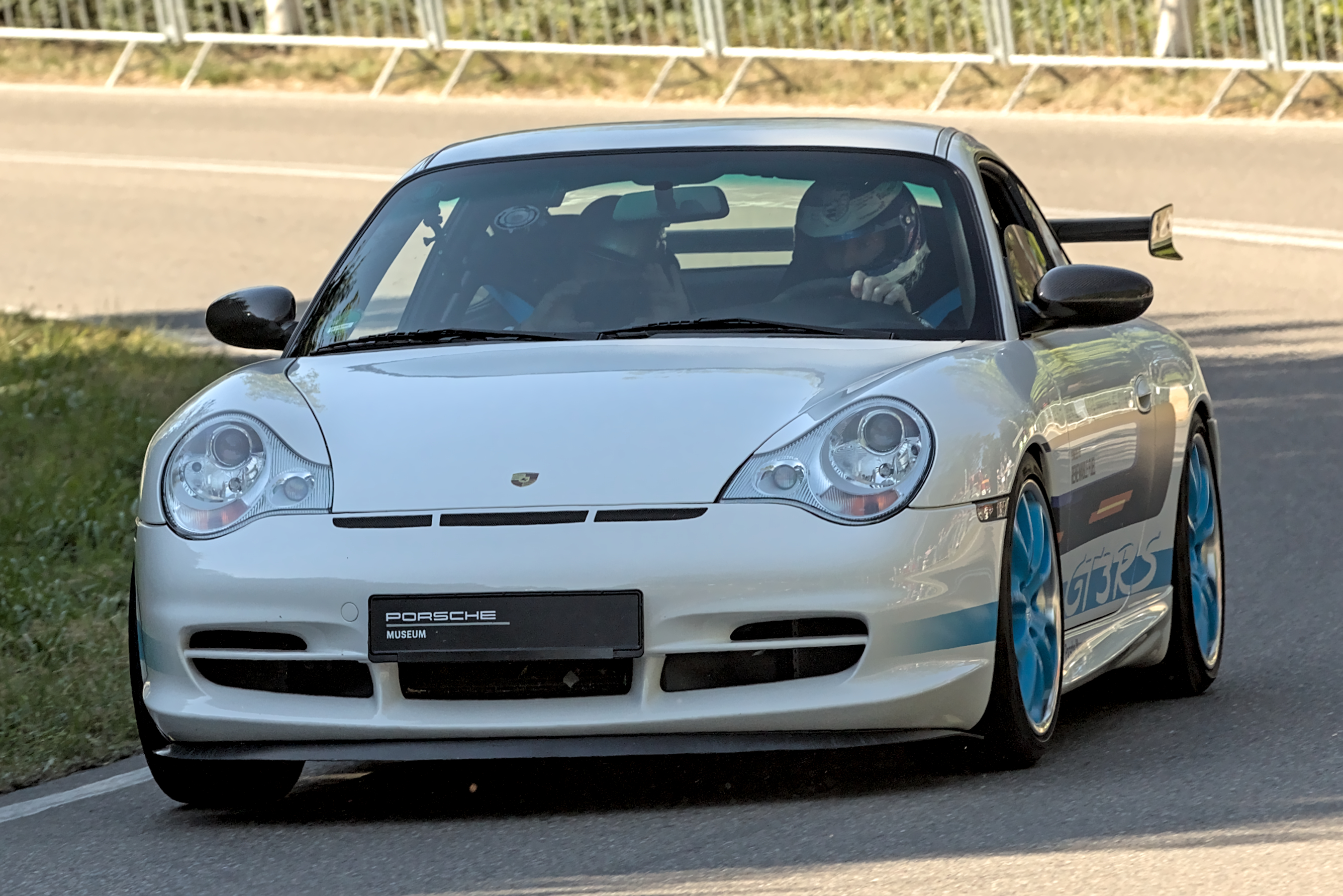
996.2 GT3 RS (Frontansicht)
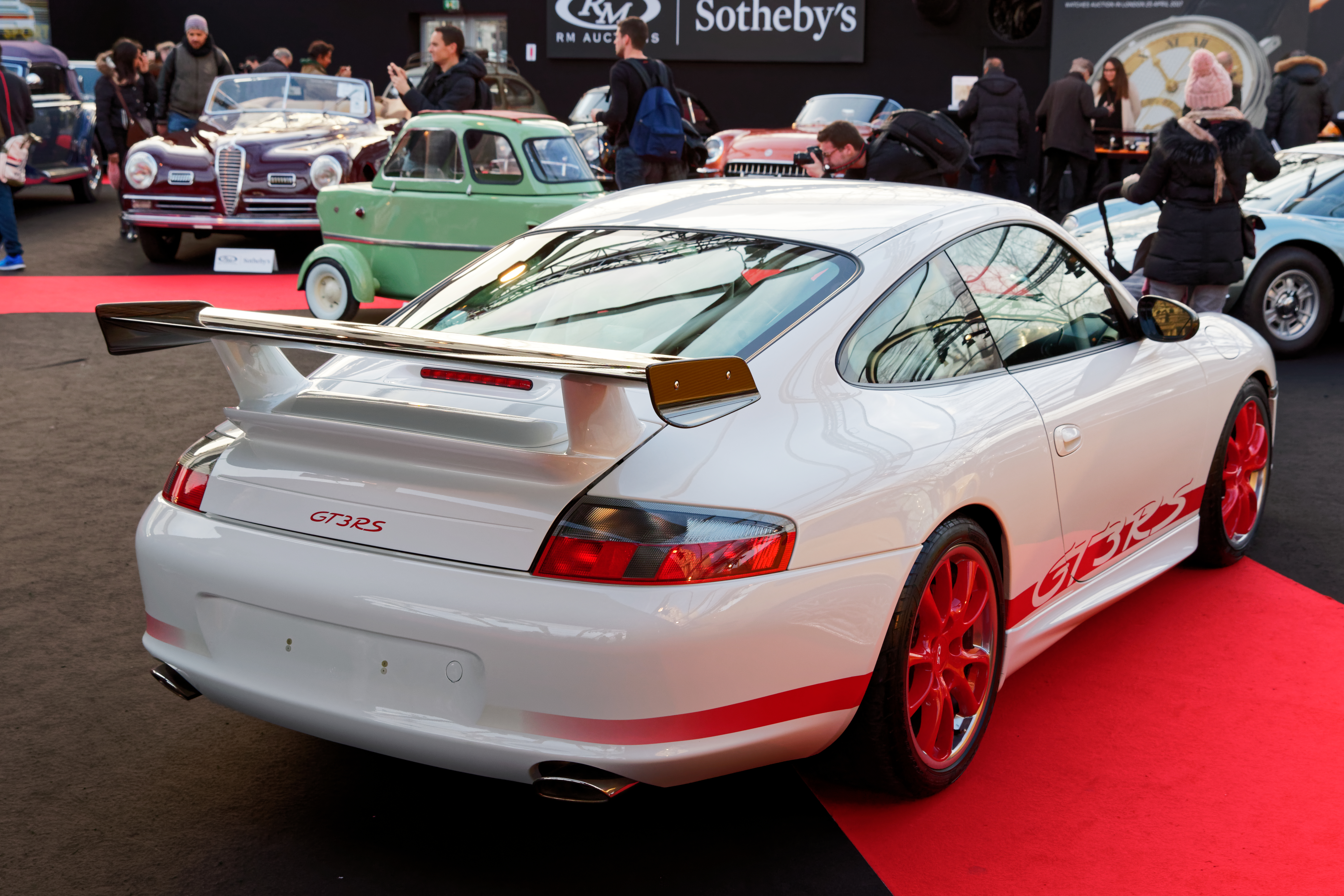
996.2 GT3 RS (Heckansicht)
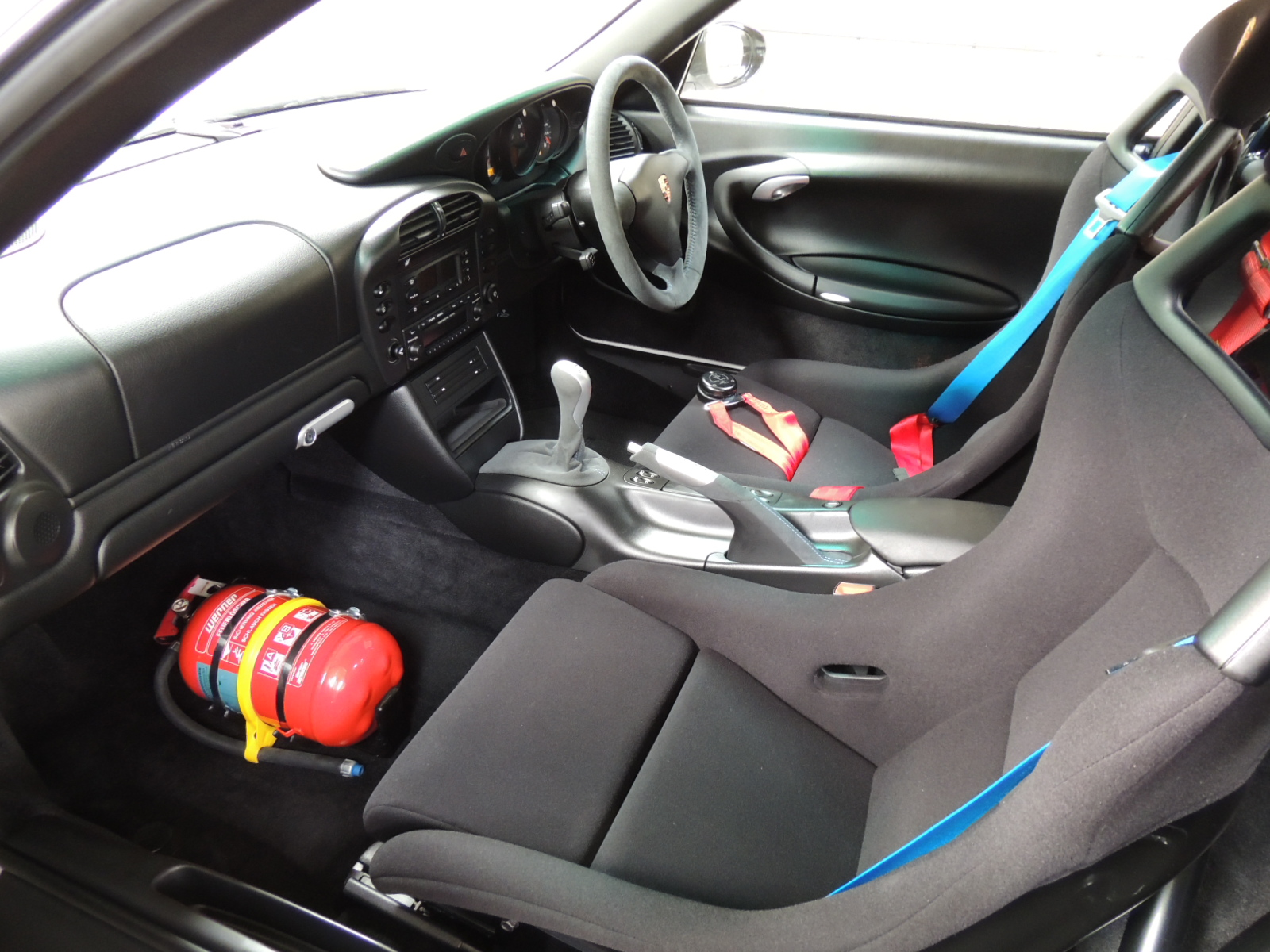
996.2 GT3 RS (Innenansicht)
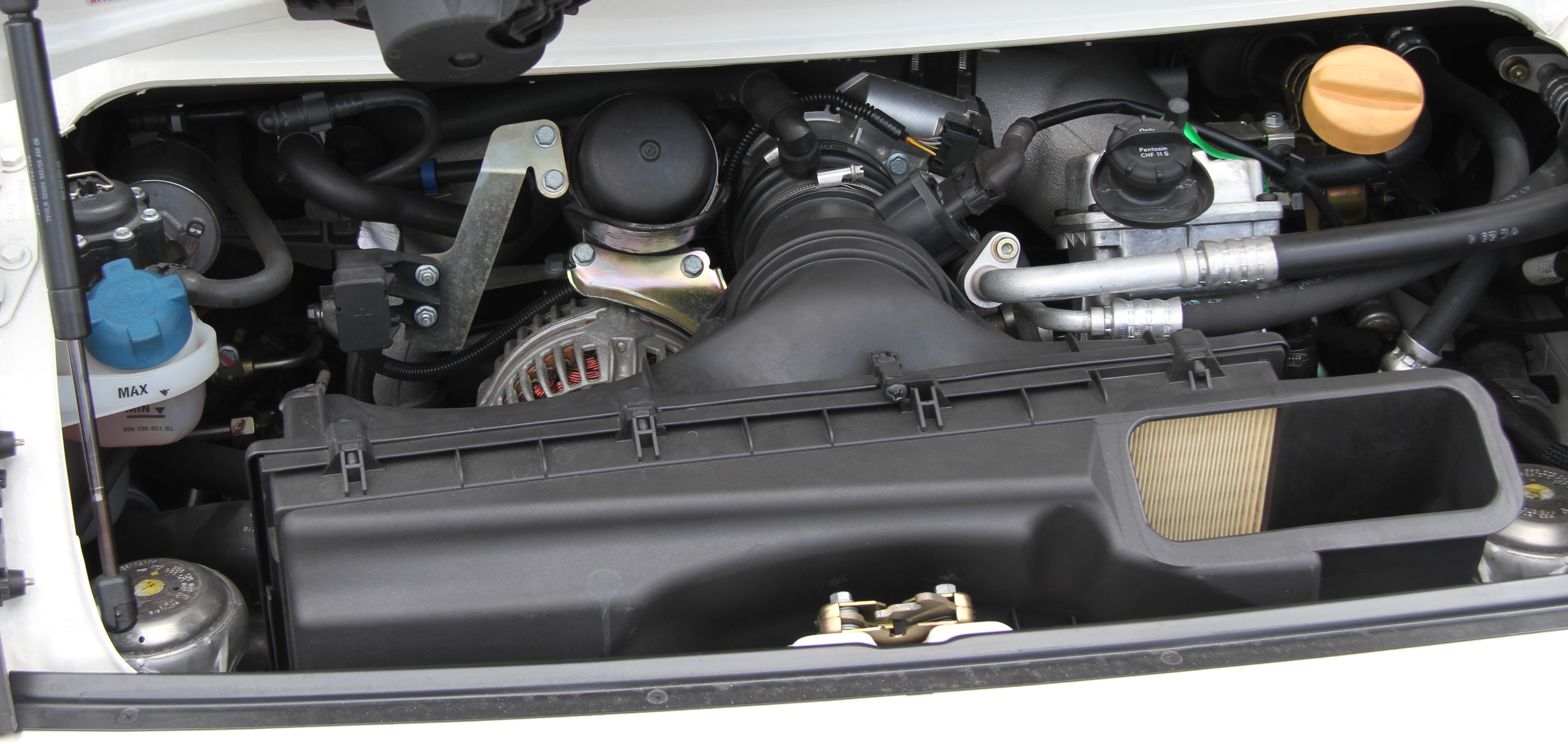
996.2 GT3 RS (Motoransicht)
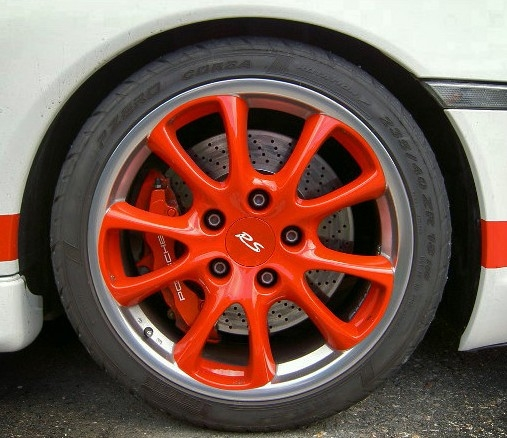
996.2 GT3 RS (18-Zoll-GT3-Räder)

### Erste und zweite Generation des GT3 Cup (1998–2001, 265 kW / 360 PS; 2002–2004, 279 kW / 380 PS)
Als Nachfolger vom 993 Cup 3.8 wurde vom 996 GT3 der seriennaher Rennwagen GT3 Cup entwickelt, der in internationalen (Porsche Supercup) und nationalen Markenpokal-Rennserien von Porsche eingesetzt wurde. Mit seinem nun wassergekühlten Boxermotor beendete er die Ära der luftgekühlten Boxermotoren.
Angetrieben wurde die erste Generation des GT3 Cup von einem 3,6 Liter großen Sechszylinder-Boxermotor, der 265 kW (360 PS) leistete. 1999 konnte die Leistung auf 272 kW (370 PS) angehoben werden. Bei der zweiten Generation leiste der immer noch 3,6 Liter große Motor 279 kW (380 PS). 2004 wurde dessen Leistung auf 287 kW (390 PS) angehoben.
Der große Heckflügel des 996.2 GT3 Cup verdoppelte in etwa den Gesamtabtrieb gegenüber des 996.1 GT3. Eine weitere größere Veränderung betraf die Bremsen: an der Vorderachse wuchs der Durchmesser der Bremsscheiben auf 350 mm und es wurden Sechskolben-Festsätteln anstatt Vierkolbenbremssättel eingesetzt. Da das Fahrzeug vermehrt auch in Langstreckenrennen eingesetzt wurde, erhielt das Getriebe eine Spritzkühlung mit Öl-Wasser-Wärmetauscher und das Tankvolumen wurde von 64 auf 89 Liter erhöht.
Im 2004 erhielt der 996.2 GT3 Cup viele Teile aus kohlenstofffaserverstärktem Kunststoff: beide Türen, Heckabdeckung, Motorraumdeckel. Zudem waren alle Scheiben (mit Ausnahme der Frontscheibe) aus Kunststoff (Makrolon). Auch das HANS-System wurde nun verwendet.

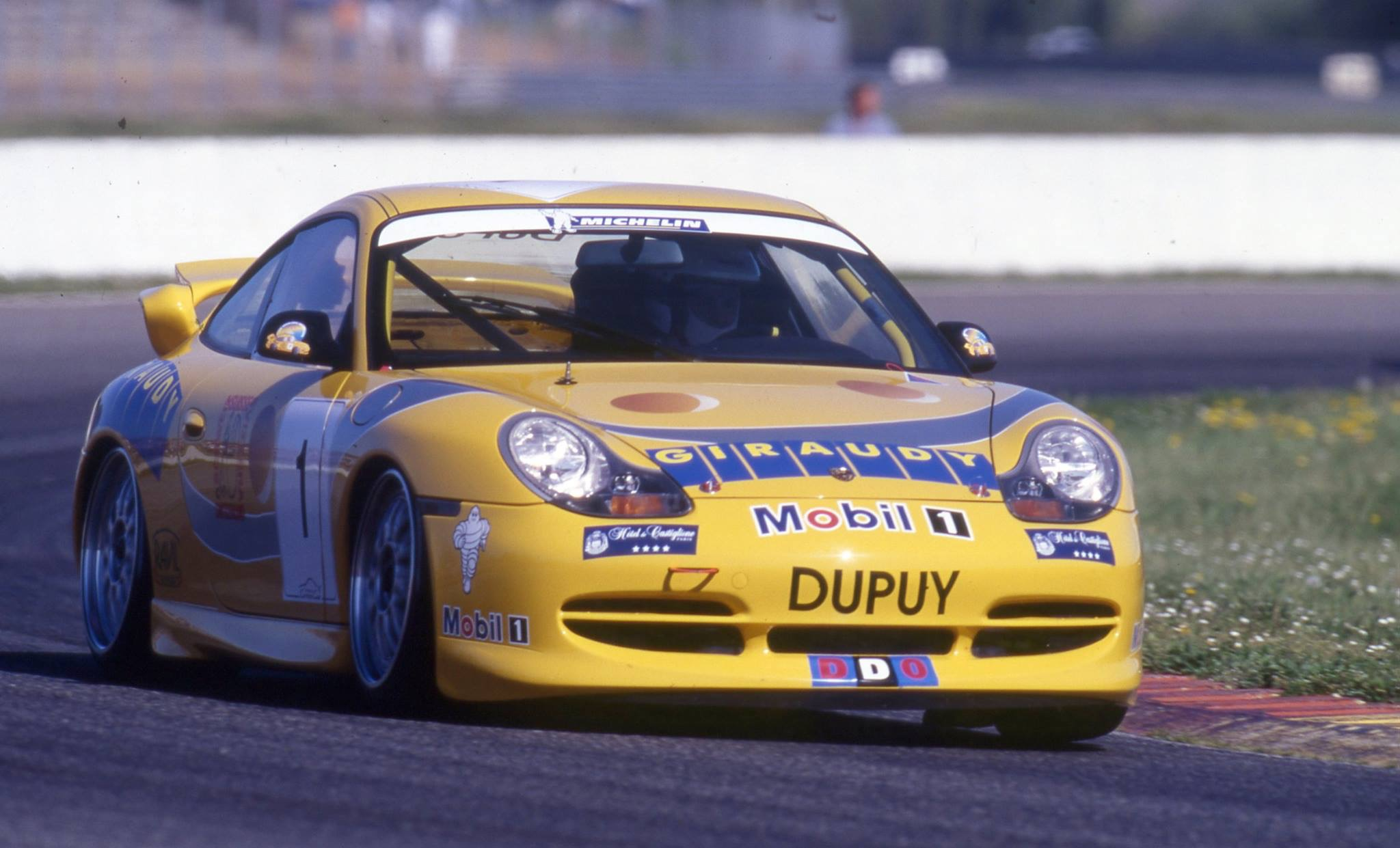
996.1 GT3 Cup (Frontansicht)
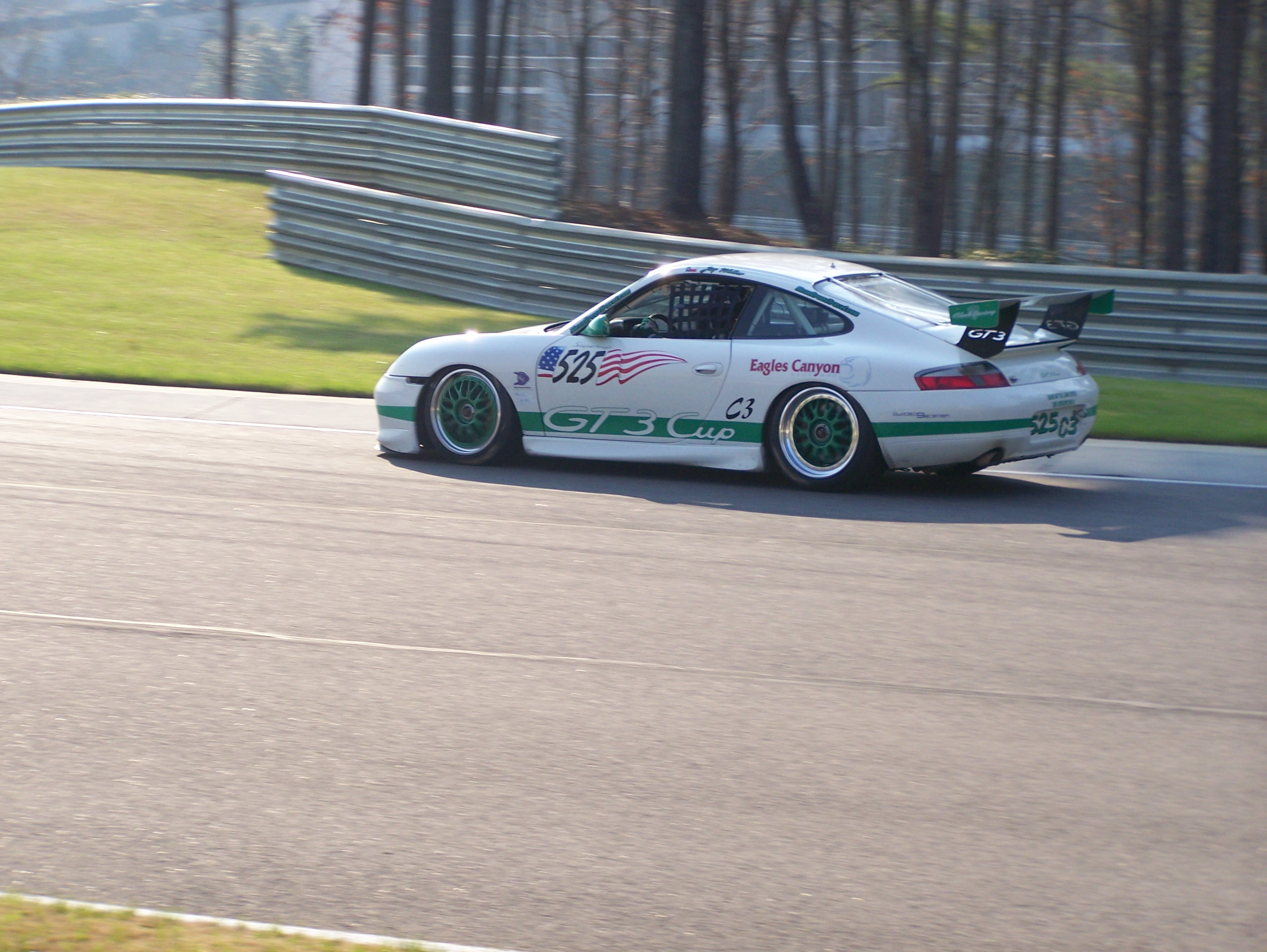
996.1 GT3 RS (Heckansicht)
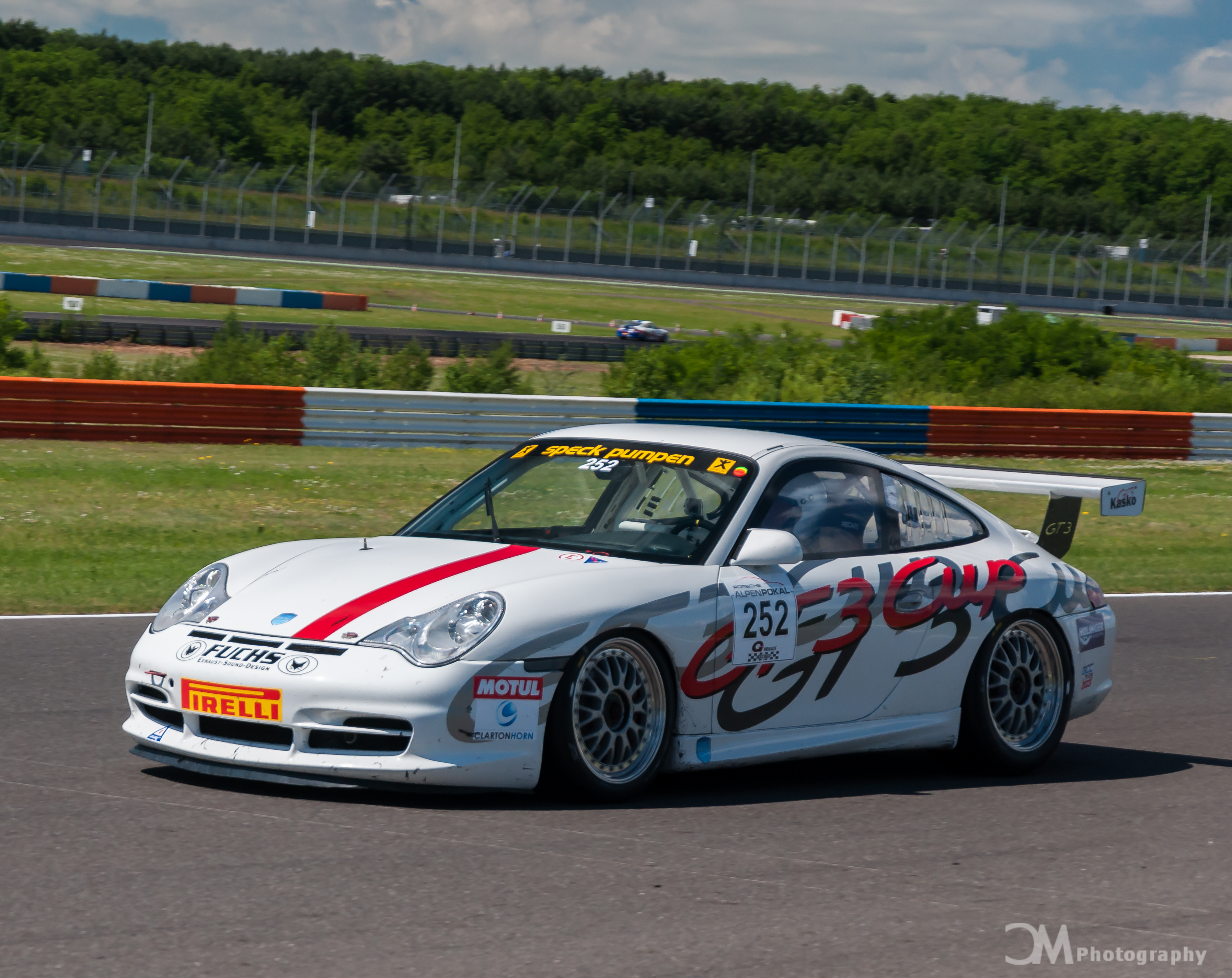
996.2 GT3 Cup (Frontansicht)
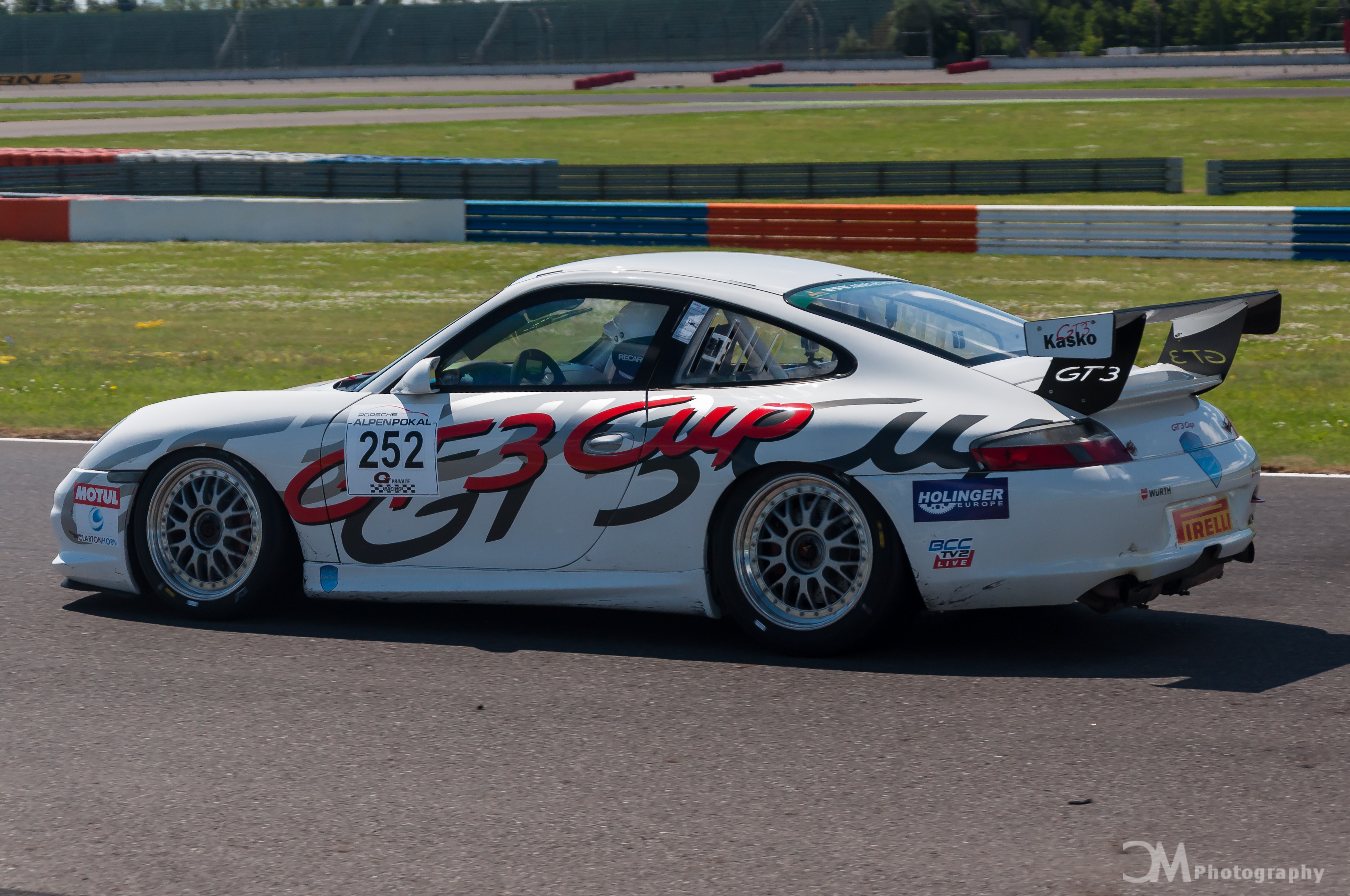
996.2 GT3 Cup (Heckansicht)

### „Road Challenge“ (2004; 280 kW / 381 PS)
Sieben Jahre nach der Präsentation des 996.1 GT3 Cup wurde der Rallye-Elfer „Road Challenge“ vorgestellt. Am Wochenende des 11./12. September 2004 fand in Zusammenarbeit mit dem privaten belgischen Team „Future World“ bei der Rallye „Omloop van Vlaanderen“ die Renn-Premiere des ersten Rallye-GT3 statt. Pilotiert wurde das Fahrzeug von Marc Duez. Ermöglicht wurden diese Einsätze durch den „Royale Automobile Club Belgien“ (RACB), der im Reglement eine GT-Klasse eröffnet, und damit den Grundstein für eine Teilnahme von Porsche-Sportwagen gelegt hat.
Die technische Basis für den Rallye-Porsche war der 996.2 GT3 Cup. Die erste Generation wurde bereits von Porsche mit Walter Röhrl und Copilot Christian Geistdörfer als sogenanntes „Vorausfahrzeug“ bei der vom 5. bis zum 8. Juli 2001 ausgetragenen ADAC Rallye Deutschland eingesetzt. Der wassergekühlte Sechszylinder-Boxermotor leistete wie im Serienfahrzeug maximal 280 kW. Die Feder/Dämpfer-Einheit wurde auf die Rallye-Bedürfnisse abgestimmt. Um mehr Bodenfreiheit zu erhalten, wurde die Karosserie etwas höher gesetzt und das Getriebe erhielt eine kürzere Übersetzung, wodurch die Höchstgeschwindigkeit auf 247 km/h reduziert wurde. Das Reserverad befand sich hinter dem Fahrer und war über ein herausnehmbares Kunststoff-Heckfenster zugänglich. Auf ein ABS wurde verzichtet.

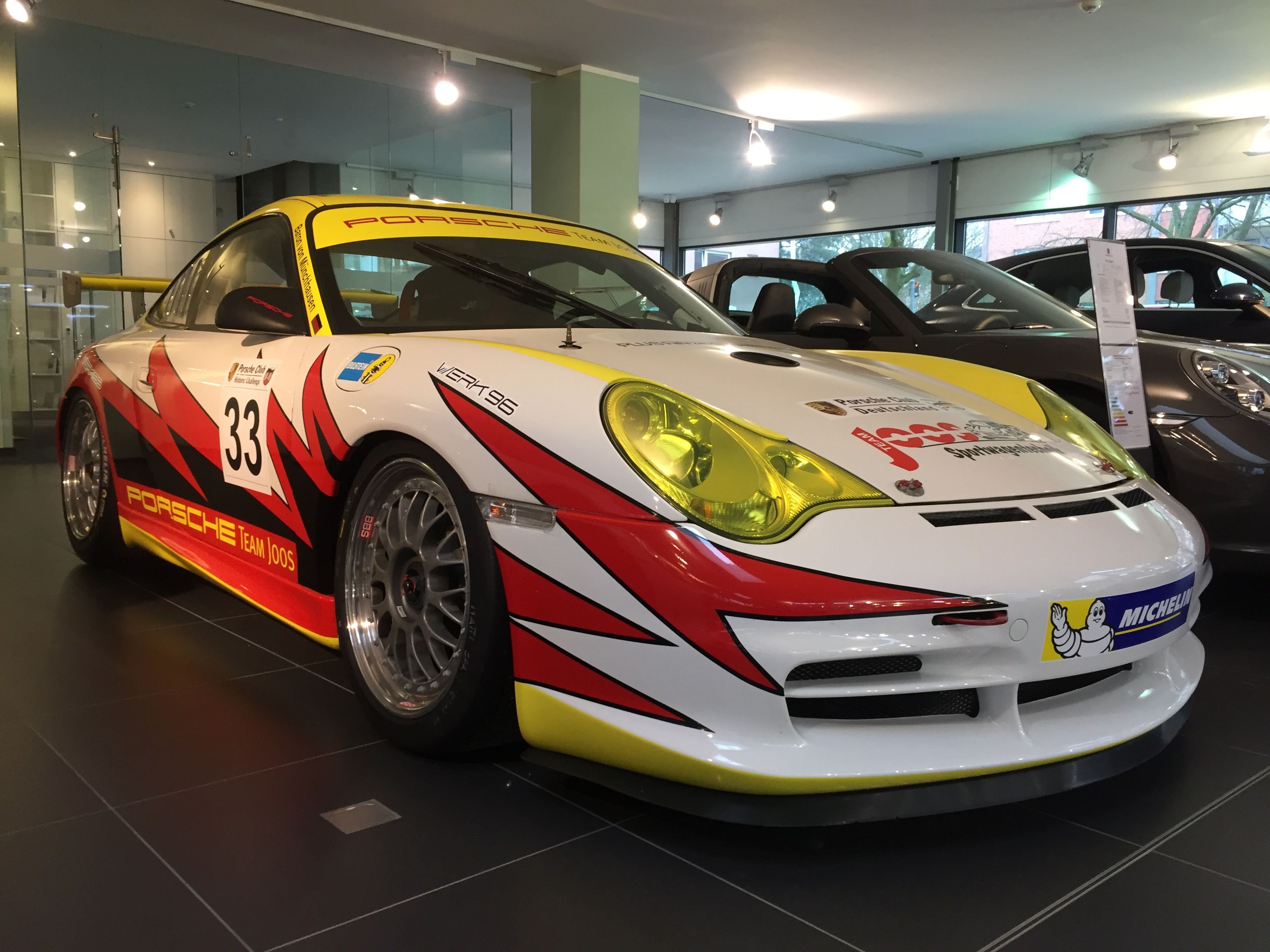
996 GT3 „Road Challenge“ (Frontansicht)
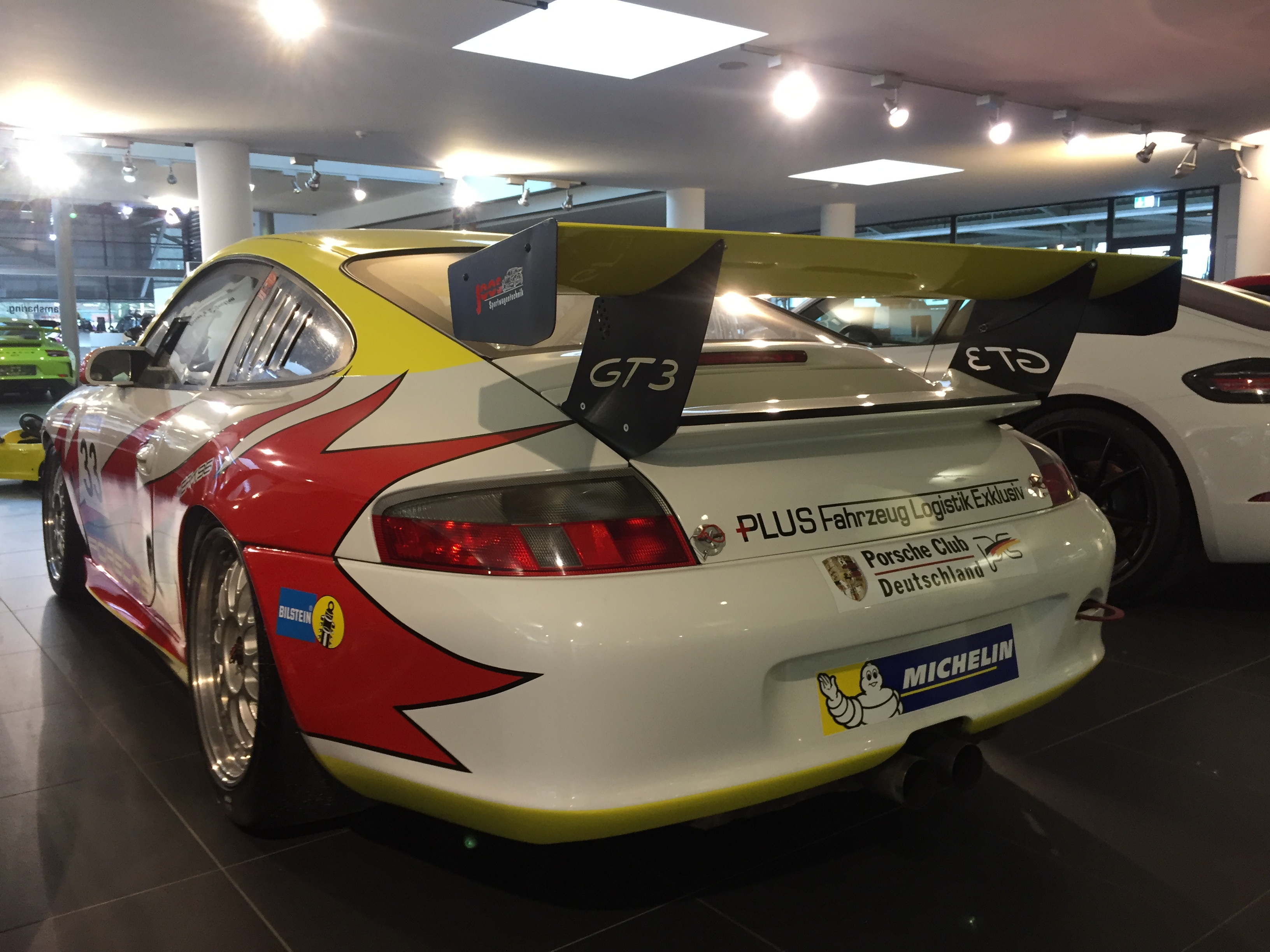
996 GT3 „Road Challenge“ (Heckansicht)

Technische Daten
| Modell:           | Porsche 996 GT3 „Road Challenge“ (2004) |
| ----------------- | --- |
| Motor-Typ:        | Wassergekühlter Sechszylinder-Boxermotor im Heck, 4 Ventile pro Zylinder; Hubraum: 3598 cm³, Hub: 76,4 mm, Bohrung: 99,99 mm; Motorleistung: ca. 381 PS (280 kW) bei 7.400/min; Max. Drehmoment: 380 Nm bei 5.000/min; Max. Drehzahl: 8.200/min; Titanpleuel; Trockensumpfschmierung mit Öl-Wasser-Wärmetauscher; Kraftstoffeinspritzung sequentiell (Bosch); Motorsteuergerät vom Typ Bosch ME 7.8 mit Klopfregelung |
| Kraftübertragung: | Synchronisiertes Sechsgang-Getriebe; Hinterradantrieb; Rennkupplung; Sperrdifferential: 40/60 %; Öl-Wasser-Wärmetauscher für Getriebekühlung |
| Fahrwerk:         | Mac-Pherson-Achse vorne; Mehrlenker-Achse hinten; Vorne und hinten einstellbare Querstabilisatoren; Schraubenfedern rundum, Sachs-Gasdruck-Stoßdämpfer; Druck/Zug verstellbar; Höhe, Sturz und Spur stufenlos verstellbar |
| Bremsen:          | Bremskraftverteilung mit Waagebalkenverstellung; Vorderachse-Bremsscheibe: Durchmesser: 380 mm, 34 mm dick, 6-Kolben-Aluminium-Festsättel; Hinterachse-Bremsscheibe: Durchmesser: 355 mm, 28 mm dick, 4-Kolben-Aluminium-Festsättel |
| Reifen:           | 8,5J × 18 ET40 mit Michelin 225/40-18 (vorne) / 11J × 18 ET63 mit Michelin 295/30-18 (hinten) |

## Typ 997

### Dritte Generation (2006–2008; 305 kW / 415 PS)
Der Porsche 997.1 GT3 mit dem vollständig überarbeiteten und jetzt 305 kW (415 PS) starken 3,6-Liter-Sechszylinder-Boxermotor, debütierte im März 2006 auf dem Genfer Auto-Salon und kam im Mai 2006 zu den Porsche-Zentren. Neu war das Porsche Active Suspension Management-Fahrwerk (kurz PASM), ein System zur elektronischen Stoßdämpferverstellung, das seither Standard in vielen Porsche-Modellen wurde. Der Grundpreis zur Markteinführung im Mai 2006 betrug 108.083,00 € inklusive Umsatzsteuer, stieg jedoch zum Modelljahr 2008 auf 112.544,00 €.
Auch der GT3 der dritten Generation bot wieder eine Vielzahl Unterschiede zum 911 Carrera, wie z. B. das Bugteil mit schwarzer Spoilerlippe und zusätzlicher Abluftöffnung für den Mittelkühler. Auch verfügte der 997.1 GT3 als einziger Serien-911 über zentrale Auspuff-Doppelendrohre, sowie den obligatorischen Heckflügel. Erstmals bei einem Serienfahrzeug schaffte es Porsche, die Aerodynamik so weit zu perfektionieren, dass kein Auftrieb mehr vorhanden war.
Motorseitig bleibt auch bei der dritten Generation des 911 GT3 vieles beim Bewährten: Ausgangsbasis für den Motor des 997.1 GT3 war der 3,6 l große, wassergekühlte Sechszylinder-Boxermotor, der als robust und langstreckentauglich gilt. Er leistete 305 kW (415 PS) bei einer Drehzahl von 7.600/min, das maximale Drehmoment belief sich auf 405 Nm bei 5.500/min. Die Beschleunigung von 0 auf 100 km/h dauerte 4,3 s und die Höchstgeschwindigkeit lag bei 310 km/h.
Serienmäßig wurden Michelin Pilot Sport Cup der Dimension 235/35 ZR 19 auf 8,5 J × 19 (vorne) und 305/30 ZR 19 auf 12 J × 19 (hinten) großen, einteiligen 19-Zoll-Felgen montiert. Die Vorderräder waren einzeln an MacPherson-Federbeinen mit Längs- und Querlenkern aufgehängt. Als Hinterachse diente eine Mehrlenkerachse mit Fahrschemel. Um die Spurbreite zu vergrößern, wurde die Hinterachse zusätzlich mit 5-mm starken Distanzscheiben versehen. Die rot lackierten 6-Kolben-Aluminium-Bremssätteln an der Vorderachse und die 4-Kolben-Aluminium-Bremssätteln an der Hinterachse (alle in Monobloc-Bauweise ausgeführt) sorgten zusammen mit den jeweils 350 mm großen Bremsscheiben für effiziente Verzögerung. Das Antiblockiersystem (ABS 8.0) arbeitete mit vier Kanälen. Zum Aufpreis von 8.710,80 € erhielt man die als Porsche Ceramic Composite Brake (PCCB) bezeichnete Bremsanlage mit Keramikbremsscheiben.
Das Interieur des 997.1 GT3 war wiederum auf das notwendigste reduziert. Zwar gehörte eine Klimaautomatik zur Serienausstattung, dennoch unterschied sich der GT3-Innenraum deutlich von demjenigen der Serien-Elfer. So war Lenkradkranz des 3-Speichen Lenkrads, der Schalt- und der Handbremshebel mit Alcantara bezogen. Wie bei seinen Vorgängern war das optionale (ohne Mehrpreis) Clubsportpaket erhältlich, bestehend aus einem mit der Karosserie verschraubten Überrollkäfig, 6-Punkt-Gurten von Schroth sowie einem Feuerlöscher. Die Vorrüstung für den Einbau eines Batteriehauptschalters gehörte ebenfalls zum Umfang des Clubsport-Paketes. Erhältlich war das Clubsportpaket ausschließlich in Verbindung mit den Leichtbau-Schalensitzen aus kohlenstofffaserverstärktem Kunststoff, die dem Carrera GT entstammten.

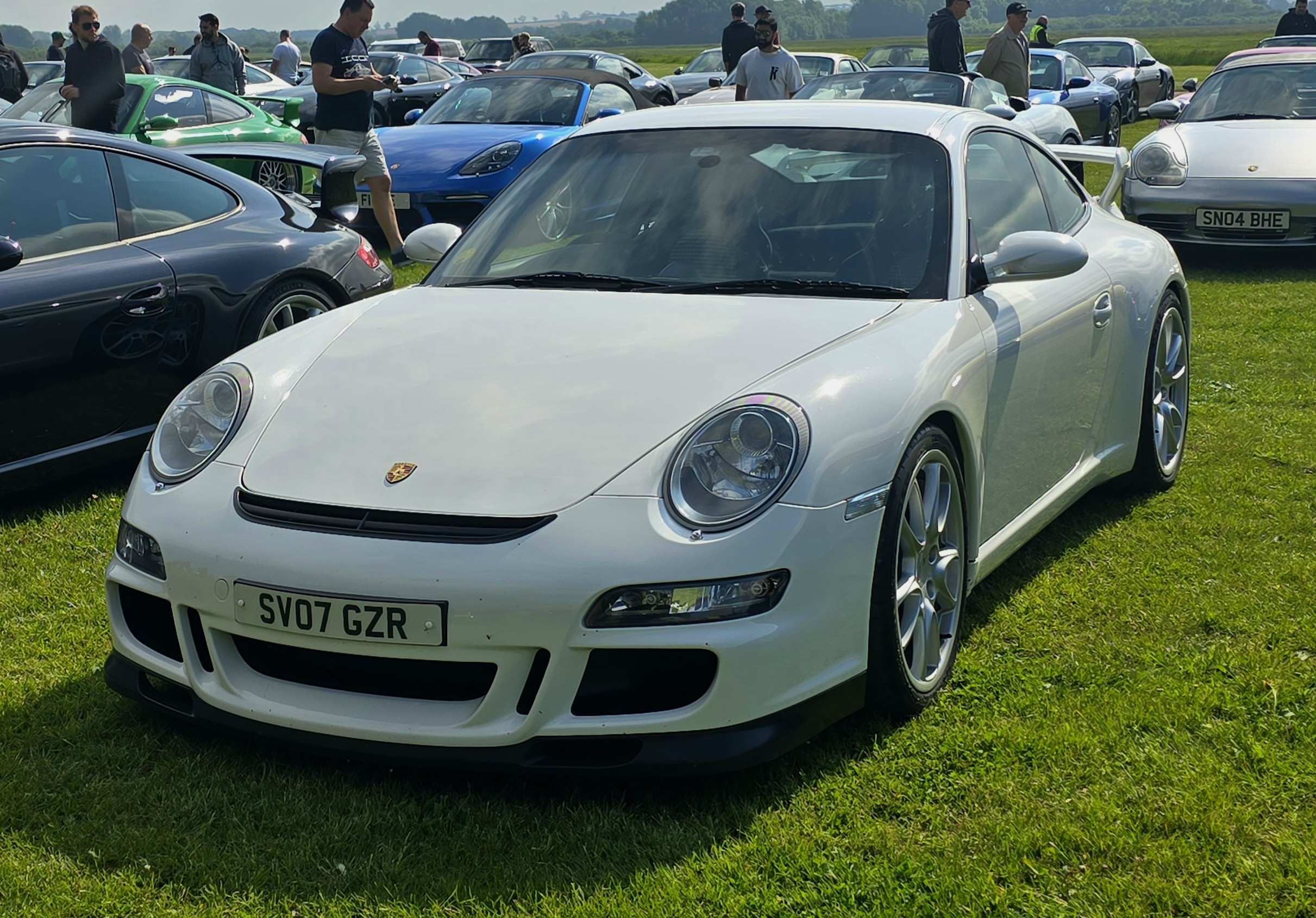
997.1 GT3 (Frontansicht)
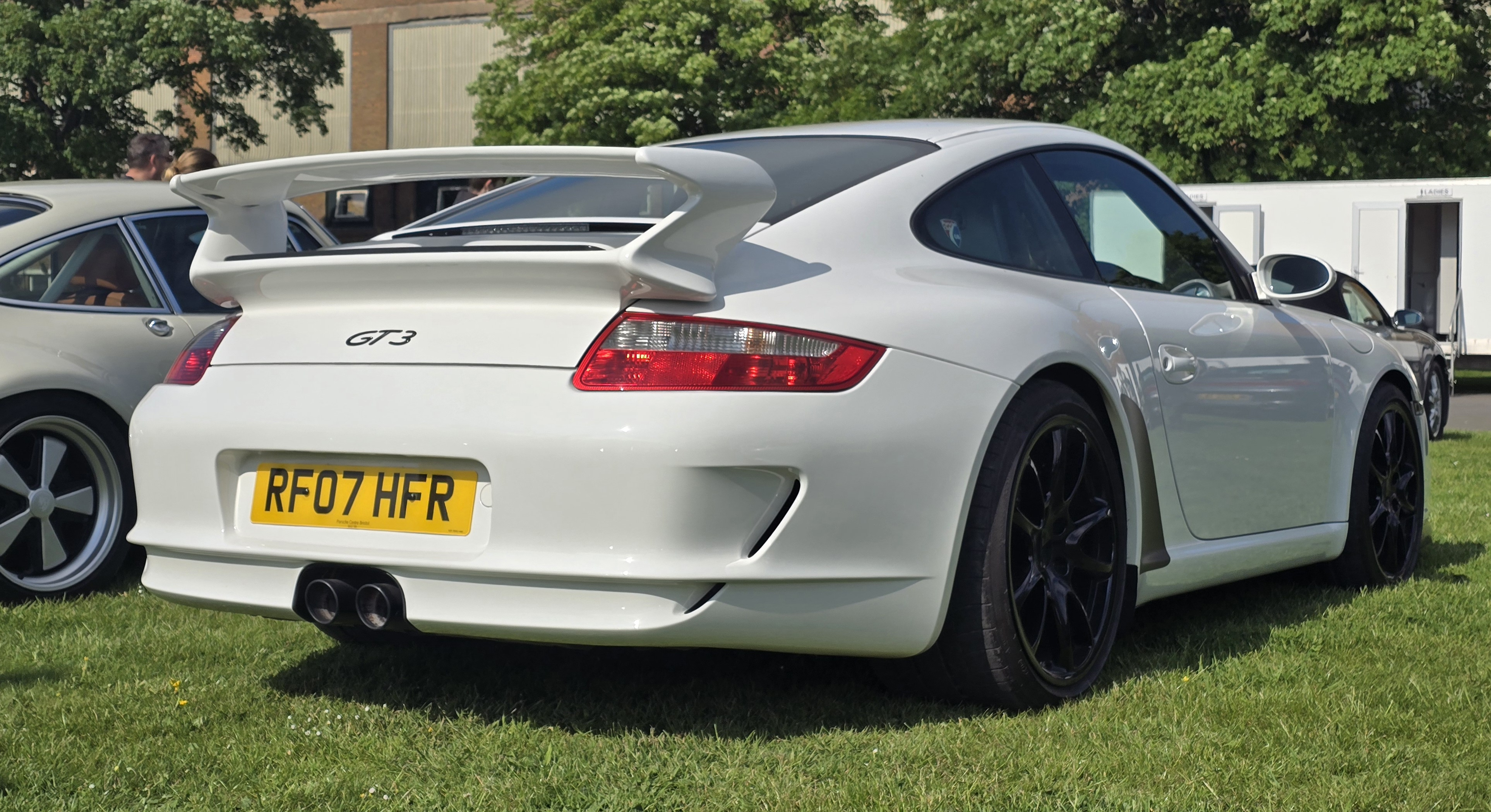
997.1 GT3 (Heckansicht)
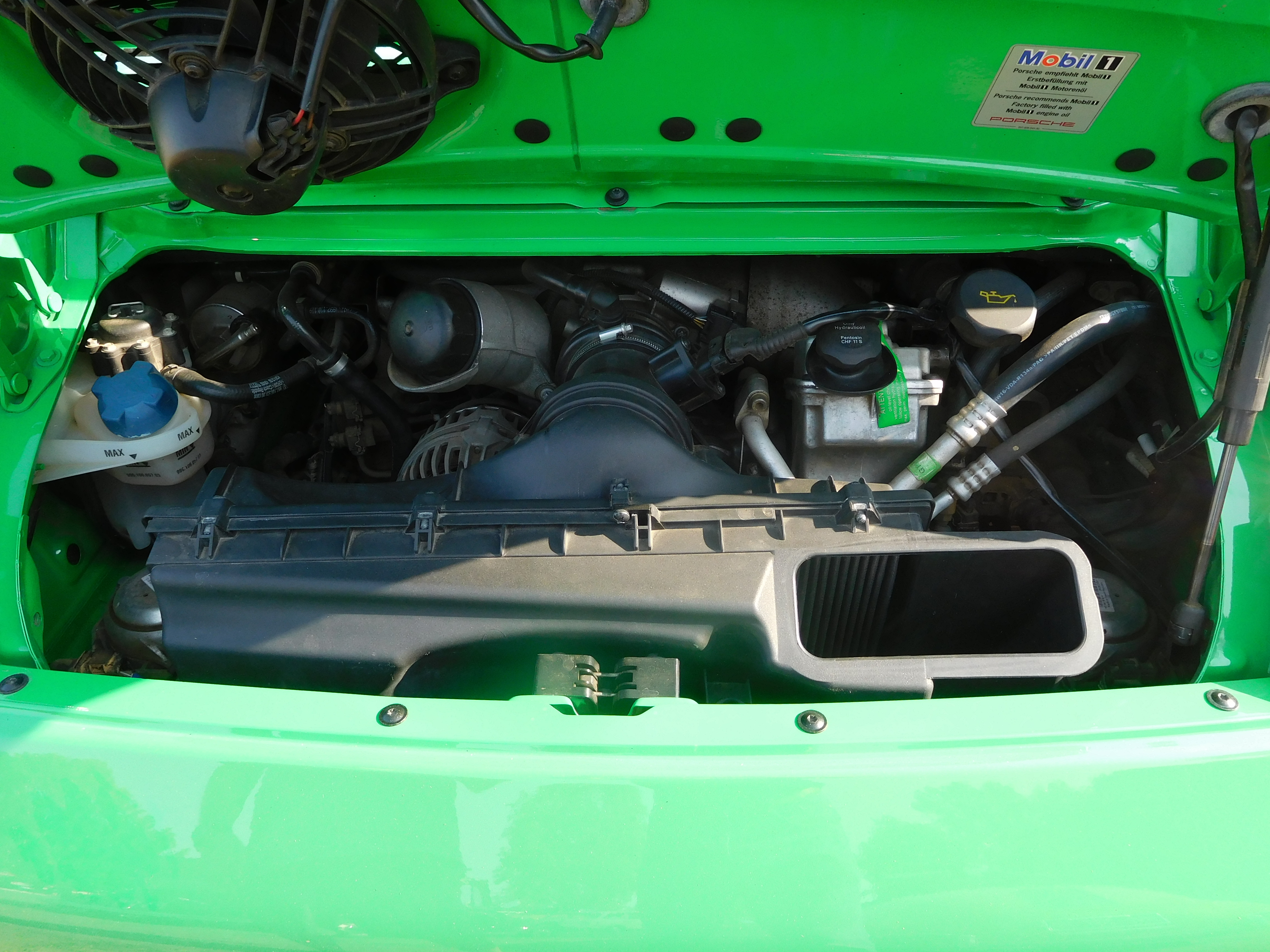
997.1 GT3 (Motoransicht)
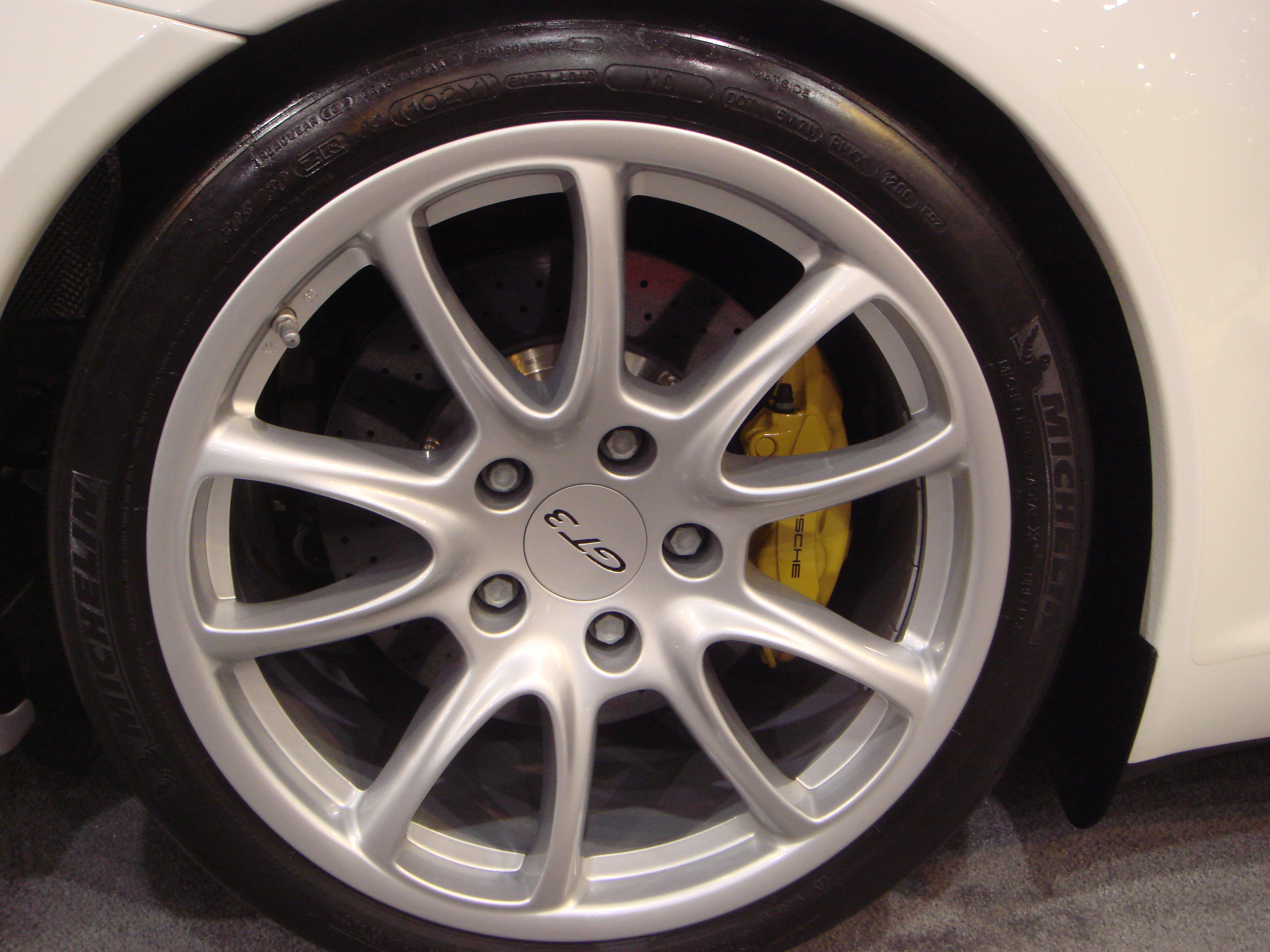
997.1 GT3 mit 19-Zoll-GT3-Rädern und PCCB

### Zweite Generation des RS (2006–2009; 305 kW / 415 PS)
Der 997.1 GT3 RS diente – wie sein Vorgänger – als Homologationsmodell für die in der GT2-Klasse der FIA-GT-Meisterschaft verwendeten RSR-Version. Er basierte auf dem 997.1 GT3 und besaß den gleichen, 305 kW (415 PS) starken Sechszylinder-Boxer-Saugmotor, war jedoch dank verstellbarem CfK-Heckflügel, sowie Heckscheibe aus Kunststoff rund 20 kg leichter. Ferner unterscheidete ihn eine im Bereich der hinteren Kotflügel um 44 mm verbreiterte Karosserie. Die Summe dieser Modifikationen verschaffte dem 997.1 GT3 RS eine höhere Rennstreckentauglichkeit und eine leicht verbesserte Sprintfähigkeit (0 auf 100 km/h um eine Zehntelsekunde schneller). Der 997.1 GT3 RS wurde serienmäßig mit dem Clubsportpaket (Überrollkäfig im hinteren Teil, Sechspunktgurte für Fahrer und Beifahrer usw.) ausgeliefert und kostete mindestens 129.659,00 € inklusive Umsatzsteuer. Im Gegensatz zum 2003 erschienen 996.2 GT3 RS war die Produktion des 997.1 GT3 RS nicht limitiert.
Die Karosserie des 997.1 RS, die vom 911 Carrera 4 stammte, war an den hinteren Kotflügeln gegenüber dem GT3 um 44 mm verbreitert. Vier Lackierungen standen serienmäßig zur Wahl, sowie auf Wunsch auch Orange oder Grün. Oberhalb der Seitenschweller waren die schwarzen Schriftzüge GT3 RS geklebt, die auf Wunsch abbestellt werden konnten.
Der 997.1 GT3 RS verwendete den gleichen Motor wie der „normale“ GT3: Der Sechszylinderboxermotor mit 3,6 l Hubraum leistete maximal 305 kW bei 7.600 min−1 und hatte ein maximales Drehmoment von 405 Nm; die Maximaldrehzahl lag bei 8.400 min−1. Die Höchstgeschwindigkeit lag bei 310 km/h, die Beschleunigung von 0 auf 200 km/h dauerte 13,3 s. Das Schaltgetriebe mit sechs Gängen wurde mit einem Einmassenschwungrad kombiniert und hatte gegenüber dem 911-Carrera-Getriebe verkürzte Schaltwege. Im Gegensatz zu seinem Vorgänger besaß der 997.1 GT3 RS statt eines großen zwei kleinere Staudrucksammler, wobei der eine die Luft zur Kühlung und der andere zur Verbrennung ansog.
Das Fahrwerk wurde im Vergleich zum 997.1 GT3 nur geringfügig überarbeitet: Radträger und die geteilten Querlenker an der Hinterachse boten präzisere Einstellmöglichkeiten des Fahrwerks. Wie beim 997.1 GT3 und den Vorgängermodellen ware die Fahrwerkshöhe, der Radsturz (vorne und hinten) die Spur (vorne und hinten) sowie die Stabilisatoren (vorne und hinten) verstellbar. Wie der 997.1 GT3 verfügte der 997.1 GT3 RS serienmäßig über sogenannte GT3-Räder mit Radnabenabdeckung und Modellschriftzug. Die Dimension der Räder an der Vorderachse war mit 8,5 J × 19 ET 53 identisch der des 997.1 GT3, an der Hinterachse kam mit der Radgröße 12 J × 19 ET 51 ein Radtyp mit geringerer Einpresstiefe zum Einsatz, was eine um 34 mm breitere Spur bewirkte. Straßenzugelassene Sportreifen in der Erstausrüstung vom Typ Michelin Pilot Sport Cup oder Pirelli P-Zero Corsa der Dimension 235/35 vorne und 305/30 hinten sorgen für die nötige Traktion.
Das Interieur fiel sportlich und nüchtern aus: Zwei Leichtbau-Schalensitze aus CfK gehörten genauso zum Serienumfang wie das auch für den 997.1 GT3 lieferbare Clubsportpaket, das aus einem geschraubten Überrollkäfig, einer Vorrüstung zum Einbau eines Batteriehauptschalters, Sechs-Punkt-Schroth-Renngurte und einen Feuerlöscher bestand. Die Innenausstattung war vollständig in schwarz gehalten, der Dachhimmel, das Lenkrad und der Schalthebel waren mit Alcantara überzogen.
Auf der Nordschleife des Nürburgrings benötigte der 997.1 GT3 RS im Rahmen des sport auto-Supertests eine Zeit von 7:48 Min. (auf der kurzen 20,6-Kilometer-Variante). Er war damit nicht schneller als der „normale“ 997.1 GT3 und sogar eine Sekunde langsamer als sein direkter Vorgänger 996.2 GT3 RS.

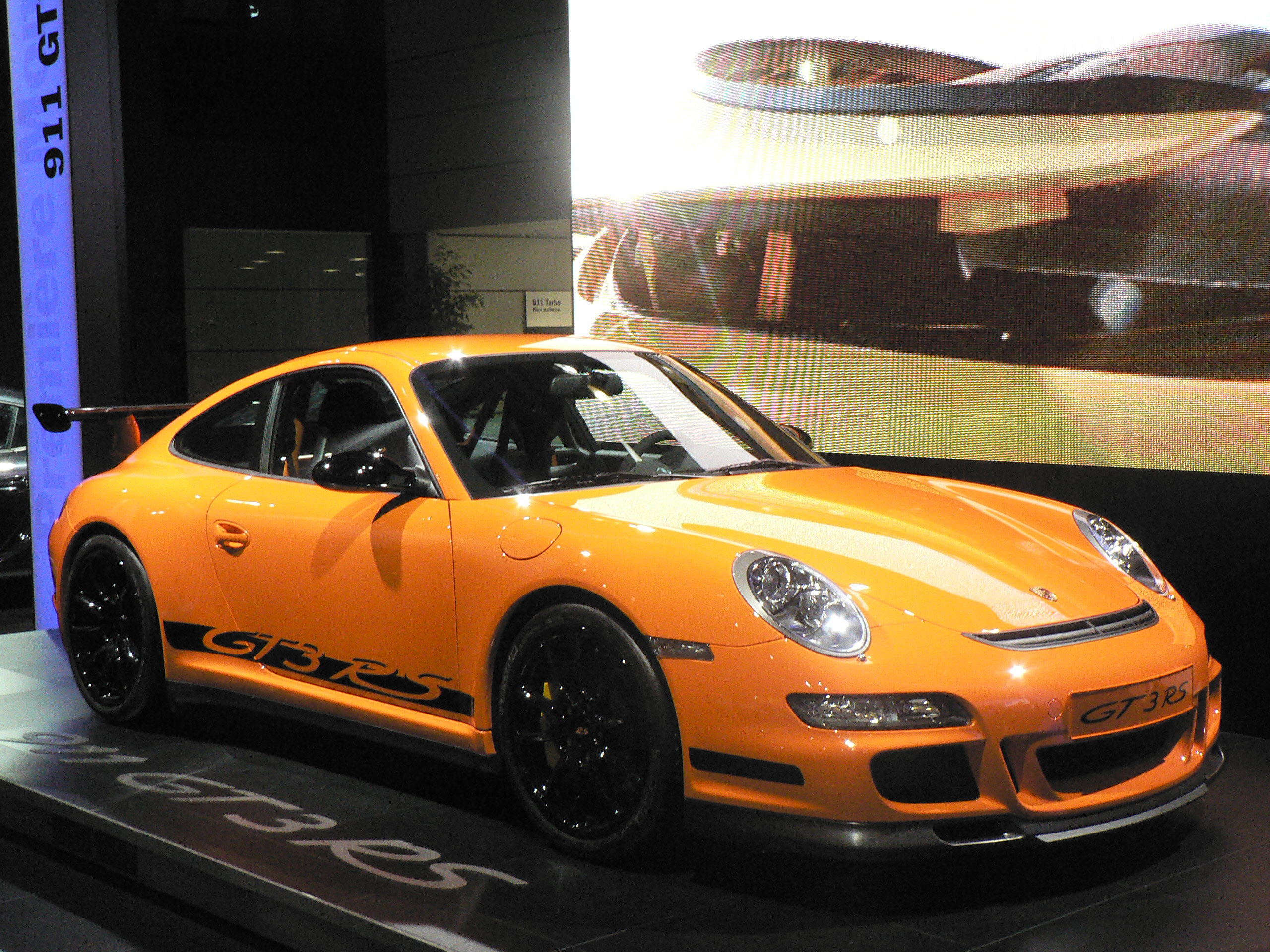
997.1 GT3 RS (Frontansicht)
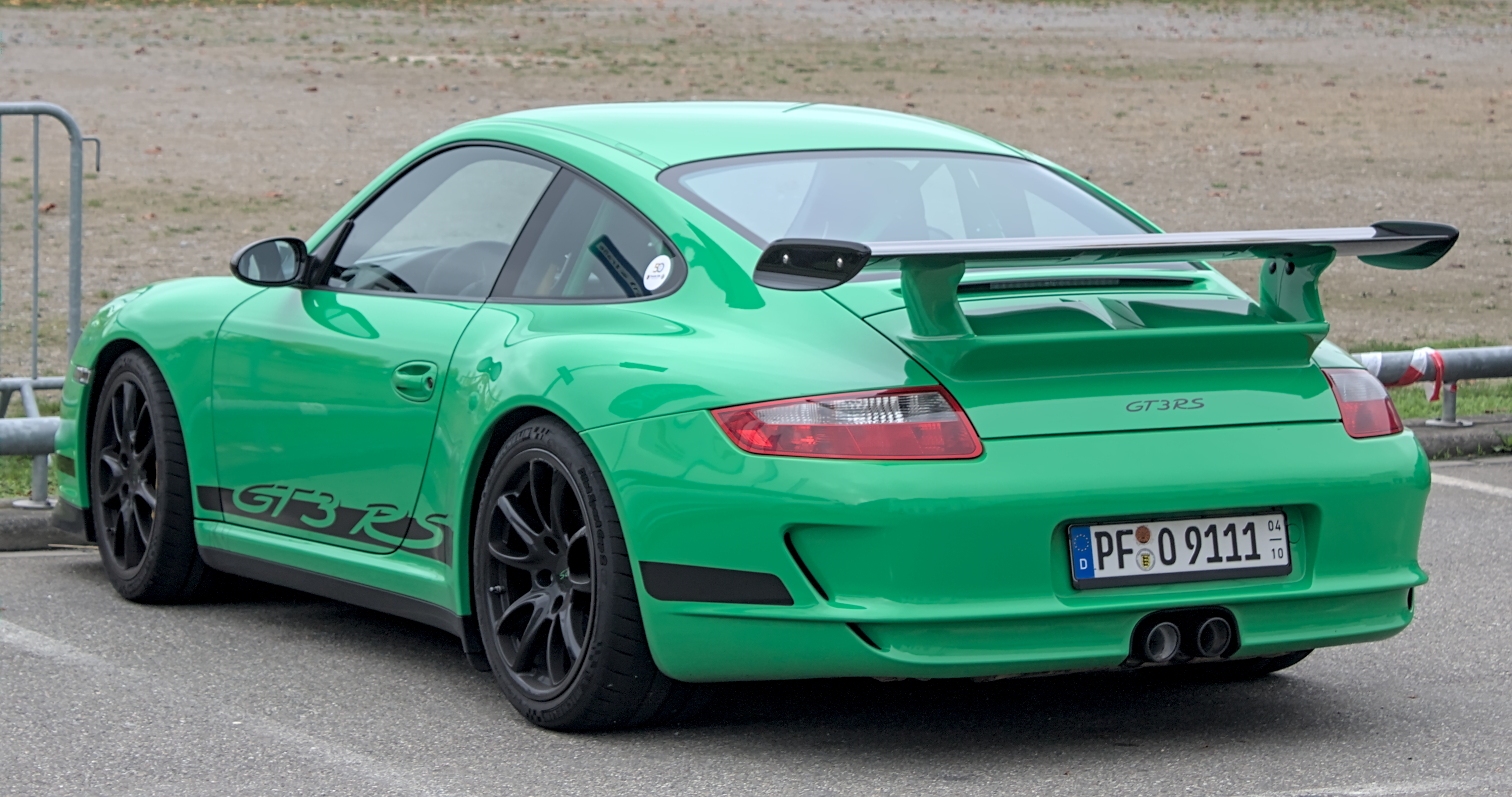
997.1 GT3 RS (Heckansicht)
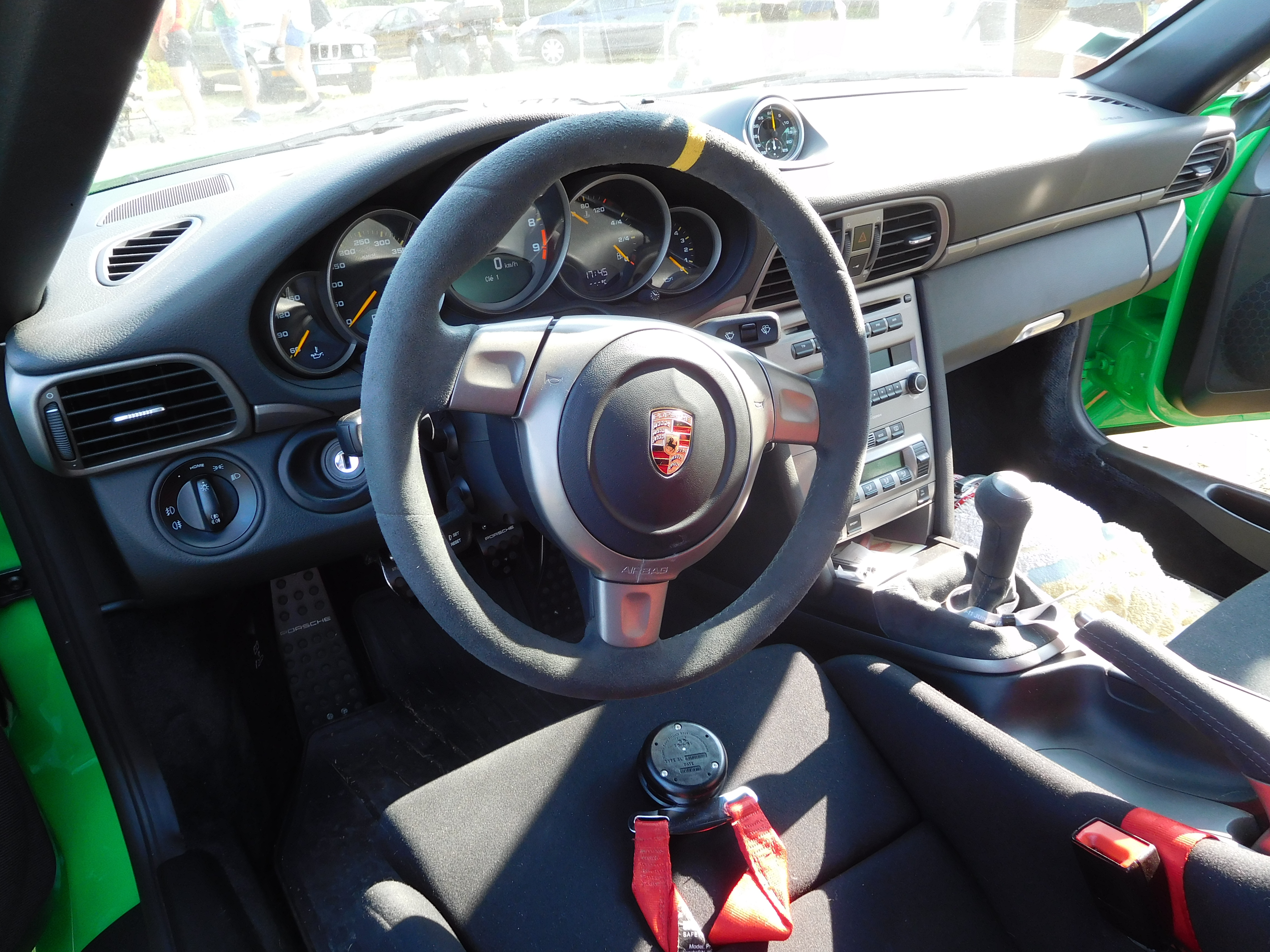
997.1 GT3 RS (Innenansicht)

### Vierte Generation (2009–2011; 320 kW / 435 PS)
Ein Jahr nach den Carrera-Versionen bekam auch das GT3-Modell der Baureihe 997 eine Modellpflege. Dabei wurde der Hubraum von 3600 auf 3797 cm³ vergrößert, im Gegensatz zu den Carrera- und Turbomodellen jedoch auf Direkteinspritzung verzichtet. Die Leistung stieg auf 320 kW (435 PS). Wie schon beim Faceliftmodell des 996 GT3 (996.2 GT3) wurde der zweistufige Heckflügel durch einen einteiligen ersetzt. Die Räder haben nun ein Zentralverschlusssystem.
Auf der Nordschleife des Nürburgrings benötigte der 997.2 GT3 eine Zeit von 7:40 Min. (auf der kurzen 20,6-Kilometer-Variante). Damit ist er rund acht Sekunden schneller als sein direkter Vorgänger 997.1 GT3.

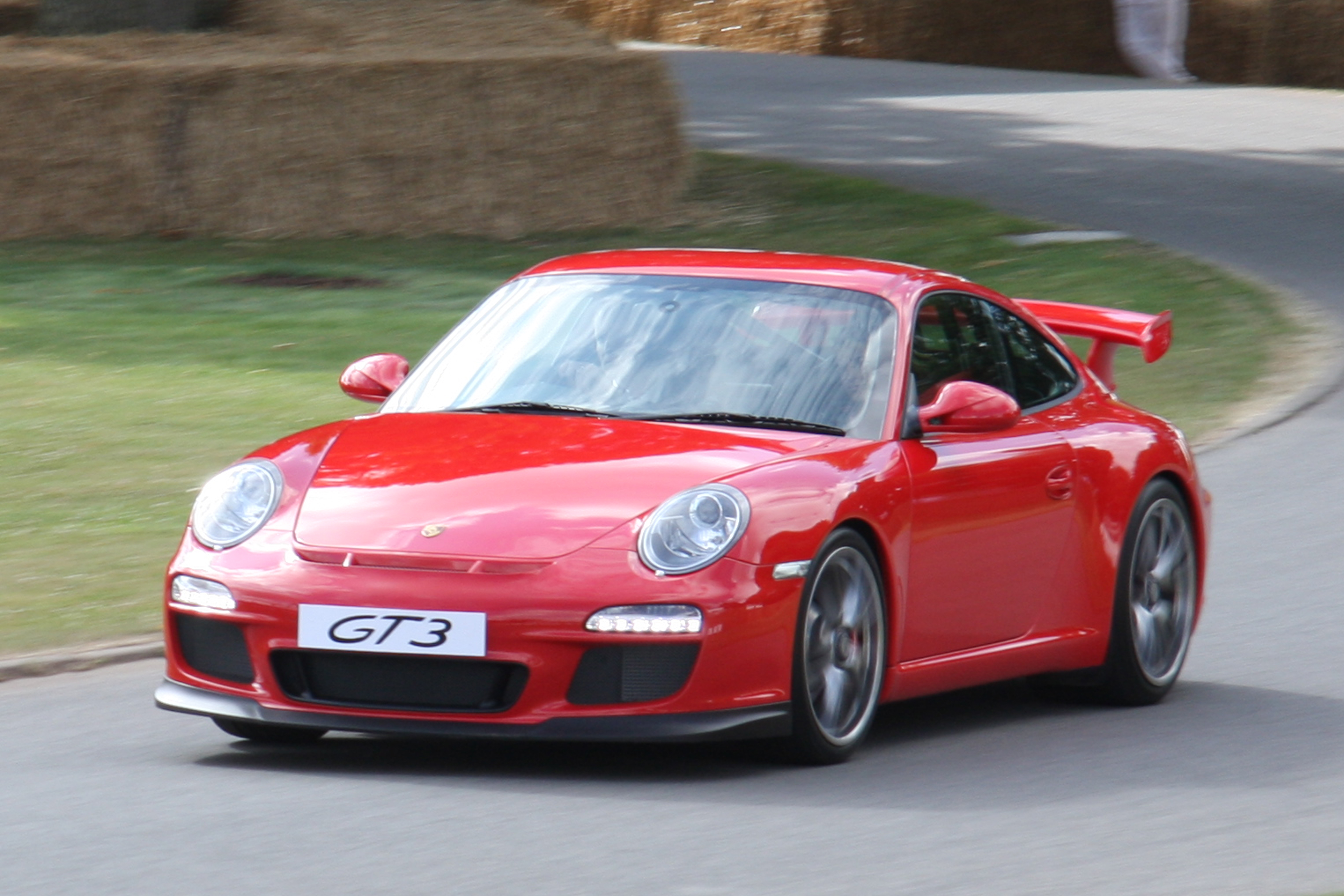
997.2 GT3 (Frontansicht)
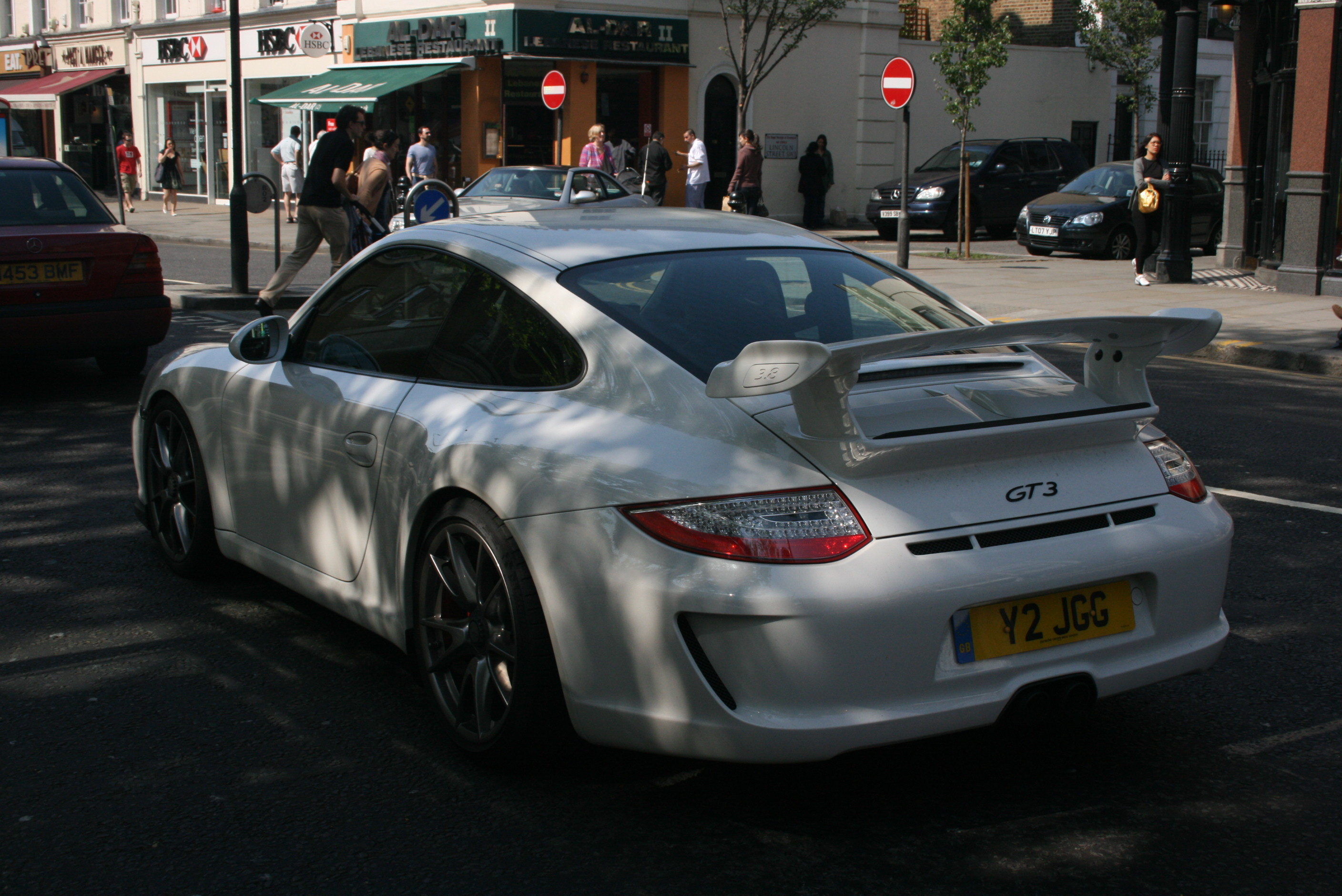
997.2 GT3 (Heckansicht)

### Dritte Generation des RS (2009–2011; 331 kW / 450 PS)
Am 19. August 2009 kündigte die Dr. Ing. h.c. F. Porsche AG in einer Pressemitteilung das Erscheinen einer neuen Generation des 997 GT3 RS an. Die Präsentation des nun maximal 331 kW (450 PS) bei 7.900/min leistenden RennSport-Elfer fand im Rahmen der 63. IAA für PKW auf der Frankfurter Messe statt. Der Verkauf der zweiten Generation des Porsche 997 GT3 RS in Deutschland startete im Januar 2010. Zum ersten Mal wurden nicht nur das Exterieur und das Fahrwerk des RS im Vergleich zum GT3 modifiziert, sondern auch der Motor auf mehr Leistung abgestimmt. Hatten die im Jahr 2006 vorgestellten 997.1 GT3 und 997.1 GT3 RS noch beide eine Maximalleistung von 305 kW (415 PS) bei 7.600/min so hat der RS nun 11 kW (15 PS) zusätzlich, die er bei 7.900/min erreicht (997.1 GT3: 320 kW/435 PS bei 7.600/min).
Auf der Nordschleife des Nürburgrings benötigte der 997.2 GT3 RS eine Zeit von 7:33 Min. (auf der kurzen 20,6-Kilometer-Variante). Damit ist er rund 15 Sekunden schneller als sein Vorgänger 997.1 GT3 RS und rund 7 Sekunden schneller als der „normale“ 997.2 GT3.
Beim 24-Stunden-Rennen auf dem Nürburgring 2010 wurde ein serienmäßiger und straßenzugelassener GT3 RS 3.8 mit dem Fahrerquartett Roland Asch, Patrick Simon, Chris Harris und Horst von Saurma als Werkswagen von Porsche eingesetzt. Er fuhr auf den 4. Rang der Klasse SP7, bzw. den 13. Gesamtrang.

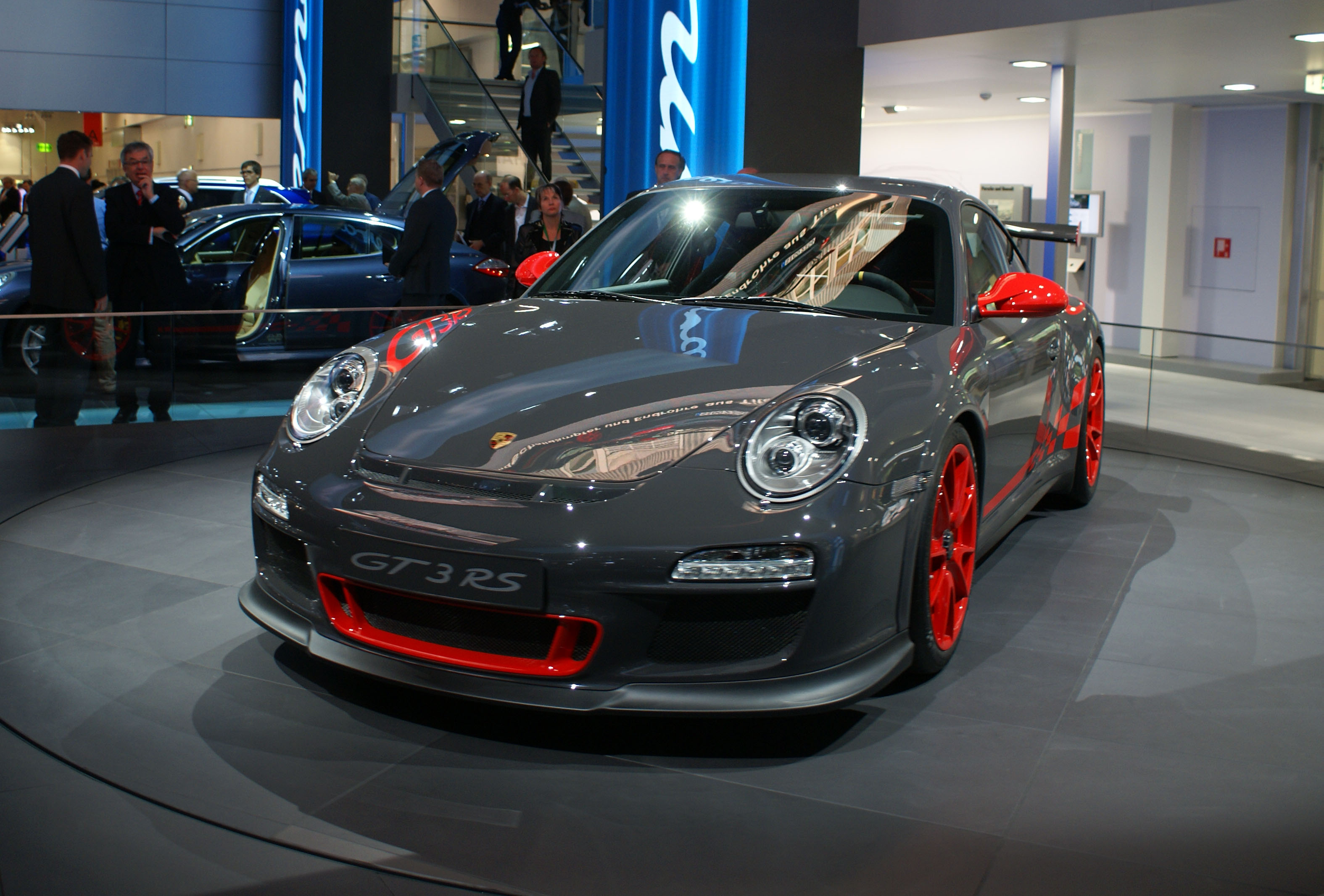
997.2 GT3 RS (Frontansicht)
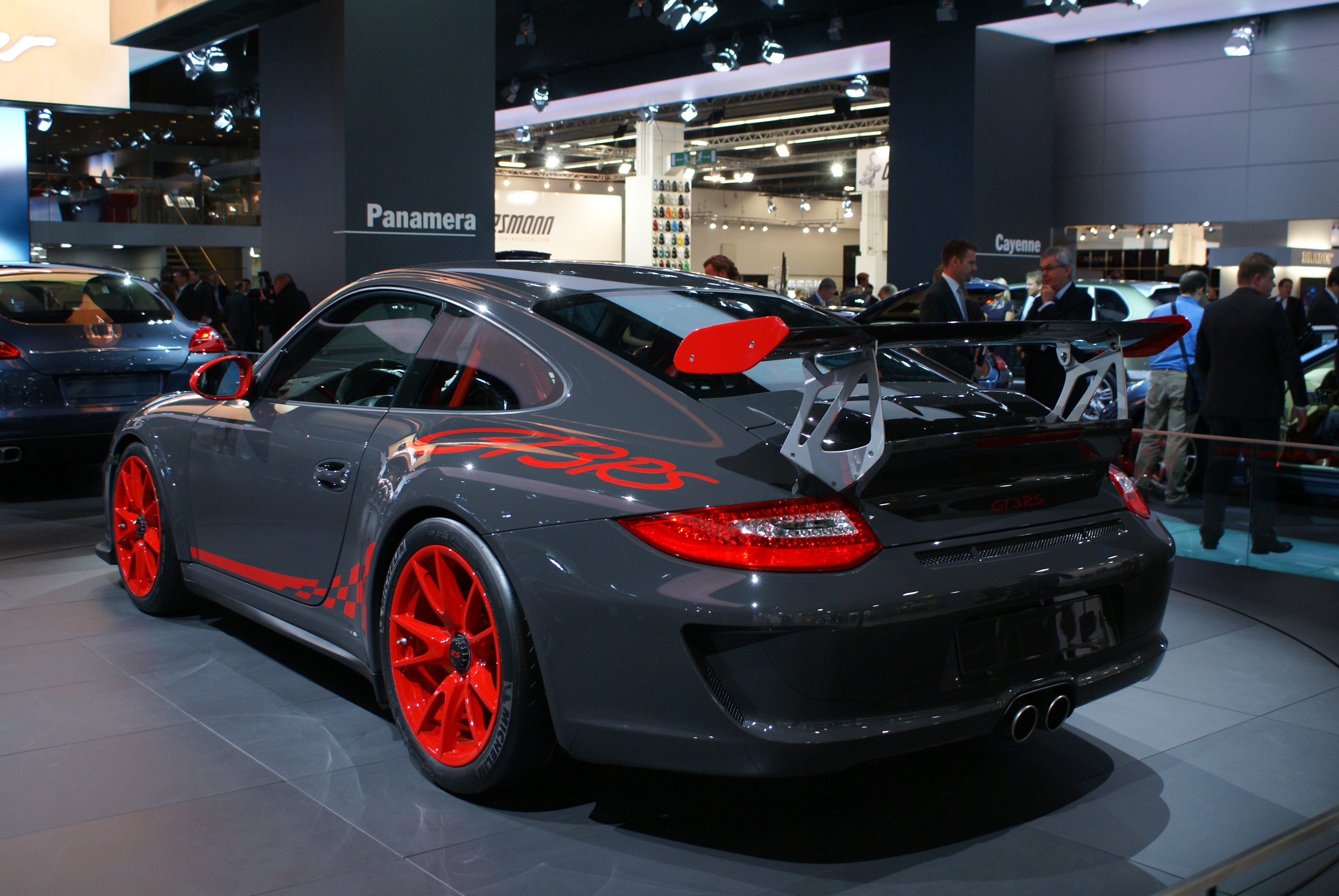
997.2 GT3 RS (Heckansicht)
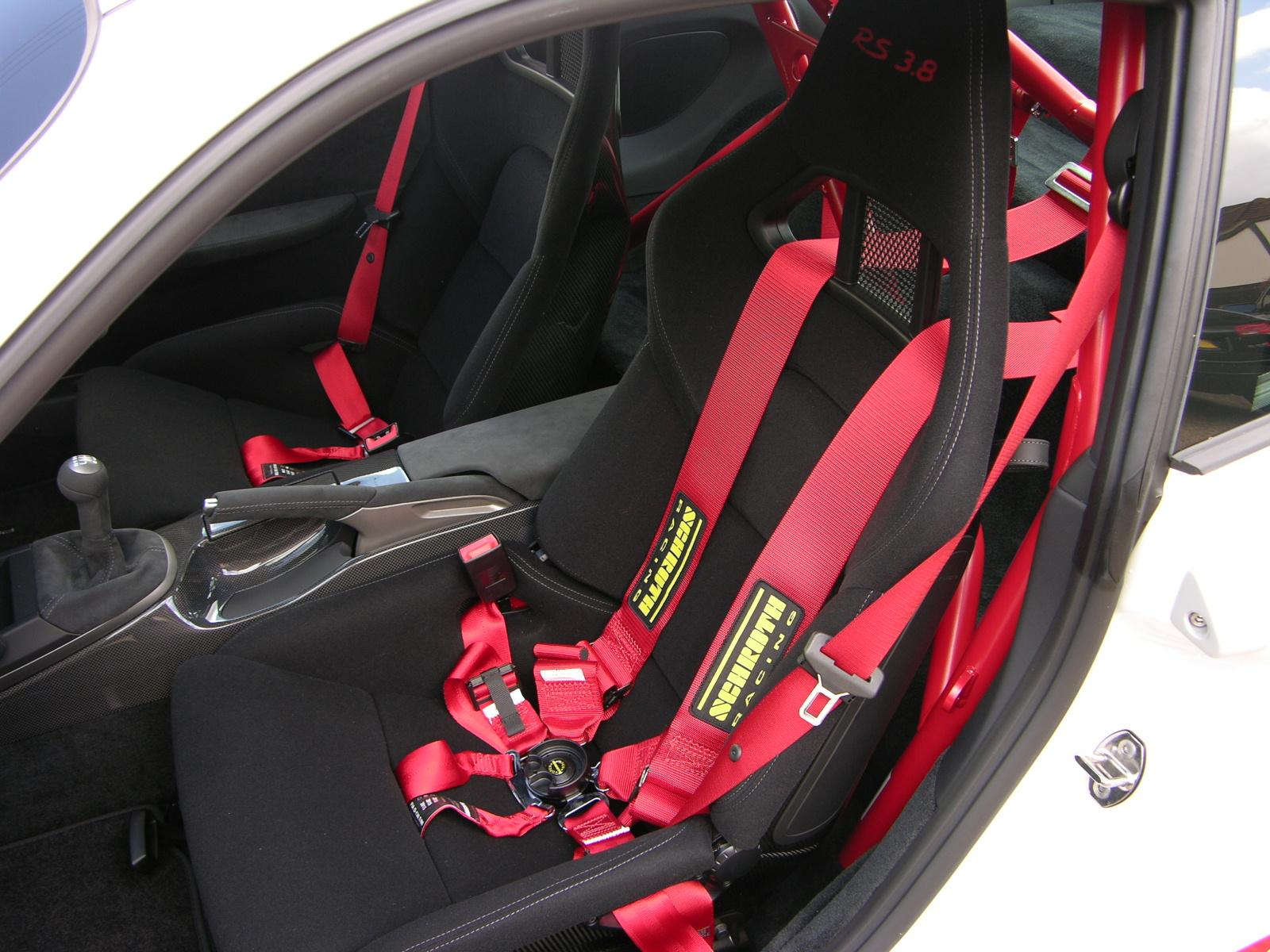
997.2 GT3 RS (Innenansicht)
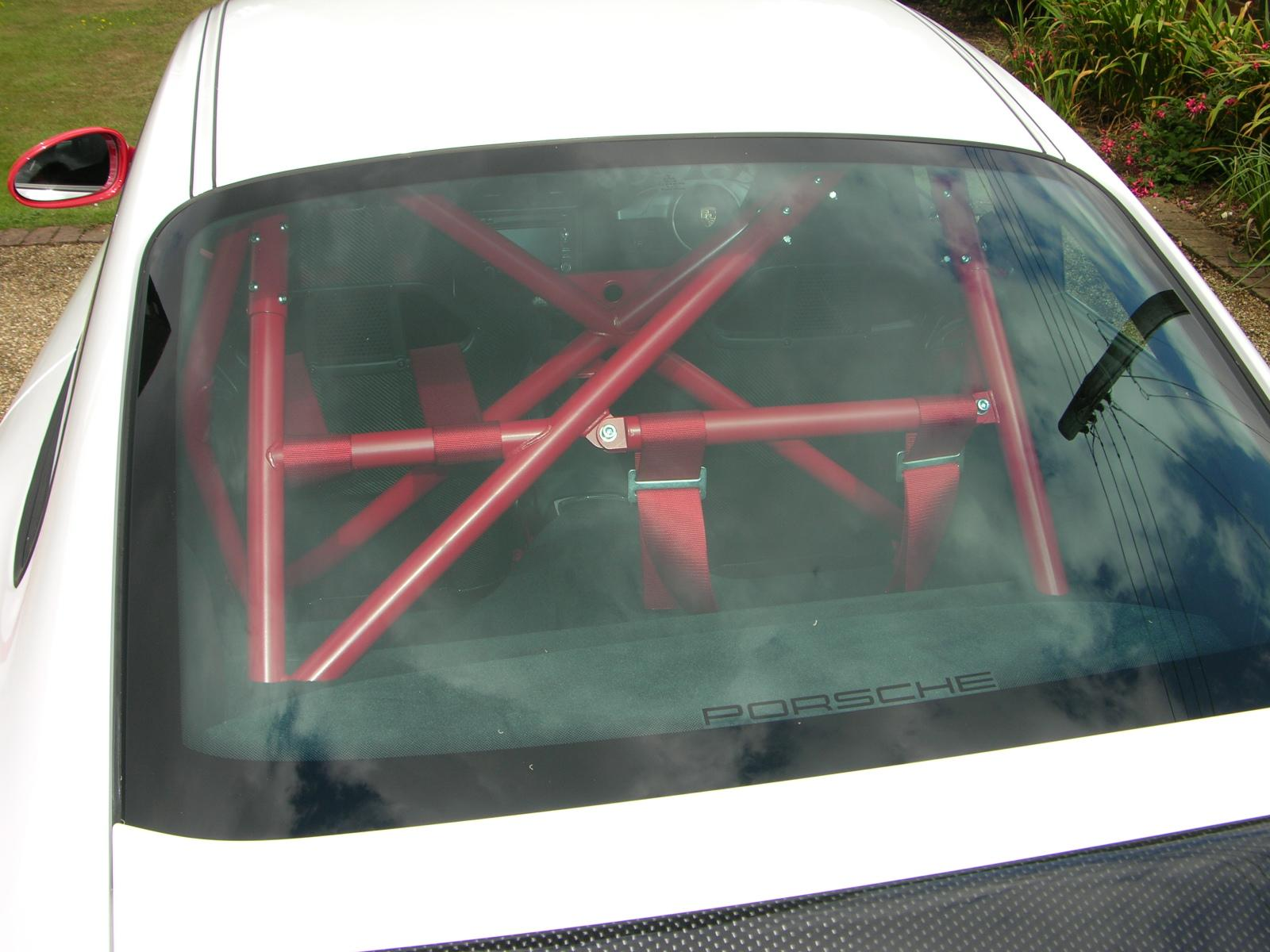
997.2 GT3 RS (Überrollkäfig)

### GT3 RS 4.0 (2011; 368 kW / 500 PS)
Am 28. April 2011 stellte Porsche eine auf 600 Exemplare limitierte Sonderserie auf Basis des 997 GT3 RS vor. Der 997.2 GT3 RS 4.0 wurde von einem 3.996 cm³ großen Sechs-Zylinder-Boxermotor angetrieben, der mit 368 kW (500 PS) und einem Drehmoment von 460 Nm in Bezug auf Hubraum und Leistung die größte bis dahin verfügbare Motorisierung für den 911 GT3 darstellte. Die Hubraumleistung von 92 kW (125 PS) war die bis dahin höchste spezifische Leistung aller Saugmotoren, die in straßenzugelassenen Porsche-Modellen eingebaut wurde. Die Kurbelwelle wurde ohne Änderungen aus dem Rennwagen 911 GT3 RSR 4.0 übernommen. Das Leergewicht konnte gegenüber dem 997.2 GT3 RS um 10 kg reduziert werden. Erstmals bei einem Serien-911er verwendete Porsche sogenannte Flics zur Verbesserung des Abtriebs an der Vorderachse.
Auf der Nordschleife des Nürburgrings benötigte der 997.2 GT3 RS 4.0 eine Zeit von 7:30 Min. (auf der kurzen 20,6-Kilometer-Variante). Damit war er rund drei Sekunden schneller als der 997.2 GT3 RS. Porsche selbst vermeldete eine Zeit von 7:27 Min auf der gleichen Streckenvariante.
Anfang Juni 2011 teilte Porsche mit, dass die gesamte Auflage von 600 Exemplaren des mindestens 178.596 € teuren 997.2 RS 4.0 bereits vor Produktionsstart vollständig ausverkauft ist.

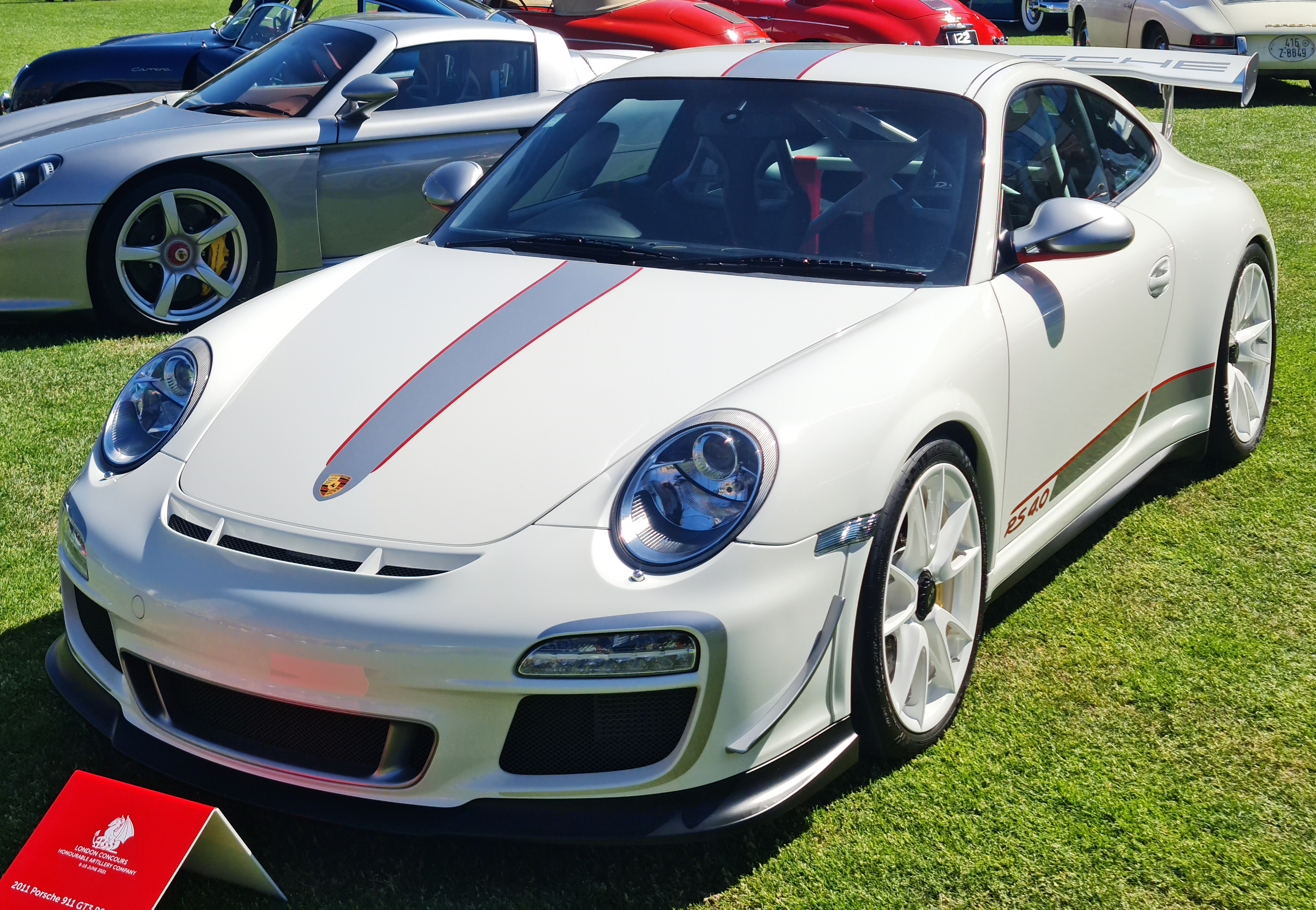
997.2 GT3 RS 4.0 (Frontansicht)
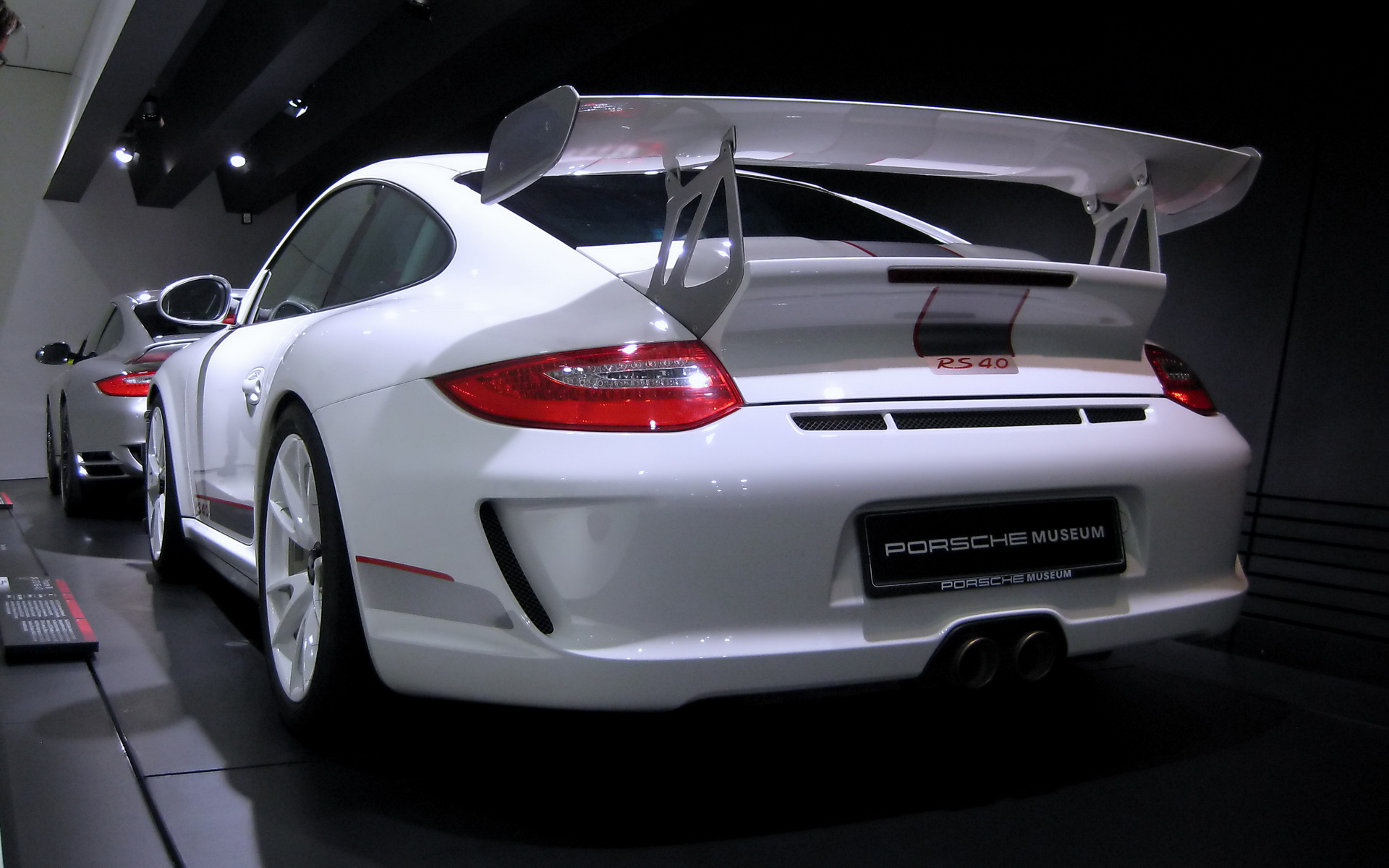
997.2 GT3 RS 4.0 (Heckansicht)
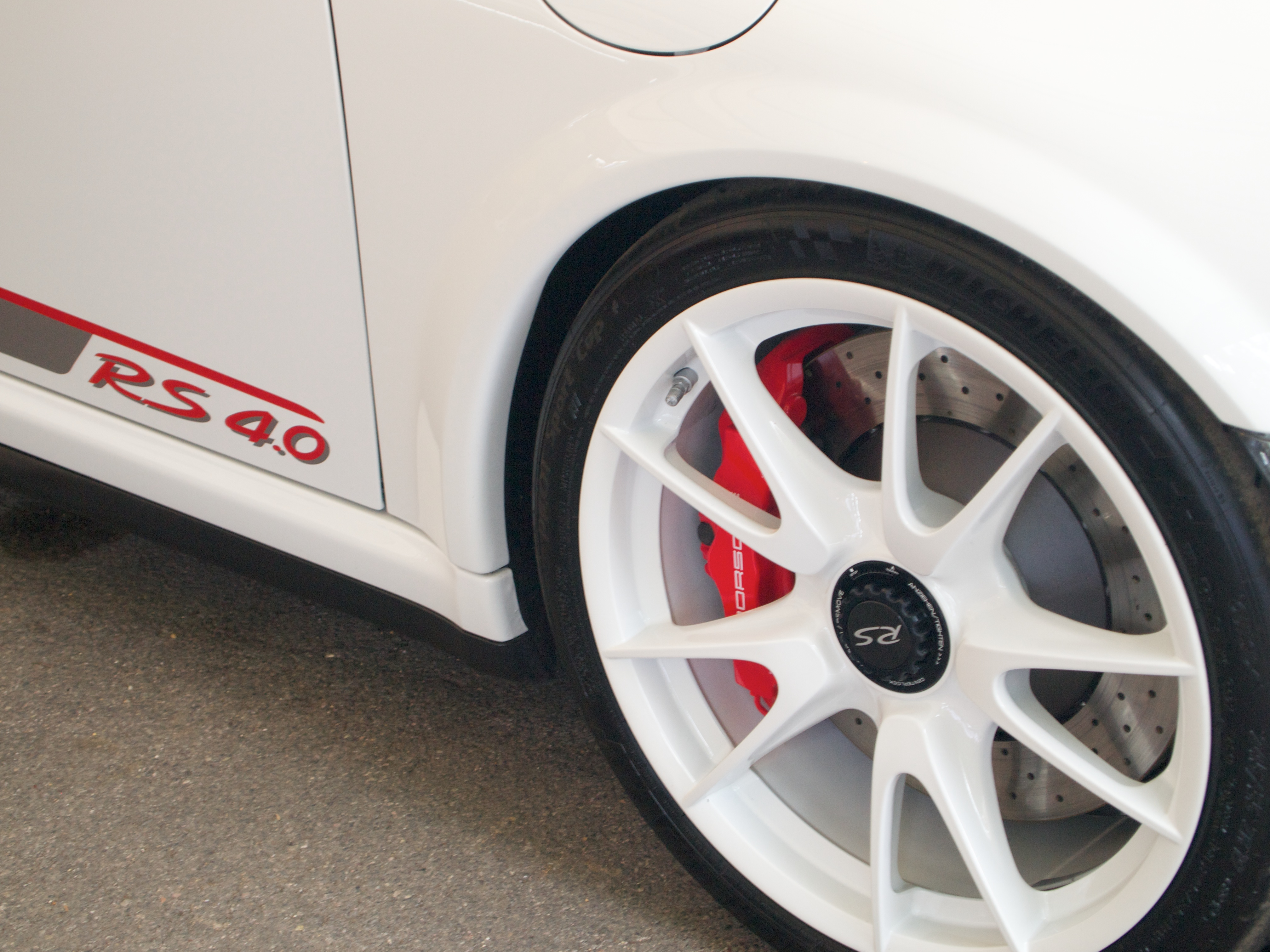
997.2 GT3 RS 4.0 („RS 4.0“-Schriftzüge)

### Dritte und vierte Generation des GT3 Cup (2005–2009, 294 kW / 400 PS; 2010–2012, 331 kW / 450 PS)
Auch vom 997 GT3 wurde der seriennaher Rennwagen GT3 Cup entwickelt, der in internationalen (Porsche Supercup) und nationalen Markenpokal-Rennserien von Porsche eingesetzt wurde.
Angetrieben wurde die dritte Generation des GT3 Cup von einem 3,6 Liter großen Sechszylinder-Boxermotor, der 294 kW (400 PS) leistete. 2008 wurde die Leistung auf 309 kW (420 PS) gesteigert. Bei der vierten Generation wurde – wie beim „normalen“ GT3 – auf den 3,8 Liter großen Motor gewechselt, der 331 kW (450 PS) leistete.

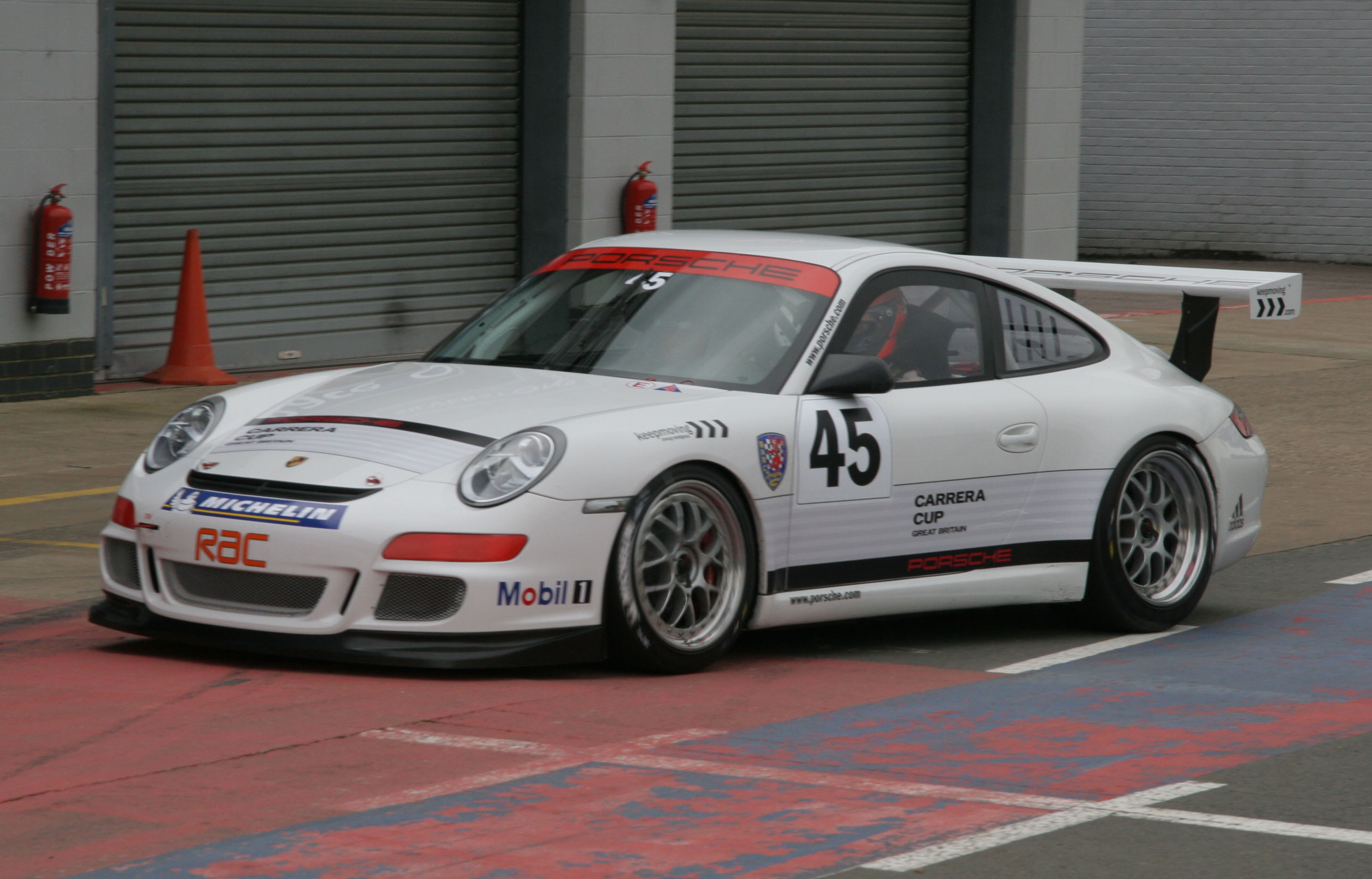
997.1 GT3 Cup (Frontansicht)
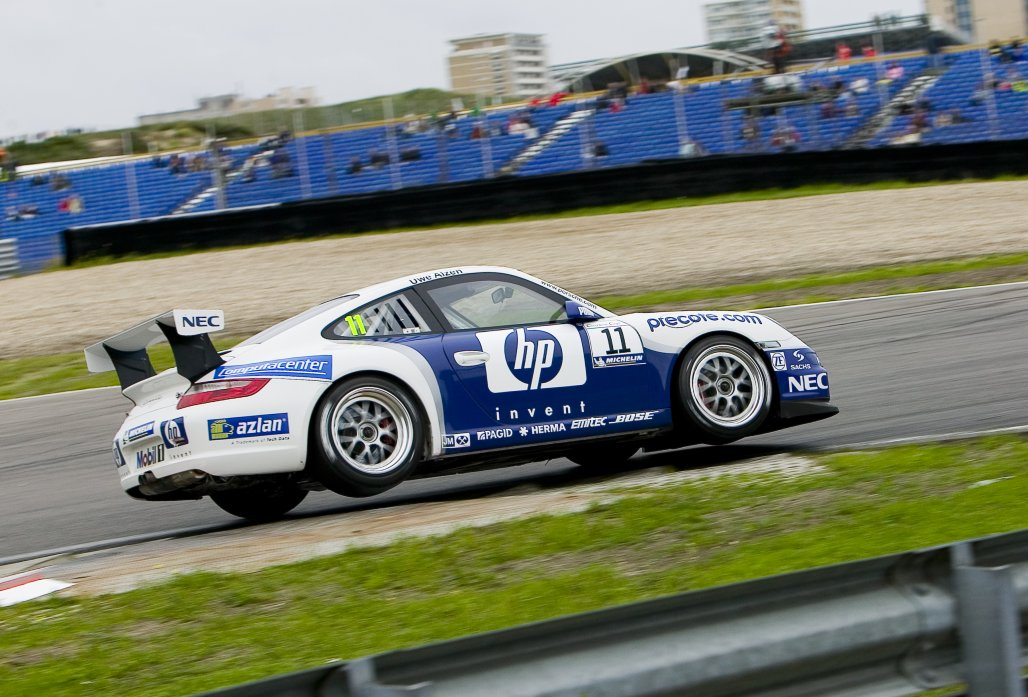
997.1 GT3 RS (Heckansicht)
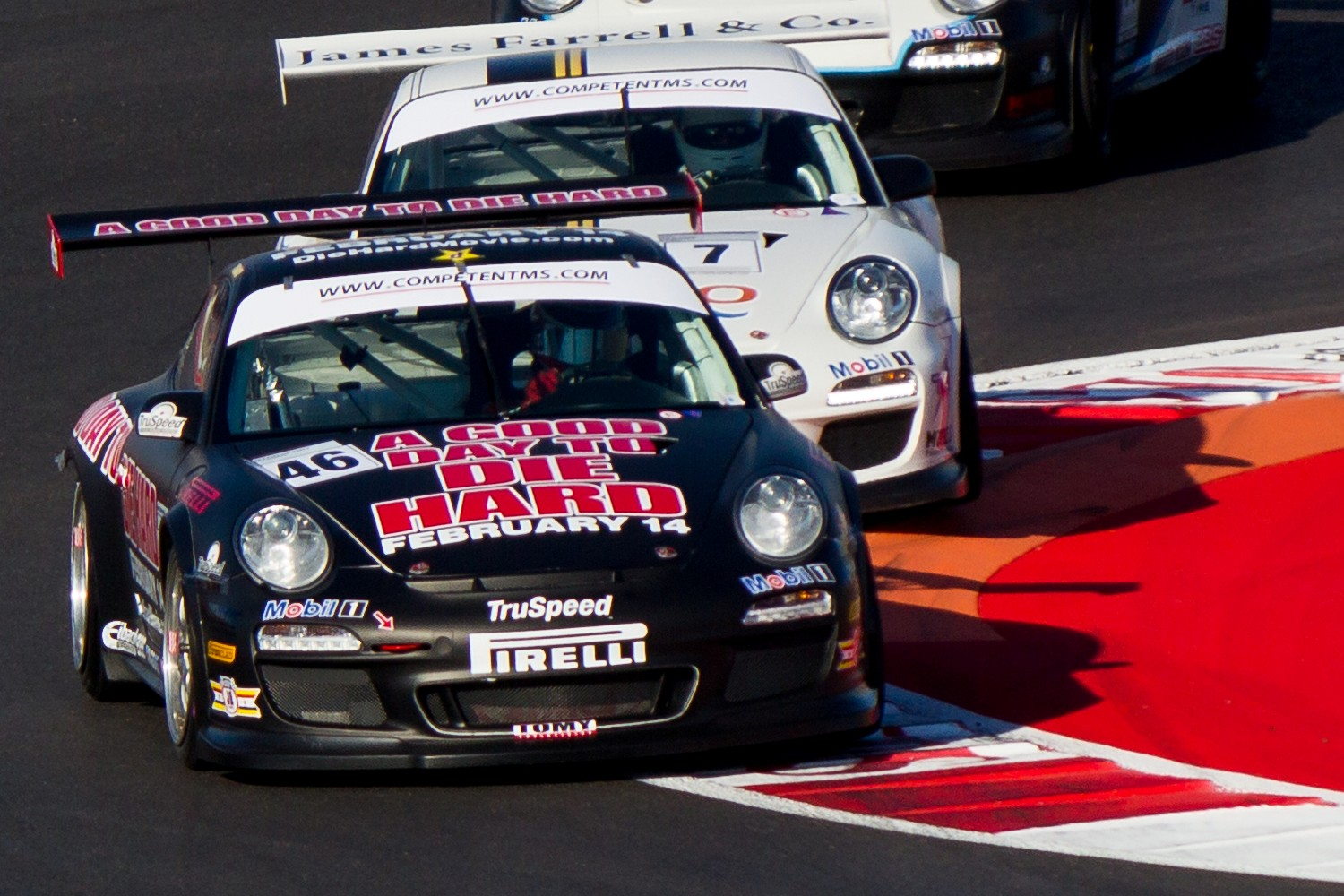
997.2 GT3 Cup (Frontansicht)
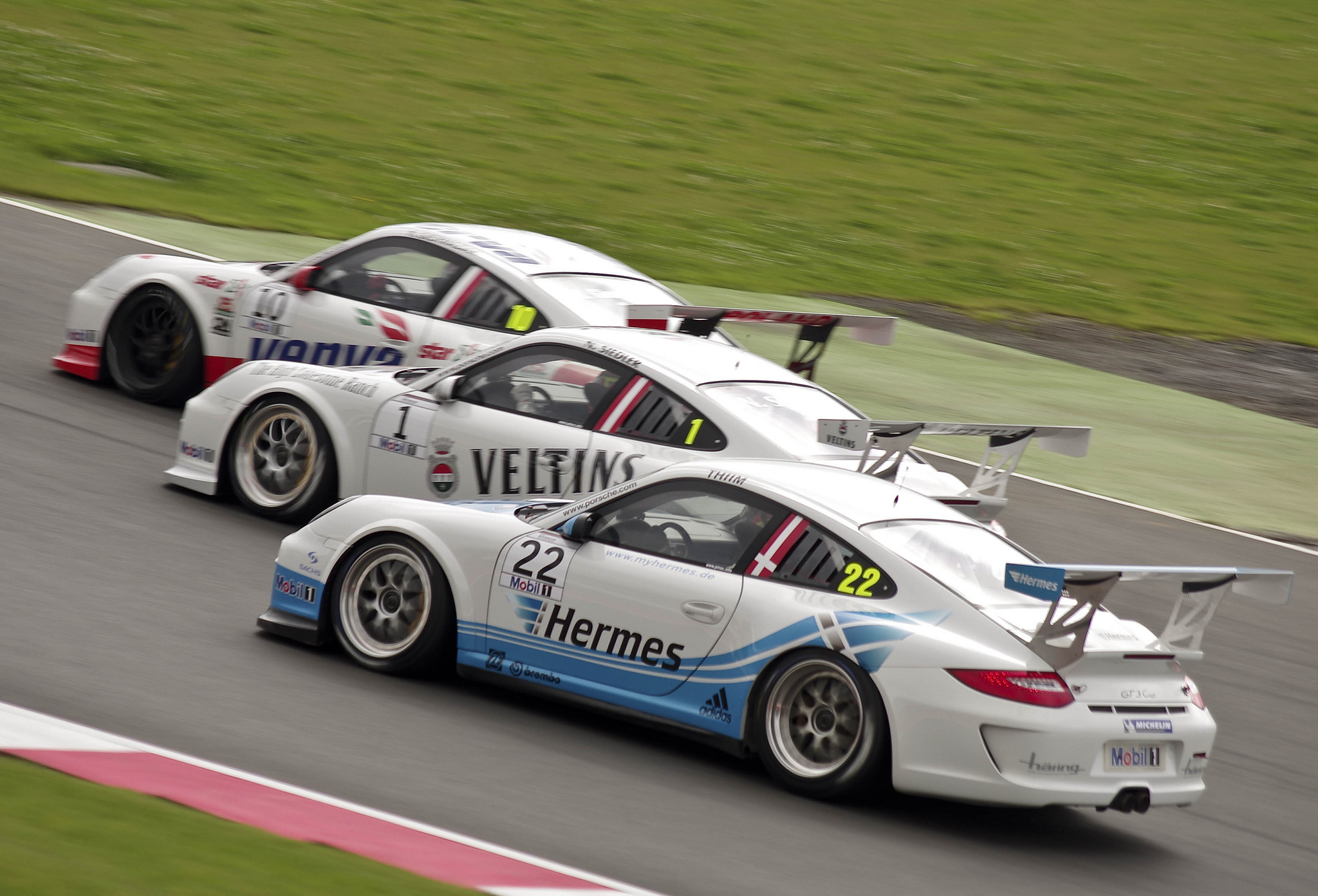
997.2 GT3 Cup (Heckansicht)

### Zweite Generation des GT3 R (2010–2015; 353 kW / 480 PS)
Anders als sein Vorgänger 996 GT3 R war der 997 GT3 R kein Fahrzeug der Gruppe GT2, sondern entsprach dem GT3-Reglement und entstand als Weiterentwicklung des 997.2 GT3 Cup, allerdings mit dem 4,0-Liter großen Sechszylinder-Boxermotor. Nebst den weltweiten GT3-Rennserien war er auch für die VLN Langstreckenmeisterschaft Nürburgring inkl. den 24-Stunden-Rennen auf dem Nürburgring prädestiniert.

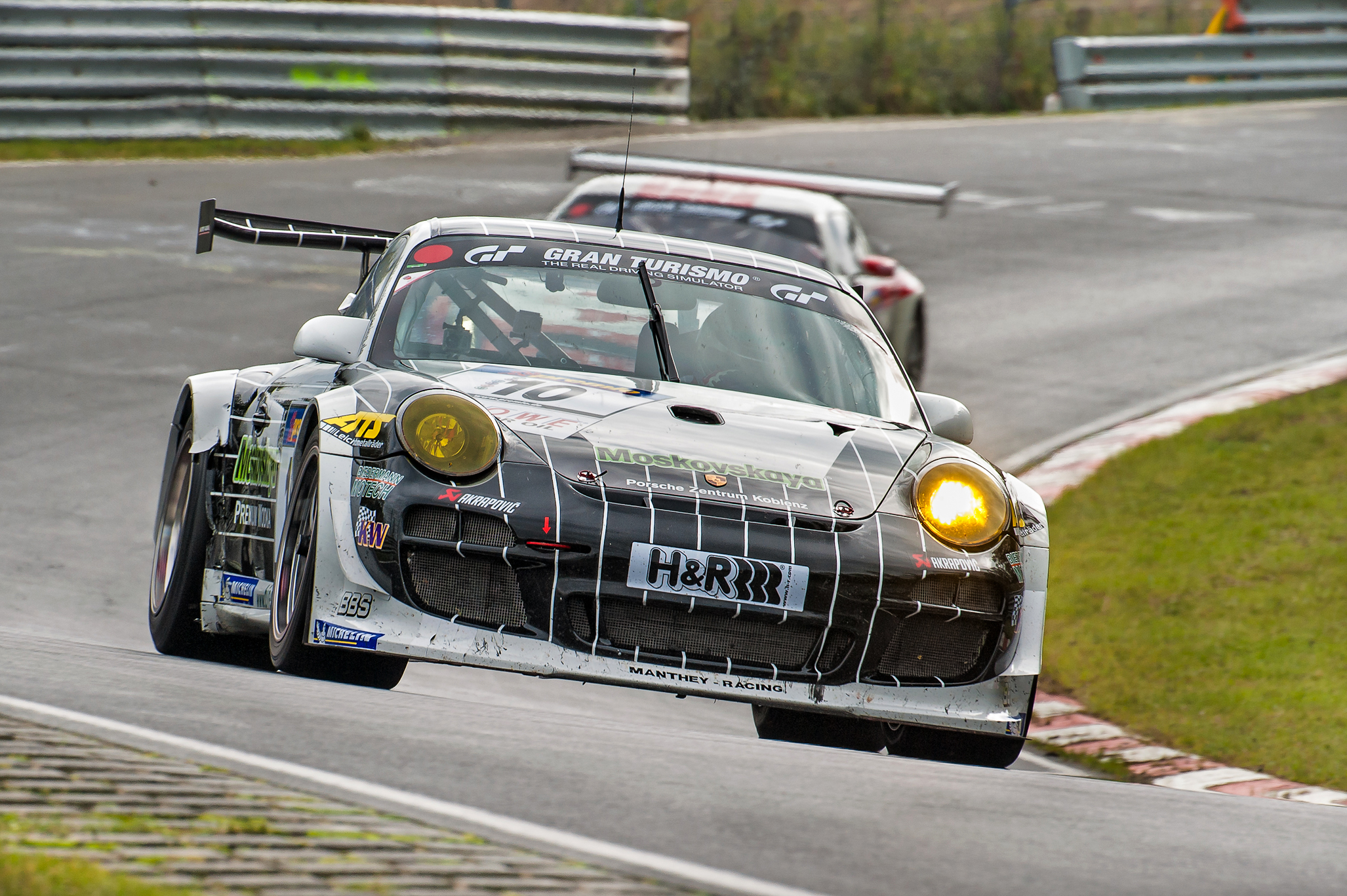
997 GT3 R (Frontansicht)
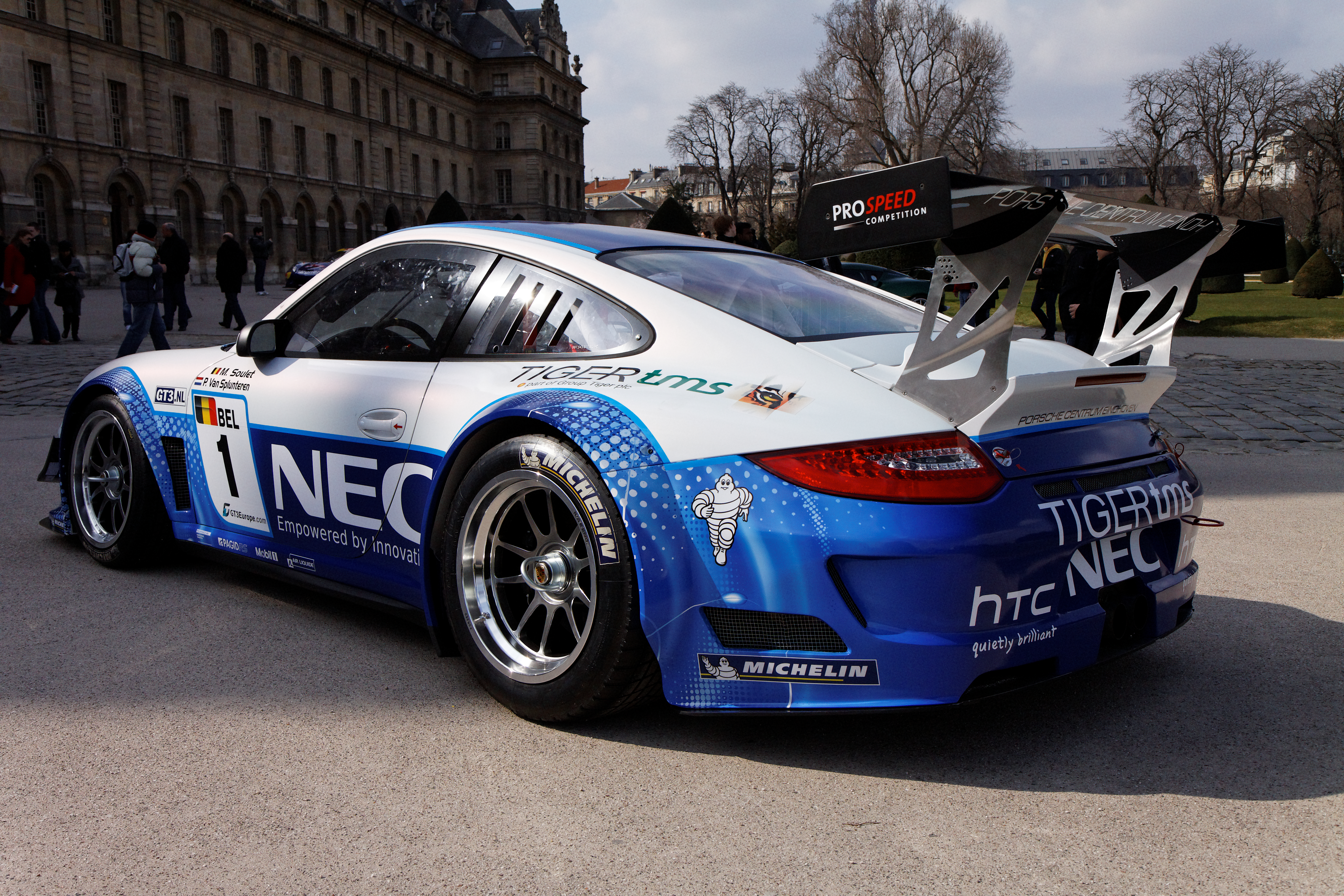
997 GT3 RS (Heckansicht)

### GT3 R Hybrid (2010; 473 kW / 643 PS)
Der Porsche 997 GT3 R Hybrid wurde am 4. März 2010 auf dem Genfer Automobil Salon präsentiert und hatte eine Gesamtsystemleistung von 472 kW. Der Sechs-Zylinder-Boxermotor leistete 353 kW (480 PS), die übrigen 120 kW (163 PS) liefeten zwei Elektromotoren, die an der Vorderachse angebracht wurden. Die Elektromotoren mit der umgekehrten Portalachse wogen rund 68 kg und konnten kurzzeitig am Rad ein Antriebsmoment von 948 Nm erzeugen. Der 997 GT3 R Hybrid hatte keine Hochvoltbatterie zur Speicherung der Energie, sondern verwendet ein kinetisches Hybridsystem (KERS) von Williams Hybrid Power, einem Tochterunternehmen des gleichnamigen Formel-1-Teams. Dieser Schwungradspeicher verwendete einen Rotor, der elektrisch auf 40.000 Umdrehungen/min beschleunigt wurde. Die Aufladung erfolgte beim Bremsen mit Strom aus den Elektromotoren an der Vorderachse (2 × 60 kW Leistung). Beim Beschleunigen gab der Schwungradspeicher die Energie wieder ab, indem induzierte Spannung an die Elektromotoren an der Vorderachse geliefert wurde.
Am 27. März 2010 gab das Fahrzeug bei der VLN Langstreckenmeisterschaft Nürburgring sein Renndebüt. Beim 24-Stunden-Rennen auf dem Nürburgring schied das vom Team Manthey Racing eingesetzte Fahrzeug – nach 22 Std. und in Führung liegend – mit technischem Defekt aus. Die Ölpumpe für die Trockensumpfschmierung versagte, was zu einem Motorschaden führte.
Am 28. Mai 2011 konnte das weiterentwickelte Fahrzeug im Rahmen der VLN Langstreckenmeisterschaft Nürburgring sein erstes Rennen auf der Nordschleife gewinnen.

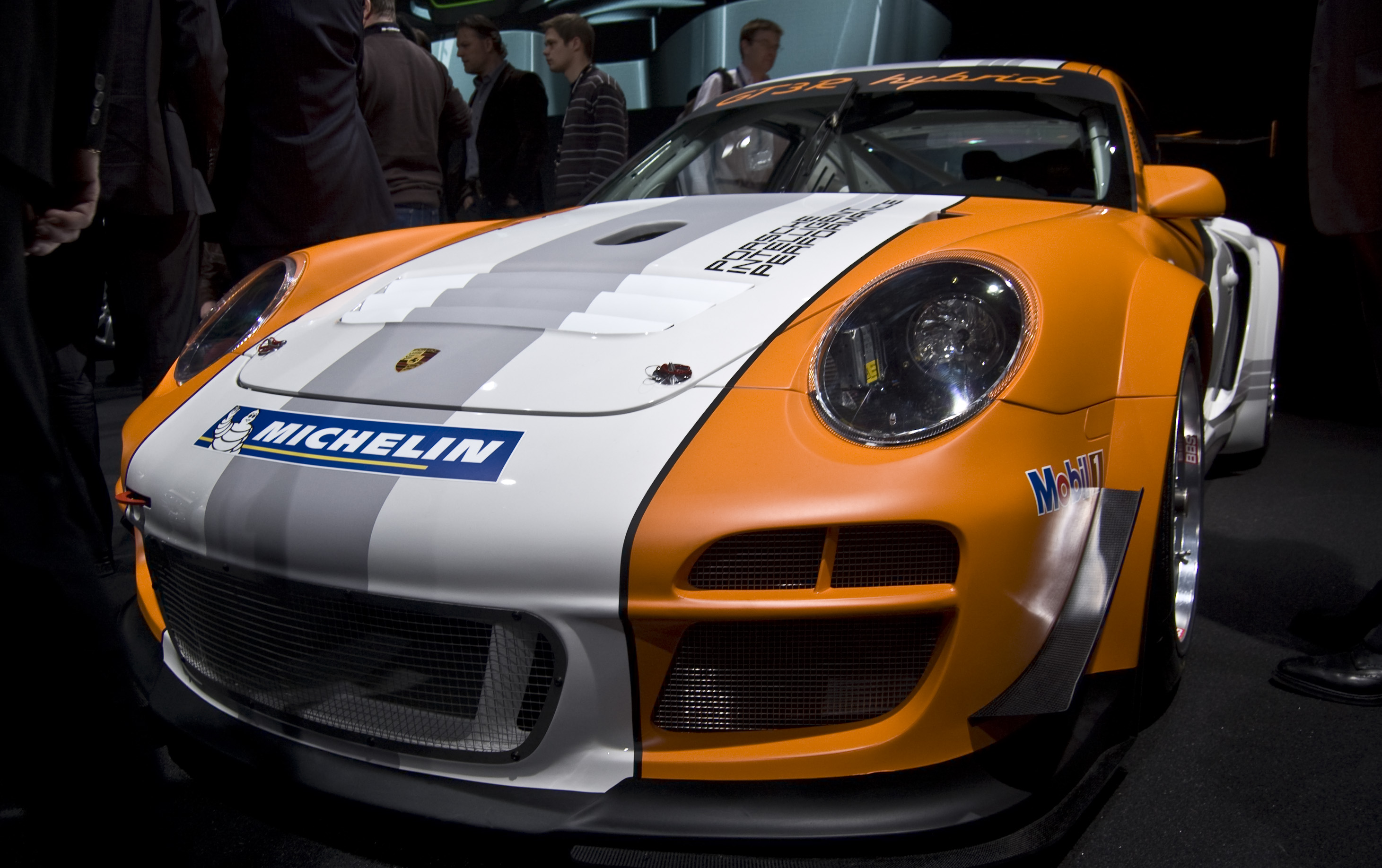
997 GT3 R Hybrid (Frontansicht)
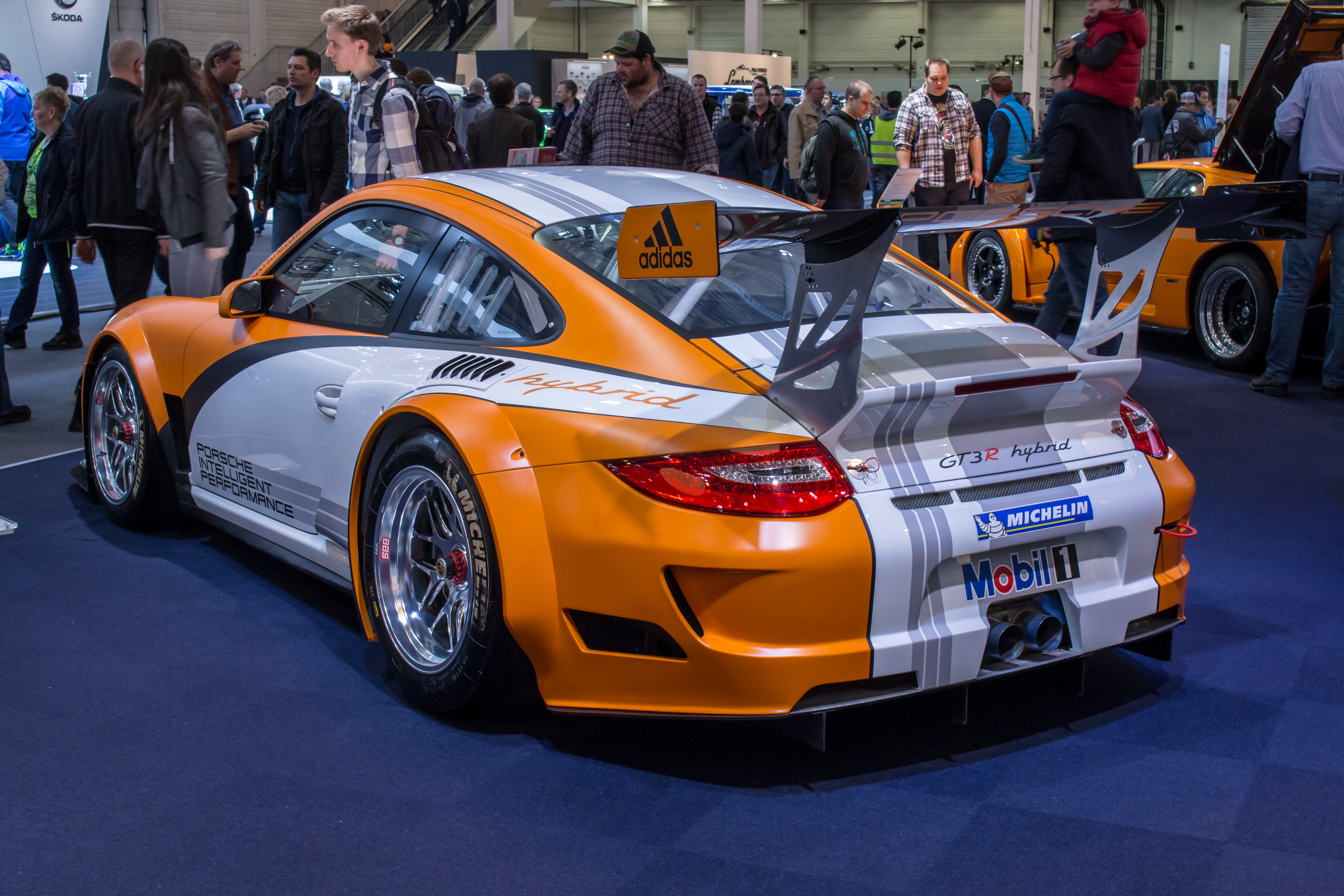
997 GT3 R Hybrid (Heckansicht)

## Typ 991

### Fünfte Generation (2013–2015; 350 kW / 475 PS)
Wie bereits die GT3-Modelle der Typen 996 und 997 hatte auch der 2013 erschienene 991.1 GT3 einen feststehenden Heckflügel auf der Motorabdeckung sowie eigens für das Modell angefertigte Front- und Heckschürzen. Als weiteres charakteristisches Design-Merkmal blieben die beiden mittig angeordneten Auspuffrohre unterhalb der Kennzeichenhalterung erhalten, die erstmals bei den zwischen 2006 und 2011 produzierten Modellen des 997 GT3 Verwendung fanden. Nebst den elektrisch verstellbaren Komfortsitzen und den klappbaren Sitzschalen konnte man erstmals die Karbonsitze des Porsche 918 bestellen.
Die neue Generation legte in der Leistung wiederum zu (auf 475 PS bei einer Maximaldrehzahl von 9.000/Min.). Der 991.1 GT3 beschleunigte von 0 auf 100 km/h in 3,5 Sekunden, von 0 auf 200 km/h in 11,9 Sekunden und erreichte eine Höchstgeschwindigkeit von 315 km/h. Er erzeugte einen Gesamtabtrieb rund 470 N (Vorderachse: 180 N; Hinterachse: 290 N) bei 200 km/h. Auf der Nordschleife des Nürburgrings benötigte der 991.1 GT3 eine Zeit von 7:32 Min. (auf der kurzen 20,6-Kilometer-Variante).

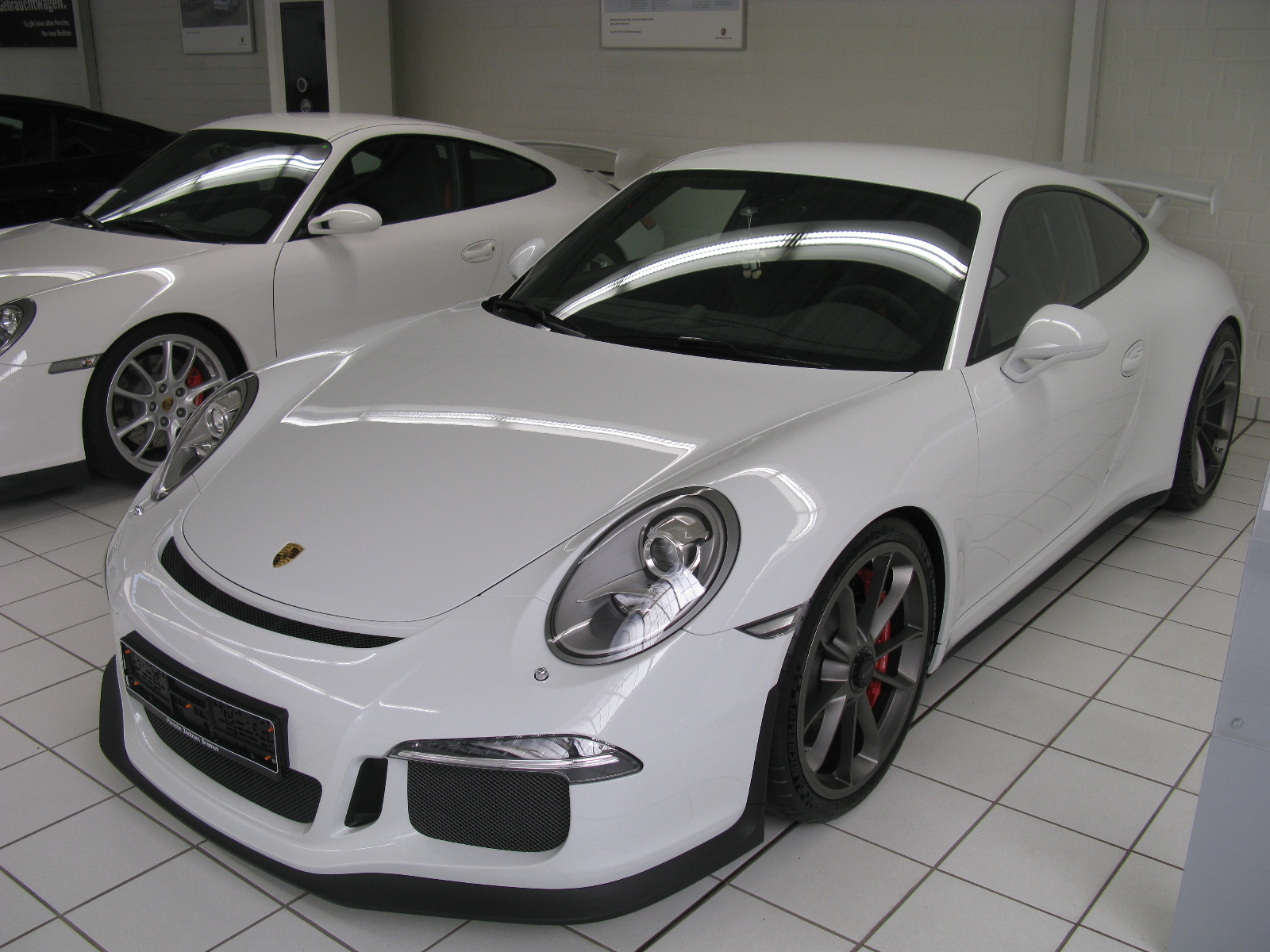
991.1 GT3 (Frontansicht)
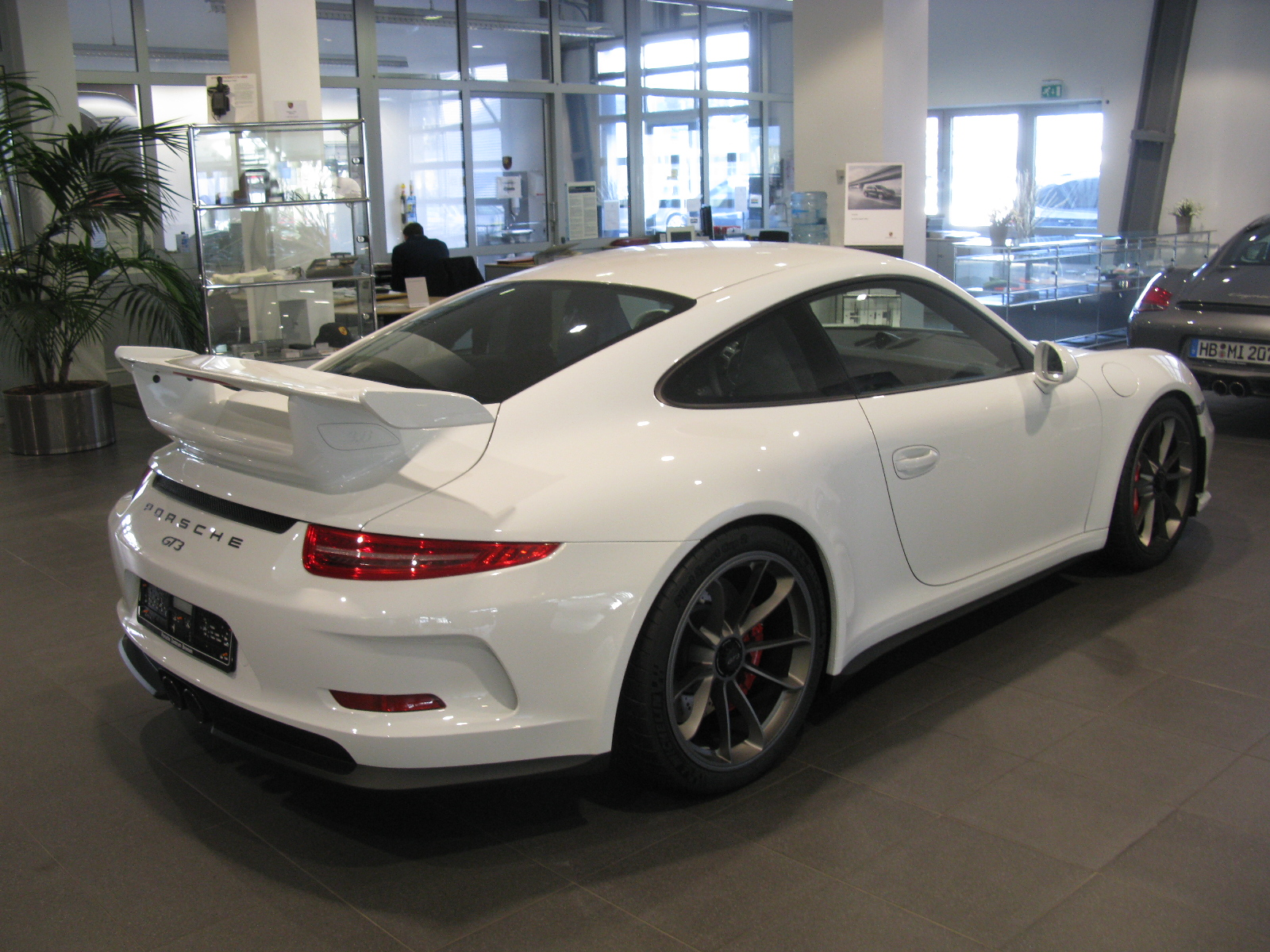
991.1 GT3 (Heckansicht)
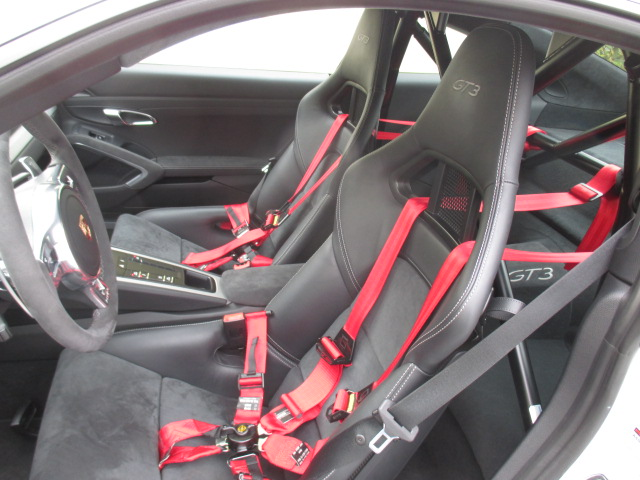
991.1 GT3 (Innenraum)
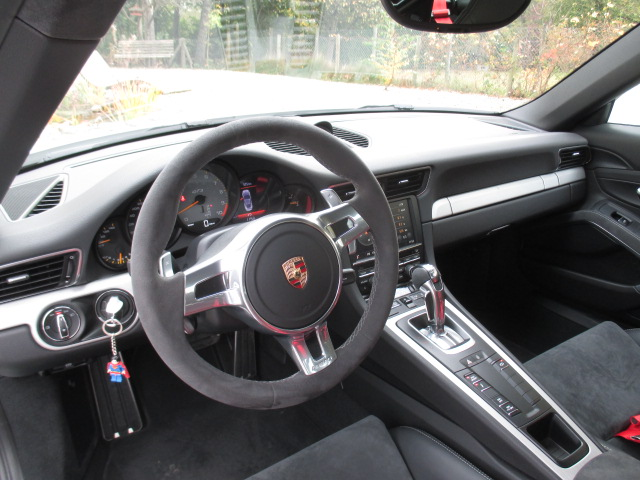
991.1 GT3 (Innenraum)

### Vierte Generation des RS (2015–2016; 368 kW / 500 PS)
Die Produktion des GT3 vom Typ 991 wurde im Februar 2015 durch den GT3 RS ergänzt. Der 991.1 GT3 RS erhielt eine Erhöhung des Hubraums von 3.800 cm³ auf 3.996 cm³ mit einem Leistungszuwachs von 25 PS gegenüber des „normalen“ 991.1 GT3; allerdings sank die Maximaldrehzahl von 9.000/Min auf 8.800/Min. Damit beschleunigte er von 0 auf 100 km/h in 3,3 Sekunden, von 0 auf 200 km/h in 11,6 Sekunden und erreichte eine Höchstgeschwindigkeit von 310 km/h. Nebst einer Verbreiterung der Spur mit breiteren Felgen und Reifen fielen vor allem die Radhausentlüftungen in den vorderen Kotflügeln und der neue Heckflügel auf, dessen einteiliges Blatt auf zwei Stelzen montiert wurde. Auf der Nordschleife des Nürburgrings benötigte der 991.1 GT3 RS eine Zeit von 7:28 Min. (auf der kurzen 20,6-Kilometer-Variante), somit rund vier Sekunden schneller als der „normale“ 991.1 GT3.
Um die Rennstreckentaglichkeit zu verbessern, konnte – erstmalig bei einem RS-Modell – ein Manthey-Performance-Kit gekauft werden.
Erstmals konnte man ab Werk einen GT3 RS ohne Heckflügel bestellen: den 911 R. Der nur als Handschalter lieferbare R war umgehend ausverkauft und mutierte zu einem reinen Spekulationsobjekt.

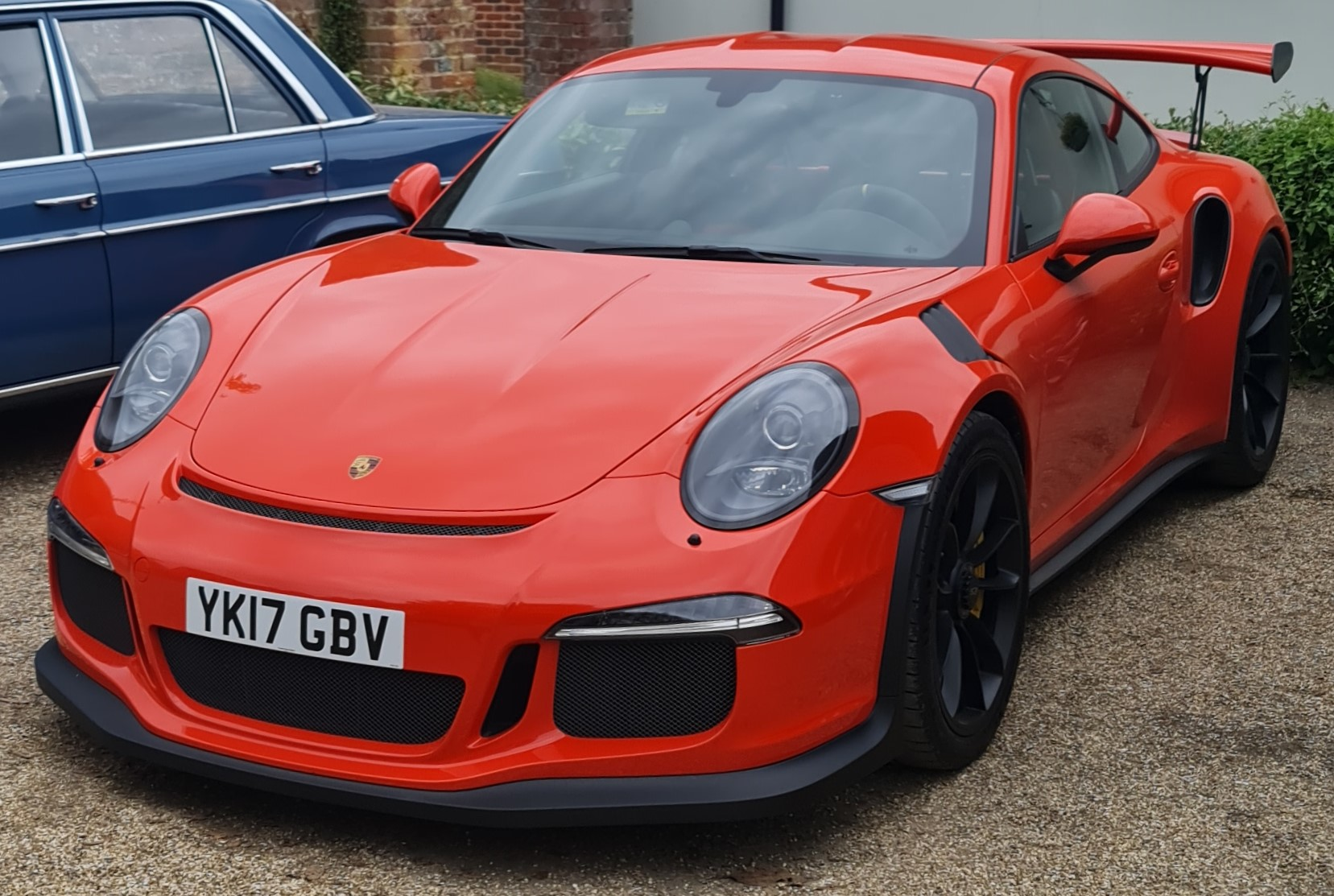
991.1 RS (Frontansicht)
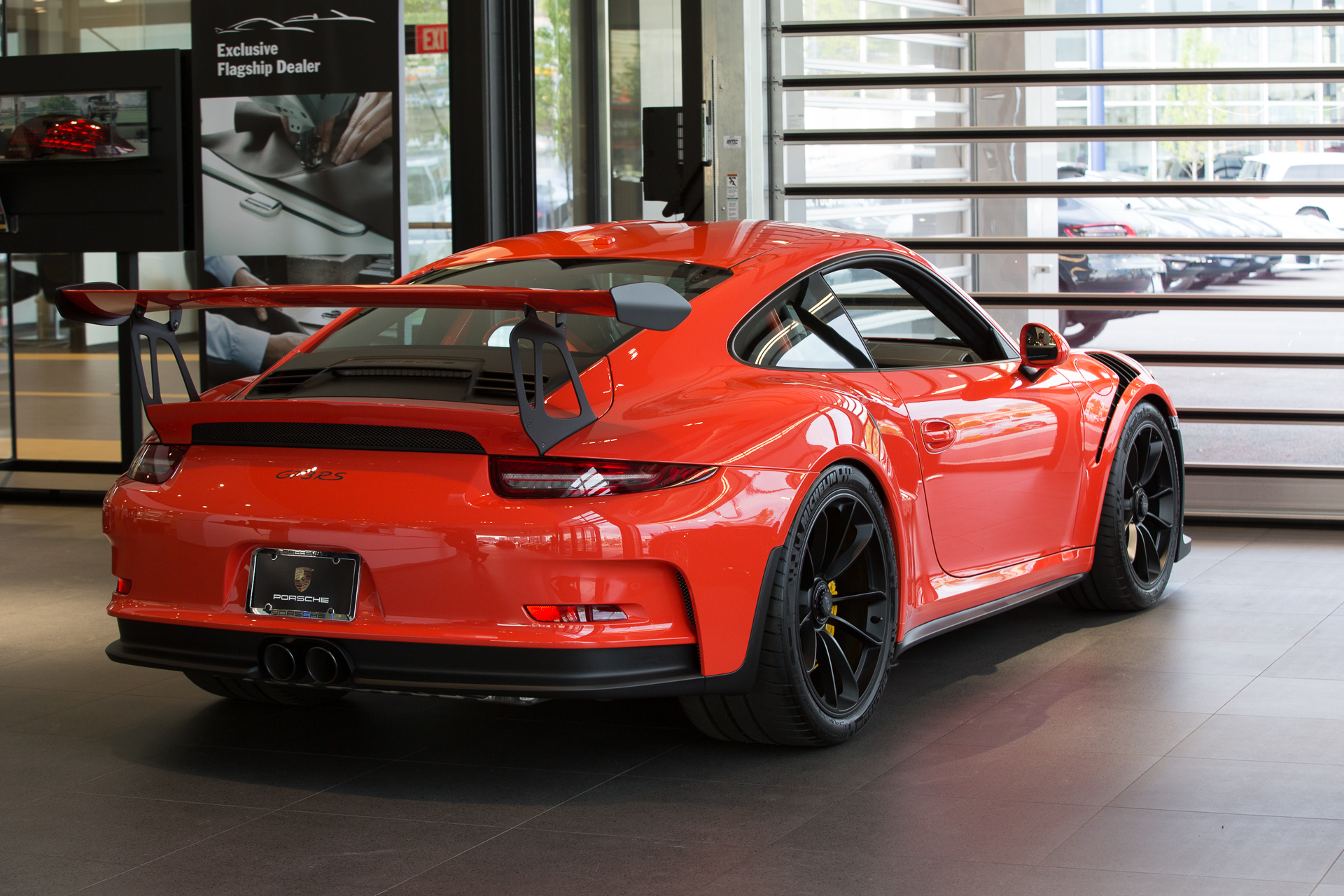
991.1 RS (Heckansicht)
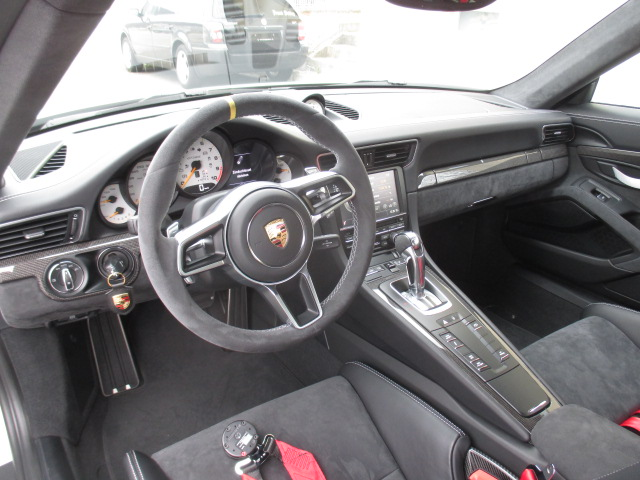
991.1 RS (Innenraum)
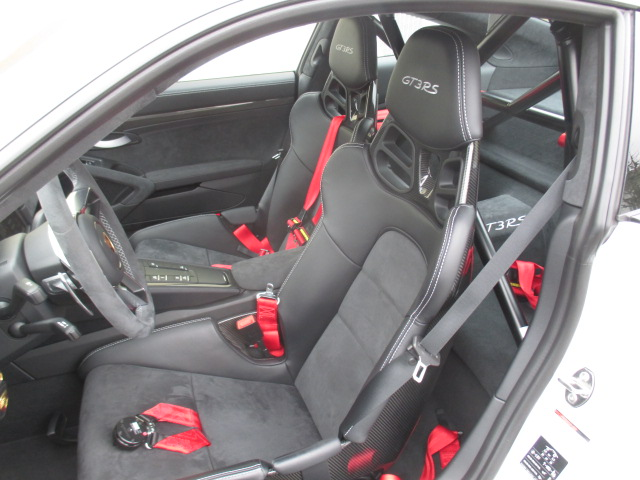
991.1 RS (Innenraum)
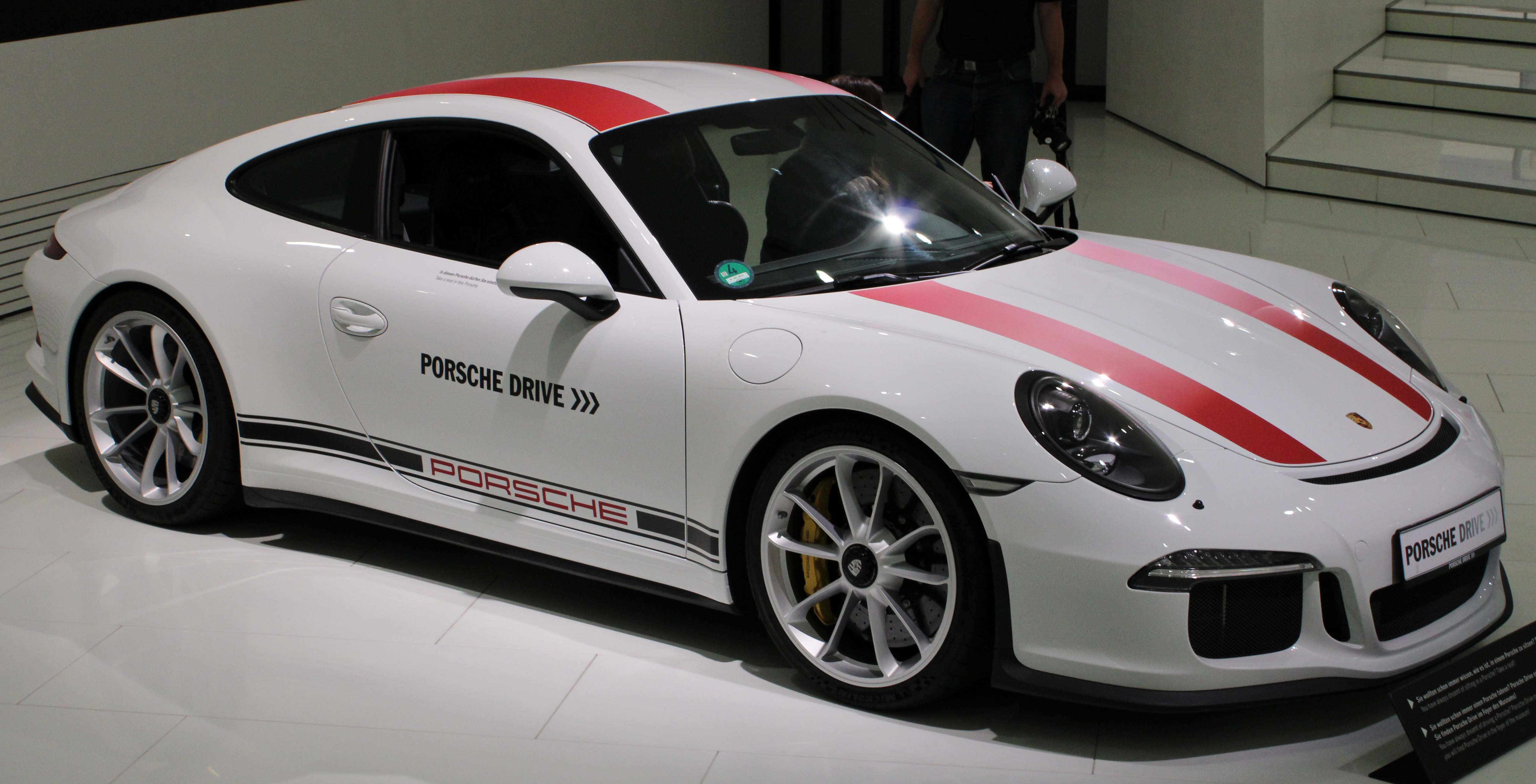
911 R (Frontansicht)
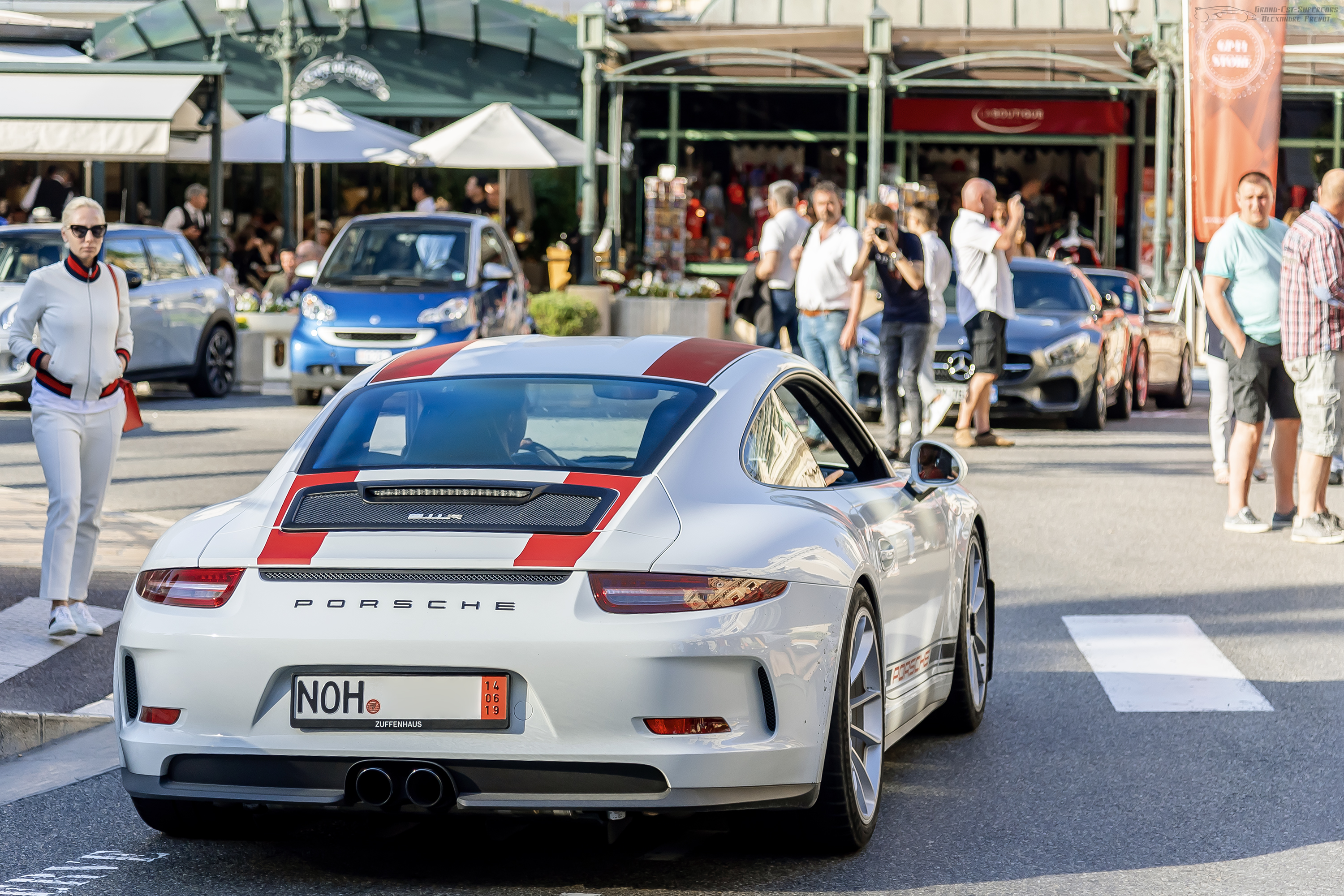
911 R (Heckansicht)

### Sechste Generation (2017–2018; 368 kW / 500 PS)
2017 erhielt der GT3 eine Modellpflege (991.2). Diese umfasste eine Erhöhung des Hubraums von 3.800 cm³ auf 3.996 cm³ mit einem Leistungszuwachs von 25 PS. Die Maximaldrehzahl von 9.000/Min. blieb gleich. Neue Front- und Heckschürzen, ein leicht versetzter Heckspoiler mit schlankeren Endplatten, eine Änderung der Zug- und Druckstufe des verstellbaren Fahrwerks, Reifen mit N1-Kennung (anstatt N0) und diverse kleine Änderungen bewirkten eine Verbesserung der Rundenzeit auf der Nordschleife des Nürburgrings um rund 14 Sekunden (auf der kurzen 20,6-Kilometer-Variante) gegenüber des 991.1 GT3. Die von Porsche (mit einem Werksfahrer) vermeldete Zeit betrug sogar 7:12,07 Min. Er erzeugte einen Gesamtabtrieb rund 690 N (Vorderachse: 160 N; Hinterachse: 530 N) bei 200 km/h, also rund 50 % mehr als sein direkter Vorgänger. Der 991.2 GT3 beschleunigte von 0 auf 100 km/h in 3,6 Sekunden, von 0 auf 200 km/h in 11,3 Sekunden und erreichte eine Höchstgeschwindigkeit von 318 km/h.
Im Innenraum konnte man nebst den Komfortsitzen wiederum die Karbonsitze des Porsche 918 bestellen; die klappbaren Sitzschalen des Vorgängers entfielen.
Um die Rennstreckentaglichkeit zu verbessern, konnte – erstmalig bei einem Nicht-RS-Modell – ein Manthey-Performance-Kit gekauft werden.
Aufgrund des Erfolgs des 911 R konnte man den 991.2 GT3 auch als Touring-Variante bestellen. Diese verzichtete auf den prägnanten Heckflügel. Um die aerodynamische Balance wieder herzustellen, musste jedoch Abtrieb an der Vorderachse verringert werden. Er war nur mit dem Sechsgang-Schaltgetriebe lieferbar.

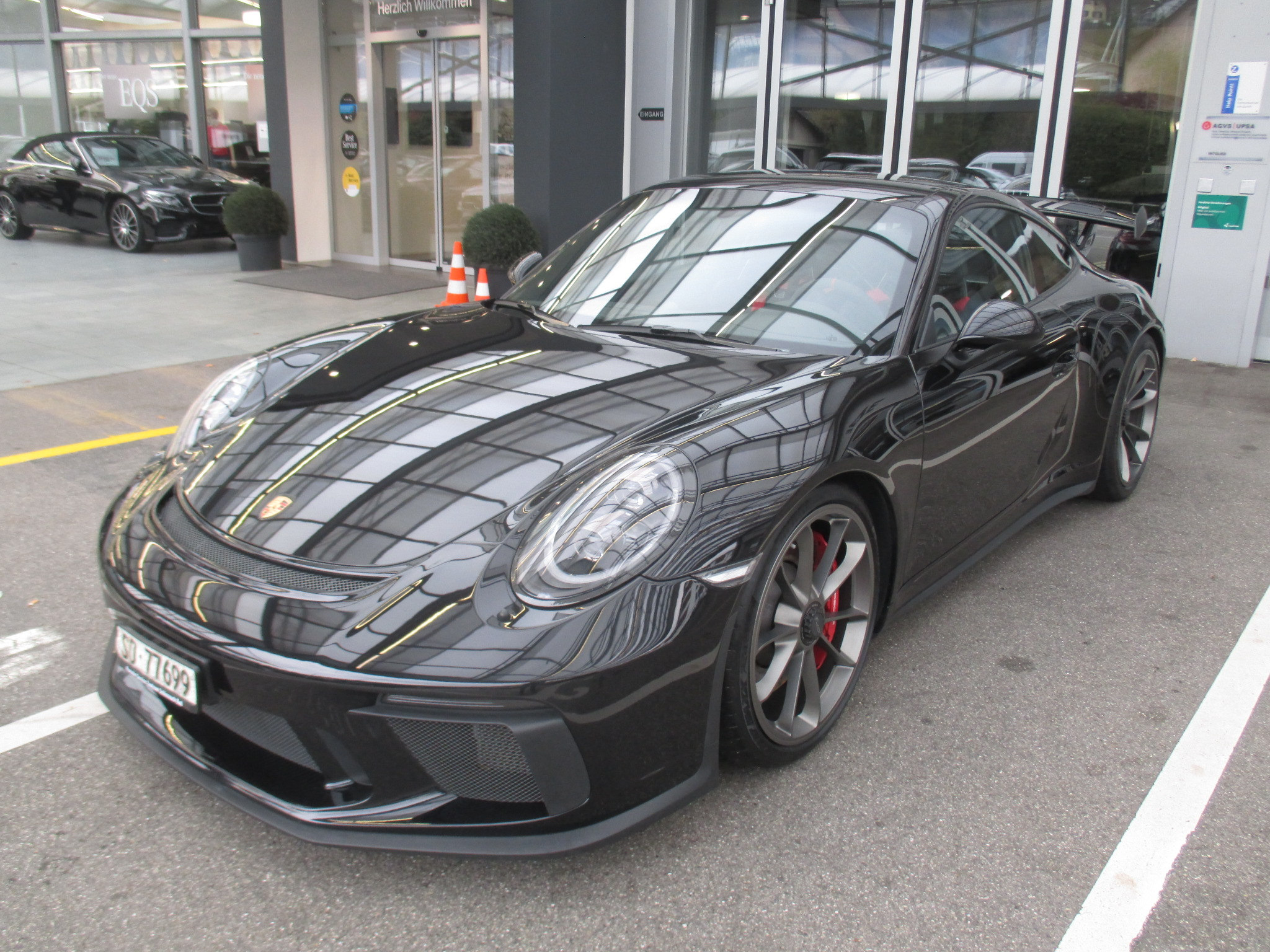
991.2 GT3 (Frontansicht)
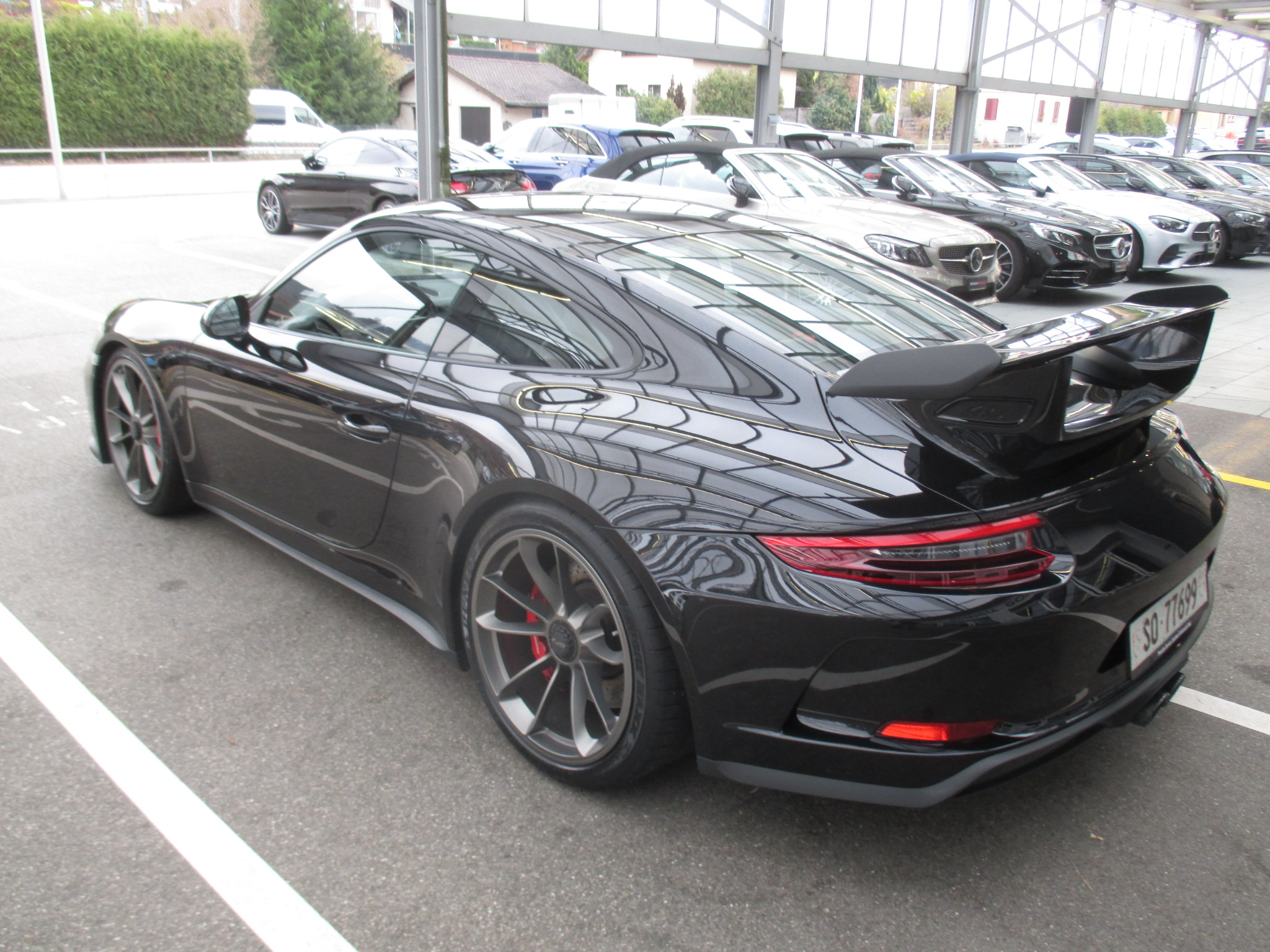
991.2 GT3 (Heckansicht)
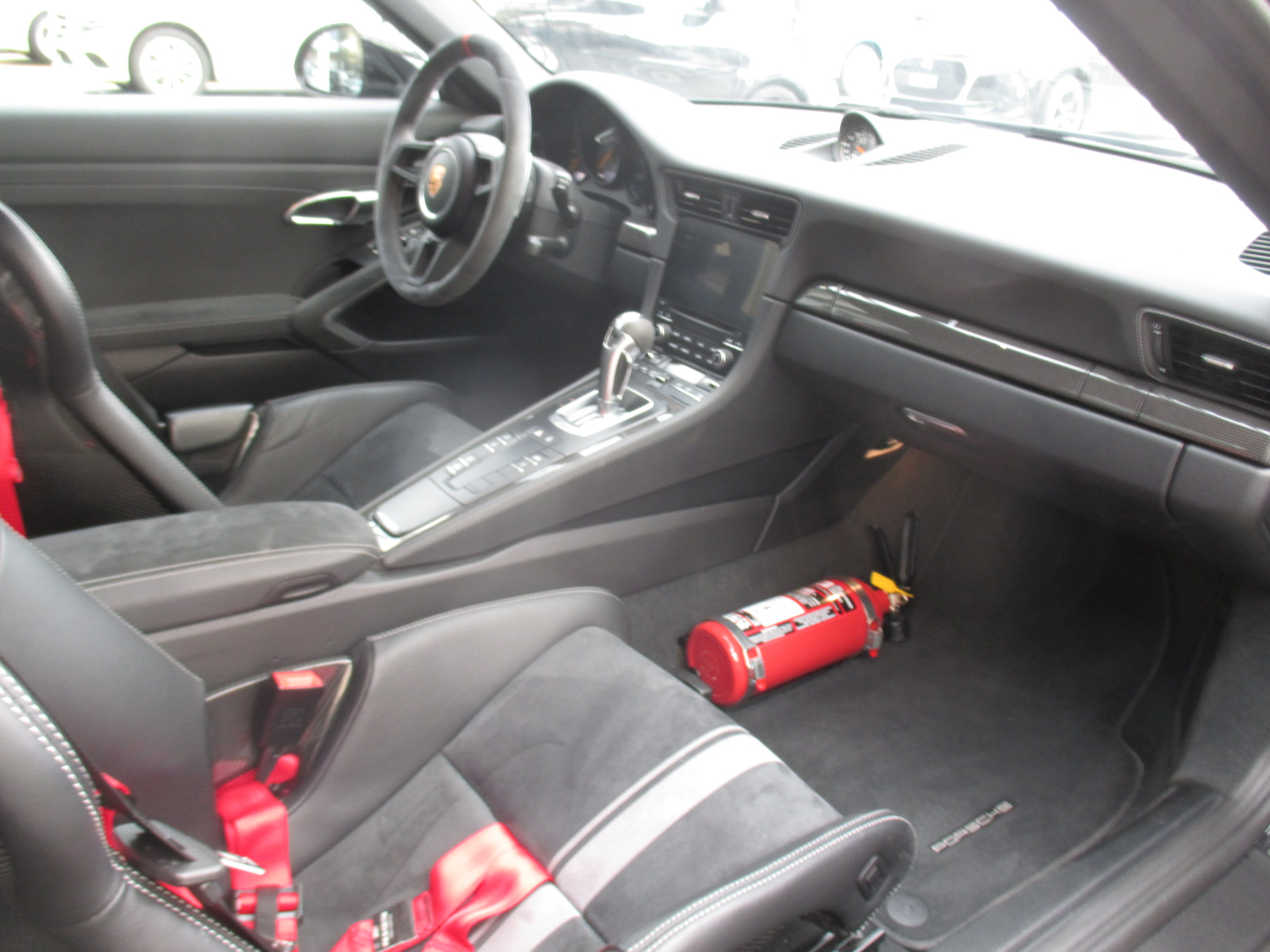
991.2 GT3 (Innenraum)
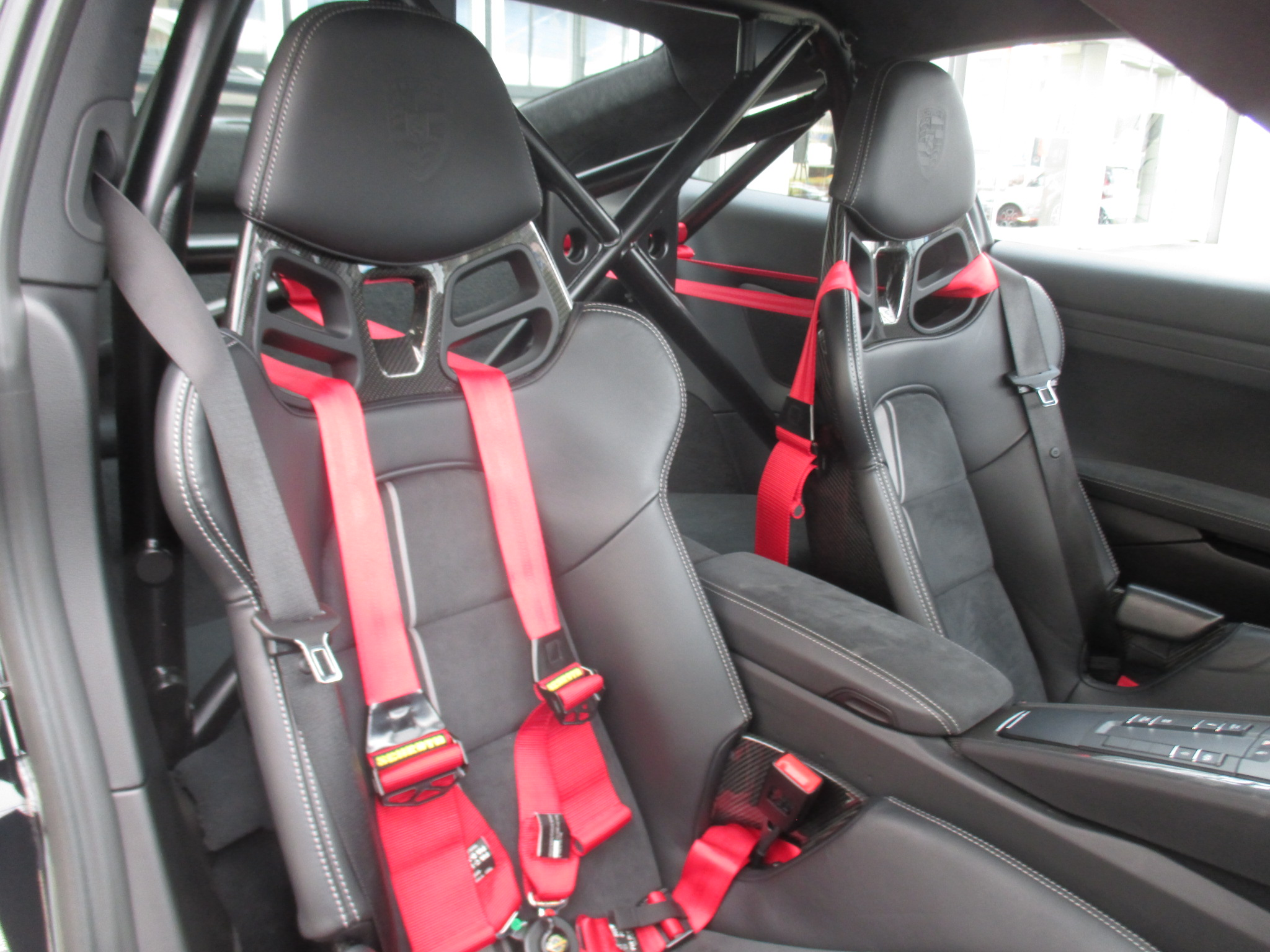
991.2 GT3 (Innenraum)
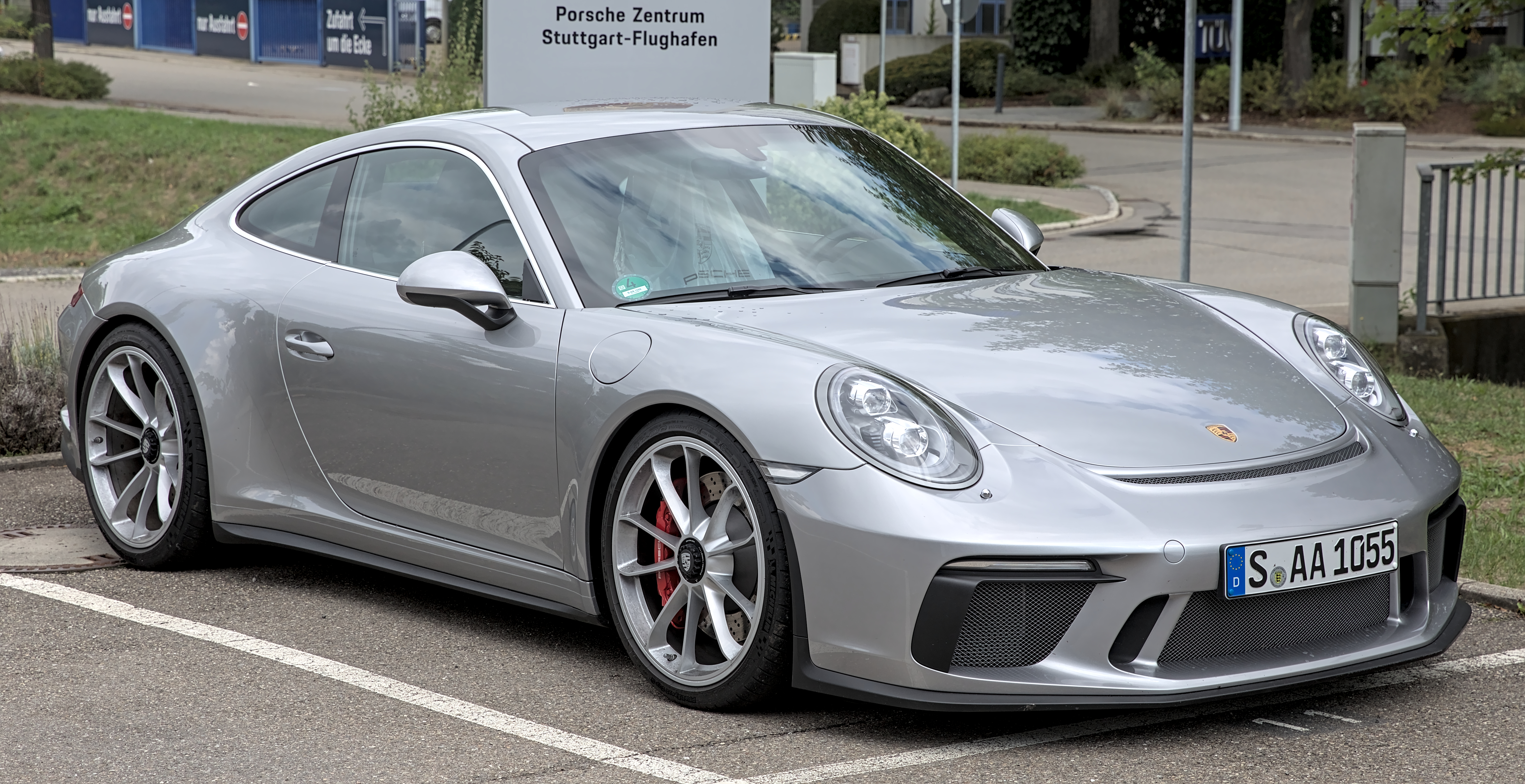
991.2 GT3 Touring (Frontansicht)
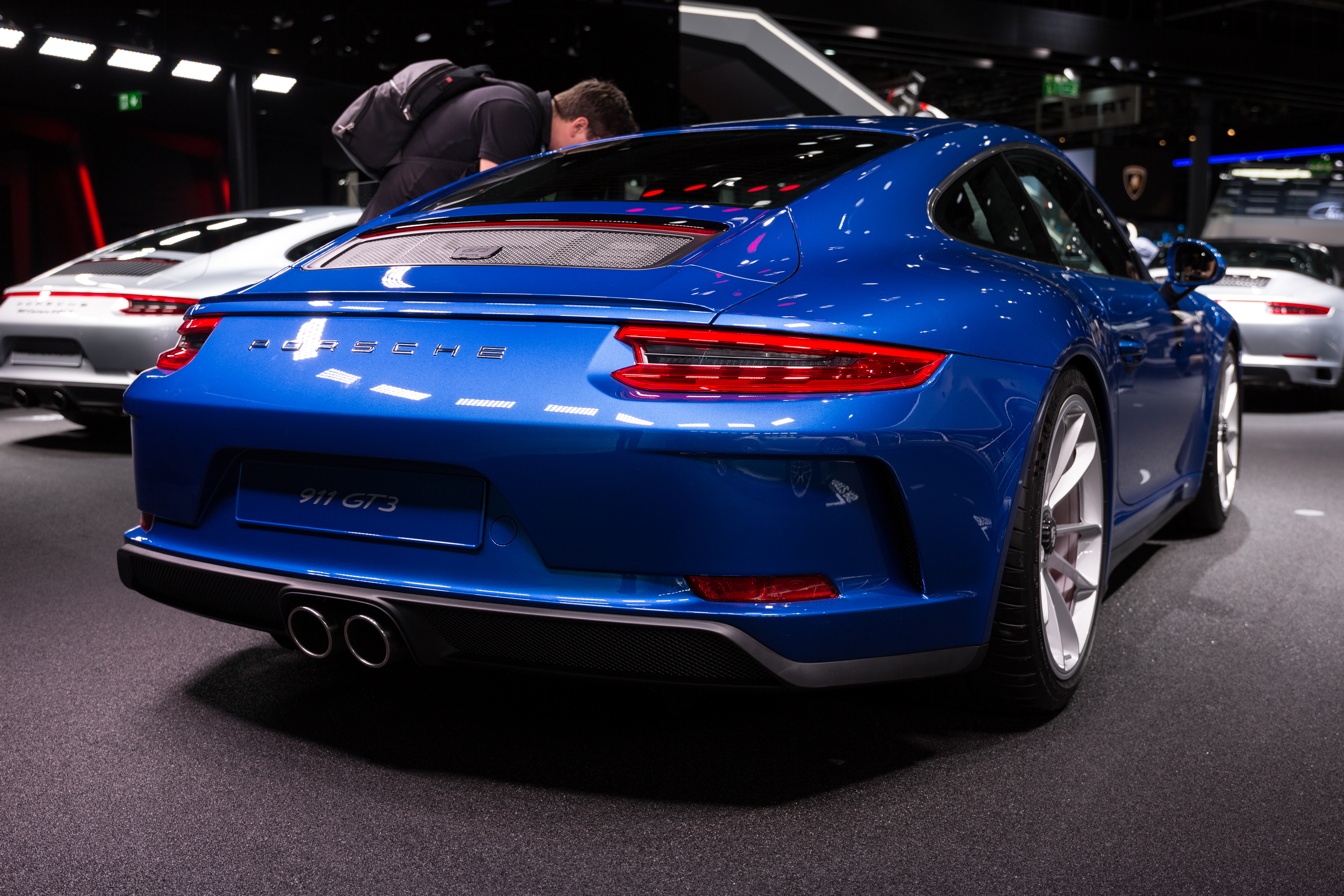
991.2 GT3 Touring (Heckansicht)

### Fünfte Generation des RS (2018–2019; 383 kW / 520 PS)
Die Modellpflege vom 991.1 GT3 RS zum 991.2 GT3 RS umfasste nicht bloß die Erhöhung der Maximalleistung von 500 PS auf 520 PS bei jeweils 8.250/Min. – was angesichts des nun gesetzlich vorgeschriebenen Ottopartikelfilters nicht einfach umzusetzen war – sondern auch eine Änderung des Frontspoiles und Heckflügels, eine bessere Belüftung der vorderen Bremsen durch NACA-Öffnungen im Frontdeckel aus CKF, eine Änderung der Zug- und Druckstufe des verstellbaren Fahrwerks. Die Maximaldrehzahl des Motors wurde zudem von 8.800/Min. auf 9.000/Min. erhöht. Nebst dem bekannten Clubsport-Paket war für den RS erstmals ein sogenanntes Weissach-Paket zu bestellen, das u. a. weitere Teile aus CFK und einen Überrollkäfig aus Titan enthielt. Er erzeugte einen Gesamtabtrieb von rund 2000 N (Vorderachse: 640 N; Hinterachse: 1360 N) bei 200 km/h, also fast das Dreifache des „normalen“ GT3.
Ebenfalls zum ersten Mal konnte man Michelin-Reifen in der „R-Spezifikation“ ab Werk bestellen, die im Gegensatz zum „normalen“ Michelin Cup 2 nicht auf einem Straßenreifen, sondern auf einem Slick basieren, aber trotzdem über eine Straßenzulassung verfügen. Damit gelang eine Verbesserung der Rundenzeit auf der Nordschleife des Nürburgrings um rund 23 Sekunden gegenüber des 991.1 GT3 RS. Die von Porsche (mit einem Werksfahrer) vermeldete Zeit betrug sogar 6:56,40 Min. auf der kürzeren 20,6-Kilometer-Version der Nordschleife. Der 991.2 GT3 RS beschleunigte von 0 auf 100 km/h in 3,4 Sekunden, von 0 auf 200 km/h in 11,1 Sekunden und erreichte eine Höchstgeschwindigkeit von 312 km/h.
Um die Rennstreckentaglichkeit nochmals zu verbessern, konnte das – im Gegensatz zum „normalen GT3“ viel aufwändigere – Manthey-Performance-Kit gekauft werden.

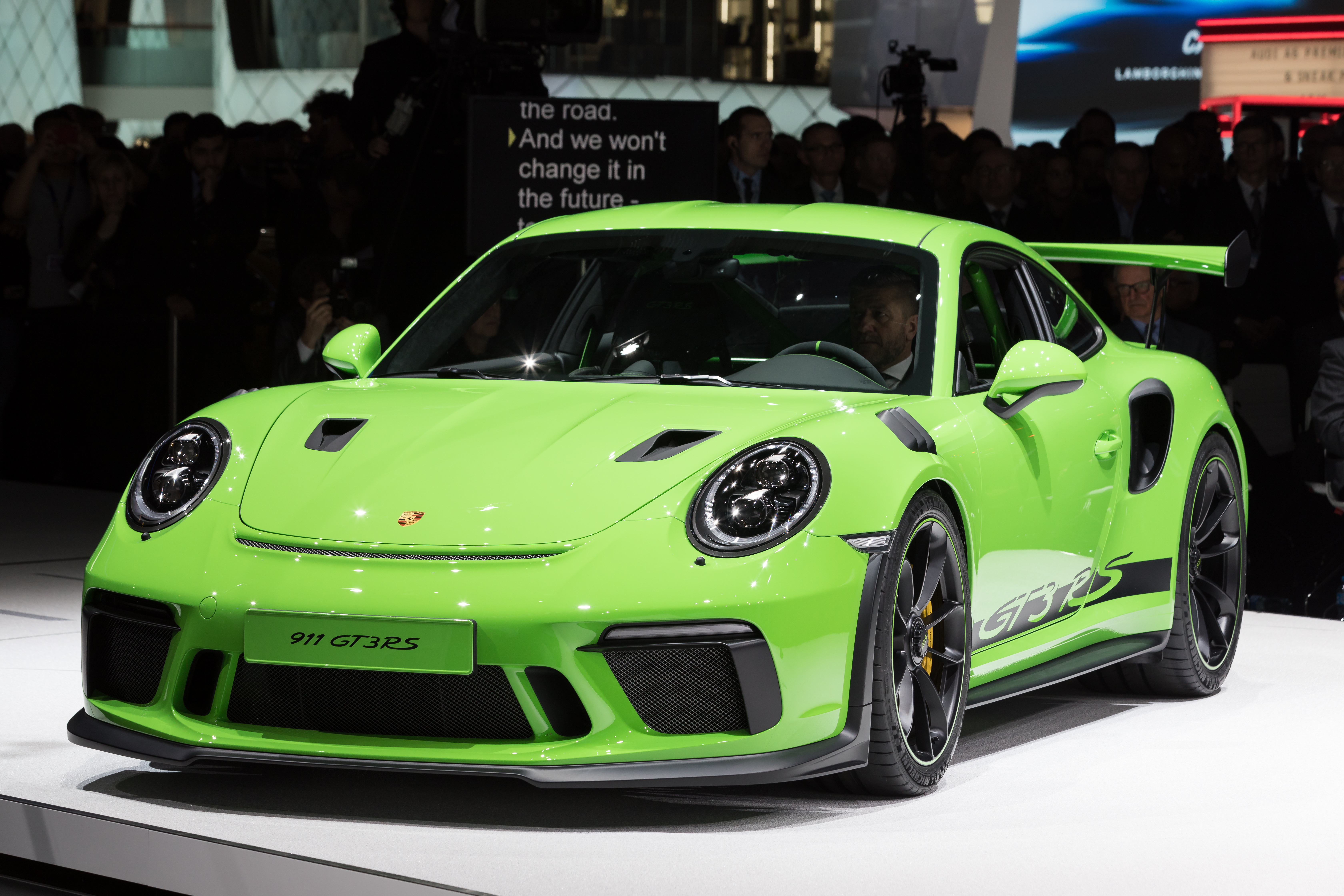
991.2 GT3 RS (Frontansicht)
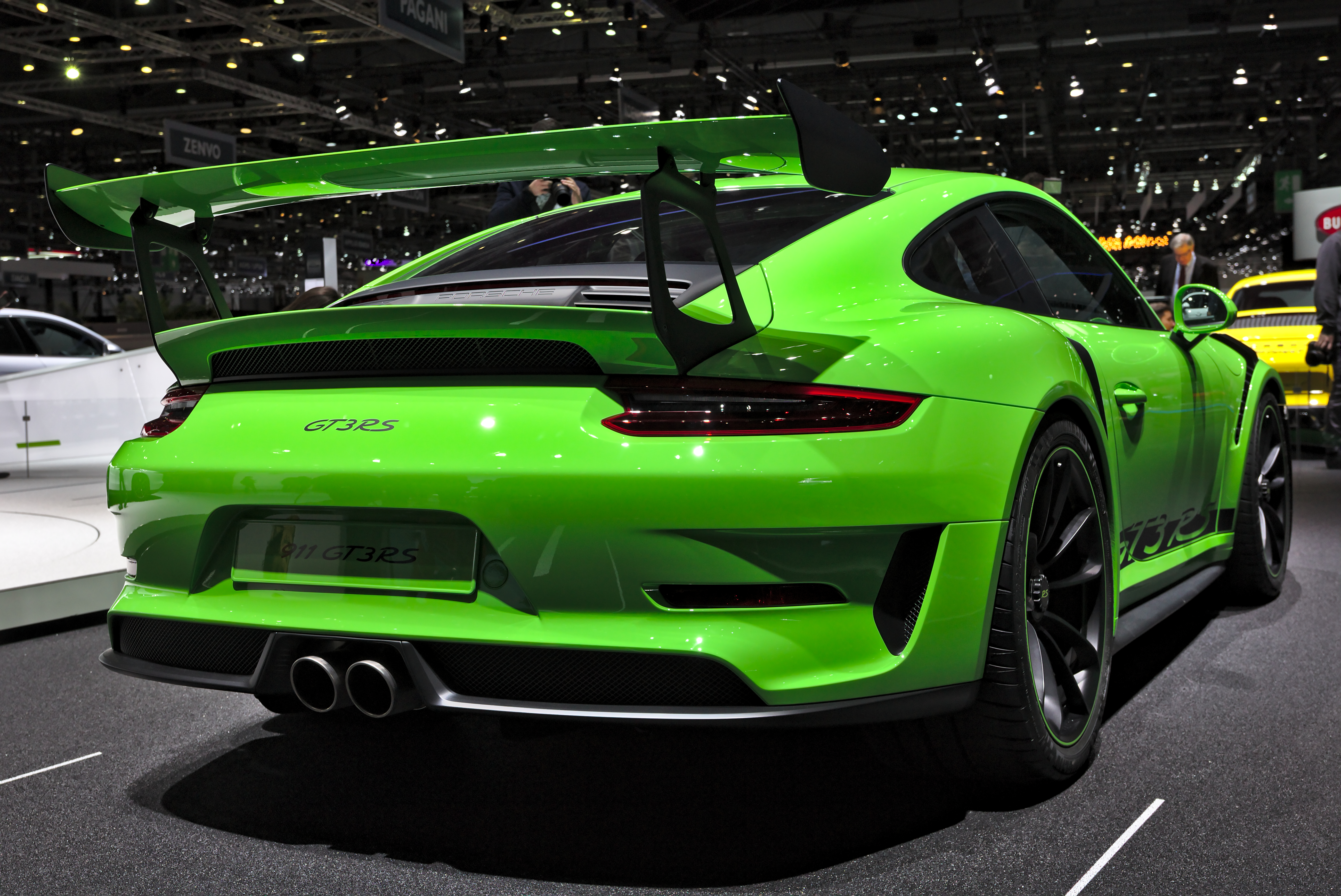
991.2 GT3 RS (Heckansicht)
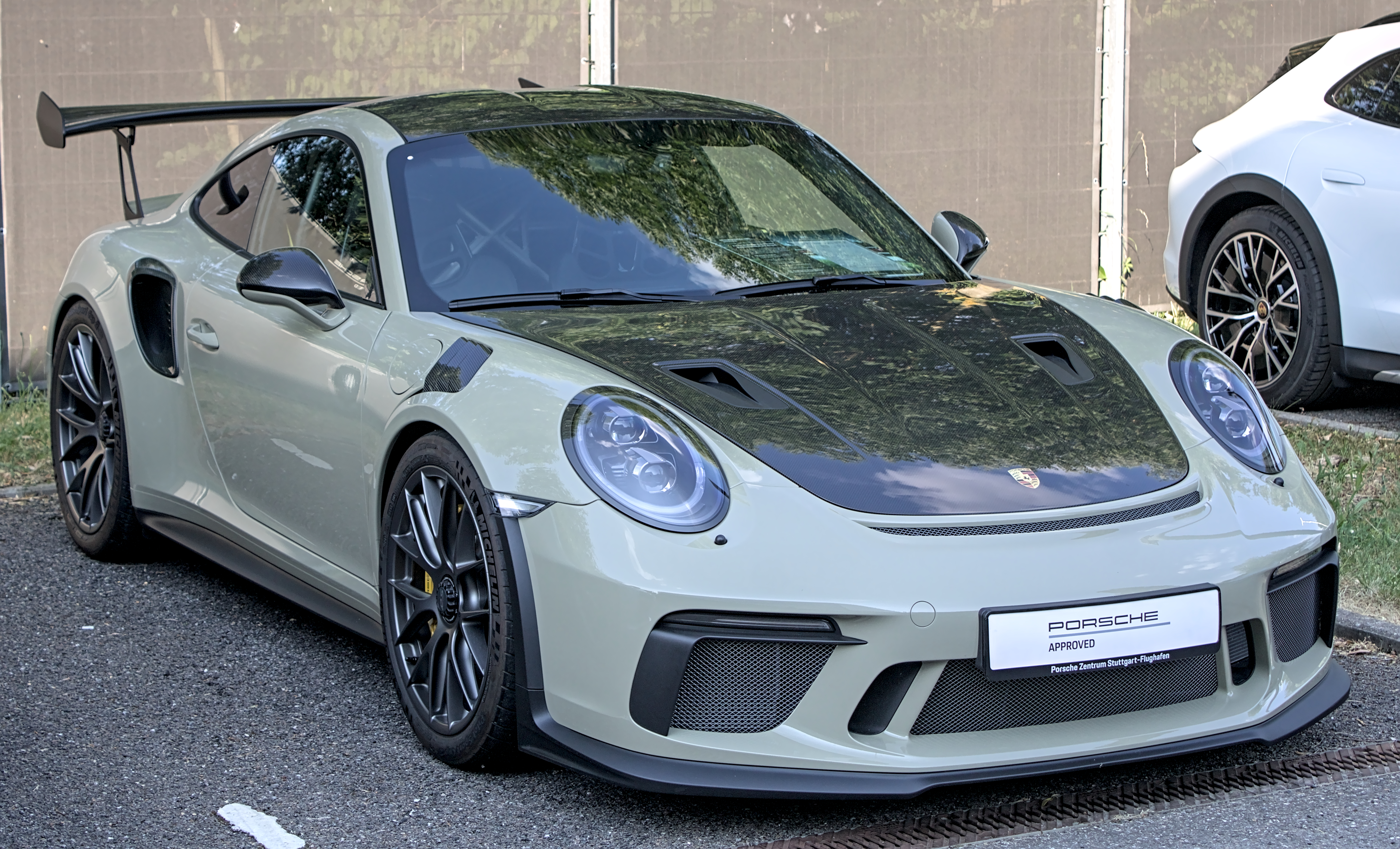
991.2 GT3 RS mit Weissach-Paket (Frontansicht)
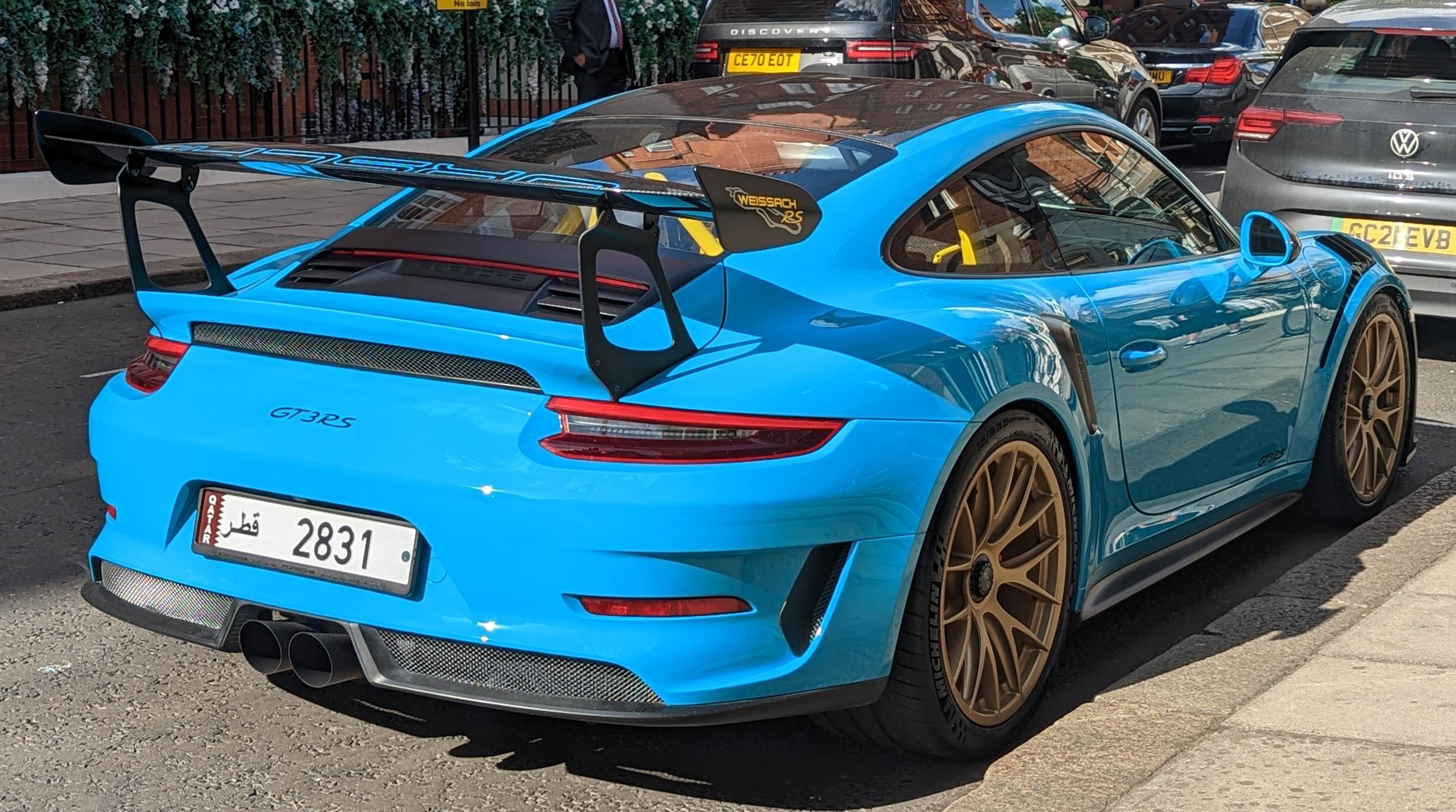
991.2 GT3 RS mit Weissach-Paket (Heckansicht)
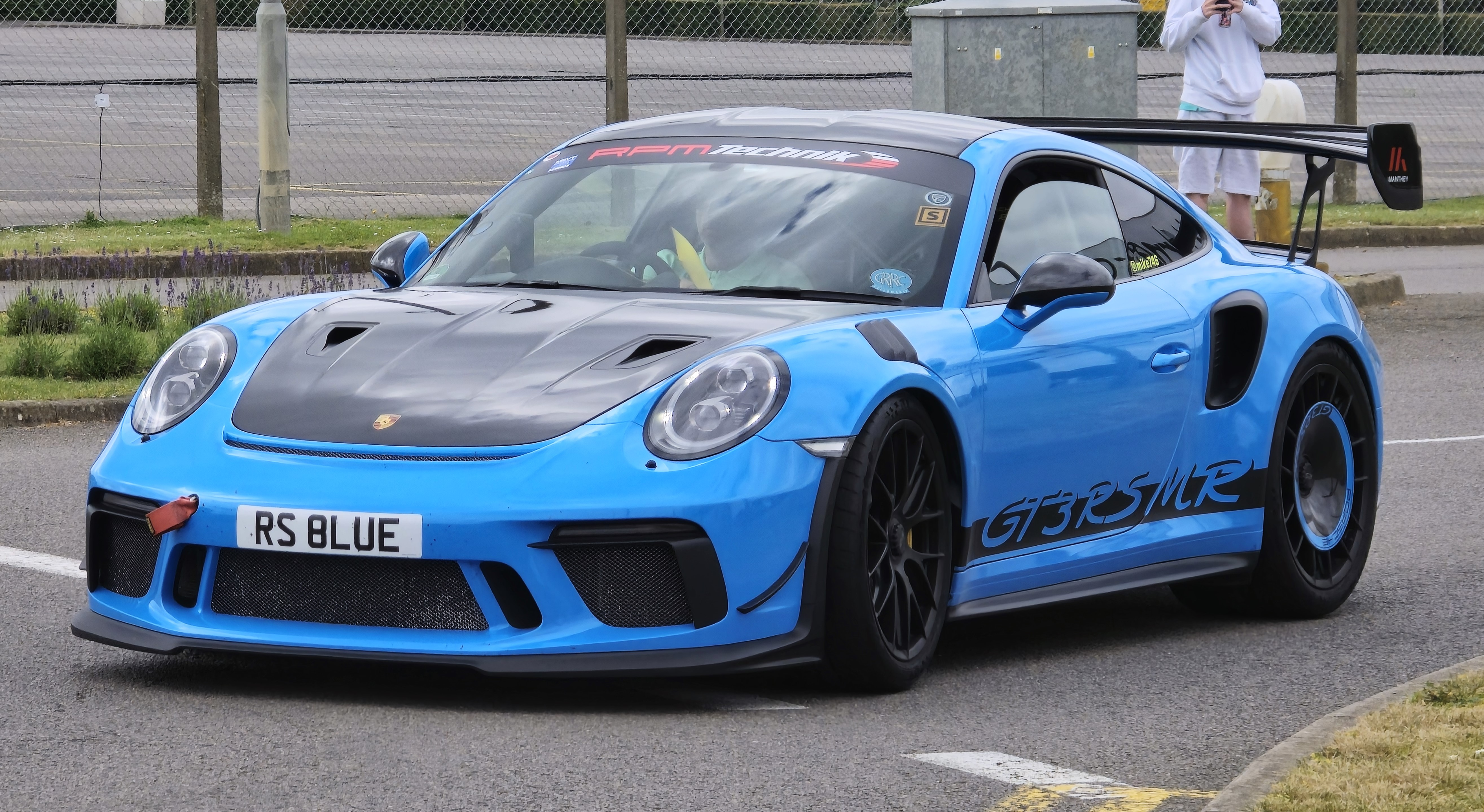
991.2 GT3 RS MR (Frontansicht)

### Fünfte und sechste Generation des GT3 Cup (2013–2016, 338 kW / 460 PS; 2017–2020, 357 kW / 485 PS)
Auch vom 991 GT3 wurde der seriennaher Rennwagen GT3 Cup entwickelt, der in internationalen (Porsche Supercup) und nationalen Markenpokal-Rennserien von Porsche eingesetzt wurde.
Angetrieben wurde die fünfte Generation des GT3 Cup von einem 3,8 Liter großen Sechszylinder-Boxermotor, der 338 kW (460 PS) leistete. Bei der sechsten Generation wurde – wie beim „normalen“ GT3 – auf den 4,0 Liter großen Motor gewechselt, der 357 kW (485 PS) leistete.

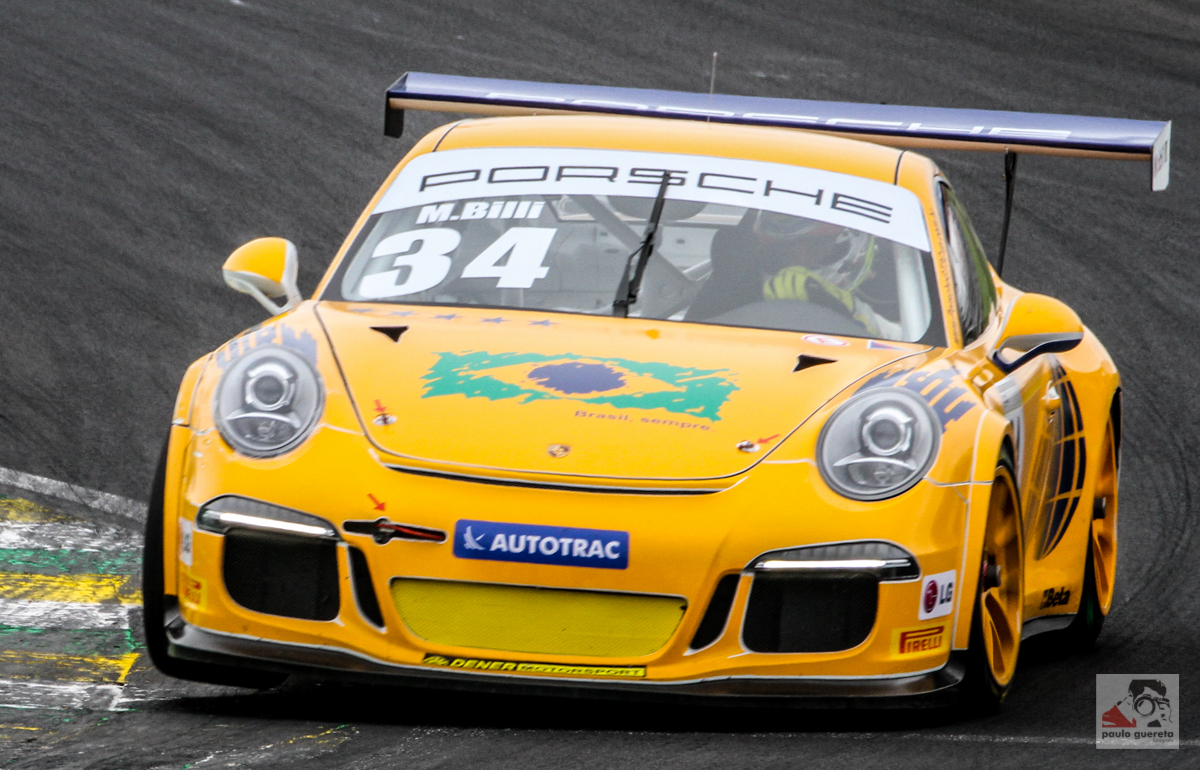
991.1 GT3 Cup (Frontansicht)
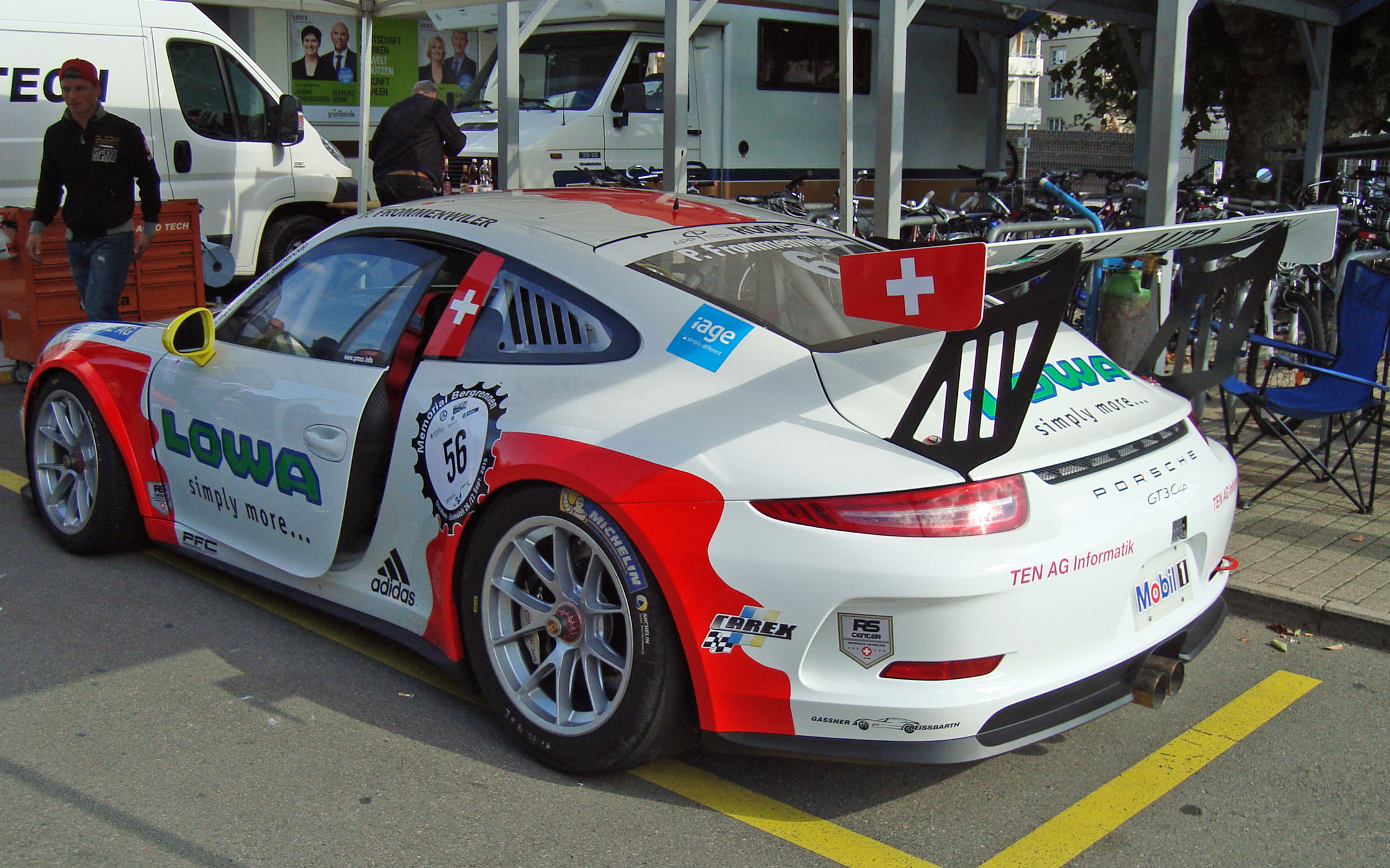
991.1 GT3 Cup (Heckansicht)
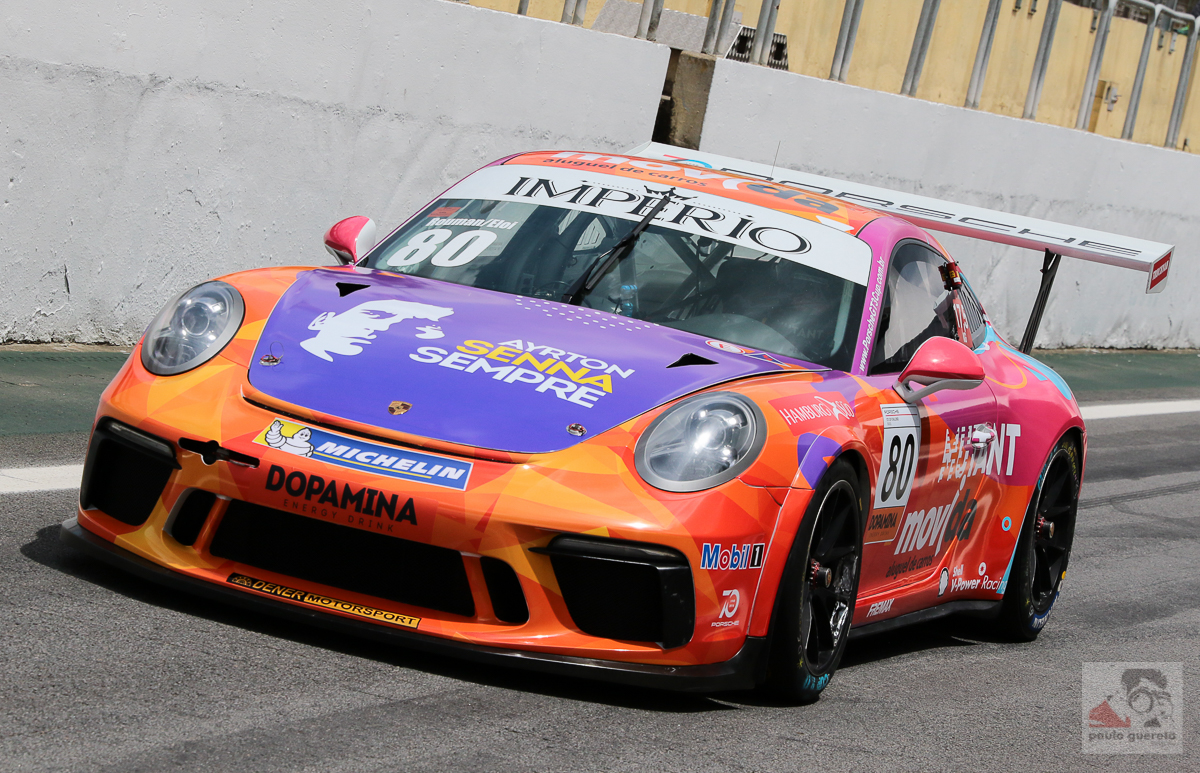
991.2 GT3 Cup (Frontansicht)
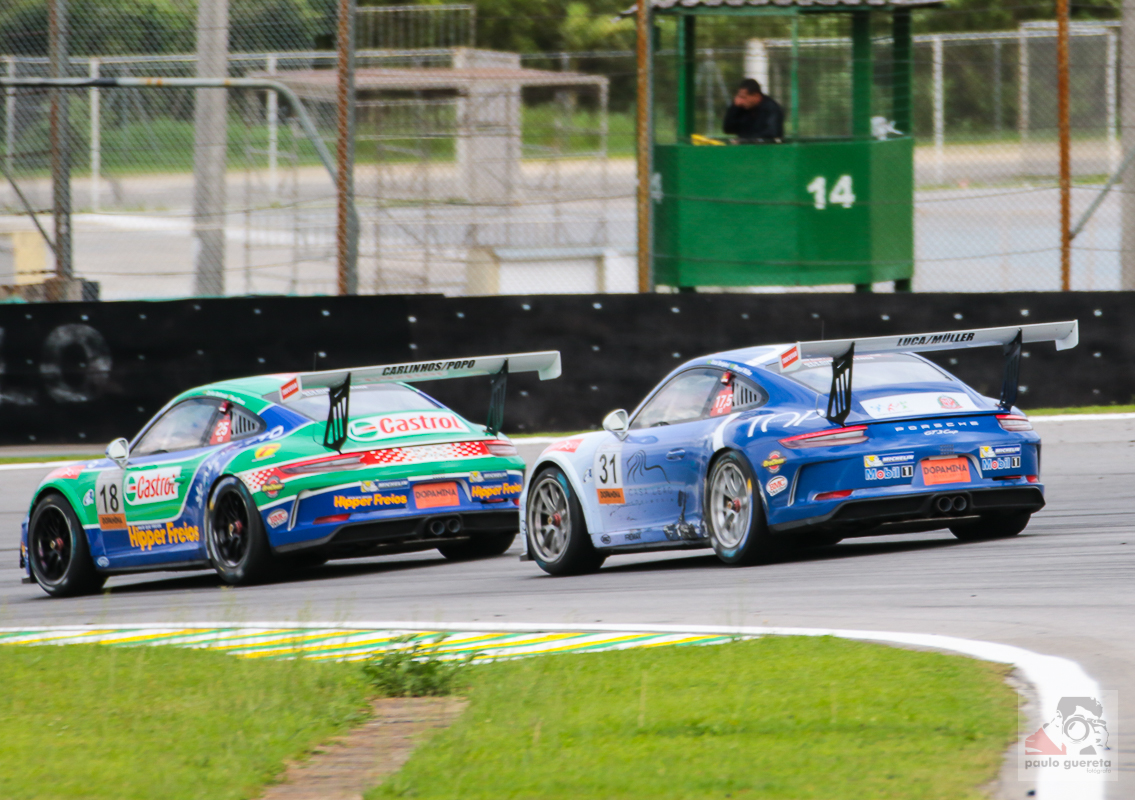
991.2 GT3 Cup (Heckansicht)

### Dritte Generation des GT3 R (2016–2022; 404 kW / 550 PS)
Wie sein direkter Vorgänger 997 GT3 R war auch der 991 GT3 R für die weltweiten GT3-Rennserien konstruiert und wurde ebenfalls in der VLN Langstreckenmeisterschaft Nürburgring und den 24-Stunden-Rennen auf dem Nürburgring eingesetzt. Motorseitig blieb es bei einem 4,0-Liter (4.000 cm³) großen Sechszylinder-Boxermotor, der je nach BoP bis zu 404 kW (550 PS) leistete.

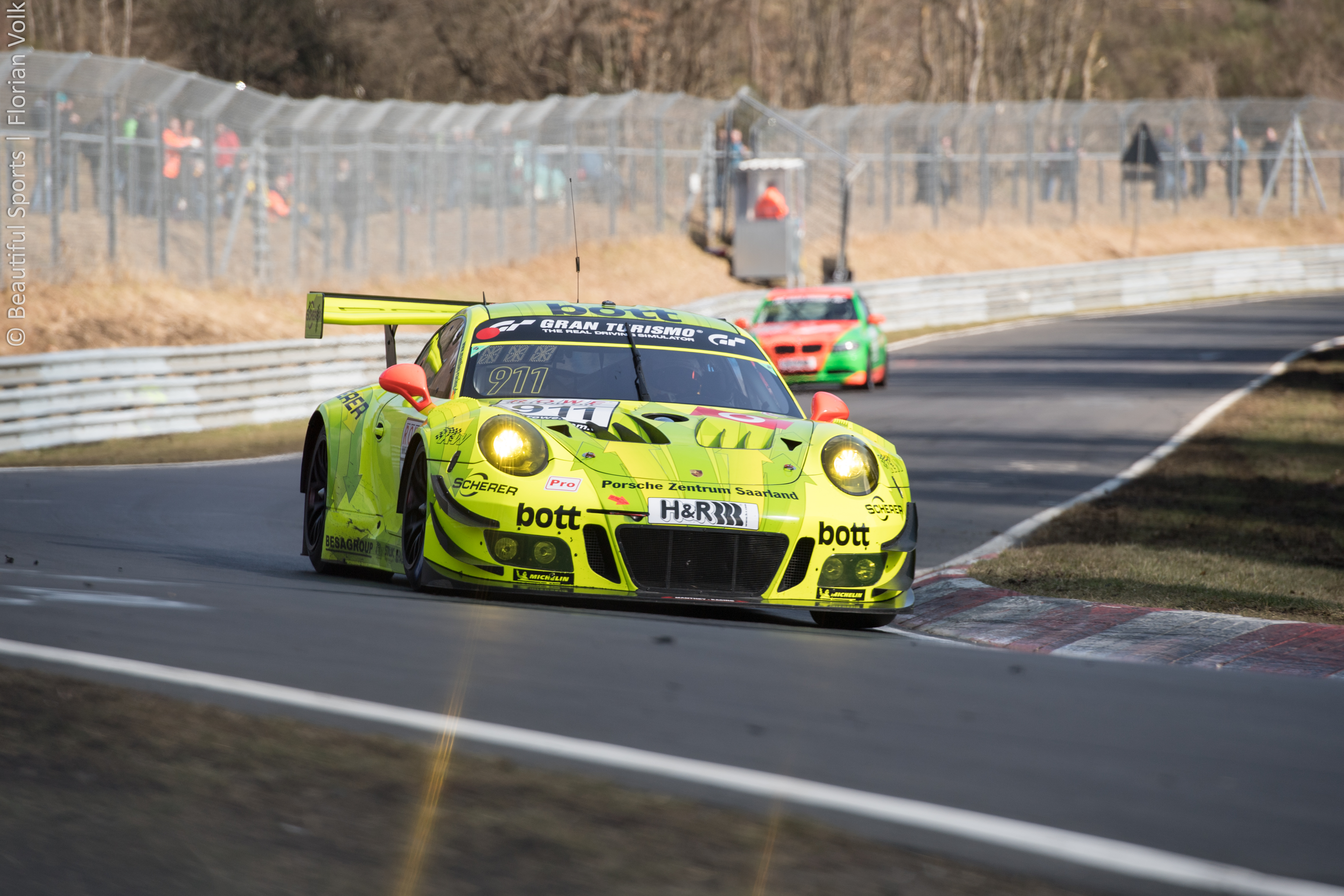
991.1 GT3 R (Frontansicht)
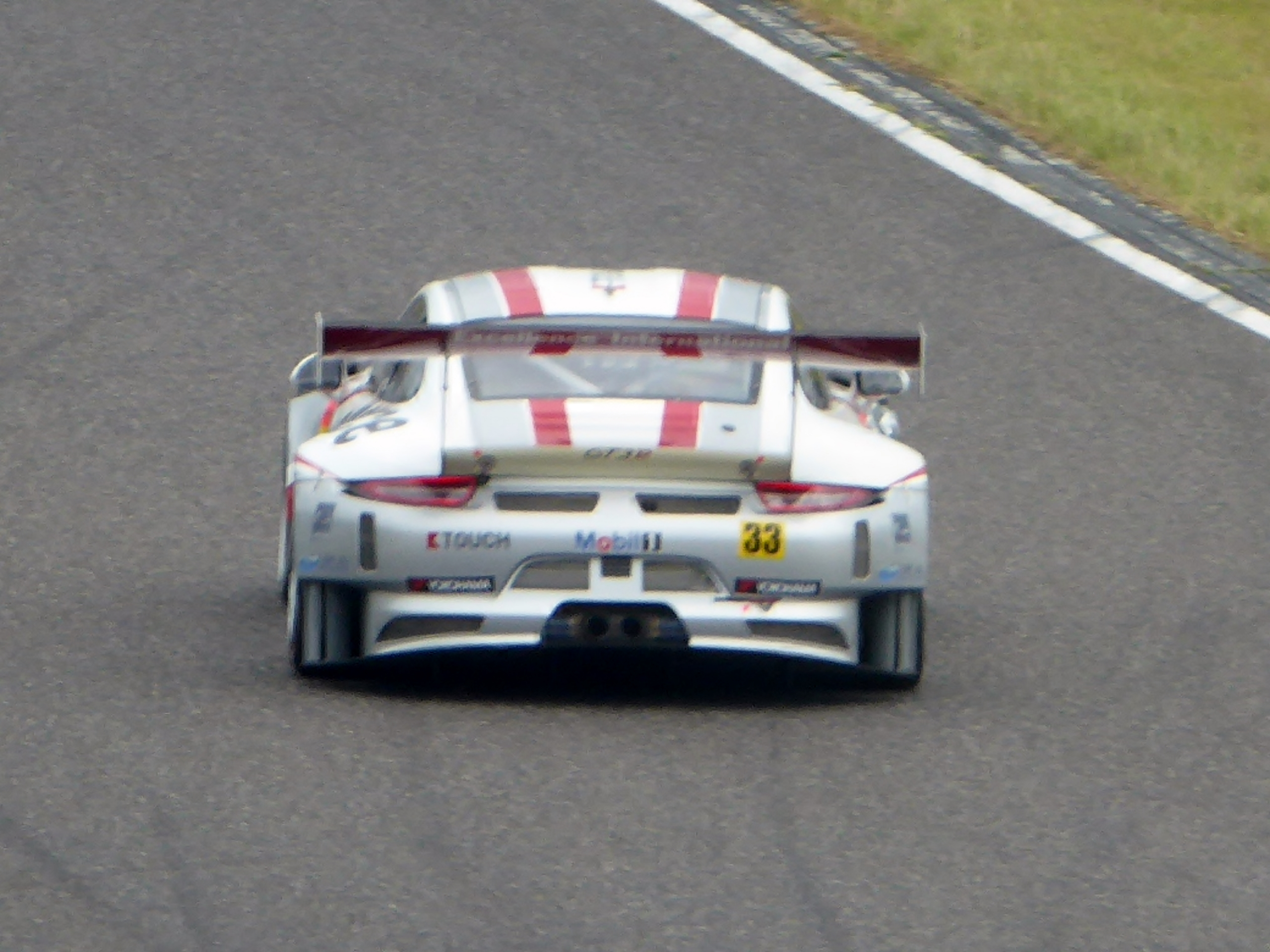
991.1 GT3 R (Heckansicht)
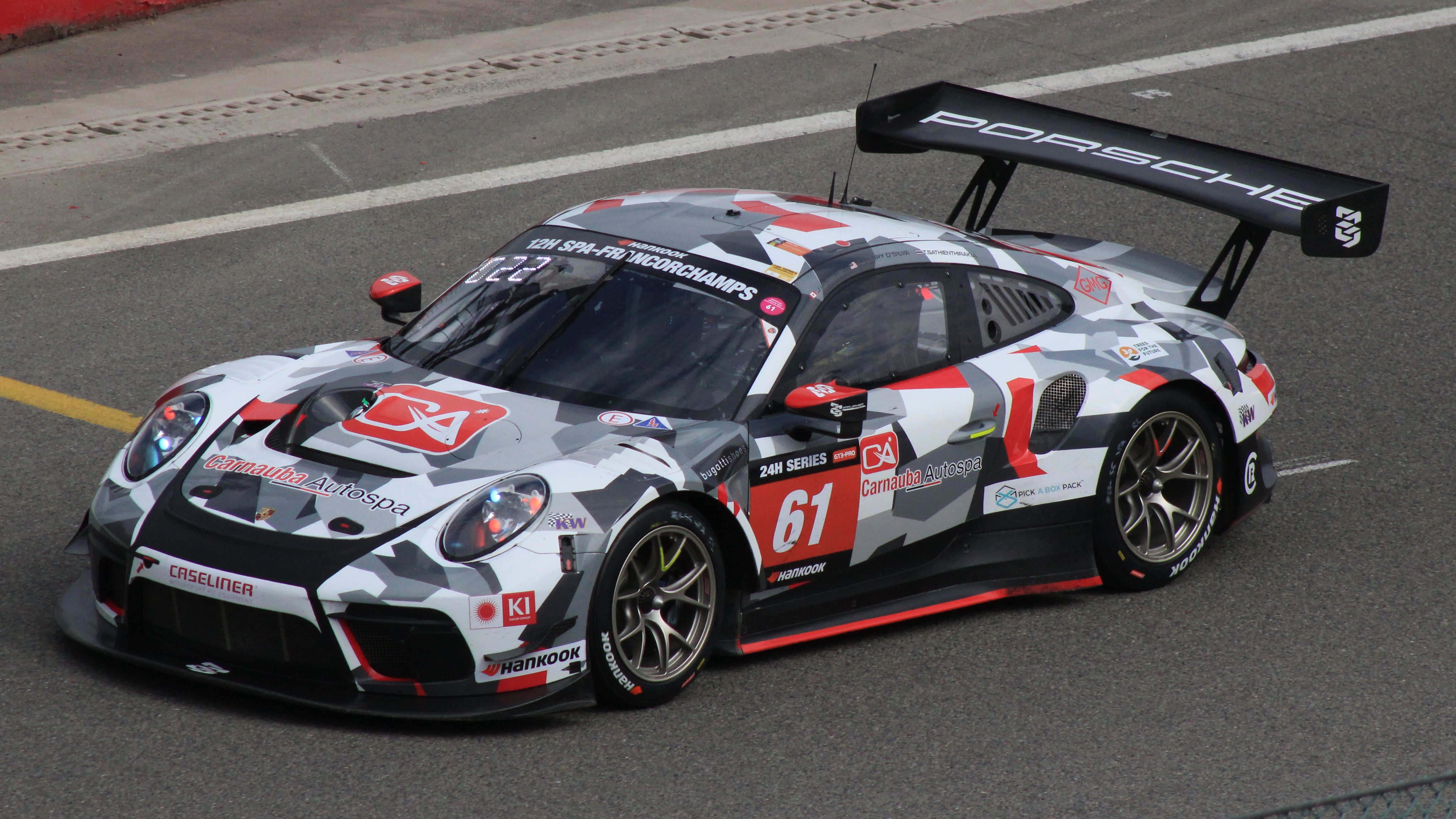
991.2 GT3 R (Frontansicht)
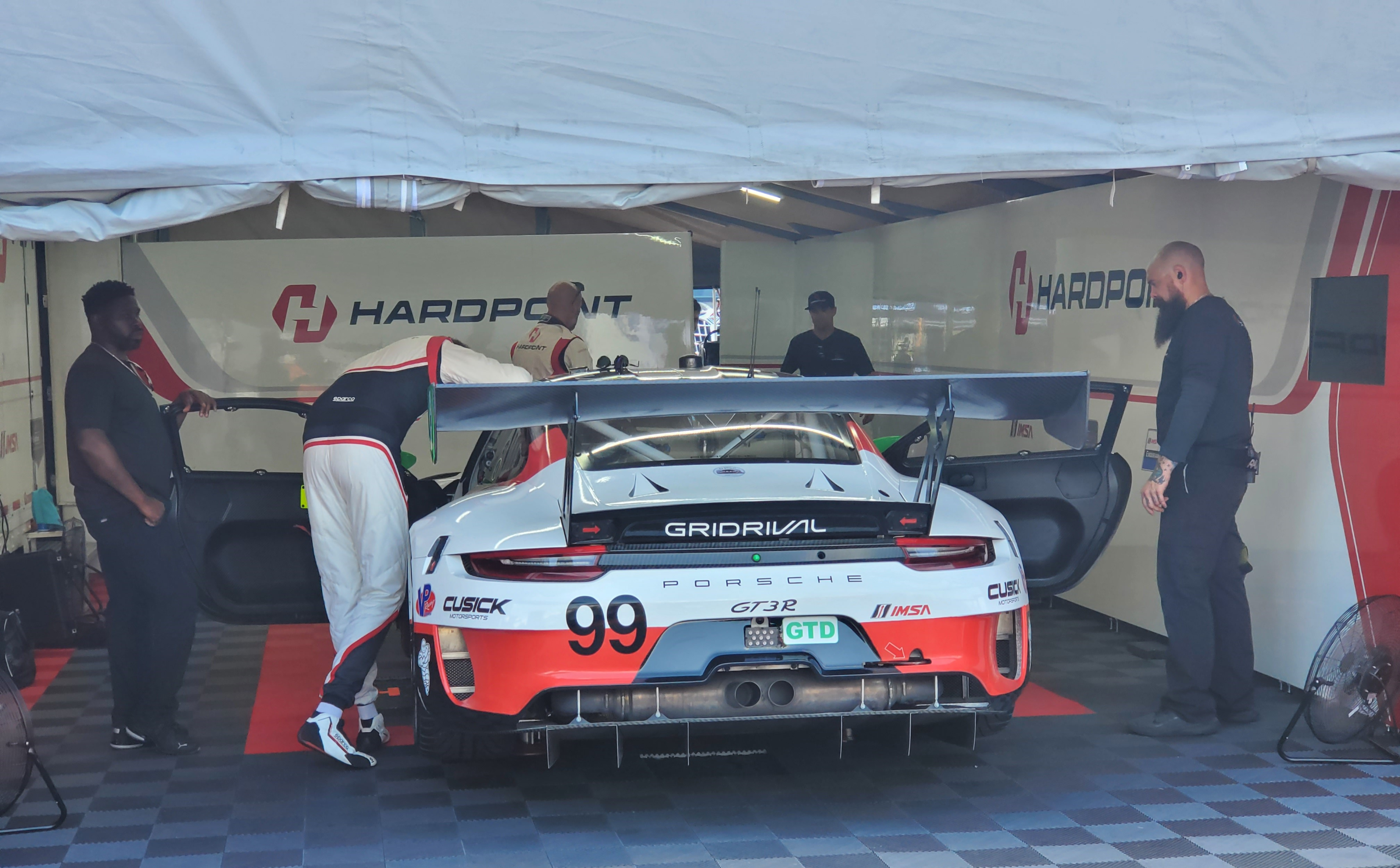
991.2 GT3 R (Heckansicht)

### Dritte Generation des GT3 RSR (2013–2018, 375 kW / 510 PS; 2018–2022, 378 kW / 515 PS)
Der 991 RSR debütierte 2013 und entsprach dem GTE-Reglement der FIA; E stand für Endurance (Langstrecke). Eingesetzt wurden diese Werks-Fahrzeuge in der WEC von Manthey Racing.
Mittels technischen Sondergenehmigungen (Waiver) war es möglich, dass Porsche zur Saison 2017 beim 991 RSR die Motor-Getriebe-Einheit umgedreht wurde, wodurch er vom Heckmotor- zum Mittelmotor-Rennwagen mutierte. Je nach Restriktorgröße leistete der zuerst 4,0 l (4.000 Kubikzentimeter) große Boxer-Sechszylinder rund 375 kW (510 PS), nach der Vergrößerung auf 4,2 l (4.194 Kubikzentimeter) in etwa 378 kW (515 PS).

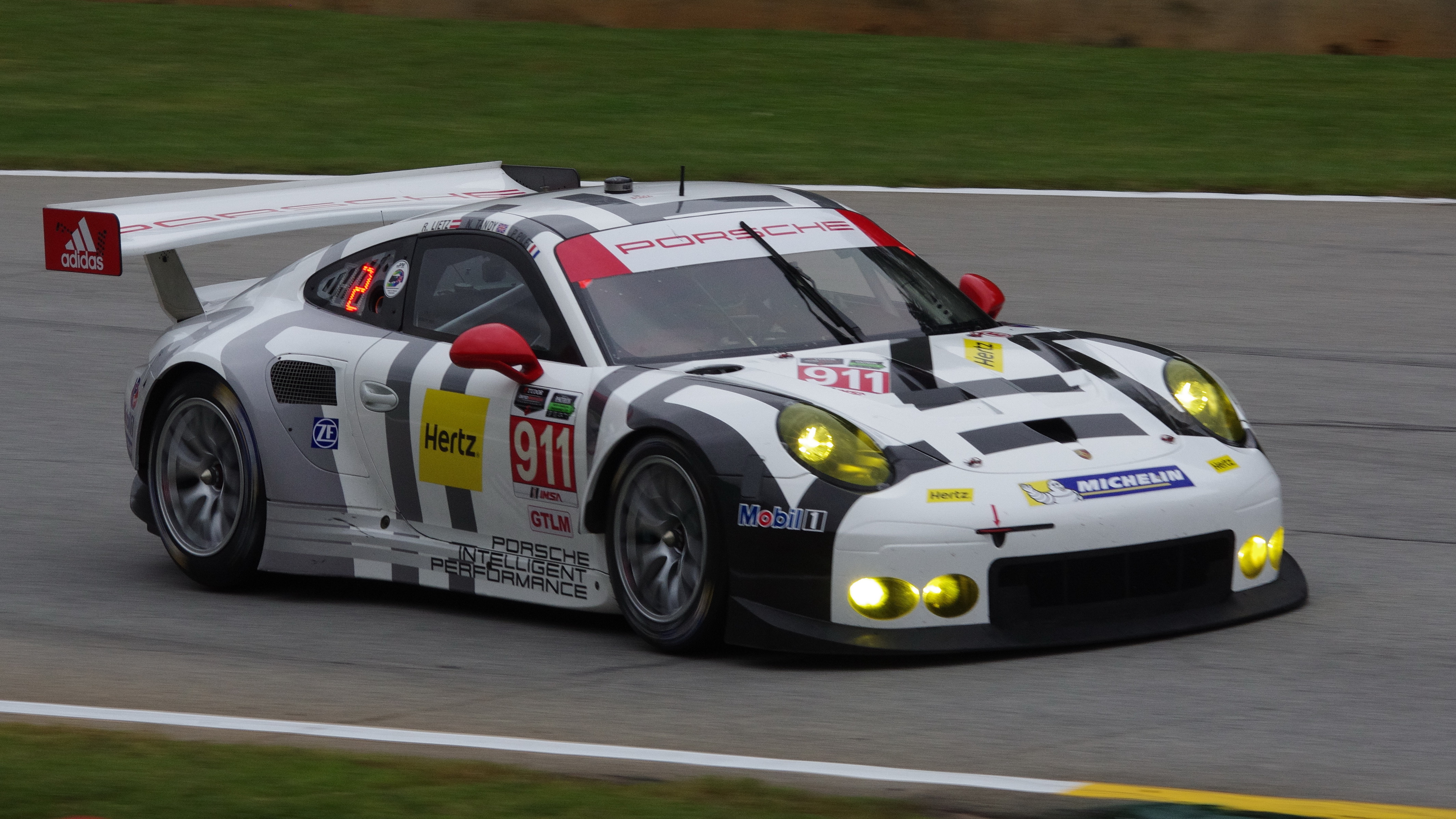
991.1 RSR (Frontansicht)
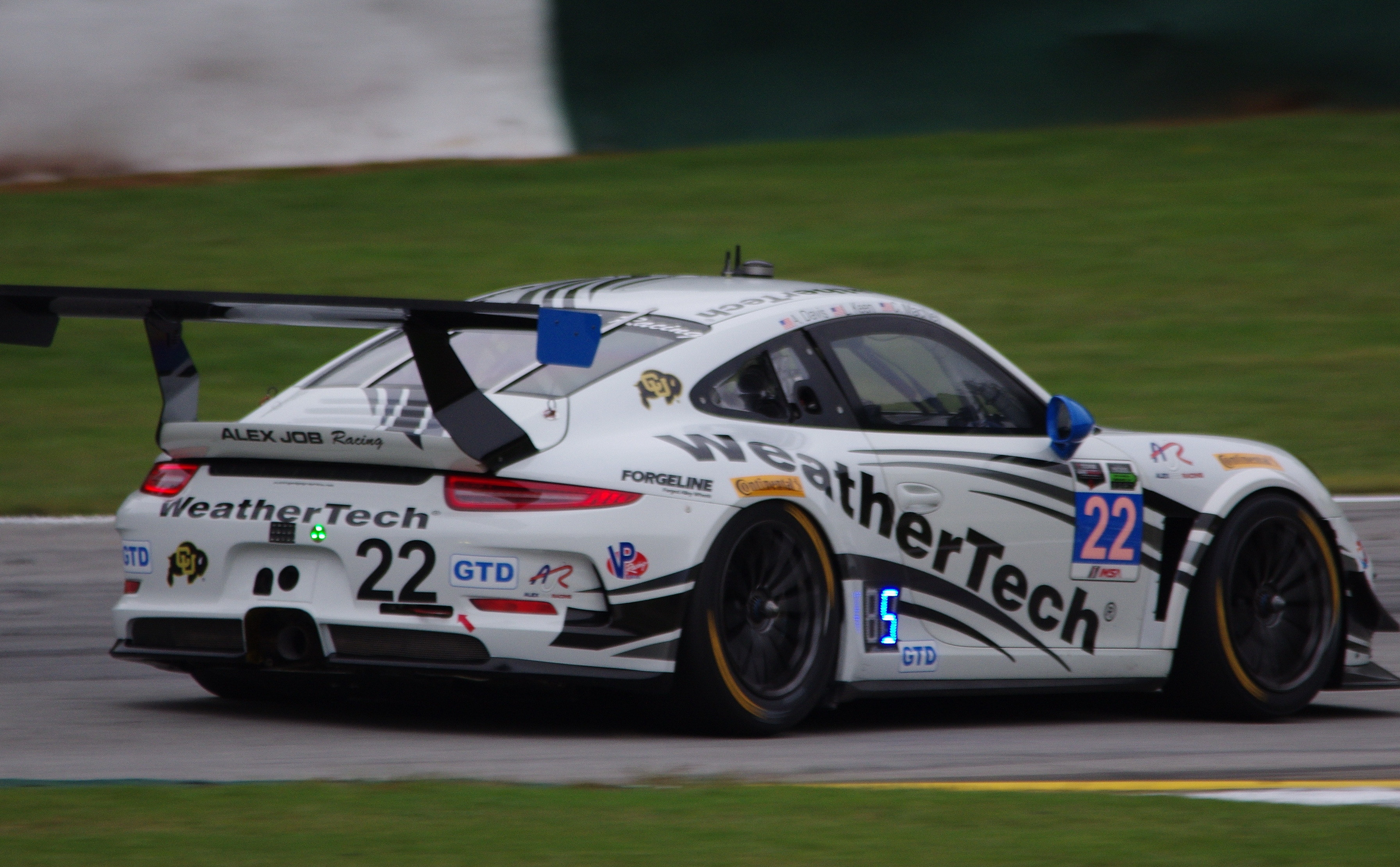
991.1 RSR (Heckansicht)
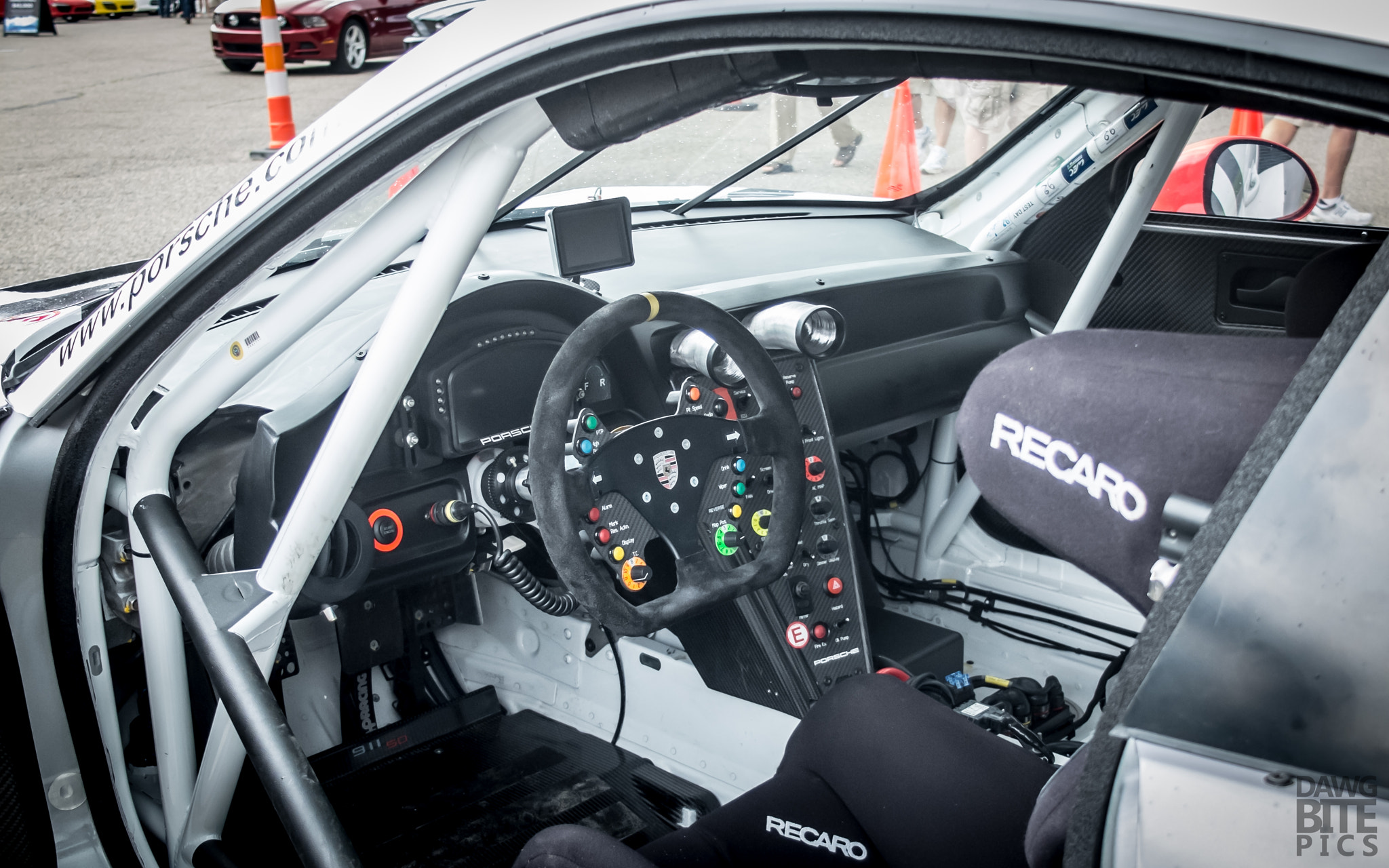
991.1 RSR (Innenansicht)
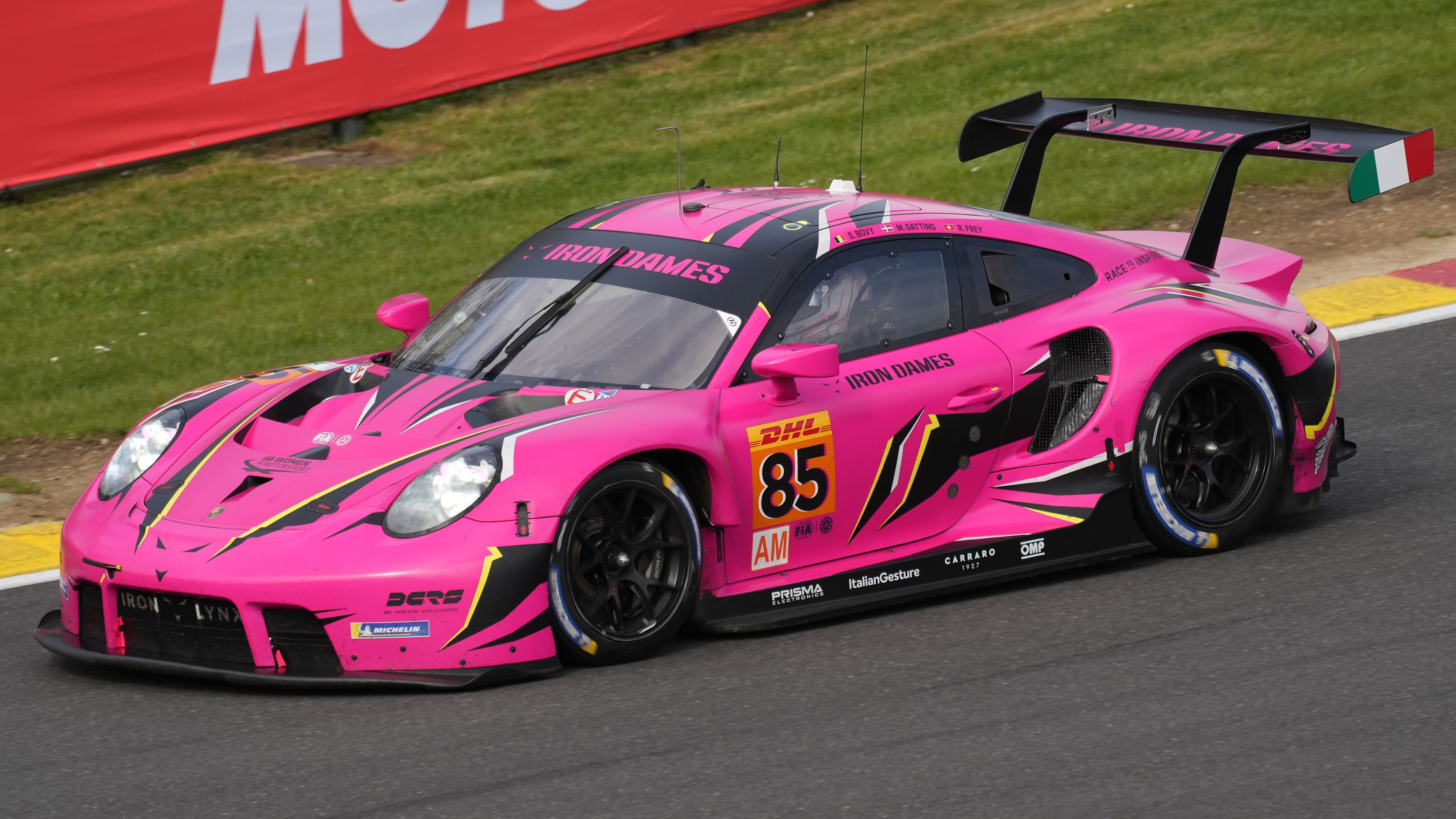
991.2 RSR (Frontansicht)
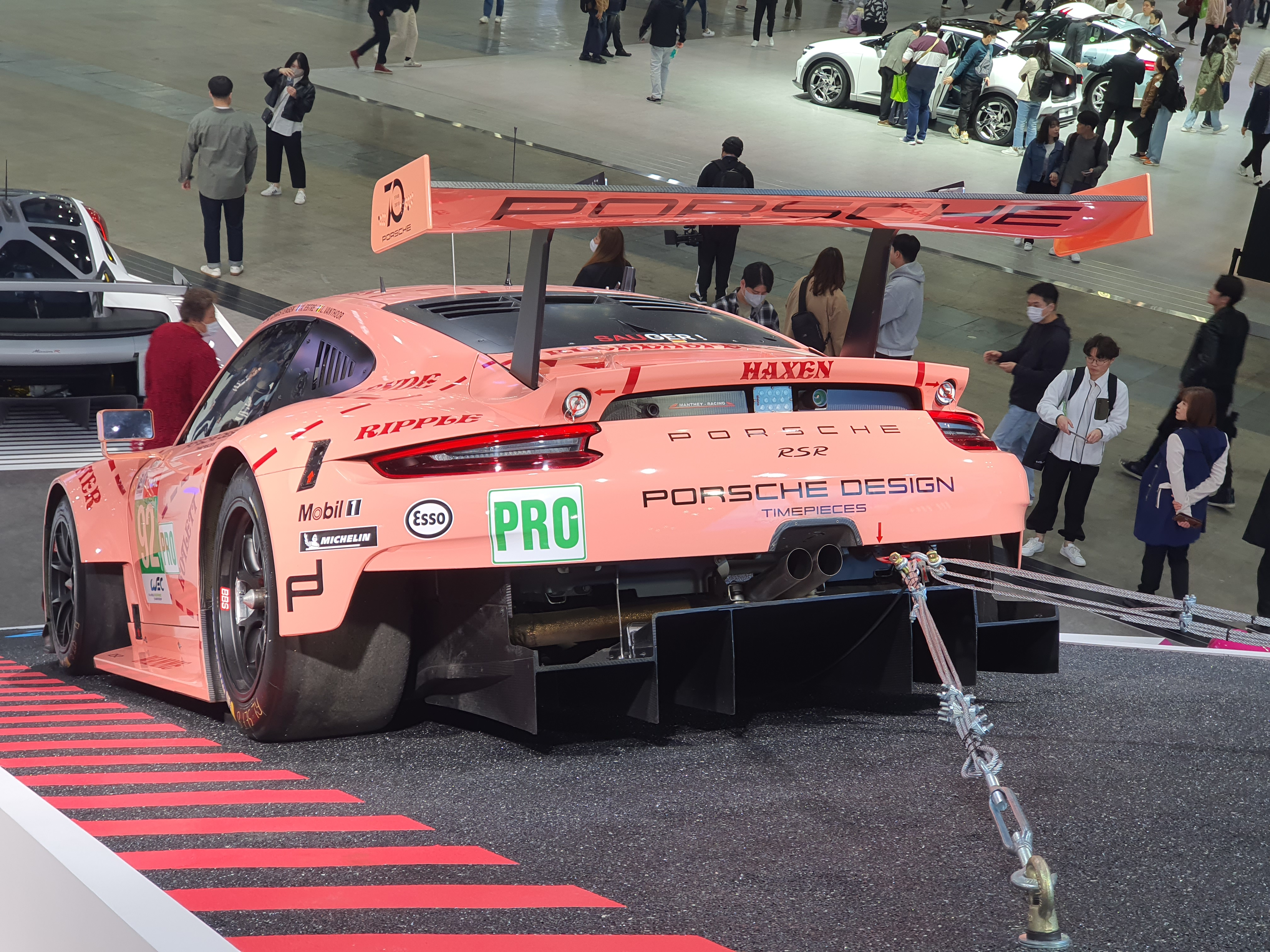
991.2 RSR (Heckansicht)
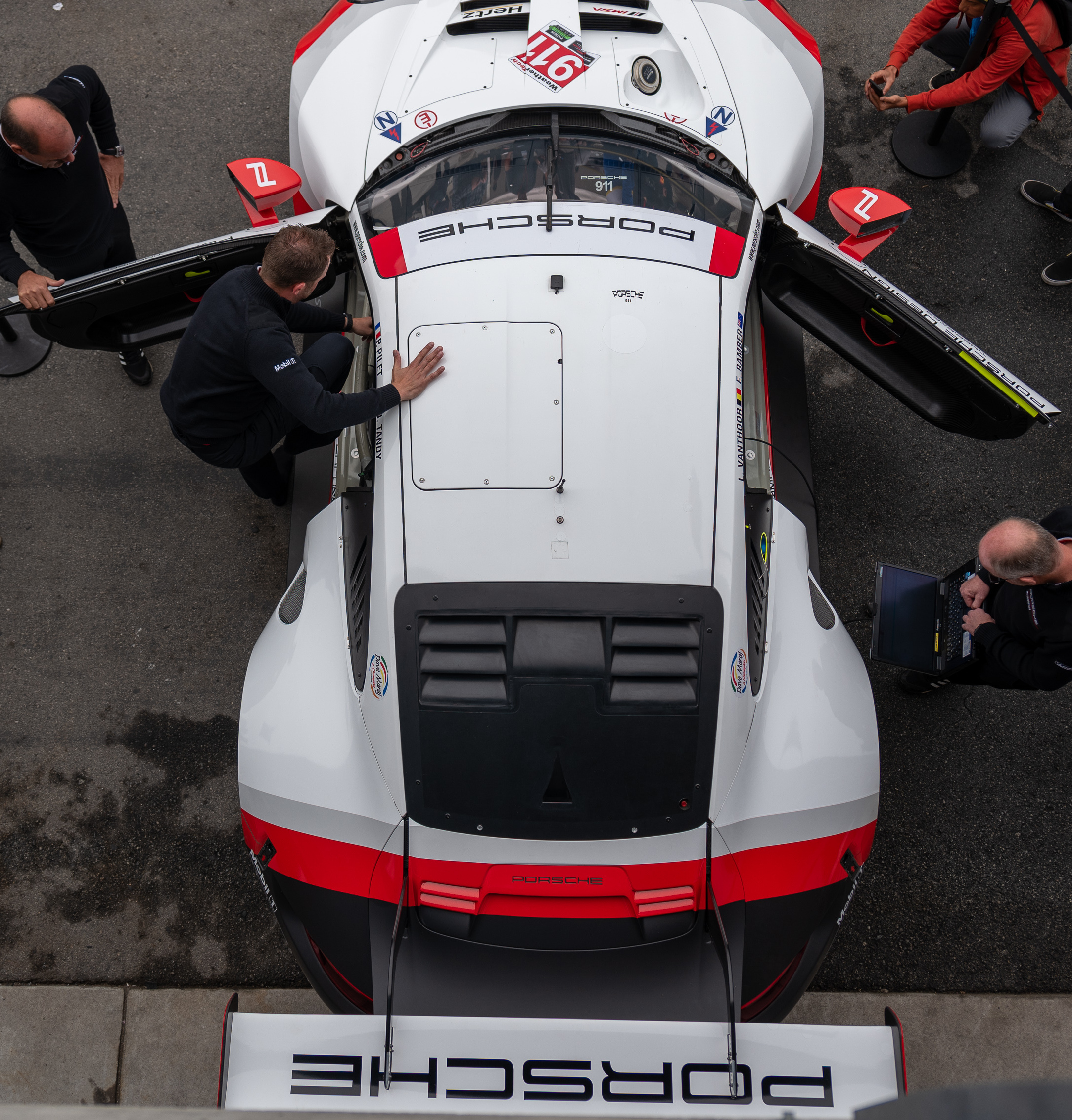
991.2 RSR (Notausstiegslucke)

## Typ 992

### Siebente Generation (2021–2023; 375 kW / 510 PS)
Im Februar 2021 wurde die GT3-Version der Generation 992 vorgestellt. Erstmals kam dabei bei einem Porsche-Strassenmodell ein Heckspoiler mit Schwanenhalsaufhängung zum Einsatz. Diese Befestigung des Flügelblattes ist effizienter als eine unter dem Blatt, jedoch aufwändiger. Ebenfalls zum ersten Mal kam beim GT3 eine Doppelquerlenkervorderachse zum Einsatz, die die bisherige MacPherson-Vorderachse ablöste. Er erzeugte einen Gesamtabtrieb rund 1440 N (Vorderachse: 500 N; Hinterachse: 940 N) bei 200 km/h, also mehr als das Doppelte des direkten Vorgängers.
Die Rundenzeit auf der Nürburgring-Nordschleife wurde vom Porsche mit 6:59,93 Min. (auf der 20,832-Kilometern-Version) bzw. 6:55,34 Min. (auf der jeweils von sport auto genutzten 20,6-Kilometern-Version) vermeldet. Am Steuer saß der Porsche-Werksfahrer Kévin Estre. Damit war der 992.1 GT3 rund 17 Sekunden schneller als der direkte Vorgänger (991.2 GT3); allerdings gemessen mit „schnelleren“ Michelin-Reifen Cup 2 R N0 anstatt Cup 2 N1. Der 992.1 GT3 beschleunigte von 0 auf 100 km/h in 3,3 Sekunden, von 0 auf 200 km/h in 10,8 Sekunden und erreichte eine Höchstgeschwindigkeit von 318 km/h.
Seit 2022 war über Porsche-Tequipment das Manthey-Performance-Kit erhältlich, das die Rennstreckentauglichkeit des 911 GT3 nochmal verbesserte. Durch diese Modifikationen erzeugte er einen Gesamtabtrieb rund 2060 N (Vorderachse: 550 N; Hinterachse: 1510 N) bei 200 km/h, also etwa einen Drittel mehr als der „normale“ GT3. Die Rundenzeit auf der Nürburgring-Nordschleife wurde damit um rund vier Sekunden verbessert, diejenige in Hockenheim um wenige Zehntelsekunden. So wurde der 992 GT3 mit dem Manthey-Performance-Paket (jeweils mit einem Porsche-Werksfahrer) mit 6:55,74 Min. auf der längeren 20,832-Kilometern-Version der Nordschleife gemessen.
Wie auch beim Vorgängermodell wurde ein dezenter gestaltetes Touring-Paket (kein fester Heckflügel, weniger Gesamtabtrieb, lackierter Mittelteil der Frontstossstange, andere Materialien im Innenraum) angeboten, das im Juni 2021 vorgestellt wurde. Auch für das Touring-Modell konnte ein Manthey-Performance-Kit gekauft werden.

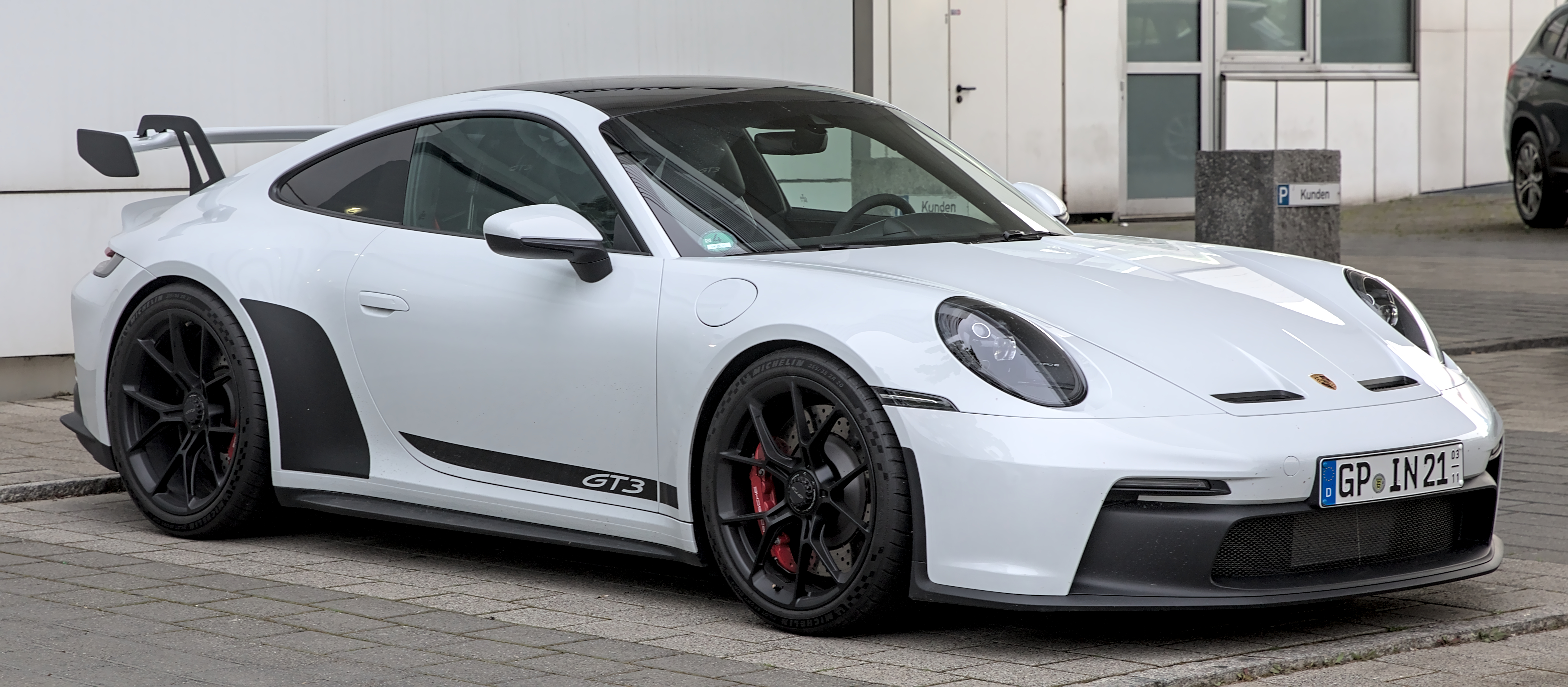
992.1 GT3 (Frontansicht)
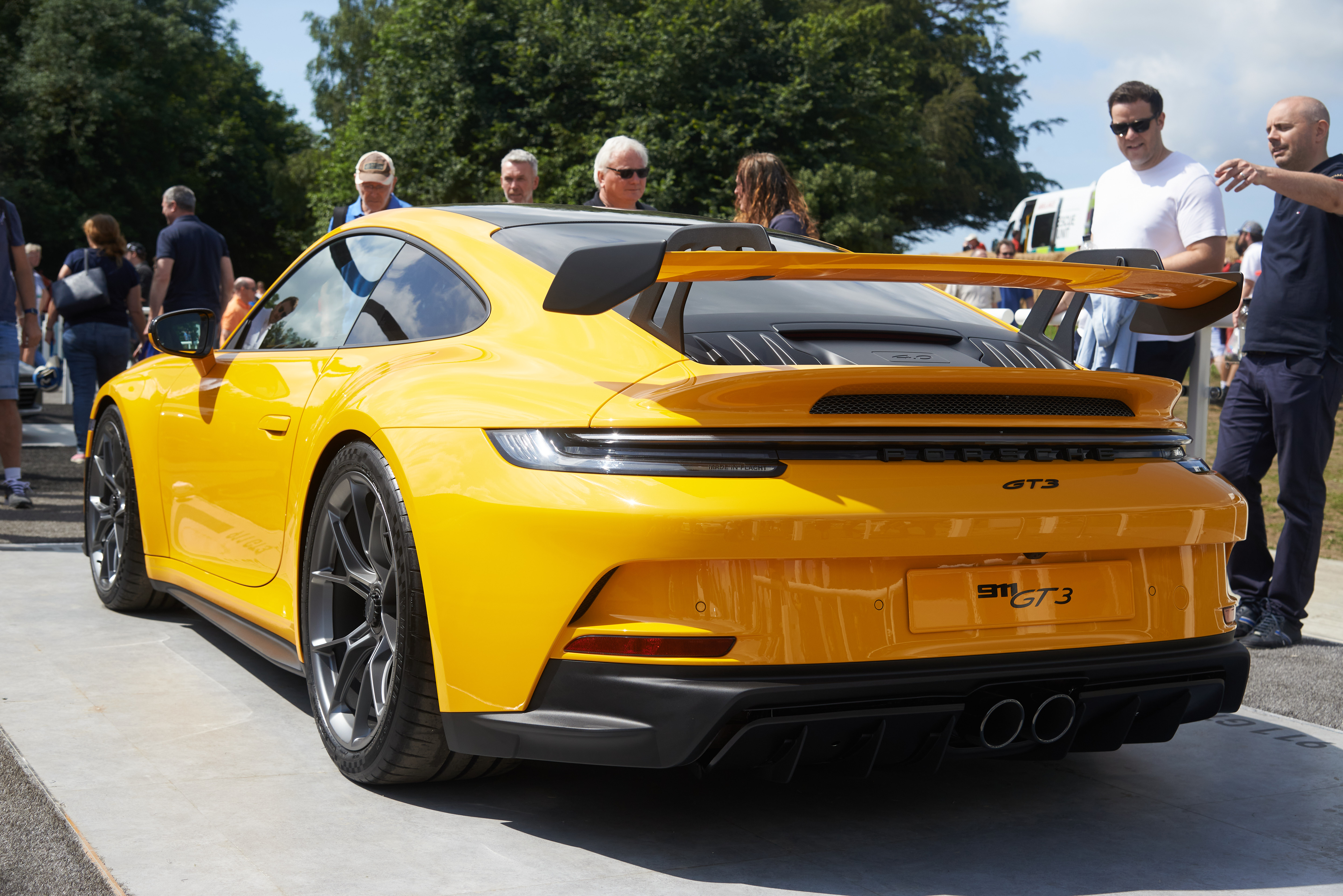
992.1 GT3 (Heckansicht)
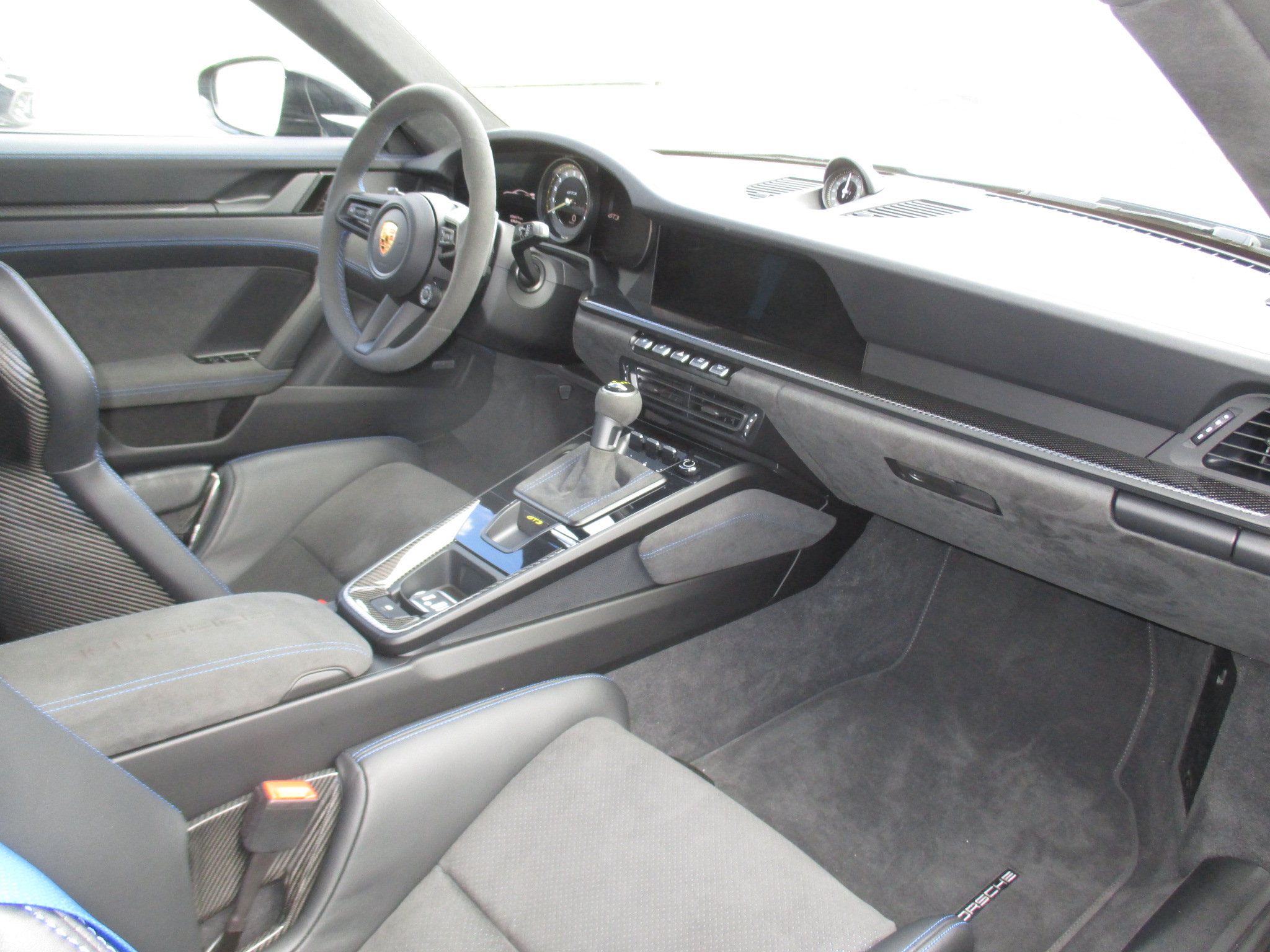
992.1 GT3 (Innenansicht)
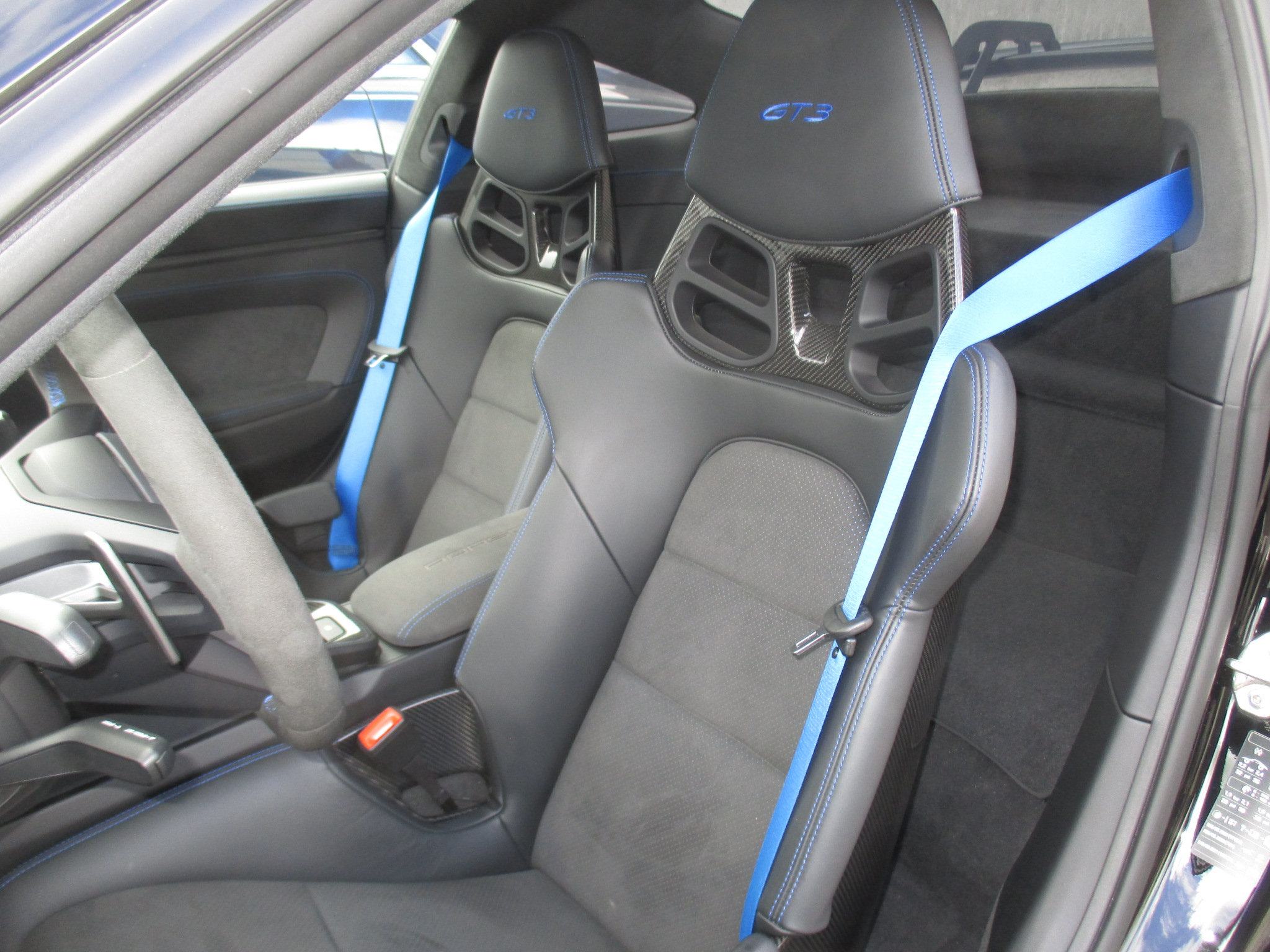
992.1 GT3 (Innenansicht)
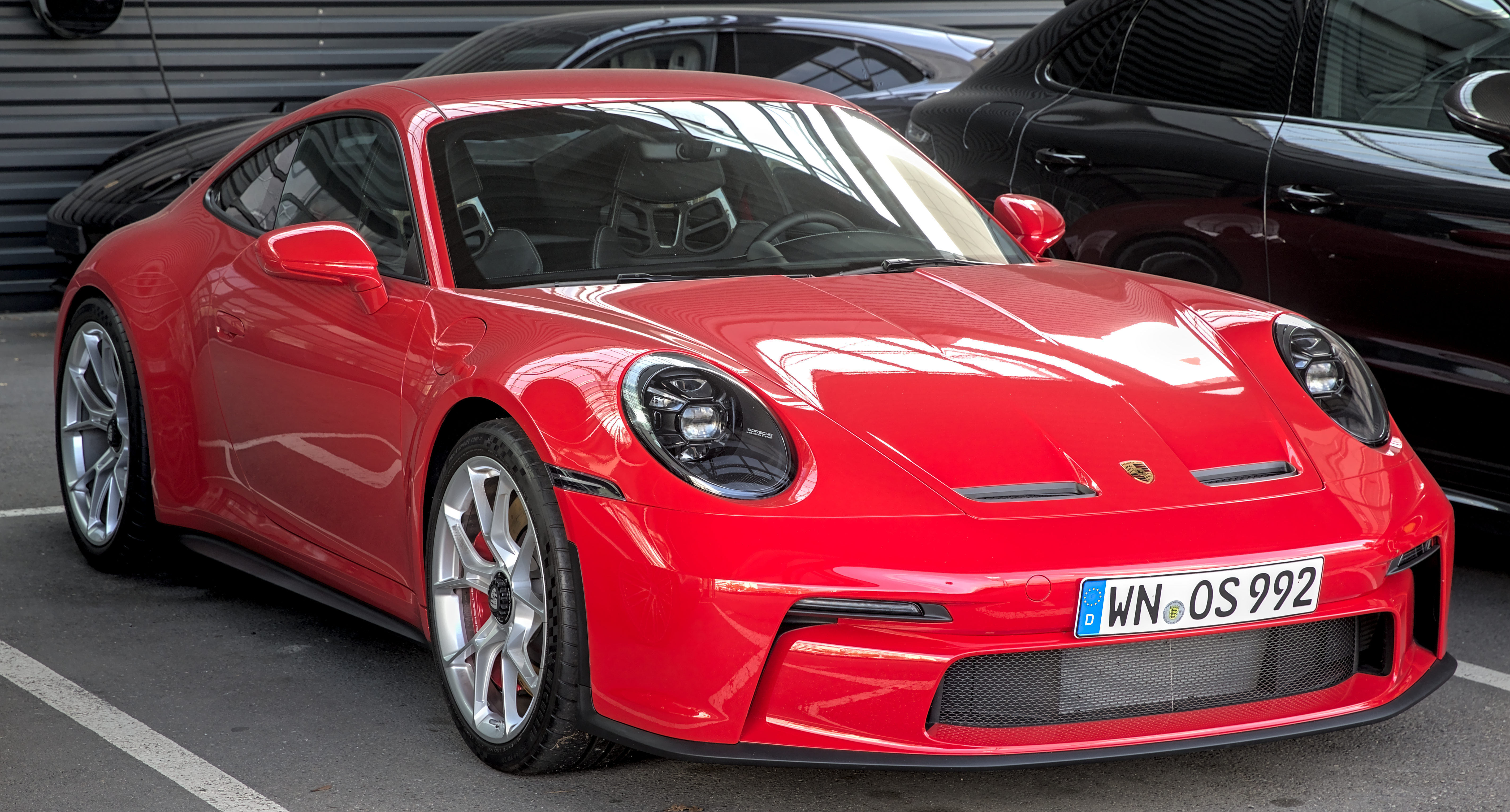
992.1 GT3 Touring (Frontansicht)
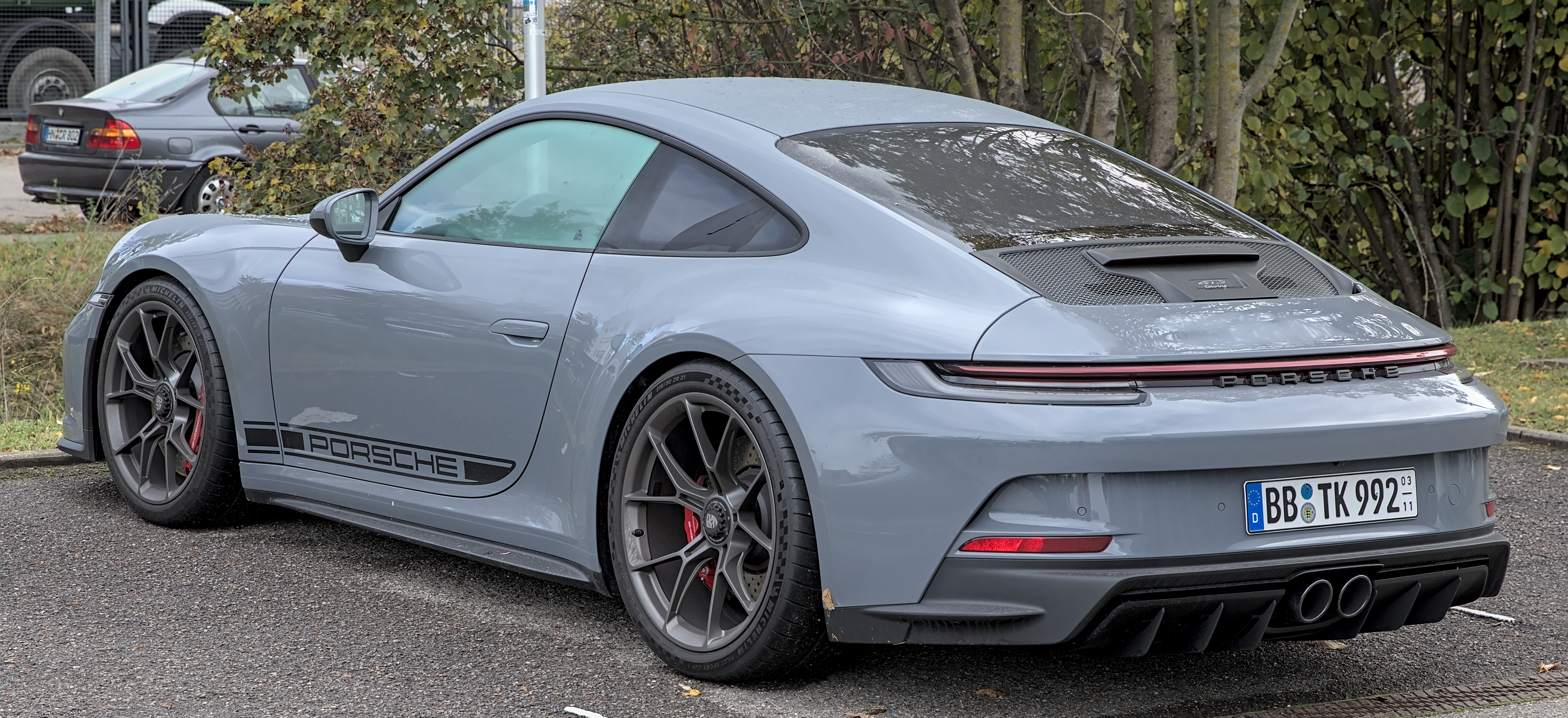
992.1 GT3 Touring (Heckansicht)
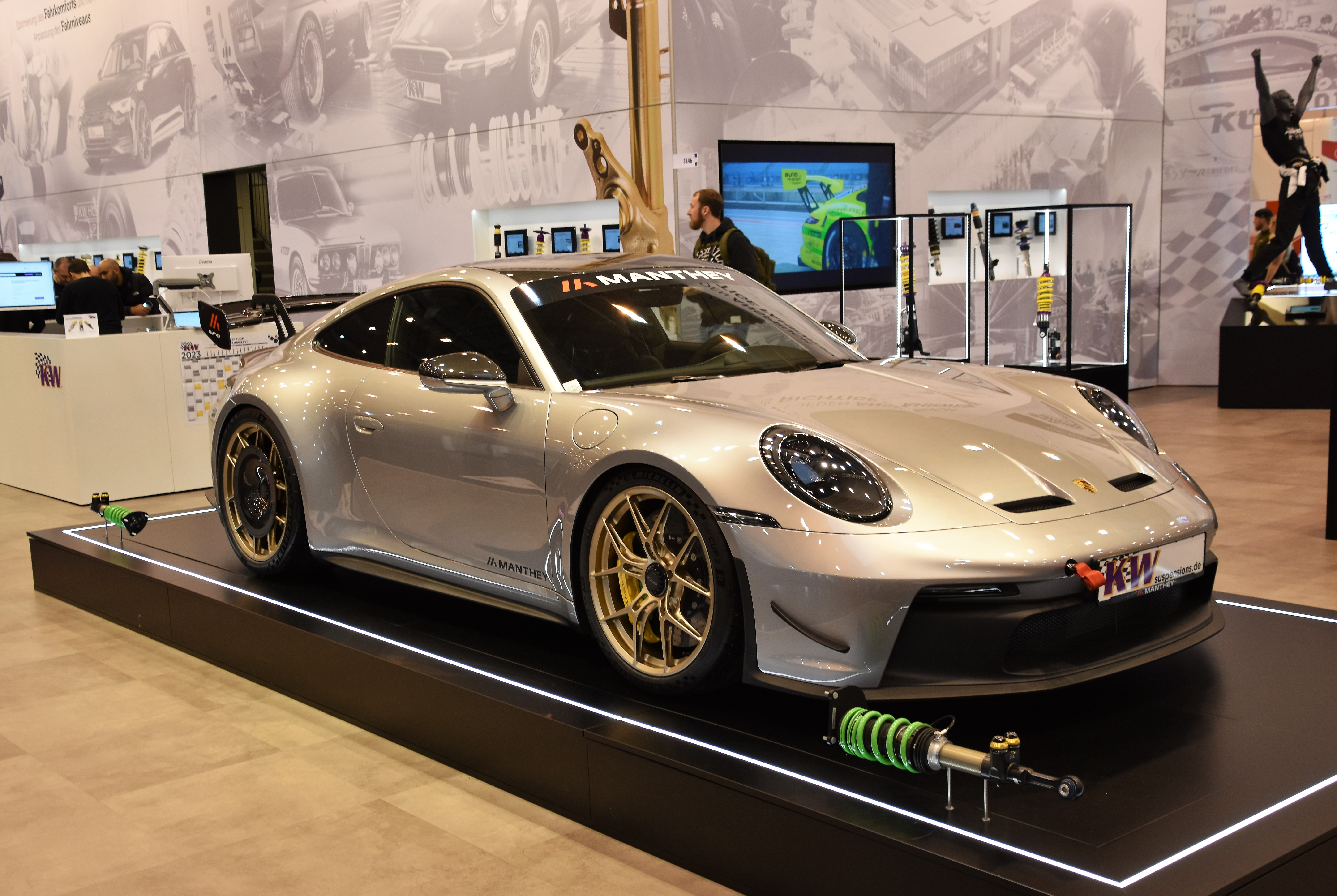
992.1 GT3 MR (Frontansicht)
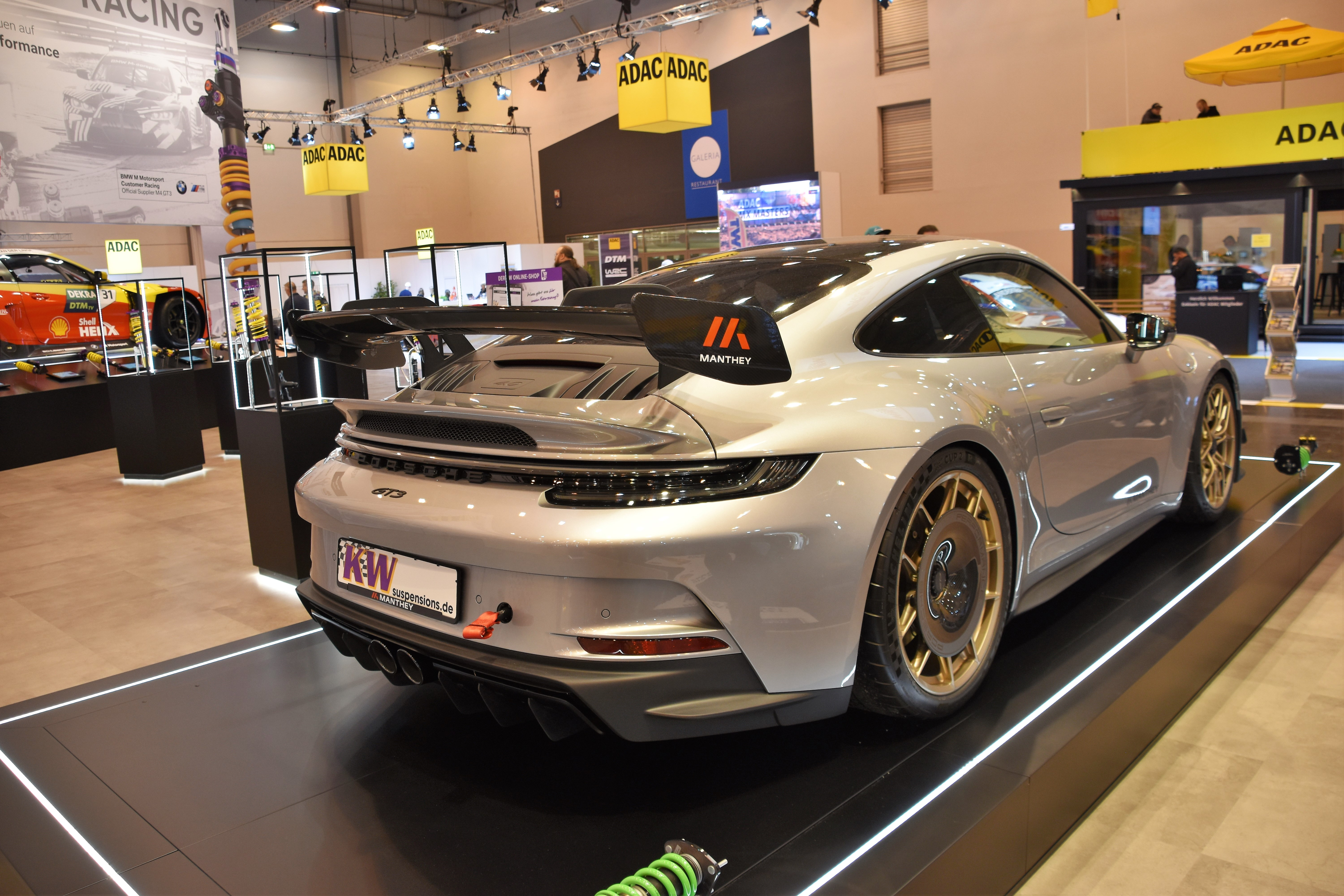
992.1 GT3 MR (Heckansicht)

### Sechste Generation des RS (seit 2023; 386 kW / 525 PS)
Im August 2022 präsentierte Porsche den RS-Ableger des GT3. Der 992 GT3 RS hebt sich vom Basis-GT3 durch unzählige Modifikationen ab: aufgrund einer anderen Kurbelwelle leistet der Motor 15 PS mehr; der massiv größere Heckflügel (ebenfalls mit einer Schwanenhalsaufhängung) besitzt ein vom Lenkrad aus zu verstellendes DRS-System; das Fahrwerk ist ebenfalls vom Lenkrad aus verstellbar (Zug- und Druckstufe der Dämpfer von ZF, Traktionskontrolle); die Karosserie ist 5 cm breiter; anstatt drei Wasserkühler sitzt nur ein großer in der Front, der durch den Frontdeckel entlüftet wird (wodurch der Kofferraum entfällt); die Querlenker wurden in aerodynamischer Form hergestellt. Durch all diese Modifikationen erzeugt er einen Gesamtabtrieb von rund 4090 N bei 200 km/h, also etwas das Doppelte des direkten Vorgängers und das Dreifache des „normalen“ GT3. Ebenfalls erstmalig bei einem GT3 – und erstmalig bei einem straßenzugelassenen Porsche überhaupt – überragt der höchste Punkt des Heckspoilers den höchsten Punkt der Karosserie (um rund 3 cm). Nebst dem bekannten Clubsport-Paket ist für den RS wiederum ein sogenanntes Weissach-Paket bestellbar, das u. a. Felgen aus Magnesium und – auf Wunsch und gegen Aufpreis – einen Überrollkäfig aus CFK (ohne FIA-Homologation) enthält.
Der neue 911 GT3 RS ist stärker denn je für den Einsatz auf Rennstrecken optimiert und kostet in Deutschland mindestens 229.517 Euro. Auf der Nordschleife des Nürburgrings vermeldete Porsche eine Zeit von 6:49,33 Min. (auf der langen 20,832-Kilometer-Variante) bzw. 6:44,84 Min. (auf der kurzen 20,6-Kilometer-Variante). Am Steuer saß der ehemalige Rennfahrer Jörg Bergmeister. Damit ist der 992.1 GT3 RS rund 12 Sekunden schneller als der direkte Vorgänger (991.2 GT3 RS). Der 992.1 GT3 RS beschleunigt von 0 auf 100 km/h in 3,2 Sekunden, von 0 auf 200 km/h in 10,8 Sekunden und erreicht eine Höchstgeschwindigkeit von 296 km/h.
Wie bereits beim direkten Vorgänger und beim „normalen“ GT3 ist auch hier ein umfangreicher Manthey-Kit (mit diversen Aerodynamik-, Fahrwerks- und Bremsenteilen) seit Januar 2025 direkt über die Porsche-Zentren zu beziehen; Kosten: 91.524,09 Euro.
An der Auto Zürich 2024 wurde vom 992.1 GT3 RS eine „Tribute to Jo Siffert“-Edition präsentiert, die Jo Sifferts ersten Sieg in einem Porsche 917 würdigt. Das Einzelstück wurde an der Messe ausgelost: Der Gewinner durfte ihn danach für rund CHF 700.000 kaufen.

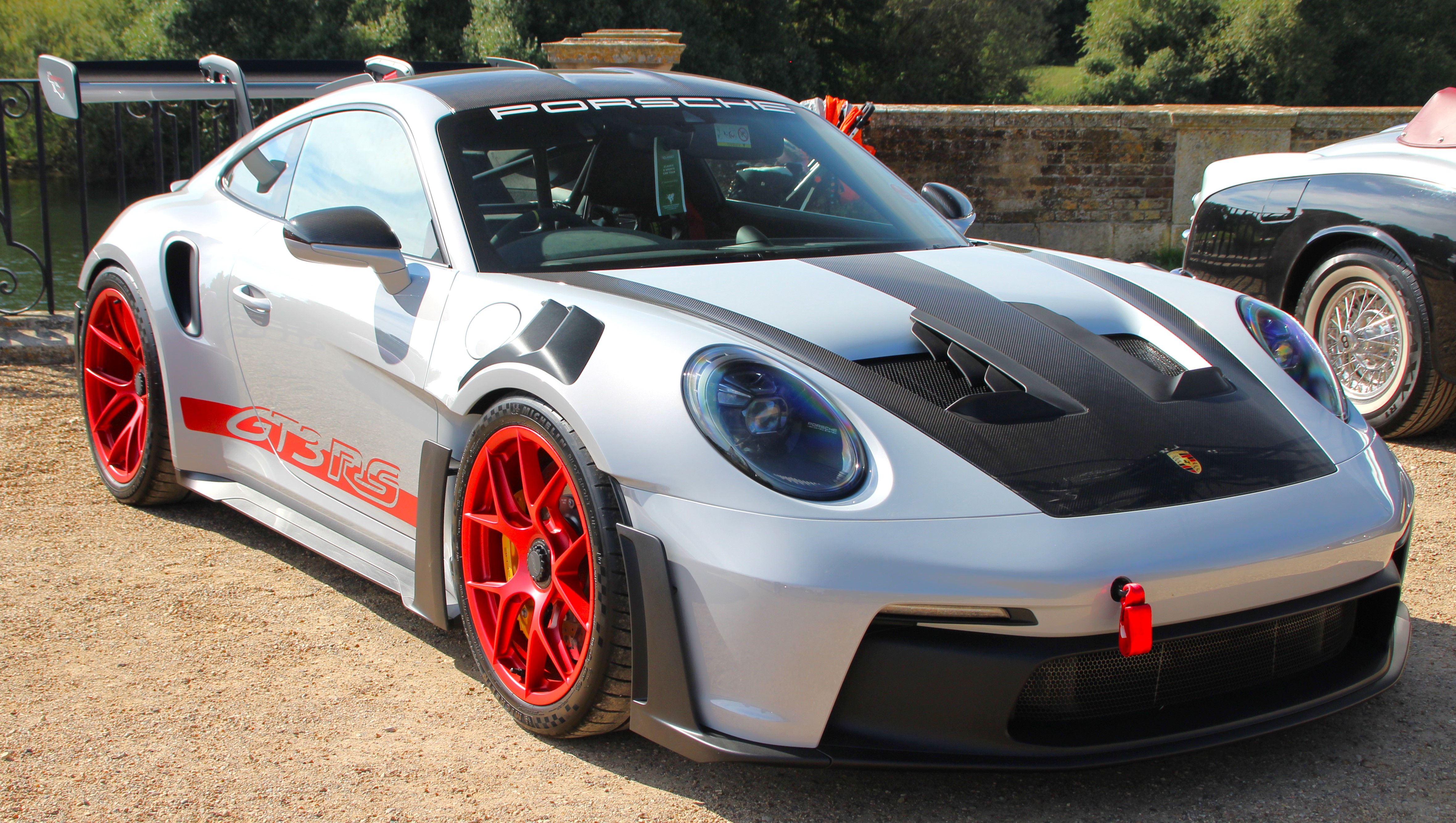
992.1 GT3 RS (Frontansicht)
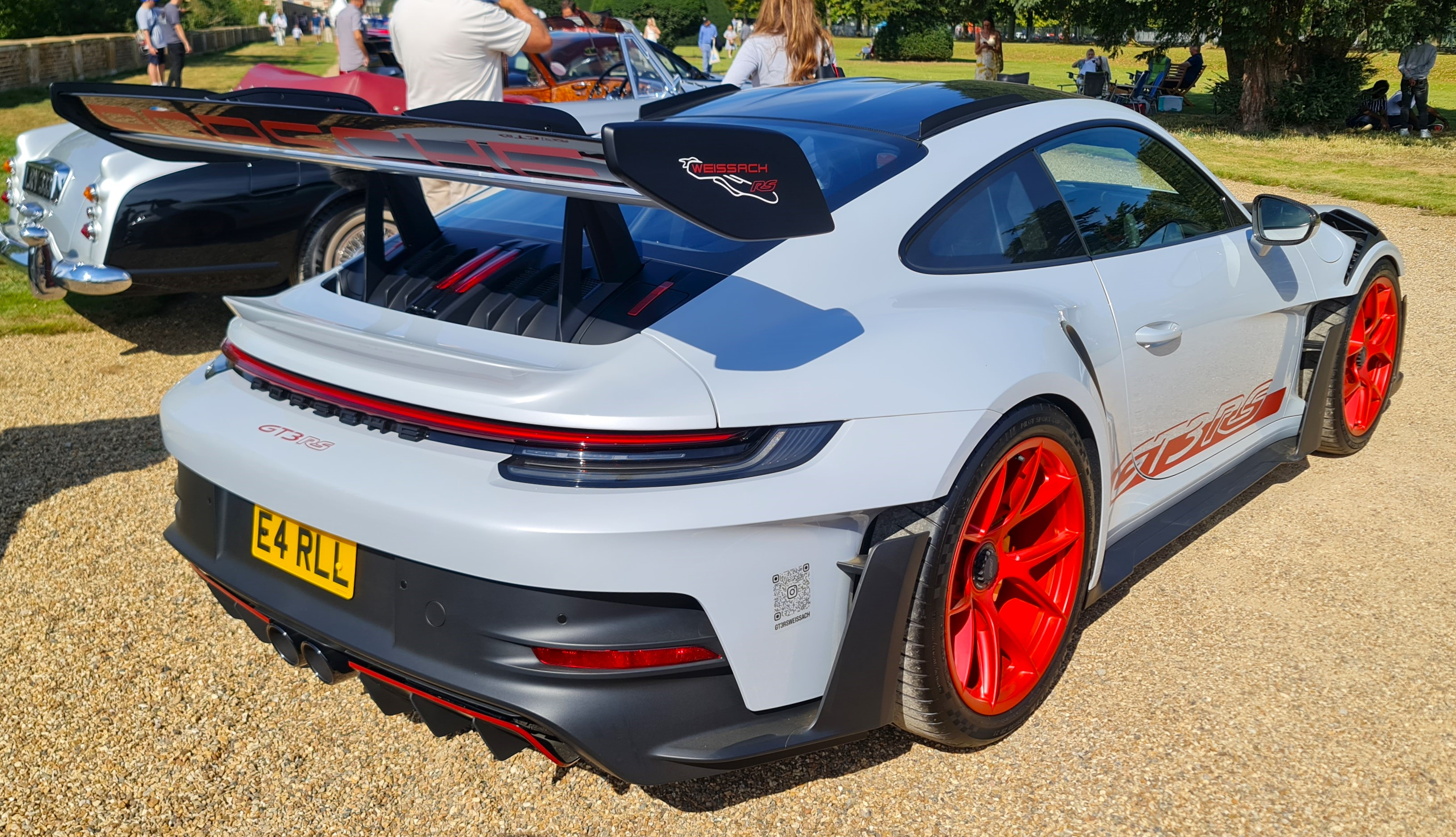
992.1 GT3 RS (Heckansicht)
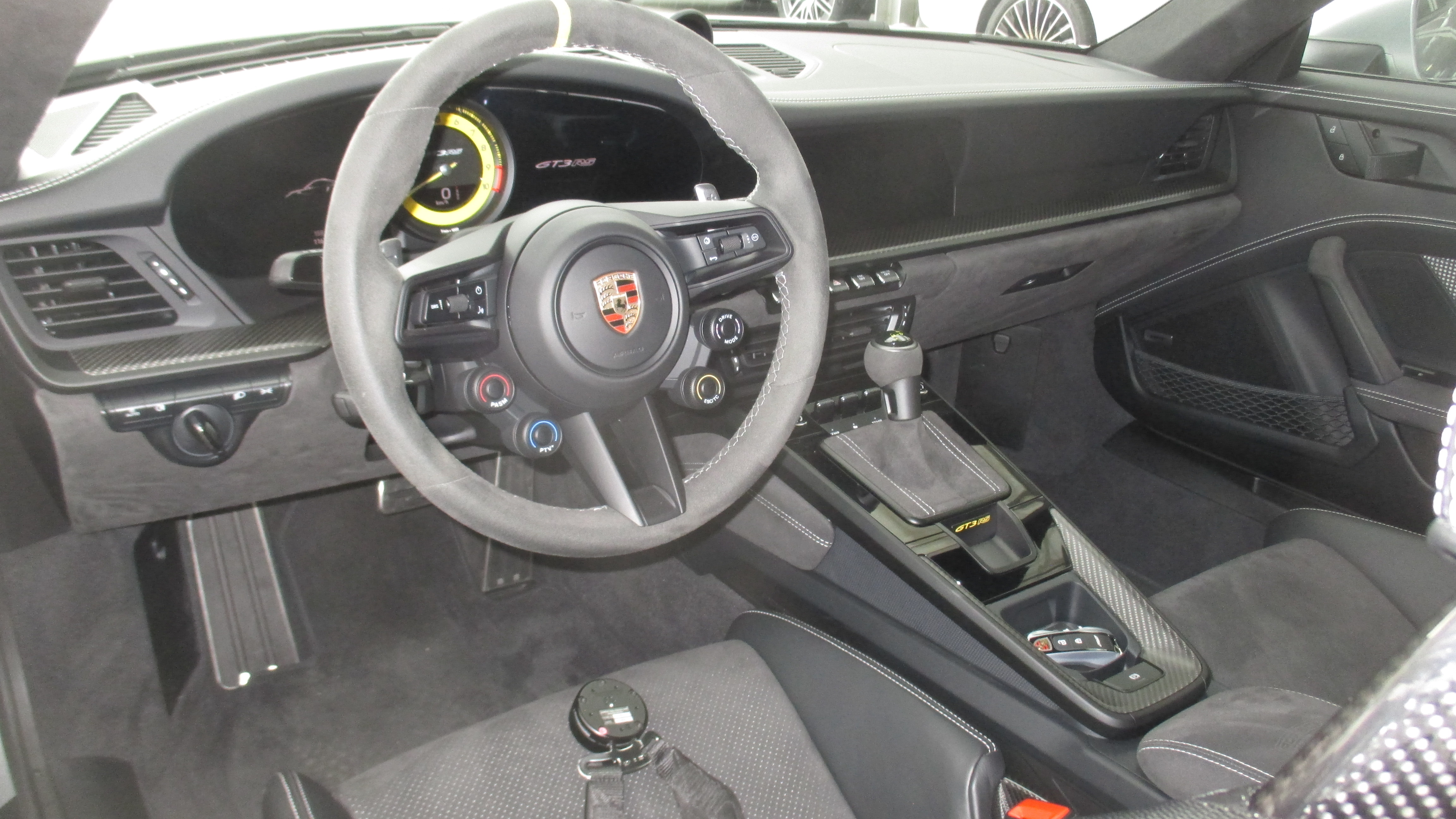
992.1 GT3 RS (Innenansicht)
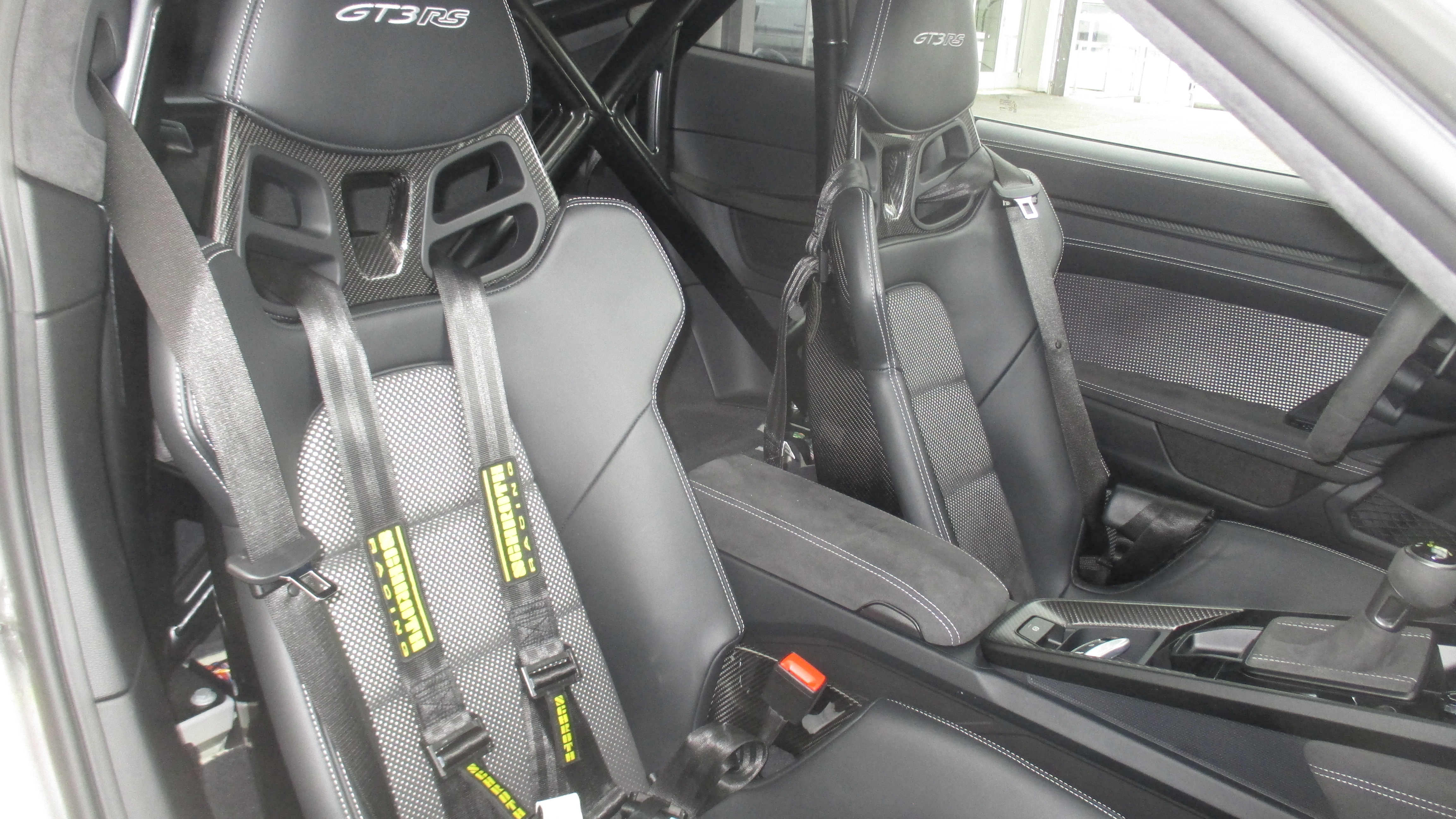
992.1 GT3 RS (Innenansicht)
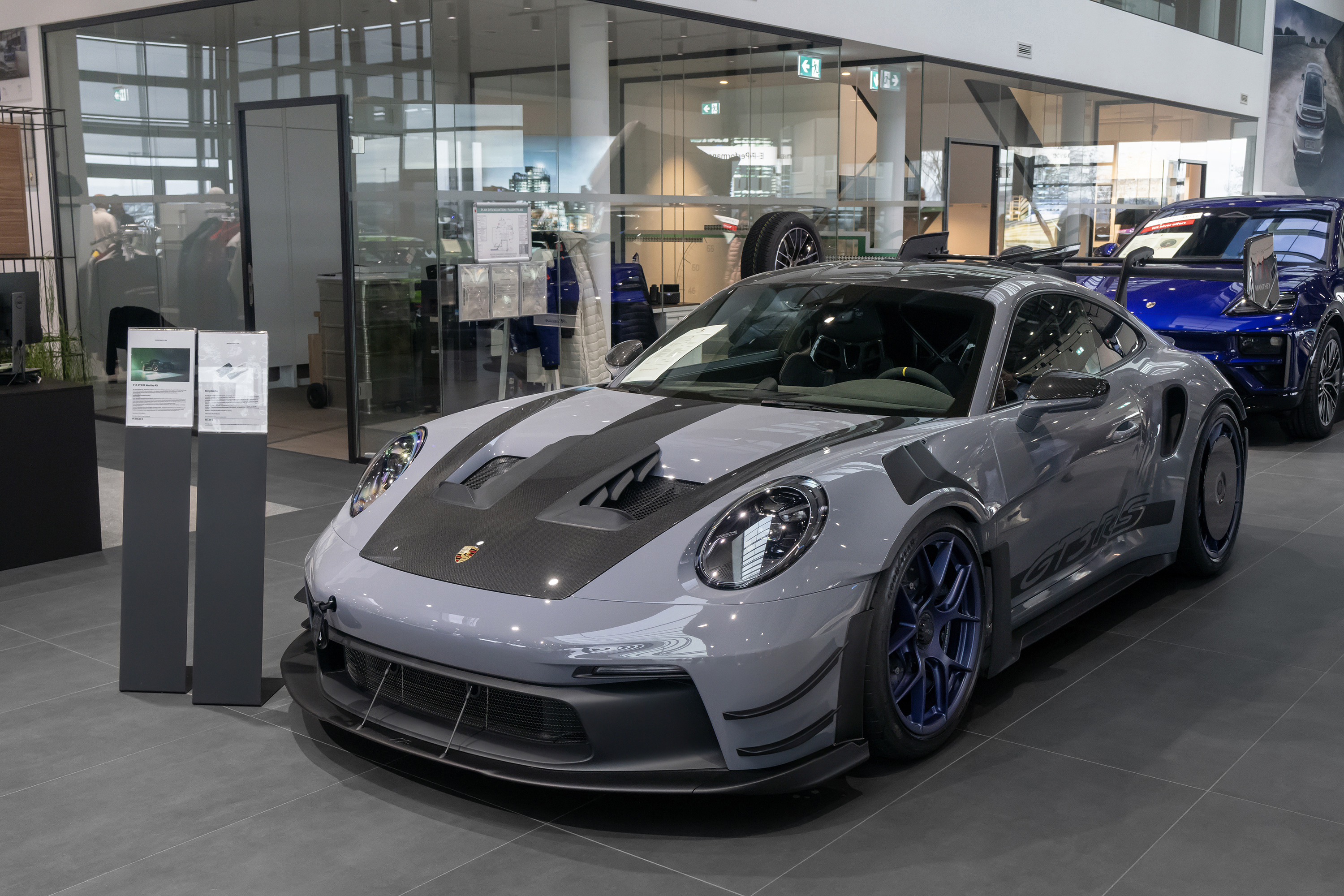
992.1 GT3 RS MR (Frontansicht)
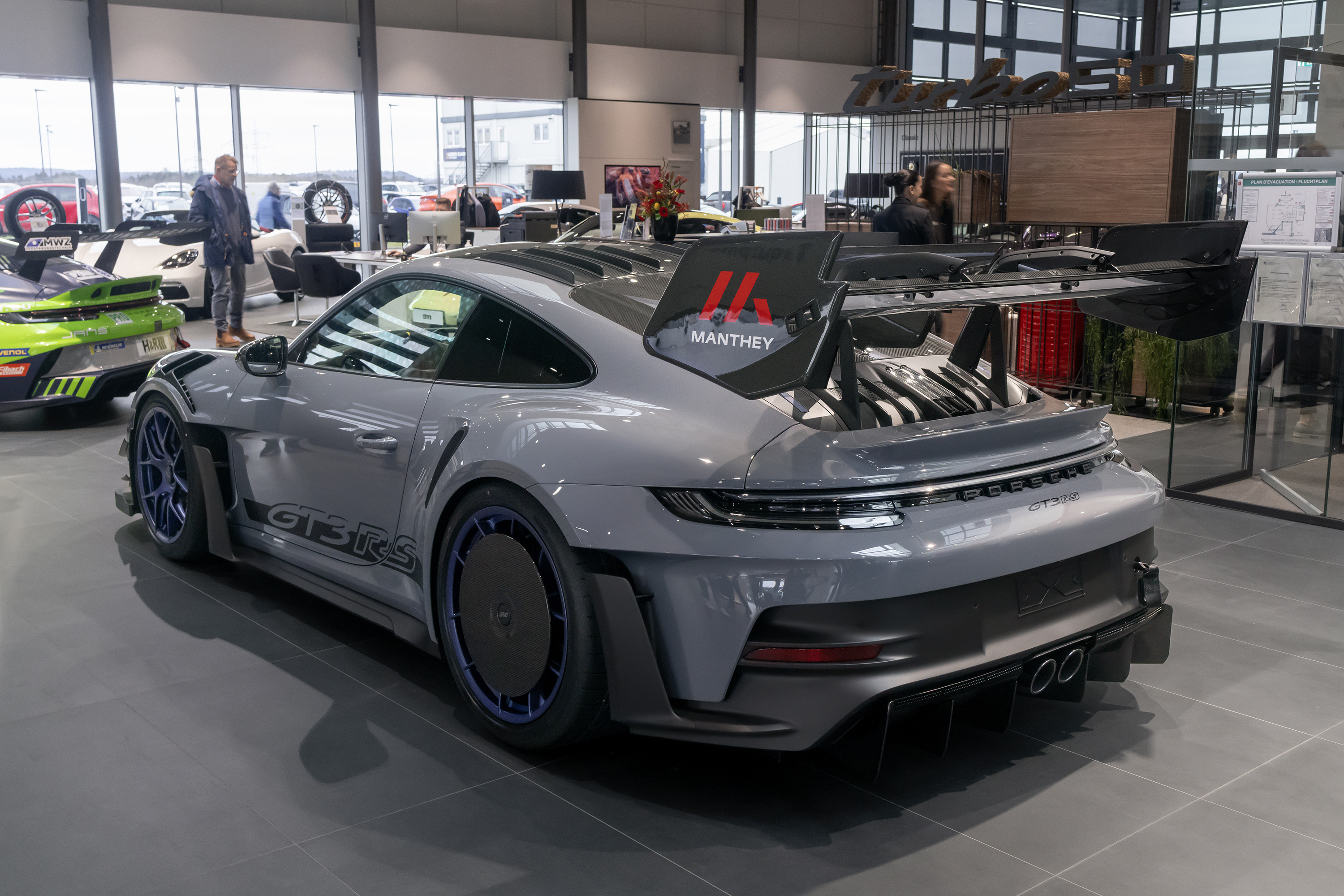
992.1 GT3 RS MR (Heckansicht)
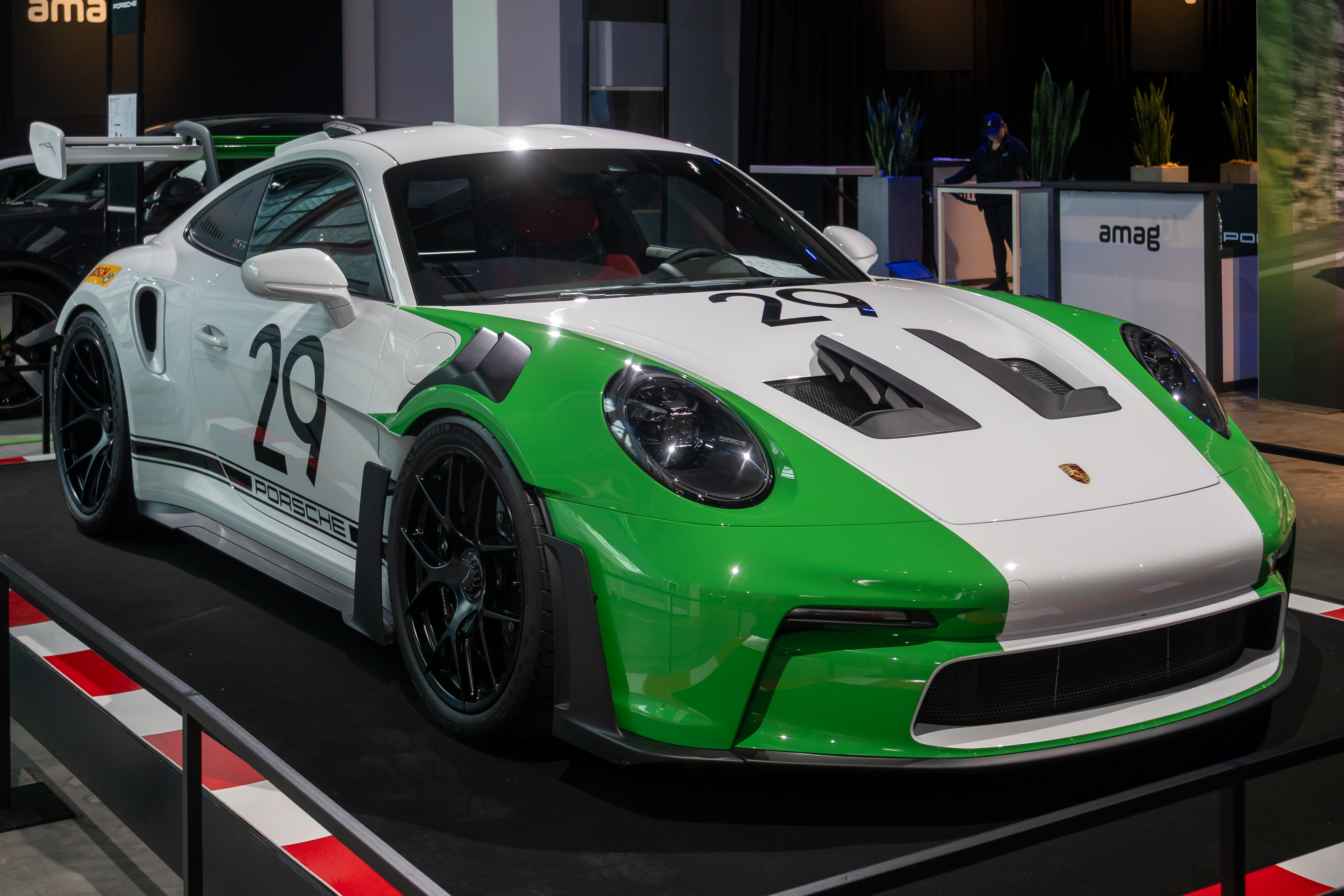
992.1 GT3 RS „Tribute to Jo Siffert“

### Achte Generation (seit 2024; 375 kW / 510 PS)
2024 erhielt der GT3 eine Modellpflege (992.2). Sie wurde am 18. Oktober 2024 präsentiert. Der Motor leistet zwar weiterhin 510 PS, hat aufgrund mittlerweile zwei Ottopartikelfiltern und vier Katalysatoren jedoch 20 Nm weniger Drehmoment. Das Fahrwerk und die Bremsen wurden aus dem Vorgänger (992.1) übernommen, dafür wurde die Achsübersetzung um 8 % verkürzt, weswegen die Höchstgeschwindigkeit sank. Die Aerodynamik wurde nur leicht überarbeitet, beispielsweise durch eine neue Frontstoßstange mit neuem Frontsplitter, eine neue Heckstoßstange mit leicht verändertem Diffusor und neue Heckflügelendplatten. Erstmalig kann man bei einem GT3 ein Weissach-Paket bestellen, das – wie beim 992.1 GT3 RS – über diverse Teile aus Karbon (z. B. Überrollbügel, Fronthaube, Dach) verfügt. Eine weitere Gewichtsreduzierung bringen optionale Magnesium-Felgen. Trotzdem ist die leichtest mögliche Konfiguration schwerer als diejenige des direkten Vorgängers.
Im Innenraum gibt es nun erstmalig in einem GT3 nur noch digitale Instrumente. Auch die optionalen Karbonsitze des Porsche 918 sind Geschichte; sie wurden durch schwerere, klapp- und beheizbare Sitzschalen ersetzt. Aus Homologationsgründen gibt es auch erstmalig ein (abschaltbares) Assistenzpaket.
Auf der Nordschleife des Nürburgrings vermeldete Porsche mit dem „Handschalter-GT3“ eine Zeit von 6:51,764 Min. (auf der langen 20,832-Kilometer-Variante) bzw. 6:56,294 Min. (auf der kurzen 20,6-Kilometer-Variante). Am Steuer saß wiederum der ehemalige Rennfahrer Jörg Bergmeister. Damit ist der 992.2 GT3 rund drei Sekunden schneller als der direkte Vorgänger (991.1 GT3); allerdings mit einer neueren Reifenmischung von Michelin (N1 anstatt N0). Aktuell hält dieses Fahrzeug den Rekord „eines Serienfahrzeugs mit manuellem Getriebe“ und unterbot die bisherige Bestmarke eines Dodge Viper ACR um mehr als 9,5 Sekunden.
Gleichzeitig zum „normalen“ GT3 wurde ein dezenter gestaltetes Touring-Modell vorgestellt, das – erstmalig bei einem GT3-Modell – auch mit zwei Rücksitzen bestellt werden kann.

### Siebente Generation des GT3 Cup (seit 2021; 375 kW / 510 PS)
Auch vom 992 GT3 wurde der Rennwagen GT3 Cup entwickelt, der in internationalen (Porsche Supercup) und nationalen Markenpokal-Rennserien von Porsche eingesetzt wird. Angetrieben wird die siebente Generation des GT3 Cup von einem 4,0 Liter großen Sechszylinder-Boxermotor, der 375 kW (510 PS) leistet.
Über den Lauf der Jahre entfernte sich das Cup-Modell immer weiter von der Serienbasis, womit der 992 GT3 Cup mit dem 992 GT3 und 992 GT3 RS nicht mehr viel zu tun hat und die Anzahl der Gleichteile verschwindend klein wurde. Er erzeugt einen Gesamtabtrieb rund 2300 N bei 200 km/h, somit weniger als das Serienmodell 992.1 GT3 RS.

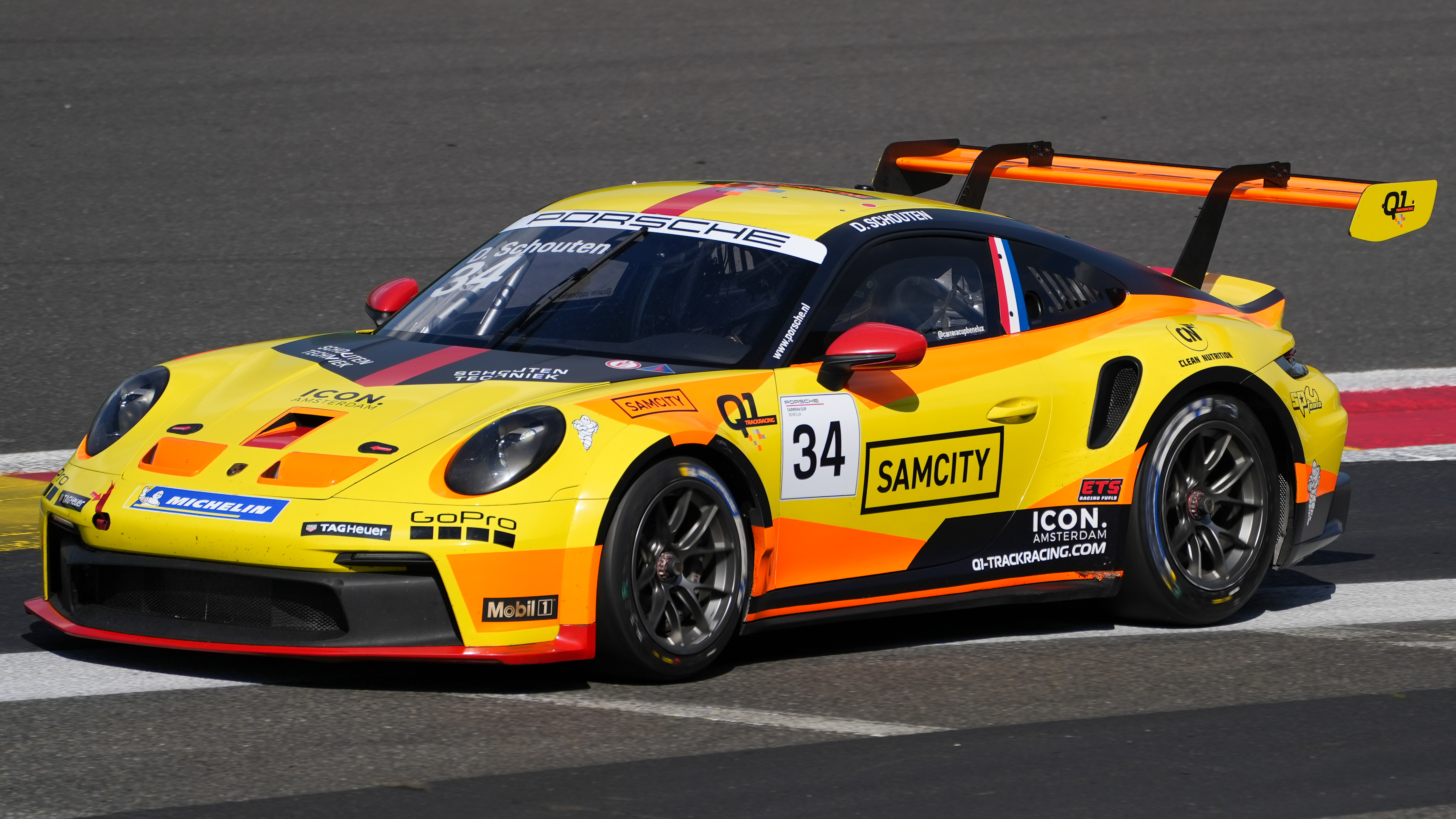
992.1 GT3 Cup (Frontansicht)
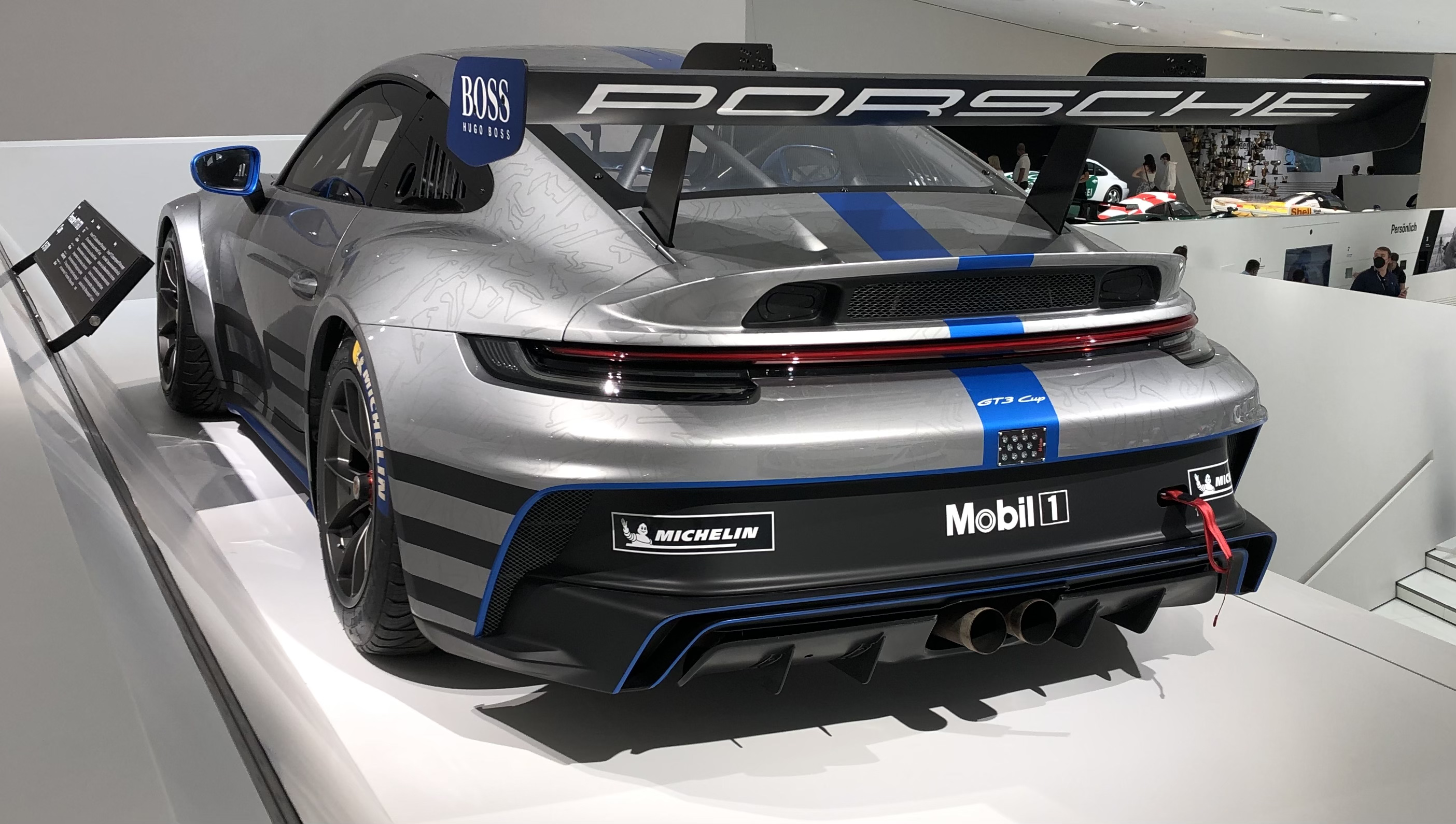
992.1 GT3 Cup (Heckansicht)

### Vierte Generation des GT3 R (seit 2023; 416 kW / 565 PS)
Wie sein Vorgänger 991 GT3 R ist auch der 992 GT3 R für die weltweiten GT3-Rennserien konstruiert und wird ebenfalls in der VLN Langstreckenmeisterschaft Nürburgring und den 24-Stunden-Rennen auf dem Nürburgring eingesetzt. Seit der Saison 2021 wird auch die DTM mit Fahrzeugen, die nach dem GT3-Reglement aufgebaut sind, bestritten.
Motorseitig blieb es nicht beim 4,0-Liter (4.000 cm³) großen Sechszylinder-Boxermotor, sondern es wurde auf den „alten“ RSR-Motor mit 4.194 cm³ zurückgegriffen, der je nach BoP bis zu 416 kW (565 PS) leistet. Im April 2025 wurde die Evo-Version für die Saison 2026 vorgestellt, und im August 2025 die technischen Details präsentiert.

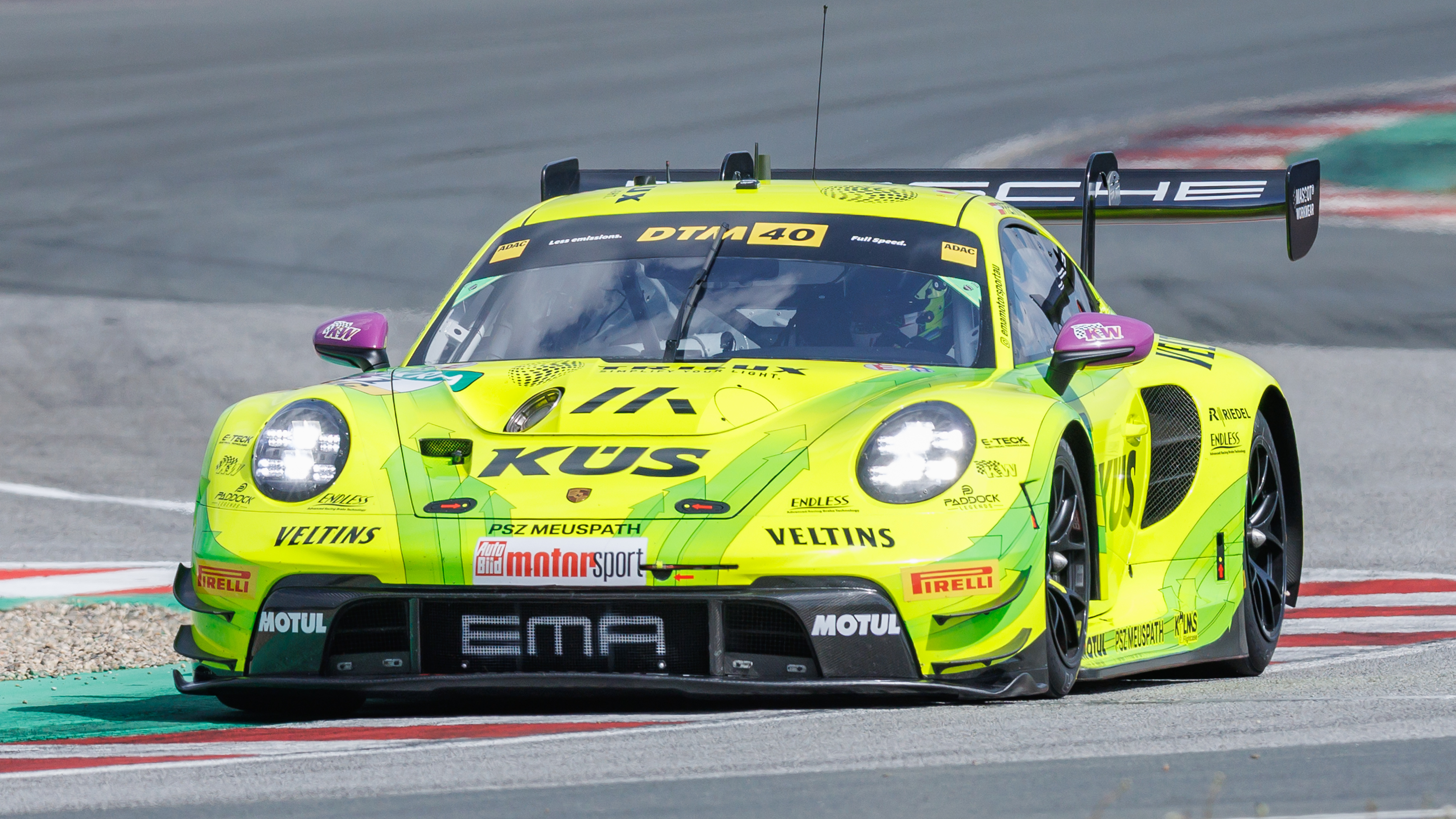
992.1 GT3 R (Frontansicht)
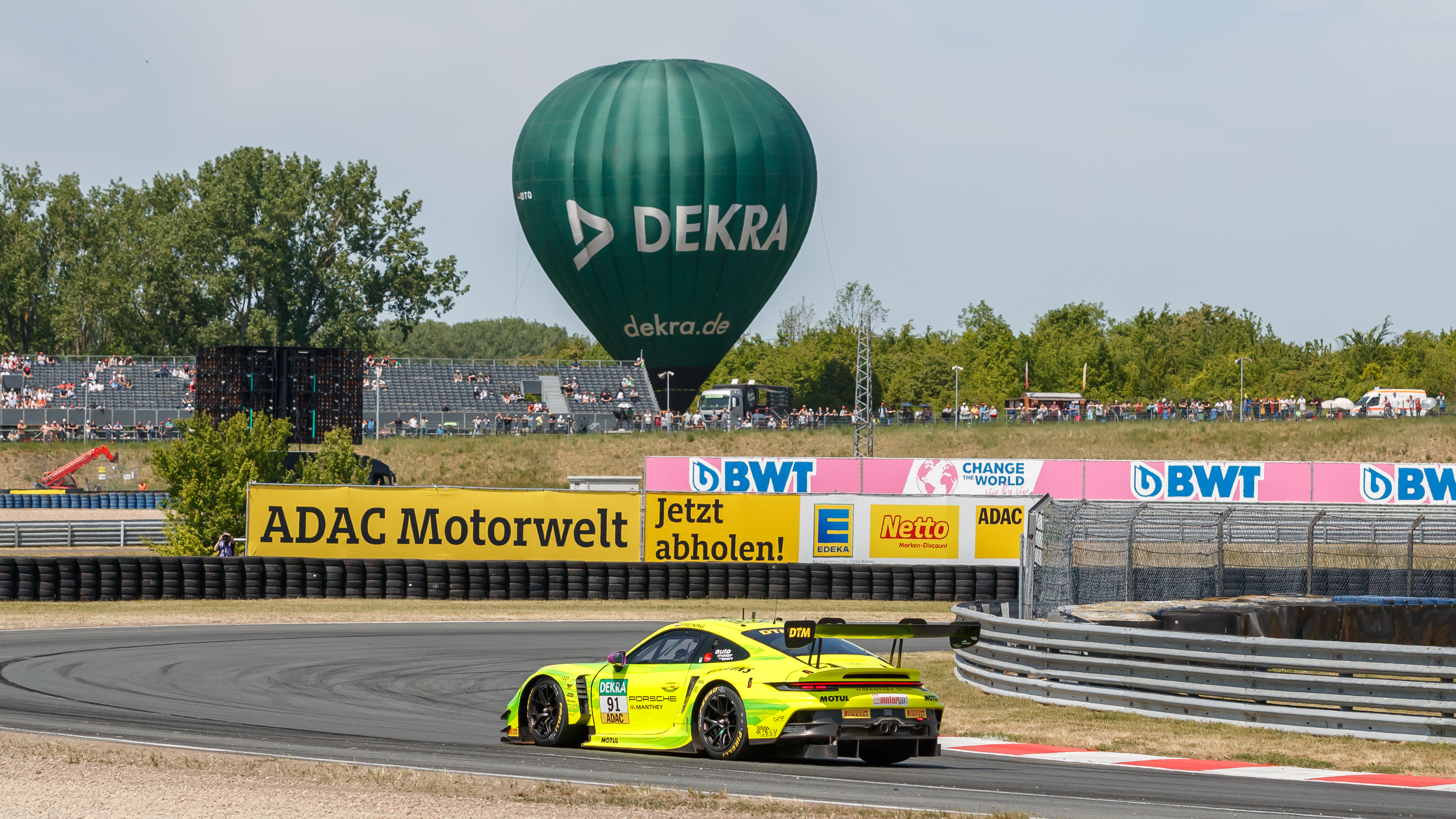
992.1 GT3 R (Heckansicht)
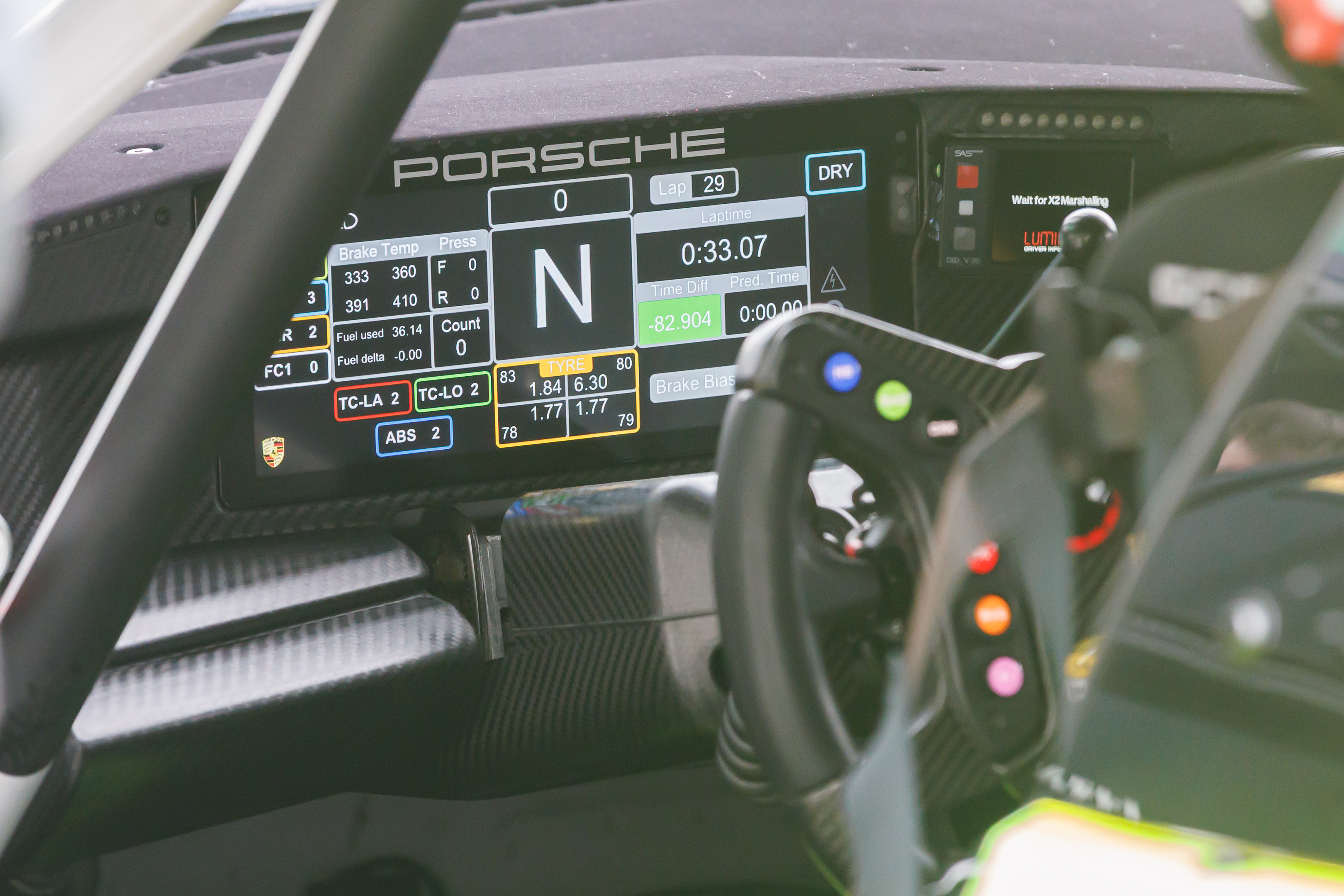
992.1 GT3 R (Innenansicht)

## Technische Daten & Grundpreise der Serienmodelle
| Modell:                               | 996.1 GT3 (1999–2000) | 996.2 GT3 (2003–2005) | 996.2 GT3 RS (2003–2004) | 997.1 GT3 (2006–2008) | 997.1 GT3 RS (2006–2009) | 997.2 GT3 (2009–2011) | 997.2 GT3 RS (2009–2011) | 997.2 GT3 RS 4.0 (2011) | 991.1 GT3 (2013–2015) | 991.1 GT3 RS (2015–2016) | 991.2 GT3 (2017–2018)                                                                                        | 991.2 GT3 RS (2018–2019)                                                                                     | 992.1 GT3 (2021–2023)                                                                                        | 992.1 GT3 RS (ab 2022)                                                                                       | 992.2 GT3 (ab 2024)                                                                                          |
| ------------------------------------- | --- | --- | --- | --- | --- | --- | --- | --- | --- | --- | --- | --- | --- | --- | --- |
| Motor-Typ:                            | Sechszylinder-Boxermotor (Viertakt) | Sechszylinder-Boxermotor (Viertakt)                                                                                         | Sechszylinder-Boxermotor (Viertakt)                                                                                         | Sechszylinder-Boxermotor (Viertakt)                                                                                         | Sechszylinder-Boxermotor (Viertakt)                                                                                         | Sechszylinder-Boxermotor (Viertakt)                                                                                         | Sechszylinder-Boxermotor (Viertakt)                                                                                         | Sechszylinder-Boxermotor (Viertakt)                                                                                         | Sechszylinder-Boxermotor (Viertakt)                                                                                         | Sechszylinder-Boxermotor (Viertakt)                                                                                         | Sechszylinder-Boxermotor (Viertakt)                                                                          | Sechszylinder-Boxermotor (Viertakt)                                                                          | Sechszylinder-Boxermotor (Viertakt)                                                                          | Sechszylinder-Boxermotor (Viertakt)                                                                          | Sechszylinder-Boxermotor (Viertakt)                                                                          |
| Motorbezeichnung                      | M96/76 | M96/79 | M96/79+M004 | M97/76 | M97/76+I004 | M97/77 | M97/77+I004 | M97/74 | MA175 | MA175 | MA177 | MA177 | MA275 | MA275 | MA275 |
| Hubraum:                              | 3600 cm³ | 3600 cm³ | 3600 cm³ | 3600 cm³ | 3600 cm³ | 3797 cm³ | 3797 cm³ | 3996 cm³ | 3800 cm³ | 3996 cm³ | 3996 cm³ | 3996 cm³ | 3996 cm³ | 3996 cm³ | 3996 cm³ |
| Bohrung × Hub:                        | 100 × 76,4 mm | 100 × 76,4 mm | 100 × 76,4 mm | 100 × 76,4 mm | 100 × 76,4 mm | 102,7 × 76,4 mm | 102,7 × 76,4 mm | 102,7 × 80,4 mm | 102 × 77,5 mm | 102 × 81,5 mm | 102 × 81,5 mm                                                                                                | 102 × 81,5 mm                                                                                                | 102 × 81,5 mm                                                                                                | 102 × 81,5 mm                                                                                                | 102 × 81,5 mm                                                                                                |
| Leistung bei 1/min:                   | 265 kW (360 PS) bei 7.200 | 280 kW (381 PS) bei 7.400                                                                                                   | 280 kW (381 PS) bei 7.400                                                                                                   | 305 kW (415 PS) bei 7.600                                                                                                   | 305 kW (415 PS) bei 7.600                                                                                                   | 320 kW (435 PS) bei 7.600                                                                                                   | 331 kW (450 PS) bei 7.900                                                                                                   | 368 kW (500 PS) bei 8.250                                                                                                   | 350 kW (475 PS) bei 8.250                                                                                                   | 368 kW (500 PS) bei 8.250                                                                                                   | 368 kW (500 PS) bei 8.250                                                                                    | 383 kW (520 PS) bei 8.250 (ohne OPF) bei 8.400 (mit OPF)                                                     | 375 kW (510 PS) bei 8.400                                                                                    | 386 kW (525 PS) bei 8.500                                                                                    | 375 kW (510 PS) bei 9.000                                                                                    |
| Spezifische Leistung (Literleistung): | 73,6 kW/l (100 PS/l) | 77,7 kW/l (105,8 PS/l) | 77,7 kW/l (105,8 PS/l) | 84,8 kW/l (115,3 PS/l) | 84,8 kW/l (115,3 PS/l) | 84,3 kW/l (114,6 PS/l) | 87,2 kW/l (118,5 PS/l) | 92 kW/l (125 PS/l) | 92 kW/l (125 PS/l) | 92 kW/l (125 PS/l) | 92 kW/l (125 PS/l)                                                                                           | 96 kW/l (130 PS/l)                                                                                           | 94 kW/l (127,6 PS/l)                                                                                         | 96,5 kW/l (131,4 PS/l)                                                                                       | 94 kW/l (127,6 PS/l)                                                                                         |
| Max. Drehmoment bei 1/min:            | 370 Nm bei 5.000 | 385 Nm bei 5.000 | 385 Nm bei 5.000 | 405 Nm bei 5.500 | 405 Nm bei 5.500 | 430 Nm bei 6.250 | 430 Nm bei 6.750 | 460 Nm bei 5.750 | 440 Nm bei 6.250 | 460 Nm bei 6.250 | 460 Nm bei 6.000                                                                                             | 470 Nm bei 6.000                                                                                             | 470 Nm bei 6.100                                                                                             | 465 Nm bei 6.300                                                                                             | 450 Nm bei 6.100                                                                                             |
| Max. Drehzahl 1/min:                  | 7.400 | 7.800 | 7.800 | 8.400 | 8.400 | 8.500 | 8.500 | 8.500 | 9.000 | 8.800 | 9.000 | 9.000 | 9.000 | 9.000 | 9.000 |
| Verdichtung:                          | 11,7 : 1 | 11,7 : 1 | 11,7 : 1 | 12,0 : 1 | 12,0 : 1 | 12,2 : 1 | 12,6 : 1 | 12,9 : 1 | 12,9 : 1 | 13,3 : 1 | 13,3 : 1 | 13,3 : 1 | 13,3 : 1 | 13,3 : 1 | 13,3 : 1 |
| Ventilsteuerung:                      | DOHC über Doppelkette, 4 Ventile pro Zylinder, VarioCam, Einlass-Nockenwellenverstellung 25°                                                                 | DOHC über Doppelkette, 4 Ventile pro Zylinder, VarioCam, Einlass-Nockenwellenverstellung 45°                                | DOHC über Doppelkette, 4 Ventile pro Zylinder, VarioCam, Einlass-Nockenwellenverstellung 45°                                | DOHC über Doppelkette, 4 Ventile pro Zylinder, VarioCam, Einlass-Nockenwellenverstellung 45°                                | DOHC über Doppelkette, 4 Ventile pro Zylinder, VarioCam, Einlass-Nockenwellenverstellung 45°                                | DOHC über Doppelkette, 4 Ventile pro Zylinder, VarioCam, Einlass-Nockenwellenverstellung 45°                                | Variable Ein- und Auslassnockenwellen                                                                                       | Variable Ein- und Auslassnockenwellen                                                                                       | Variable Ein- und Auslassnockenwellen                                                                                       | Variable Ein- und Auslassnockenwellen                                                                                       | Variable Ein- und Auslassnockenwellen                                                                        | Variable Ein- und Auslassnockenwellen                                                                        | Variable Ein- und Auslassnockenwellen                                                                        | Variable Ein- und Auslassnockenwellen                                                                        | Variable Ein- und Auslassnockenwellen                                                                        |
| Gemischaufbereitung:                  | Bosch DME, Motronic M 5.2.2, sequentielle Multi-Point-Saugrohreinspritzung                                                                                   | Bosch DME, Motronic ME 7.8, sequentielle Multi-Point-Saugrohreinspritzung                                                   | Bosch DME, Motronic ME 7.8, sequentielle Multi-Point-Saugrohreinspritzung                                                   | Bosch DME, Motronic ME 7.8, sequentielle Multi-Point-Saugrohreinspritzung                                                   | Bosch DME, Motronic ME 7.8, sequentielle Multi-Point-Saugrohreinspritzung                                                   | Bosch Motronic ME 7.8.2, sequentielle Kraftstoffeinspritzung (Multipoint)                                                   | Bosch Motronic ME 7.8.2, sequentielle Kraftstoffeinspritzung (Multipoint)                                                   | Bosch Motronic ME 7.8.2, sequentielle Kraftstoffeinspritzung (Multipoint)                                                   | elektronisches Motormanagement MED 17.1.11                                                                                  | | | | | | |
| Zündung:                              | Bosch DME, Kennfeldzündung mit Einzelzündspulen („ruhende Zündverteilung“)                                                                                   | Bosch DME, Kennfeldzündung mit Einzelzündspulen („ruhende Zündverteilung“)                                                  | Bosch DME, Kennfeldzündung mit Einzelzündspulen („ruhende Zündverteilung“)                                                  | Bosch DME, Kennfeldzündung mit Einzelzündspulen („ruhende Zündverteilung“)                                                  | Bosch DME, Kennfeldzündung mit Einzelzündspulen („ruhende Zündverteilung“)                                                  | Bosch DME, Kennfeldzündung mit Einzelzündspulen („ruhende Zündverteilung“)                                                  | Bosch DME, Kennfeldzündung mit Einzelzündspulen („ruhende Zündverteilung“)                                                  | Bosch DME, Kennfeldzündung mit Einzelzündspulen („ruhende Zündverteilung“)                                                  | Bosch DME, Kennfeldzündung mit Einzelzündspulen („ruhende Zündverteilung“)                                                  | Bosch DME, Kennfeldzündung mit Einzelzündspulen („ruhende Zündverteilung“)                                                  | Bosch DME, Kennfeldzündung mit Einzelzündspulen („ruhende Zündverteilung“)                                   | Bosch DME, Kennfeldzündung mit Einzelzündspulen („ruhende Zündverteilung“)                                   | Bosch DME, Kennfeldzündung mit Einzelzündspulen („ruhende Zündverteilung“)                                   | Bosch DME, Kennfeldzündung mit Einzelzündspulen („ruhende Zündverteilung“)                                   | Bosch DME, Kennfeldzündung mit Einzelzündspulen („ruhende Zündverteilung“)                                   |
| Zündfolge:                            | 1–6–2–4–3–5 | 1–6–2–4–3–5 | 1–6–2–4–3–5 | 1–6–2–4–3–5 | 1–6–2–4–3–5 | 1–6–2–4–3–5 | 1–6–2–4–3–5 | 1–6–2–4–3–5 | 1–6–2–4–3–5 | 1–6–2–4–3–5 | 1–6–2–4–3–5                                                                                                  | 1–6–2–4–3–5                                                                                                  | 1–6–2–4–3–5                                                                                                  | 1–6–2–4–3–5                                                                                                  | 1–6–2–4–3–5                                                                                                  |
| Schmierung:                           | Trockensumpfschmierung | Trockensumpfschmierung | Trockensumpfschmierung | Trockensumpfschmierung | Trockensumpfschmierung | Trockensumpfschmierung | Trockensumpfschmierung | Trockensumpfschmierung | Trockensumpfschmierung | Trockensumpfschmierung | Trockensumpfschmierung                                                                                       | Trockensumpfschmierung                                                                                       | Trockensumpfschmierung                                                                                       | Trockensumpfschmierung                                                                                       | Trockensumpfschmierung                                                                                       |
| Kühlung:                              | Wasserkühlung | Wasserkühlung | Wasserkühlung | Wasserkühlung | Wasserkühlung | Wasserkühlung | Wasserkühlung | Wasserkühlung | Wasserkühlung | Wasserkühlung | Wasserkühlung                                                                                                | Wasserkühlung                                                                                                | Wasserkühlung                                                                                                | Wasserkühlung                                                                                                | Wasserkühlung                                                                                                |
| Getriebe:                             | mechanisches 6-Gang-Getriebe, Hinterradantrieb | mechanisches 6-Gang-Getriebe, Hinterradantrieb                                                                              | mechanisches 6-Gang-Getriebe, Hinterradantrieb                                                                              | mechanisches 6-Gang-Getriebe, Hinterradantrieb                                                                              | mechanisches 6-Gang-Getriebe, Hinterradantrieb                                                                              | mechanisches 6-Gang-Getriebe, Hinterradantrieb                                                                              | mechanisches 6-Gang-Getriebe, Hinterradantrieb                                                                              | mechanisches 6-Gang-Getriebe, Hinterradantrieb                                                                              | PDK 7-Gang-Getriebe, Hinterradantrieb                                                                                       | PDK 7-Gang-Getriebe, Hinterradantrieb                                                                                       | PDK 7-Gang-Getriebe, Hinterradantrieb, mechanisches 6-Gang-Getriebe, Hinterradantrieb                        | PDK 7-Gang-Getriebe, Hinterradantrieb                                                                        | PDK 7-Gang-Getriebe, mechanisches 6-Gang-Getriebe, Hinterradantrieb                                          | PDK 7-Gang-Getriebe, Hinterradantrieb                                                                        | PDK 7-Gang-Getriebe, mechanisches 6-Gang-Getriebe, Hinterradantrieb                                          |
| Getriebebezeichnung                   | G96/90 | G96/96 | G96/96 | G97/90 | G97/90 | G97/90 | | | | | | | | | |
| Bremsen:                              | innenbelüftete und gelochte Scheibenbremsen Durchmesser: 330 × 34 mm (vorne) / 330 × 28 mm (hinten)                                                          | innenbelüftete und gelochte Scheibenbremsen Durchmesser: 350 × 34 mm (vorne) / 350 × 28 mm (hinten)                         | innenbelüftete und gelochte Scheibenbremsen Durchmesser: 350 × 34 mm (vorne) / 350 × 28 mm (hinten)                         | innenbelüftete und gelochte Scheibenbremsen Durchmesser: 350 × 34 mm (vorne) / 350 × 28 mm (hinten)                         | innenbelüftete und gelochte Scheibenbremsen Durchmesser: 350 × 34 mm (vorne) / 350 × 28 mm (hinten)                         | innenbelüftete und gelochte Scheibenbremsen Durchmesser: 380 × 34 mm (vorne) / 350 × 28 mm (hinten)                         | innenbelüftete und gelochte Scheibenbremsen Durchmesser: 380 × 34 mm (vorne) / 350 × 28 mm (hinten)                         | innenbelüftete und gelochte Scheibenbremsen Durchmesser: 380 × 34 mm (vorne) / 350 × 28 mm (hinten)                         | innenbelüftete und gelochte Scheibenbremsen Durchmesser: 380 mm (vorne) / 380 mm (hinten)                                   | innenbelüftete und gelochte Scheibenbremsen Durchmesser: 380 mm (vorne) / 380 mm (hinten)                                   | innenbelüftete und gelochte Scheibenbremsen Durchmesser: 380 mm (vorne) / 380 mm (hinten)                    | innenbelüftete und gelochte Scheibenbremsen Durchmesser: 380 mm (vorne) / 380 mm (hinten)                    | innenbelüftete und gelochte Scheibenbremsen Durchmesser: 408 mm (vorne) / 380 mm (hinten)                    | innenbelüftete und gelochte Scheibenbremsen Durchmesser: 408 mm (vorne) / 380 mm (hinten)                    | innenbelüftete und gelochte Scheibenbremsen Durchmesser: 408 mm (vorne) / 380 mm (hinten)                    |
| Radaufhängung vorn:                   | einzeln an MacPherson-Federbeinen mit Längslenkern und Querlenkern aus Leichtmetall                                                                          | einzeln an MacPherson-Federbeinen mit Längslenkern und Querlenkern aus Leichtmetall                                         | einzeln an MacPherson-Federbeinen mit Längslenkern und Querlenkern aus Leichtmetall                                         | einzeln an MacPherson-Federbeinen mit Längslenkern und Querlenkern aus Leichtmetall                                         | einzeln an MacPherson-Federbeinen mit Längslenkern und Querlenkern aus Leichtmetall                                         | einzeln an MacPherson-Federbeinen mit Längslenkern und Querlenkern aus Leichtmetall                                         | einzeln an MacPherson-Federbeinen mit Längslenkern und Querlenkern aus Leichtmetall                                         | einzeln an MacPherson-Federbeinen mit Längslenkern und Querlenkern aus Leichtmetall                                         | einzeln an MacPherson-Federbeinen mit Längslenkern und Querlenkern aus Leichtmetall                                         | einzeln an MacPherson-Federbeinen mit Längslenkern und Querlenkern aus Leichtmetall                                         | MacPherson-Vorderachse mit Stabilisator, Fahrwerklager teilweise mit Kugelgelenken                           | MacPherson-Vorderachse mit Stabilisator, Fahrwerklager teilweise mit Kugelgelenken                           | Doppelquerlenker-Vorderachse mit Stabilisator, alle Fahrwerkslager mit Kugelgelenken                         | Doppelquerlenker-Vorderachse mit Stabilisator, alle Fahrwerkslager mit Kugelgelenken                         | Doppelquerlenker-Vorderachse mit Stabilisator, alle Fahrwerkslager mit Kugelgelenken                         |
| Radaufhängung hinten:                 | einzeln an je fünf Lenkern: Mehrlenkerachse mit LSA-System (Leichtbau-Stabilität-Agilität) und Fahrschemel aus Leichtmetall                                  | einzeln an je fünf Lenkern: Mehrlenkerachse mit LSA-System (Leichtbau-Stabilität-Agilität) und Fahrschemel aus Leichtmetall | einzeln an je fünf Lenkern: Mehrlenkerachse mit LSA-System (Leichtbau-Stabilität-Agilität) und Fahrschemel aus Leichtmetall | einzeln an je fünf Lenkern: Mehrlenkerachse mit LSA-System (Leichtbau-Stabilität-Agilität) und Fahrschemel aus Leichtmetall | einzeln an je fünf Lenkern: Mehrlenkerachse mit LSA-System (Leichtbau-Stabilität-Agilität) und Fahrschemel aus Leichtmetall | einzeln an je fünf Lenkern: Mehrlenkerachse mit LSA-System (Leichtbau-Stabilität-Agilität) und Fahrschemel aus Leichtmetall | einzeln an je fünf Lenkern: Mehrlenkerachse mit LSA-System (Leichtbau-Stabilität-Agilität) und Fahrschemel aus Leichtmetall | einzeln an je fünf Lenkern: Mehrlenkerachse mit LSA-System (Leichtbau-Stabilität-Agilität) und Fahrschemel aus Leichtmetall | einzeln an je fünf Lenkern: Mehrlenkerachse mit LSA-System (Leichtbau-Stabilität-Agilität) und Fahrschemel aus Leichtmetall | einzeln an je fünf Lenkern: Mehrlenkerachse mit LSA-System (Leichtbau-Stabilität-Agilität) und Fahrschemel aus Leichtmetall | Mehrlenker-Hinterachse mit integrierter Helperfeder, Stabilisator, Fahrwerklager teilweise mit Kugelgelenken | Mehrlenker-Hinterachse mit integrierter Helperfeder, Stabilisator, Fahrwerklager teilweise mit Kugelgelenken | Mehrlenker-Hinterachse mit integrierter Helperfeder, Stabilisator, Fahrwerklager teilweise mit Kugelgelenken | Mehrlenker-Hinterachse mit integrierter Helperfeder, Stabilisator, Fahrwerklager teilweise mit Kugelgelenken | Mehrlenker-Hinterachse mit integrierter Helperfeder, Stabilisator, Fahrwerklager teilweise mit Kugelgelenken |
| Federung vorn:                        | Schraubenfedern, Zweirohr-Gasdruckstoßdämpfer, Stabilisator                                                                                                  | Schraubenfedern, Zweirohr-Gasdruckstoßdämpfer, Stabilisator                                                                 | Schraubenfedern, Zweirohr-Gasdruckstoßdämpfer, Stabilisator                                                                 | Schraubenfedern, Zweirohr-Gasdruckstoßdämpfer, Stabilisator                                                                 | Schraubenfedern, Zweirohr-Gasdruckstoßdämpfer, Stabilisator                                                                 | Schraubenfedern, Zweirohr-Gasdruckstoßdämpfer, Stabilisator                                                                 | Schraubenfedern, Zweirohr-Gasdruckstoßdämpfer, Stabilisator                                                                 | Schraubenfedern, Zweirohr-Gasdruckstoßdämpfer, Stabilisator                                                                 | Schraubenfedern, Zweirohr-Gasdruckstoßdämpfer, Stabilisator                                                                 | Schraubenfedern, Zweirohr-Gasdruckstoßdämpfer, Stabilisator                                                                 | Schraubenfedern, Zweirohr-Gasdruckstoßdämpfer, Stabilisator                                                  | Schraubenfedern, Zweirohr-Gasdruckstoßdämpfer, Stabilisator                                                  | Schraubenfedern, Zweirohr-Gasdruckstoßdämpfer, Stabilisator                                                  | Schraubenfedern, Zweirohr-Gasdruckstoßdämpfer, Stabilisator                                                  | Schraubenfedern, Zweirohr-Gasdruckstoßdämpfer, Stabilisator                                                  |
| Federung hinten:                      | Schraubenfedern, Einrohr-Gasdruckstoßdämpfer, Stabilisator                                                                                                   | Schraubenfedern, Einrohr-Gasdruckstoßdämpfer, Stabilisator                                                                  | Schraubenfedern, Einrohr-Gasdruckstoßdämpfer, Stabilisator                                                                  | Schraubenfedern, Einrohr-Gasdruckstoßdämpfer, Stabilisator                                                                  | Schraubenfedern, Einrohr-Gasdruckstoßdämpfer, Stabilisator                                                                  | Schraubenfedern, Einrohr-Gasdruckstoßdämpfer, Stabilisator                                                                  | Schraubenfedern, Einrohr-Gasdruckstoßdämpfer, Stabilisator                                                                  | Schraubenfedern, Einrohr-Gasdruckstoßdämpfer, Stabilisator                                                                  | Schraubenfedern, Einrohr-Gasdruckstoßdämpfer, Stabilisator                                                                  | Schraubenfedern, Einrohr-Gasdruckstoßdämpfer, Stabilisator                                                                  | Schraubenfedern, Einrohr-Gasdruckstoßdämpfer, Stabilisator                                                   | Schraubenfedern, Einrohr-Gasdruckstoßdämpfer, Stabilisator                                                   | Schraubenfedern, Einrohr-Gasdruckstoßdämpfer, Stabilisator                                                   | Schraubenfedern, Einrohr-Gasdruckstoßdämpfer, Stabilisator                                                   | Schraubenfedern, Einrohr-Gasdruckstoßdämpfer, Stabilisator                                                   |
| Karosserie:                           | 2-türige, 2-sitzige, selbsttragende Coupé-Karosserie aus beidseitig feuerverzinktem Stahlblech                                                               | 2-türige, 2-sitzige, selbsttragende Coupé-Karosserie aus beidseitig feuerverzinktem Stahlblech                              | 2-türige, 2-sitzige, selbsttragende Coupé-Karosserie aus beidseitig feuerverzinktem Stahlblech                              | 2-türige, 2-sitzige, selbsttragende Coupé-Karosserie aus beidseitig feuerverzinktem Stahlblech                              | 2-türige, 2-sitzige, selbsttragende Coupé-Karosserie aus beidseitig feuerverzinktem Stahlblech                              | 2-türige, 2-sitzige, selbsttragende Coupé-Karosserie aus beidseitig feuerverzinktem Stahlblech                              | 2-türige, 2-sitzige, selbsttragende Coupé-Karosserie aus beidseitig feuerverzinktem Stahlblech                              | 2-türige, 2-sitzige, selbsttragende Coupé-Karosserie aus beidseitig feuerverzinktem Stahlblech                              | 2-türige, 2-sitzige, selbsttragende Coupé-Karosserie aus beidseitig feuerverzinktem Stahlblech                              | 2-türige, 2-sitzige, selbsttragende Coupé-Karosserie aus beidseitig feuerverzinktem Stahlblech                              | 2-türige, 2-sitzige, selbsttragende Coupé-Karosserie aus beidseitig feuerverzinktem Stahlblech               | 2-türige, 2-sitzige, selbsttragende Coupé-Karosserie aus beidseitig feuerverzinktem Stahlblech               | 2-türige, 2-sitzige, selbsttragende Coupé-Karosserie aus beidseitig feuerverzinktem Stahlblech               | 2-türige, 2-sitzige, selbsttragende Coupé-Karosserie aus beidseitig feuerverzinktem Stahlblech               | 2-türige, 2-sitzige, selbsttragende Coupé-Karosserie aus beidseitig feuerverzinktem Stahlblech               |
| Spurweite vorn / hinten:              | 1475 mm / 1495 mm | 1485 mm / 1495 mm | 1485 mm / 1495 mm | 1497 mm / 1524 mm | 1497 mm / 1558 mm | 1497 mm / 1524 mm | 1509 mm / 1554 mm | 1509 mm / 1554 mm | 1551 mm / 1555 mm | 1587 mm / 1557 mm | 1551 mm / 1555 mm                                                                                            | 1587 mm / 1557 mm                                                                                            | 1601 mm / 1553 mm                                                                                            | 1630 mm / 1582 mm                                                                                            | 1601 mm / 1553 mm                                                                                            |
| Radstand:                             | 2350 mm | 2355 mm | 2355 mm | 2355 mm | 2360 mm | 2355 mm | 2355 mm | 2355 mm | 2457 mm | 2456 mm | 2457 mm | 2453 mm | 2457 mm | 2457 mm | 2457 mm |
| Reifen:                               | 225/40 ZR 18 (vorne) 285/30 ZR 18 (hinten) | 235/40 ZR 18 (vorne) 295/30 ZR 18 (hinten)                                                                                  | 235/40 ZR 18 (vorne) 295/30 ZR 18 (hinten)                                                                                  | 235/35 ZR 19 (vorne) 305/30 ZR 19 (hinten)                                                                                  | 235/35 ZR 19 (vorne) 305/30 ZR 19 (hinten)                                                                                  | 235/35 ZR 19 (vorne) 305/30 ZR 19 (hinten)                                                                                  | 245/35 ZR 19 (vorne) 325/30 ZR 19 (hinten)                                                                                  | 245/35 ZR 19 (vorne) 325/30 ZR 19 (hinten)                                                                                  | 245/35 ZR 20 (vorne) 305/30 ZR 20 (hinten)                                                                                  | 265/35 ZR 20 (vorne) 325/30 ZR 21 (hinten)                                                                                  | 245/35 ZR 20 (vorne) 305/30 ZR 20 (hinten)                                                                   | 265/35 ZR 20 (vorne) 325/30 ZR 21 (hinten)                                                                   | 255/35 ZR 20 (vorne) 315/30 ZR 21 (hinten)                                                                   | 275/35 ZR 20 (vorne) 335/30 ZR 21 (hinten)                                                                   | 255/35 ZR 20 (vorne) 315/30 ZR 21 (hinten)                                                                   |
| Reifentyp:                            | Pirelli P Zero | Pirelli P Zero | Pirelli P Zero Corsa | Michelin Pilot Sport Cup 1 (N0) / Pirelli P Zero Corsa (N0)                                                                 | Michelin Pilot Sport Cup 1 (N0) / Pirelli P Zero Corsa (N0)                                                                 | Michelin Pilot Sport Cup 1 (N1) / Pirelli P Zero Corsa (N1)                                                                 | Michelin Pilot Sport Cup 1 (N1) / Pirelli P Zero Corsa (N1)                                                                 | Michelin Pilot Sport Cup 1 (N1) / Pirelli P Zero Corsa (N1)                                                                 | Michelin Pilot Sport Cup 2 (N0) / Dunlop Sport Maxx Race (N0)                                                               | Michelin Pilot Sport Cup 2 (N1) / Dunlop Sport Maxx Race (N1)                                                               | Michelin Pilot Sport Cup 2 (N1) / Dunlop Sport Maxx Race (N1)                                                | Michelin Pilot Sport Cup 2 (N2) / Dunlop Sport Maxx Race 2 (N2)                                              | Michelin Pilot Cup 2 (N0) / Goodyear Eagle F1 SuperSport (N0)                                                | Michelin Pilot Cup 2 (N0) / Goodyear Eagle F1 SuperSport (N0)                                                | Michelin Pilot Cup 2 (N1) / Goodyear Eagle F1 SuperSport (N1)                                                |
| Räder:                                | 10-Speichen-Leichtmetallräder mit verschraubten Felgen; 8 J × 18 plus 5 mm Distanzscheiben ET 52 (vorne); 10 J × 18 plus 5 mm Distanzscheiben ET 65 (hinten) | 10-Speichen-Leichtmetallräder im GT3-Design; 8,5 J × 18 ET 40 (vorne); 11 J × 18 ET 63 (hinten)                             | 10-Speichen-Leichtmetallräder im GT3-Design; 8,5 J × 18 ET 40 (vorne); 11 J × 18 ET 63 (hinten)                             | 10-Speichen-Leichtmetallräder im GT3-Design; 8,5 J × 19 ET 53 (vorne); 12 J × 19 ET 68 (hinten)                             | 10-Speichen-Leichtmetallräder im GT3-Design; 8,5 J × 19 ET 53 (vorne); 12 J × 19 ET 51 (hinten)                             | 10-Speichen-Leichtmetallräder im GT3-Design II; 8,5 J × 19 ET 53 (vorne); 12 J × 19 ET 63 (hinten); Zentralverschluss       | 10-Speichen-Leichtmetallräder im GT3-Design II; 9 J × 19 ET 47 (vorne); 12 J × 19 ET 48 (hinten); Zentralverschluss         | 10-Speichen-Leichtmetallräder im GT3-Design II; 9 J × 19 ET 47 (vorne); 12 J × 19 ET 48 (hinten); Zentralverschluss         | 10-Speichen-Leichtmetallräder; 9 J × 20 ET 55 (vorne); 12 J × 20 ET 47 (hinten); Zentralverschluss                          | 10-Speichen-Leichtmetallräder; 9,5 J × 20 ET 50 (vorne); 12,5 J × 21 ET 48 (hinten); Zentralverschluss                      | 10-Speichen-Leichtmetallräder; 9 J × 20 ET 55 (vorne); 12 J × 20 ET 47 (hinten); Zentralverschluss           | 10-Speichen-Leichtmetallräder; 9,5 J × 20 ET 50 (vorne); 12,5 J × 21 ET 48 (hinten); Zentralverschluss       | Geschmiedete Leichtmetallräder; 9,5 J × 20 ET 46 (vorne); 12 J × 21 ET 45 (hinten); Zentralverschluss        | Geschmiedete Leichtmetallräder; 10 J × 20 ET 45 (vorne); 13 J × 21 ET 31 (hinten); Zentralverschluss         | Geschmiedete Leichtmetallräder; 9,5 J × 20 ET 46 (vorne); 12 J × 21 ET 45 (hinten); Zentralverschluss        |
| Maße L × B × H:                       | 4430 mm × 1765 mm × 1270 mm | 4435 mm × 1770 mm × 1275 mm                                                                                                 | 4435 mm × 1770 mm × 1275 mm                                                                                                 | 4445 mm × 1808 mm × 1280 mm                                                                                                 | 4460 mm × 1852 mm × 1280 mm                                                                                                 | 4460 mm × 1808 mm × 1280 mm                                                                                                 | 4460 mm × 1852 mm × 1280 mm                                                                                                 | 4460 mm × 1852 mm × 1280 mm                                                                                                 | 4545 mm × 1852 mm × 1269 mm                                                                                                 | 4545 mm × 1880 mm × 1291 mm                                                                                                 | 4562 mm × 1852 mm × 1271 mm                                                                                  | 4557 mm × 1880 mm × 1297 mm                                                                                  | 4573 mm × 1852 mm × 1279 mm                                                                                  | 4572 mm × 1900 mm × 1322 mm                                                                                  | 4570 mm × 1852 mm × 1279 mm                                                                                  |
| Leergewicht (nach DIN):               | 1350 kg | 1380 kg | 1360 kg | 1395 kg | 1375 kg | 1395 kg | 1370 kg | 1360 kg | 1430 kg | 1420 kg | 1430 kg | 1430 kg | 1435 kg (PDK), 1418 kg (Schaltgetriebe)                                                                      | 1450 kg | 1479 kg (PDK), 1462 kg (Schaltgetriebe)                                                                      |
| Gesamtverbrauch nach 93/116/EG:       | 12,9 l / 100 km | 12,9 l / 100 km | 12,9 l / 100 km | 12,8 l / 100 km | 12,8 l / 100 km | 12,6 l / 100 km | 13,2 l / 100 km | 13,8 l / 100 km | 12,4 l / 100 km | 12,7 l / 100 km | 12,7 l / 100 km                                                                                              | 12,8 l / 100 km                                                                                              | 12,4 l / 100 km (PDK), 13,3 l / 100 km (Schaltgetriebe)                                                      | 13,4 l / 100 km                                                                                              | 13,8 l / 100 km (PDK), 13,7 l / 100 km (Schaltgetriebe)                                                      |
| Beschleunigung 0–100 km/h:            | 4,8 Sekunden | 4,5 Sekunden | 4,4 Sekunden | 4,3 Sekunden | 4,2 Sekunden | 4,1 Sekunden | 4,0 Sekunden | 3,9 Sekunden | 3,5 Sekunden | 3,3 Sekunden | 3,4 Sekunden                                                                                                 | 3,2 Sekunden                                                                                                 | 3,4 Sekunden (PDK), 3,9 Sekunden (Schaltgetriebe)                                                            | 3,2 Sekunden                                                                                                 | 3,4 Sekunden (PDK), 3,9 Sekunden (Schaltgetriebe)                                                            |
| Höchstgeschwindigkeit:                | 302 km/h | 308 km/h | 308 km/h | 310 km/h | 310 km/h | 312 km/h | 310 km/h | 310 km/h | 315 km/h | 310 km/h | 318 km/h | 312 km/h | 318 km/h (PDK), 320 km/h (Schaltgetriebe)                                                                    | 296 km/h | 311 km/h (PDK), 313 km/h (Schaltgetriebe)                                                                    |
| Grundpreis zur Markteinführung:       | 179.500 DM (entspr. 91.777 Euro) | 102.112 Euro | 120.788 Euro | 108.083 Euro | 129.659 Euro | 116.947 Euro | 145.871 Euro | 178.596 Euro | 137.303 Euro | 181.690 Euro | 152.416 Euro                                                                                                 | 195.137 Euro                                                                                                 | 167.518 Euro                                                                                                 | 229.517 Euro                                                                                                 | 209.000 Euro                                                                                                 |

## Rennwagen
| Fahrzeugklasse                                                            | Zeitleiste der Porsche-911-GT-Rennwagen | Zeitleiste der Porsche-911-GT-Rennwagen | Zeitleiste der Porsche-911-GT-Rennwagen | Zeitleiste der Porsche-911-GT-Rennwagen | Zeitleiste der Porsche-911-GT-Rennwagen | Zeitleiste der Porsche-911-GT-Rennwagen | Zeitleiste der Porsche-911-GT-Rennwagen | Zeitleiste der Porsche-911-GT-Rennwagen | Zeitleiste der Porsche-911-GT-Rennwagen | Zeitleiste der Porsche-911-GT-Rennwagen | Zeitleiste der Porsche-911-GT-Rennwagen | Zeitleiste der Porsche-911-GT-Rennwagen | Zeitleiste der Porsche-911-GT-Rennwagen | Zeitleiste der Porsche-911-GT-Rennwagen | Zeitleiste der Porsche-911-GT-Rennwagen | Zeitleiste der Porsche-911-GT-Rennwagen | Zeitleiste der Porsche-911-GT-Rennwagen | Zeitleiste der Porsche-911-GT-Rennwagen | Zeitleiste der Porsche-911-GT-Rennwagen | Zeitleiste der Porsche-911-GT-Rennwagen | Zeitleiste der Porsche-911-GT-Rennwagen | Zeitleiste der Porsche-911-GT-Rennwagen | Zeitleiste der Porsche-911-GT-Rennwagen | Zeitleiste der Porsche-911-GT-Rennwagen | Zeitleiste der Porsche-911-GT-Rennwagen |
| Fahrzeugklasse                                                            | 1990er                                  | 1990er                                  | 1990er                                  | 1990er                                  | 1990er                                  | 2000er                                  | 2000er                                  | 2000er                                  | 2000er                                  | 2000er                                  | 2000er                                  | 2000er                                  | 2000er                                  | 2000er                                  | 2000er                                  | 2010er                                  | 2010er                                  | 2010er                                  | 2010er                                  | 2010er                                  | 2010er                                  | 2010er                                  | 2010er                                  | 2010er                                  | 2010er                                  |
| Fahrzeugklasse                                                            | 5                                       | 6                                       | 7                                       | 8                                       | 9                                       | 0                                       | 1                                       | 2                                       | 3                                       | 4                                       | 5                                       | 6                                       | 7                                       | 8                                       | 9                                       | 0                                       | 1                                       | 2                                       | 3                                       | 4                                       | 5                                       | 6                                       | 7                                       | 8                                       | 9                                       |
| FIA GT1                                                                   | 993 GT2 Evo                             | 993 GT1                                 | 996 GT1 Evo                             | 996 GT1 ’98                             |                                         |                                         |                                         |                                         |                                         |                                         |                                         |                                         |                                         |                                         |                                         |                                         |                                         |                                         |                                         |                                         |                                         |                                         |                                         |                                         |                                         |
| FIA GT2/GT (bis 2004) ACO GTS (bis 2004)                                  | 993 GT2                                 | 993 GT2                                 | 993 GT2                                 | 993 GT2                                 | 993 GT2                                 | 993 GT2                                 |                                         |                                         |                                         |                                         |                                         |                                         |                                         |                                         |                                         |                                         |                                         |                                         |                                         |                                         |                                         |                                         |                                         |                                         |                                         |
| FIA N-GT (bis 2004) ACO GT (bis 2004) FIA GT2 (ab 2005) ACO GTE (ab 2011) |                                         |                                         |                                         |                                         | 996 GT3 R                               | 996 GT3 R                               | 996 GT3 RS                              | 996 GT3 RS                              | 996 GT3 RS                              | 996 GT3 RSR                             | 996 GT3 RSR                             | 997 GT3 RSR                             | 997 GT3 RSR                             | 997 GT3 RSR                             | 997 GT3 RSR                             | 997 GT3 RSR                             | 997 GT3 RSR                             | 997 GT3 RSR                             | 991 RSR                                 | 991 RSR                                 | 991 RSR                                 | 991 RSR                                 | 991 RSR                                 | 991 RSR                                 | 991 RSR                                 |
| FIA GT3                                                                   |                                         |                                         |                                         |                                         |                                         |                                         |                                         |                                         |                                         |                                         |                                         | 997 GT3 Cup                             | 997 GT3 Cup                             | 997 GT3 Cup S                           | 997 GT3 Cup S                           | 997 GT3 R                               | 997 GT3 R                               | 997 GT3 R                               | 997 GT3 R                               | 997 GT3 R                               | 997 GT3 R                               | 991 GT3 R                               | 991 GT3 R                               | 991 GT3 R                               | 991 GT3 R                               |
| Porsche Carrera Cup                                                       | 993 Cup 3.8                             | 993 Cup 3.8                             | 993 Cup 3.8                             | 996 GT3 Cup                             | 996 GT3 Cup                             | 996 GT3 Cup                             | 996 GT3 Cup                             | 996 GT3 Cup                             | 996 GT3 Cup                             | 996 GT3 Cup                             | 997 GT3 Cup                             | 997 GT3 Cup                             | 997 GT3 Cup                             | 997 GT3 Cup                             | 997 GT3 Cup                             | 997 GT3 Cup                             | 997 GT3 Cup                             | 997 GT3 Cup                             | 991 GT3 Cup                             | 991 GT3 Cup                             | 991 GT3 Cup                             | 991 GT3 Cup                             | 991 GT3 Cup                             | 991 GT3 Cup                             | 991 GT3 Cup                             |

### Bücher
- Tobias Aichele: Porsche 911 – Forever young. Motorbuch Verlag, Stuttgart (2004), ISBN 3-613-01546-3.
- Jörg Austen: Typenkompass Porsche. Personenwagen seit 1948. Motorbuch Verlag, Stuttgart (2007), ISBN 3-613-02710-0.
- Jörg Austen: Porsche 911 Rallye- und Rennsportwagen. Die technische Dokumentation. Motorbuch Verlag, Stuttgart 2005, ISBN 3-613-02492-6.
- Jürgen Barth; Gustav Büsing: Das neue große Buch der Porsche-Typen. Motorbuch Verlag, Stuttgart (2005), ISBN 3-613-02438-1.
- Marc Bongers: Porsche. Serienfahrzeuge und Sportwagen seit 1948. Motorbuch Verlag, Stuttgart (2004), ISBN 3-613-02388-1.
- Paul Frère: Die Porsche 911 Story. Motorbuch Verlag, Stuttgart (2002), ISBN 3-613-02225-7.
- Achim Kubiak: Faszination 911. Die Typologie des Porsche 911. Delius Klasing Verlag, Bielefeld (2004), ISBN 3-7688-1581-1.
- Randy Leffingwell: Porsche 911 – Perfektion und Design. HEEL Verlag, Königswinter (2007), ISBN 3-89880-641-3.
- Michael Trzesniowski: Rennwagentechnik: Grundlagen, Konstruktion, Komponenten, Systeme, Vieweg+Teubner Verlag, Wiesbaden, 2012, ISBN 978-3-8348-2209-3.
- Peter Schneider: Typenkompass Porsche. Renn- und Rennsportwagen seit 1948. Motorbuch Verlag, Stuttgart (2003), ISBN 3-613-02300-8.
- Tim Upietz; Ulrich Upietz (Hrsg.): Porsche 911 GT3 RSR – Acht Jahre des Erfolges. Gruppe C Motorsport Verlag, Duisburg (2007), ISBN 3-928540-50-5.

### Zeitschriften
Porsche 911 (996.1) GT3 (1999–2000)
- Auto Motor und Sport, Heft 11, 19. Mai 1999, Seiten 32–35. Sports-Wear – Fahrbericht: Porsche 911 GT3
- Auto Motor und Sport, Heft 16, 28. Juli 1999, Seiten 72–77. Quick Silber – Test: Porsche 911 GT3
- Auto Motor und Sport, Heft 23, 3. November 1999, Seiten 16–20 und 22–23. Culture Club – Vergleichstest: Porsche 911 GT3, Ferrari 360 Modena und Chrysler Viper GTS
- Auto Motor und Sport, Heft 26, 11. Dezember 2002, Seiten 88–92. Trio Infernale – Vergleich: Porsche 911 GT1, 911 GT2 und 911 GT3
- Christophorus Porsche Magazin 278, Mai 1999, Seiten 14–18, 20 und 22–23. Straßenfeger – Erster Sprint im neuen 911 GT3
- sport auto, Heft 6/1999, Seiten 28–30. Der Brüller – Fahrbericht: Porsche 911 GT3

Porsche 911 (996.2) GT3 (2003–2005)
- Auto Motor und Sport, Heft 9, 16. April 2003, Seiten 24–28. Wieder-Vorlage – Test: Porsche 911 GT3
- Christophorus Porsche Magazin 301, April/Mai 2003, Seiten 26–33. Bella macchina – Premiere: Porsche 911 GT3 (PDF)

Porsche 911 (996.2) GT3 RS (2003–2004)
- Auto Motor und Sport, Heft 26, 10. Dezember 2003, Seiten 82–86. Mager-Sucht – Impression: Porsche 911 GT3 RS und 911 Carrera RS 2.7
- Christophorus Porsche Magazin 304, Oktober/November 2003, Seiten 48–50 und 52–53. „Tempomacher“ – Motorsport: der neue GT3 RS (PDF, Seiten 48 und 49), (Seite 50), (Seiten 52 und 53)

Porsche 911 (997.1) GT3 (2006–2009)
- Auto Motor und Sport, Heft 8, 29. März 2006, Seiten 72–75. Renntier – Fahrbericht: Porsche 911 GT3
- Christophorus Porsche Magazin 320, Juni/Juli 2006, Seiten 18–26. Die Extra-Tour – Fahren: Porsche 911 GT3 (PDF)
- sport auto, Heft 7/2006, Seiten 20–28. Weiße Entscheidung – Supertest: Porsche 911 GT3 (Online)

Porsche 911 (997.1) GT3 RS (2006–2009)
- Auto Motor und Sport, Heft 24, 8. November 2006, Seiten 88–94. Green Piece – Test: Porsche 911 GT3 RS (Online)
- Christophorus Porsche Magazin 321, August/September 2006, Seiten 30–31. Power für Puristen – Premiere: Porsche 911 GT3 RS (PDF)
- sport auto, Heft 3/2007, Seiten 32–40. Orange County – Supertest: Porsche 911 GT3 RS (Online)

Porsche 911 (997.2) GT3 (2009–2011)
- Auto Motor und Sport, Porsche 911 GT3 im Supertest – Neuer Straßensportler setzt Bestmarke (Online)

Porsche 911 (997.2) GT3 RS (2009–2011)
- Auto Motor und Sport, Porsche 911 GT3 RS im Supertest – Leichter! Stärker! – Doch Besser? (Online)

Porsche 911 (997.2) GT3 RS 4.0 (2011)
- Auto Motor und Sport, Porsche 911 GT3 RS 4.0 im Supertest – Königs-Elfer mit Rennsport-Genen (Online)
- sport auto, Heft 7/2011, Seiten 14–16. Was Leichtes zum Schluss – Fahrbericht: Porsche 911 GT3 RS 4.0

Porsche 911 (991.1) GT3 (2013–2015)
- Auto Motor und Sport, Porsche 911 (991) GT3 im Supertest – Klassische Win-Win-Situation (Online)

Porsche 911 (991.1) GT3 RS (2015–2017)
- Auto Motor und Sport, Porsche 911 GT3 RS im Supertest – Saugmotor-Wahnsinn auf der Nordschleife (Online)
- Auto Zeitung, Heft 13/2016, Seiten 86–90. Theken Meisterschaft – Vergleich: Porsche 911 GT3 RS und BMW M4 GTS

Porsche 911 (991.2) GT3 (2017)
- Auto Motor und Sport, Porsche 911 GT3 (991.2) im Supertest – Super-Porsche auf dem Weg zur neuen Bestzeit? (Online)
- sport auto, Heft 4/2017, Seiten 28–32. Endlich 18 – Vorstellung: Porsche 911 GT3
- Auto Bild sportscars, Heft 6/2017, Seiten 74–81. Enges Rennen – Vergleich: Porsche 911 GT3 und Mercedes-AMG GT R
- Auto Bild sportscars, Heft 7/2017, Seiten 6–16. Blaue Runde – Supertest: Porsche 911 GT3
- Auto Bild sportscars, Heft 12/2017, Seiten 6–19. Natur Spektakel – Verschiedene Sauger, indirekter Vergleich

Porsche 911 (991.2) GT3 RS (2018)
- Auto Bild sportscars, Heft 4/2018, Seiten 16–20. Heiß auf Eis – Ausfahrt im Schnee mit Walter Röhrl
- Auto Motor und Sport, Porsche 911 GT3 RS im Einzeltest – Die pure Fahrfreude, auch mit Filter (Online)

Porsche 911 (992.1) GT3 (2021–2023)
- Auto Motor und Sport, Porsche 911 GT3 (992) im Supertest – Der jagt selbst den GT2 RS (Online)
- Auto Motor und Sport, Porsche 911 GT3 Touring-Paket – Weniger Flügel, mehr Elfer (Online)
- Auto Motor und Sport, Porsche 911 GT3 mit Manthey-Performance-Kit – So geht die Nordschleife in unter 7 Minuten (Online)

Porsche 911 (992.1) GT3 RS (seit 2023)
- Auto Motor und Sport, Porsche 911 (992) GT3 RS im Supertest – Der schnellste Porsche auf der Nordschleife (Online)
- Auto Motor und Sport, Porsche 911 GT3 RS mit Manthey-Kit – Ohne Heckfenster noch schneller im Kreis (Online)

Porsche 911 (992.2) GT3 (seit 2024)
- Auto Motor und Sport, Porsche 911 GT3 (992.2, 2024) – Fahrspaß pur mit 510 PS (Online)
- Auto Motor und Sport, Porsche 911 GT3 – Handgerührt zum Nordschleifenrekord (Online)

### Verkaufsliteratur
Porsche 911 GT3 Typ 996 (1999–2000)
- Der 911 GT3. Leidenschaft Motorsport. Dr. Ing. h.c. F. Porsche AG, Stuttgart. Stand 02/1999, WVK 162 610 99 D/WW
- Der 911 GT3 in Daten. Dr. Ing. h.c. F. Porsche AG, Stuttgart. gültig ab 1. März 1999, WVK 164 311 99

Porsche 911 GT3 Typ 996 (2003–2005)
- Der 911 GT3. Leidenschaft Motorsport. Dr. Ing. h.c. F. Porsche AG, Stuttgart. Stand 12/2002, WVK 207 210 03 D/WW
- Motor des Sports – Der Porsche 911 GT3. Dr. Ing. h.c. F. Porsche AG, Stuttgart. Stand 02/2003
- Der 911 GT3. Leidenschaft Motorsport. Dr. Ing. h.c. F. Porsche AG, Stuttgart. Stand 05/2004, WVK 216 310 05 D/WW

Porsche 911 GT3 RS Typ 996 (2003–2004)
- Der 911 GT3 RS. Dr. Ing. h.c. F. Porsche AG, Stuttgart. Stand 06/2003, WVK 207 610 04 D/D
- Der 911 GT3 RS. Preise und Daten. Dr. Ing. h.c. F. Porsche AG, Stuttgart. Stand 06/03, WVK 207 911 04 D/D

Porsche 911 GT3 Typ 997 (2006–2009)
- Der neue 911 GT3 • Die reine Lehre. Dr. Ing. h.c. F. Porsche AG, Stuttgart. Stand 01/2006, WVK 221 210 06 D/WW
- 911 GT3. Das Modell in Daten. Dr. Ing. h.c. F. Porsche AG, Stuttgart. Stand 01/2006, WVK 221 311 06 D/D

Porsche 911 GT3 RS Typ 997 (2009–2011)
- Der neue 911 GT3 RS und 911 GT3 • Nichts als die Wahrheit. Dr. Ing. h.c. F. Porsche AG, Stuttgart. Stand: 09/09, WSLG1001000110 DE/WW
- Der neue 911 GT3 RS und der 911 GT3. Die Modelle in Daten (Stand: 02/2010). Dr. Ing. h.c. F. Porsche AG, Stuttgart. Stand: 02/2010, WPLG 1001000711

Porsche 911 GT3 RS 4.0 Typ 997 (2011)
- Der neue 911 GT3 RS 4.0 • Höchste Disziplin. Dr. Ing. h.c. F. Porsche AG, Stuttgart. Stand: 04/2011, WSLS 1101000610 DE/WW
- Der neue 911 GT3 RS 4.0. Das Modell in Daten (Stand: 05/2011). Dr. Ing. h.c. F. Porsche AG, Stuttgart. Stand: 05/2011, WPLH1101000111

### Videos
Porsche 911 GT3 RS Typ 997 (2006–2009)
- Webspecial zum aktuellen 911 GT3 RS auf der Porsche Homepage (mit Videostream)

Porsche 911 GT3 RS 4.0 Typ 997 (2011)
- Strict discipline. The new 911 GT3 RS 4.0. – Andreas Preuninger über den GT3 RS 4.0 (Englisch)

Porsche 911 GT3 als Rallyefahrzeug